# Отвличане (шахмат)
Отвлѝчане (отклонение) в шахмата е тактически метод, при който фигура е принудена да се премести на друго поле и престава да изпълнява важни функции (например защита на друга фигура, поле или линия).  Отвличането обикновено се използва в атакуваща комбинация, когато отклонената фигура е критична за защитата. Тя е принудена да напусне квадрат, ред, колона или диагонал, който заема или върху който има влияние, така че да остави ценна фигура беззащитна срещу атаката на противника. 
Отвличането често се постига чрез жертва.  Когато е част от комбинация, то може да бъде свързано и с други видове тактически прийоми: цугцванг, „рентген“, завличане и др.
Мотивът за отвличане може да се намери главно в мителшпила и ендшпила. Ако една страна има проходна пешка в ендшпила, заплахата от нейното преобразуване се използва в подходящия момент, за да се отвлече вниманието на противниковия цар от основното бойно поле. След това собственият цар може да улови печелившите пешки на другото крило, докато отвлеченият цар идва твърде късно.
Отвличането на вниманието на фигури, които предотвратяват директен мат или комбинация от мат е особено ефективно. Ако отвлечената фигура се окаже претоварена фигура, тогава защитата на противника моментално се разпада, което прави победата неизбежна за този, който е използвал отвличането.
За разлика от завличането, където фигурата се принуждава да заеме определено поле, при отвличането тя се отклонява (прогонва) от определено поле или линия.

## Примери
|   | a | b | c | d | e | f | g | h |   |
| 8 | черен топ на черно поле f8 · бял топ на бяло поле b7 · бял кръг на бяло поле f7 · бяла пешка на бяло поле e6 · черен цар на черно поле f6 · бяла пешка на бяло поле f5 · бял цар на черно поле f4 | черен топ на черно поле f8 · бял топ на бяло поле b7 · бял кръг на бяло поле f7 · бяла пешка на бяло поле e6 · черен цар на черно поле f6 · бяла пешка на бяло поле f5 · бял цар на черно поле f4 | черен топ на черно поле f8 · бял топ на бяло поле b7 · бял кръг на бяло поле f7 · бяла пешка на бяло поле e6 · черен цар на черно поле f6 · бяла пешка на бяло поле f5 · бял цар на черно поле f4 | черен топ на черно поле f8 · бял топ на бяло поле b7 · бял кръг на бяло поле f7 · бяла пешка на бяло поле e6 · черен цар на черно поле f6 · бяла пешка на бяло поле f5 · бял цар на черно поле f4 | черен топ на черно поле f8 · бял топ на бяло поле b7 · бял кръг на бяло поле f7 · бяла пешка на бяло поле e6 · черен цар на черно поле f6 · бяла пешка на бяло поле f5 · бял цар на черно поле f4 | черен топ на черно поле f8 · бял топ на бяло поле b7 · бял кръг на бяло поле f7 · бяла пешка на бяло поле e6 · черен цар на черно поле f6 · бяла пешка на бяло поле f5 · бял цар на черно поле f4 | черен топ на черно поле f8 · бял топ на бяло поле b7 · бял кръг на бяло поле f7 · бяла пешка на бяло поле e6 · черен цар на черно поле f6 · бяла пешка на бяло поле f5 · бял цар на черно поле f4 | черен топ на черно поле f8 · бял топ на бяло поле b7 · бял кръг на бяло поле f7 · бяла пешка на бяло поле e6 · черен цар на черно поле f6 · бяла пешка на бяло поле f5 · бял цар на черно поле f4 | 8 |
| 7 | черен топ на черно поле f8 · бял топ на бяло поле b7 · бял кръг на бяло поле f7 · бяла пешка на бяло поле e6 · черен цар на черно поле f6 · бяла пешка на бяло поле f5 · бял цар на черно поле f4 | черен топ на черно поле f8 · бял топ на бяло поле b7 · бял кръг на бяло поле f7 · бяла пешка на бяло поле e6 · черен цар на черно поле f6 · бяла пешка на бяло поле f5 · бял цар на черно поле f4 | черен топ на черно поле f8 · бял топ на бяло поле b7 · бял кръг на бяло поле f7 · бяла пешка на бяло поле e6 · черен цар на черно поле f6 · бяла пешка на бяло поле f5 · бял цар на черно поле f4 | черен топ на черно поле f8 · бял топ на бяло поле b7 · бял кръг на бяло поле f7 · бяла пешка на бяло поле e6 · черен цар на черно поле f6 · бяла пешка на бяло поле f5 · бял цар на черно поле f4 | черен топ на черно поле f8 · бял топ на бяло поле b7 · бял кръг на бяло поле f7 · бяла пешка на бяло поле e6 · черен цар на черно поле f6 · бяла пешка на бяло поле f5 · бял цар на черно поле f4 | черен топ на черно поле f8 · бял топ на бяло поле b7 · бял кръг на бяло поле f7 · бяла пешка на бяло поле e6 · черен цар на черно поле f6 · бяла пешка на бяло поле f5 · бял цар на черно поле f4 | черен топ на черно поле f8 · бял топ на бяло поле b7 · бял кръг на бяло поле f7 · бяла пешка на бяло поле e6 · черен цар на черно поле f6 · бяла пешка на бяло поле f5 · бял цар на черно поле f4 | черен топ на черно поле f8 · бял топ на бяло поле b7 · бял кръг на бяло поле f7 · бяла пешка на бяло поле e6 · черен цар на черно поле f6 · бяла пешка на бяло поле f5 · бял цар на черно поле f4 | 7 |
| 6 | черен топ на черно поле f8 · бял топ на бяло поле b7 · бял кръг на бяло поле f7 · бяла пешка на бяло поле e6 · черен цар на черно поле f6 · бяла пешка на бяло поле f5 · бял цар на черно поле f4 | черен топ на черно поле f8 · бял топ на бяло поле b7 · бял кръг на бяло поле f7 · бяла пешка на бяло поле e6 · черен цар на черно поле f6 · бяла пешка на бяло поле f5 · бял цар на черно поле f4 | черен топ на черно поле f8 · бял топ на бяло поле b7 · бял кръг на бяло поле f7 · бяла пешка на бяло поле e6 · черен цар на черно поле f6 · бяла пешка на бяло поле f5 · бял цар на черно поле f4 | черен топ на черно поле f8 · бял топ на бяло поле b7 · бял кръг на бяло поле f7 · бяла пешка на бяло поле e6 · черен цар на черно поле f6 · бяла пешка на бяло поле f5 · бял цар на черно поле f4 | черен топ на черно поле f8 · бял топ на бяло поле b7 · бял кръг на бяло поле f7 · бяла пешка на бяло поле e6 · черен цар на черно поле f6 · бяла пешка на бяло поле f5 · бял цар на черно поле f4 | черен топ на черно поле f8 · бял топ на бяло поле b7 · бял кръг на бяло поле f7 · бяла пешка на бяло поле e6 · черен цар на черно поле f6 · бяла пешка на бяло поле f5 · бял цар на черно поле f4 | черен топ на черно поле f8 · бял топ на бяло поле b7 · бял кръг на бяло поле f7 · бяла пешка на бяло поле e6 · черен цар на черно поле f6 · бяла пешка на бяло поле f5 · бял цар на черно поле f4 | черен топ на черно поле f8 · бял топ на бяло поле b7 · бял кръг на бяло поле f7 · бяла пешка на бяло поле e6 · черен цар на черно поле f6 · бяла пешка на бяло поле f5 · бял цар на черно поле f4 | 6 |
| 5 | черен топ на черно поле f8 · бял топ на бяло поле b7 · бял кръг на бяло поле f7 · бяла пешка на бяло поле e6 · черен цар на черно поле f6 · бяла пешка на бяло поле f5 · бял цар на черно поле f4 | черен топ на черно поле f8 · бял топ на бяло поле b7 · бял кръг на бяло поле f7 · бяла пешка на бяло поле e6 · черен цар на черно поле f6 · бяла пешка на бяло поле f5 · бял цар на черно поле f4 | черен топ на черно поле f8 · бял топ на бяло поле b7 · бял кръг на бяло поле f7 · бяла пешка на бяло поле e6 · черен цар на черно поле f6 · бяла пешка на бяло поле f5 · бял цар на черно поле f4 | черен топ на черно поле f8 · бял топ на бяло поле b7 · бял кръг на бяло поле f7 · бяла пешка на бяло поле e6 · черен цар на черно поле f6 · бяла пешка на бяло поле f5 · бял цар на черно поле f4 | черен топ на черно поле f8 · бял топ на бяло поле b7 · бял кръг на бяло поле f7 · бяла пешка на бяло поле e6 · черен цар на черно поле f6 · бяла пешка на бяло поле f5 · бял цар на черно поле f4 | черен топ на черно поле f8 · бял топ на бяло поле b7 · бял кръг на бяло поле f7 · бяла пешка на бяло поле e6 · черен цар на черно поле f6 · бяла пешка на бяло поле f5 · бял цар на черно поле f4 | черен топ на черно поле f8 · бял топ на бяло поле b7 · бял кръг на бяло поле f7 · бяла пешка на бяло поле e6 · черен цар на черно поле f6 · бяла пешка на бяло поле f5 · бял цар на черно поле f4 | черен топ на черно поле f8 · бял топ на бяло поле b7 · бял кръг на бяло поле f7 · бяла пешка на бяло поле e6 · черен цар на черно поле f6 · бяла пешка на бяло поле f5 · бял цар на черно поле f4 | 5 |
| 4 | черен топ на черно поле f8 · бял топ на бяло поле b7 · бял кръг на бяло поле f7 · бяла пешка на бяло поле e6 · черен цар на черно поле f6 · бяла пешка на бяло поле f5 · бял цар на черно поле f4 | черен топ на черно поле f8 · бял топ на бяло поле b7 · бял кръг на бяло поле f7 · бяла пешка на бяло поле e6 · черен цар на черно поле f6 · бяла пешка на бяло поле f5 · бял цар на черно поле f4 | черен топ на черно поле f8 · бял топ на бяло поле b7 · бял кръг на бяло поле f7 · бяла пешка на бяло поле e6 · черен цар на черно поле f6 · бяла пешка на бяло поле f5 · бял цар на черно поле f4 | черен топ на черно поле f8 · бял топ на бяло поле b7 · бял кръг на бяло поле f7 · бяла пешка на бяло поле e6 · черен цар на черно поле f6 · бяла пешка на бяло поле f5 · бял цар на черно поле f4 | черен топ на черно поле f8 · бял топ на бяло поле b7 · бял кръг на бяло поле f7 · бяла пешка на бяло поле e6 · черен цар на черно поле f6 · бяла пешка на бяло поле f5 · бял цар на черно поле f4 | черен топ на черно поле f8 · бял топ на бяло поле b7 · бял кръг на бяло поле f7 · бяла пешка на бяло поле e6 · черен цар на черно поле f6 · бяла пешка на бяло поле f5 · бял цар на черно поле f4 | черен топ на черно поле f8 · бял топ на бяло поле b7 · бял кръг на бяло поле f7 · бяла пешка на бяло поле e6 · черен цар на черно поле f6 · бяла пешка на бяло поле f5 · бял цар на черно поле f4 | черен топ на черно поле f8 · бял топ на бяло поле b7 · бял кръг на бяло поле f7 · бяла пешка на бяло поле e6 · черен цар на черно поле f6 · бяла пешка на бяло поле f5 · бял цар на черно поле f4 | 4 |
| 3 | черен топ на черно поле f8 · бял топ на бяло поле b7 · бял кръг на бяло поле f7 · бяла пешка на бяло поле e6 · черен цар на черно поле f6 · бяла пешка на бяло поле f5 · бял цар на черно поле f4 | черен топ на черно поле f8 · бял топ на бяло поле b7 · бял кръг на бяло поле f7 · бяла пешка на бяло поле e6 · черен цар на черно поле f6 · бяла пешка на бяло поле f5 · бял цар на черно поле f4 | черен топ на черно поле f8 · бял топ на бяло поле b7 · бял кръг на бяло поле f7 · бяла пешка на бяло поле e6 · черен цар на черно поле f6 · бяла пешка на бяло поле f5 · бял цар на черно поле f4 | черен топ на черно поле f8 · бял топ на бяло поле b7 · бял кръг на бяло поле f7 · бяла пешка на бяло поле e6 · черен цар на черно поле f6 · бяла пешка на бяло поле f5 · бял цар на черно поле f4 | черен топ на черно поле f8 · бял топ на бяло поле b7 · бял кръг на бяло поле f7 · бяла пешка на бяло поле e6 · черен цар на черно поле f6 · бяла пешка на бяло поле f5 · бял цар на черно поле f4 | черен топ на черно поле f8 · бял топ на бяло поле b7 · бял кръг на бяло поле f7 · бяла пешка на бяло поле e6 · черен цар на черно поле f6 · бяла пешка на бяло поле f5 · бял цар на черно поле f4 | черен топ на черно поле f8 · бял топ на бяло поле b7 · бял кръг на бяло поле f7 · бяла пешка на бяло поле e6 · черен цар на черно поле f6 · бяла пешка на бяло поле f5 · бял цар на черно поле f4 | черен топ на черно поле f8 · бял топ на бяло поле b7 · бял кръг на бяло поле f7 · бяла пешка на бяло поле e6 · черен цар на черно поле f6 · бяла пешка на бяло поле f5 · бял цар на черно поле f4 | 3 |
| 2 | черен топ на черно поле f8 · бял топ на бяло поле b7 · бял кръг на бяло поле f7 · бяла пешка на бяло поле e6 · черен цар на черно поле f6 · бяла пешка на бяло поле f5 · бял цар на черно поле f4 | черен топ на черно поле f8 · бял топ на бяло поле b7 · бял кръг на бяло поле f7 · бяла пешка на бяло поле e6 · черен цар на черно поле f6 · бяла пешка на бяло поле f5 · бял цар на черно поле f4 | черен топ на черно поле f8 · бял топ на бяло поле b7 · бял кръг на бяло поле f7 · бяла пешка на бяло поле e6 · черен цар на черно поле f6 · бяла пешка на бяло поле f5 · бял цар на черно поле f4 | черен топ на черно поле f8 · бял топ на бяло поле b7 · бял кръг на бяло поле f7 · бяла пешка на бяло поле e6 · черен цар на черно поле f6 · бяла пешка на бяло поле f5 · бял цар на черно поле f4 | черен топ на черно поле f8 · бял топ на бяло поле b7 · бял кръг на бяло поле f7 · бяла пешка на бяло поле e6 · черен цар на черно поле f6 · бяла пешка на бяло поле f5 · бял цар на черно поле f4 | черен топ на черно поле f8 · бял топ на бяло поле b7 · бял кръг на бяло поле f7 · бяла пешка на бяло поле e6 · черен цар на черно поле f6 · бяла пешка на бяло поле f5 · бял цар на черно поле f4 | черен топ на черно поле f8 · бял топ на бяло поле b7 · бял кръг на бяло поле f7 · бяла пешка на бяло поле e6 · черен цар на черно поле f6 · бяла пешка на бяло поле f5 · бял цар на черно поле f4 | черен топ на черно поле f8 · бял топ на бяло поле b7 · бял кръг на бяло поле f7 · бяла пешка на бяло поле e6 · черен цар на черно поле f6 · бяла пешка на бяло поле f5 · бял цар на черно поле f4 | 2 |
| 1 | черен топ на черно поле f8 · бял топ на бяло поле b7 · бял кръг на бяло поле f7 · бяла пешка на бяло поле e6 · черен цар на черно поле f6 · бяла пешка на бяло поле f5 · бял цар на черно поле f4 | черен топ на черно поле f8 · бял топ на бяло поле b7 · бял кръг на бяло поле f7 · бяла пешка на бяло поле e6 · черен цар на черно поле f6 · бяла пешка на бяло поле f5 · бял цар на черно поле f4 | черен топ на черно поле f8 · бял топ на бяло поле b7 · бял кръг на бяло поле f7 · бяла пешка на бяло поле e6 · черен цар на черно поле f6 · бяла пешка на бяло поле f5 · бял цар на черно поле f4 | черен топ на черно поле f8 · бял топ на бяло поле b7 · бял кръг на бяло поле f7 · бяла пешка на бяло поле e6 · черен цар на черно поле f6 · бяла пешка на бяло поле f5 · бял цар на черно поле f4 | черен топ на черно поле f8 · бял топ на бяло поле b7 · бял кръг на бяло поле f7 · бяла пешка на бяло поле e6 · черен цар на черно поле f6 · бяла пешка на бяло поле f5 · бял цар на черно поле f4 | черен топ на черно поле f8 · бял топ на бяло поле b7 · бял кръг на бяло поле f7 · бяла пешка на бяло поле e6 · черен цар на черно поле f6 · бяла пешка на бяло поле f5 · бял цар на черно поле f4 | черен топ на черно поле f8 · бял топ на бяло поле b7 · бял кръг на бяло поле f7 · бяла пешка на бяло поле e6 · черен цар на черно поле f6 · бяла пешка на бяло поле f5 · бял цар на черно поле f4 | черен топ на черно поле f8 · бял топ на бяло поле b7 · бял кръг на бяло поле f7 · бяла пешка на бяло поле e6 · черен цар на черно поле f6 · бяла пешка на бяло поле f5 · бял цар на черно поле f4 | 1 |
|   | a | b | c | d | e | f | g | h |   |

В позицията на диаграма 1 белите вече са уловили черния цар в матова мрежа. Белите биха могли почти да завършат играта незабавно с 1. Тb7–f7#, ако черният топ не контролира полето за мат f7 и по този начин защитава своя цар. Черният топ трябва или да бъде отклонен от защитата на полето f7 или насочен към него. Принудителното действие служи като средство за принуда. Белите предават реда за игра на черните с изчакващ ход.
1. Тb7–a7 (Tc7, Td7, Th7) Черният цар не може да се движи. Сега черните трябва да придвижат топа – цугцванг:

1. … Тf8–f7 2. Тa7xf7 мат или 

1. … Тf8–~ (в шахматна нотация – всеки друг ход на топа, отклонение) 2. Тa7–f7#.

|   | a | b | c | d | e | f | g | h |   |
| 8 | бяла пешка на черно поле a7 · бял топ на бяло поле c4 · бял цар на черно поле g3 · черен топ на черно поле a1 · черен цар на бяло поле h1 | бяла пешка на черно поле a7 · бял топ на бяло поле c4 · бял цар на черно поле g3 · черен топ на черно поле a1 · черен цар на бяло поле h1 | бяла пешка на черно поле a7 · бял топ на бяло поле c4 · бял цар на черно поле g3 · черен топ на черно поле a1 · черен цар на бяло поле h1 | бяла пешка на черно поле a7 · бял топ на бяло поле c4 · бял цар на черно поле g3 · черен топ на черно поле a1 · черен цар на бяло поле h1 | бяла пешка на черно поле a7 · бял топ на бяло поле c4 · бял цар на черно поле g3 · черен топ на черно поле a1 · черен цар на бяло поле h1 | бяла пешка на черно поле a7 · бял топ на бяло поле c4 · бял цар на черно поле g3 · черен топ на черно поле a1 · черен цар на бяло поле h1 | бяла пешка на черно поле a7 · бял топ на бяло поле c4 · бял цар на черно поле g3 · черен топ на черно поле a1 · черен цар на бяло поле h1 | бяла пешка на черно поле a7 · бял топ на бяло поле c4 · бял цар на черно поле g3 · черен топ на черно поле a1 · черен цар на бяло поле h1 | 8 |
| 7 | бяла пешка на черно поле a7 · бял топ на бяло поле c4 · бял цар на черно поле g3 · черен топ на черно поле a1 · черен цар на бяло поле h1 | бяла пешка на черно поле a7 · бял топ на бяло поле c4 · бял цар на черно поле g3 · черен топ на черно поле a1 · черен цар на бяло поле h1 | бяла пешка на черно поле a7 · бял топ на бяло поле c4 · бял цар на черно поле g3 · черен топ на черно поле a1 · черен цар на бяло поле h1 | бяла пешка на черно поле a7 · бял топ на бяло поле c4 · бял цар на черно поле g3 · черен топ на черно поле a1 · черен цар на бяло поле h1 | бяла пешка на черно поле a7 · бял топ на бяло поле c4 · бял цар на черно поле g3 · черен топ на черно поле a1 · черен цар на бяло поле h1 | бяла пешка на черно поле a7 · бял топ на бяло поле c4 · бял цар на черно поле g3 · черен топ на черно поле a1 · черен цар на бяло поле h1 | бяла пешка на черно поле a7 · бял топ на бяло поле c4 · бял цар на черно поле g3 · черен топ на черно поле a1 · черен цар на бяло поле h1 | бяла пешка на черно поле a7 · бял топ на бяло поле c4 · бял цар на черно поле g3 · черен топ на черно поле a1 · черен цар на бяло поле h1 | 7 |
| 6 | бяла пешка на черно поле a7 · бял топ на бяло поле c4 · бял цар на черно поле g3 · черен топ на черно поле a1 · черен цар на бяло поле h1 | бяла пешка на черно поле a7 · бял топ на бяло поле c4 · бял цар на черно поле g3 · черен топ на черно поле a1 · черен цар на бяло поле h1 | бяла пешка на черно поле a7 · бял топ на бяло поле c4 · бял цар на черно поле g3 · черен топ на черно поле a1 · черен цар на бяло поле h1 | бяла пешка на черно поле a7 · бял топ на бяло поле c4 · бял цар на черно поле g3 · черен топ на черно поле a1 · черен цар на бяло поле h1 | бяла пешка на черно поле a7 · бял топ на бяло поле c4 · бял цар на черно поле g3 · черен топ на черно поле a1 · черен цар на бяло поле h1 | бяла пешка на черно поле a7 · бял топ на бяло поле c4 · бял цар на черно поле g3 · черен топ на черно поле a1 · черен цар на бяло поле h1 | бяла пешка на черно поле a7 · бял топ на бяло поле c4 · бял цар на черно поле g3 · черен топ на черно поле a1 · черен цар на бяло поле h1 | бяла пешка на черно поле a7 · бял топ на бяло поле c4 · бял цар на черно поле g3 · черен топ на черно поле a1 · черен цар на бяло поле h1 | 6 |
| 5 | бяла пешка на черно поле a7 · бял топ на бяло поле c4 · бял цар на черно поле g3 · черен топ на черно поле a1 · черен цар на бяло поле h1 | бяла пешка на черно поле a7 · бял топ на бяло поле c4 · бял цар на черно поле g3 · черен топ на черно поле a1 · черен цар на бяло поле h1 | бяла пешка на черно поле a7 · бял топ на бяло поле c4 · бял цар на черно поле g3 · черен топ на черно поле a1 · черен цар на бяло поле h1 | бяла пешка на черно поле a7 · бял топ на бяло поле c4 · бял цар на черно поле g3 · черен топ на черно поле a1 · черен цар на бяло поле h1 | бяла пешка на черно поле a7 · бял топ на бяло поле c4 · бял цар на черно поле g3 · черен топ на черно поле a1 · черен цар на бяло поле h1 | бяла пешка на черно поле a7 · бял топ на бяло поле c4 · бял цар на черно поле g3 · черен топ на черно поле a1 · черен цар на бяло поле h1 | бяла пешка на черно поле a7 · бял топ на бяло поле c4 · бял цар на черно поле g3 · черен топ на черно поле a1 · черен цар на бяло поле h1 | бяла пешка на черно поле a7 · бял топ на бяло поле c4 · бял цар на черно поле g3 · черен топ на черно поле a1 · черен цар на бяло поле h1 | 5 |
| 4 | бяла пешка на черно поле a7 · бял топ на бяло поле c4 · бял цар на черно поле g3 · черен топ на черно поле a1 · черен цар на бяло поле h1 | бяла пешка на черно поле a7 · бял топ на бяло поле c4 · бял цар на черно поле g3 · черен топ на черно поле a1 · черен цар на бяло поле h1 | бяла пешка на черно поле a7 · бял топ на бяло поле c4 · бял цар на черно поле g3 · черен топ на черно поле a1 · черен цар на бяло поле h1 | бяла пешка на черно поле a7 · бял топ на бяло поле c4 · бял цар на черно поле g3 · черен топ на черно поле a1 · черен цар на бяло поле h1 | бяла пешка на черно поле a7 · бял топ на бяло поле c4 · бял цар на черно поле g3 · черен топ на черно поле a1 · черен цар на бяло поле h1 | бяла пешка на черно поле a7 · бял топ на бяло поле c4 · бял цар на черно поле g3 · черен топ на черно поле a1 · черен цар на бяло поле h1 | бяла пешка на черно поле a7 · бял топ на бяло поле c4 · бял цар на черно поле g3 · черен топ на черно поле a1 · черен цар на бяло поле h1 | бяла пешка на черно поле a7 · бял топ на бяло поле c4 · бял цар на черно поле g3 · черен топ на черно поле a1 · черен цар на бяло поле h1 | 4 |
| 3 | бяла пешка на черно поле a7 · бял топ на бяло поле c4 · бял цар на черно поле g3 · черен топ на черно поле a1 · черен цар на бяло поле h1 | бяла пешка на черно поле a7 · бял топ на бяло поле c4 · бял цар на черно поле g3 · черен топ на черно поле a1 · черен цар на бяло поле h1 | бяла пешка на черно поле a7 · бял топ на бяло поле c4 · бял цар на черно поле g3 · черен топ на черно поле a1 · черен цар на бяло поле h1 | бяла пешка на черно поле a7 · бял топ на бяло поле c4 · бял цар на черно поле g3 · черен топ на черно поле a1 · черен цар на бяло поле h1 | бяла пешка на черно поле a7 · бял топ на бяло поле c4 · бял цар на черно поле g3 · черен топ на черно поле a1 · черен цар на бяло поле h1 | бяла пешка на черно поле a7 · бял топ на бяло поле c4 · бял цар на черно поле g3 · черен топ на черно поле a1 · черен цар на бяло поле h1 | бяла пешка на черно поле a7 · бял топ на бяло поле c4 · бял цар на черно поле g3 · черен топ на черно поле a1 · черен цар на бяло поле h1 | бяла пешка на черно поле a7 · бял топ на бяло поле c4 · бял цар на черно поле g3 · черен топ на черно поле a1 · черен цар на бяло поле h1 | 3 |
| 2 | бяла пешка на черно поле a7 · бял топ на бяло поле c4 · бял цар на черно поле g3 · черен топ на черно поле a1 · черен цар на бяло поле h1 | бяла пешка на черно поле a7 · бял топ на бяло поле c4 · бял цар на черно поле g3 · черен топ на черно поле a1 · черен цар на бяло поле h1 | бяла пешка на черно поле a7 · бял топ на бяло поле c4 · бял цар на черно поле g3 · черен топ на черно поле a1 · черен цар на бяло поле h1 | бяла пешка на черно поле a7 · бял топ на бяло поле c4 · бял цар на черно поле g3 · черен топ на черно поле a1 · черен цар на бяло поле h1 | бяла пешка на черно поле a7 · бял топ на бяло поле c4 · бял цар на черно поле g3 · черен топ на черно поле a1 · черен цар на бяло поле h1 | бяла пешка на черно поле a7 · бял топ на бяло поле c4 · бял цар на черно поле g3 · черен топ на черно поле a1 · черен цар на бяло поле h1 | бяла пешка на черно поле a7 · бял топ на бяло поле c4 · бял цар на черно поле g3 · черен топ на черно поле a1 · черен цар на бяло поле h1 | бяла пешка на черно поле a7 · бял топ на бяло поле c4 · бял цар на черно поле g3 · черен топ на черно поле a1 · черен цар на бяло поле h1 | 2 |
| 1 | бяла пешка на черно поле a7 · бял топ на бяло поле c4 · бял цар на черно поле g3 · черен топ на черно поле a1 · черен цар на бяло поле h1 | бяла пешка на черно поле a7 · бял топ на бяло поле c4 · бял цар на черно поле g3 · черен топ на черно поле a1 · черен цар на бяло поле h1 | бяла пешка на черно поле a7 · бял топ на бяло поле c4 · бял цар на черно поле g3 · черен топ на черно поле a1 · черен цар на бяло поле h1 | бяла пешка на черно поле a7 · бял топ на бяло поле c4 · бял цар на черно поле g3 · черен топ на черно поле a1 · черен цар на бяло поле h1 | бяла пешка на черно поле a7 · бял топ на бяло поле c4 · бял цар на черно поле g3 · черен топ на черно поле a1 · черен цар на бяло поле h1 | бяла пешка на черно поле a7 · бял топ на бяло поле c4 · бял цар на черно поле g3 · черен топ на черно поле a1 · черен цар на бяло поле h1 | бяла пешка на черно поле a7 · бял топ на бяло поле c4 · бял цар на черно поле g3 · черен топ на черно поле a1 · черен цар на бяло поле h1 | бяла пешка на черно поле a7 · бял топ на бяло поле c4 · бял цар на черно поле g3 · черен топ на черно поле a1 · черен цар на бяло поле h1 | 1 |
|   | a | b | c | d | e | f | g | h |   |

Ендшпилът на диаграма 2 позволява две типични комбинации за отклонение на топа Та1. Пешката а7 е на път да се преобразува. Черният топ зад нея е претоварен с две основни задачи: предпазване от мат на полето c1 и от произвеждане на a8. Затова най-краткият път до победата е отвличане от с1 и мат в 2 хода: 1. a7–a8Д+ Ta1:a8 2. Tc4–c1#, а при отказ 
1. … Цh1–g1 2. Дa8–g2# или 2. Дa8:а1#. 
Другото отвличане е 1. Tc4–c1+ Ta1:c1 Белите отклоняват черния топ от a8. 2. a7–a8Д+ Tc1–c6 
3. Дa8:c6+ Цh1–g1 4. Дc6–g2# или 
3. Дa8:а1+ Тс6–с1 4. Да1:с1#

|   | a | b | c | d | e | f | g | h |   |
| 8 | черен кон на черно поле f8 · черен топ на черно поле h8 · черен кон на бяло поле h7 · бяла пешка на бяло поле a6 · бяла пешка на черно поле b6 · черен цар на бяло поле c6 · бял топ на черно поле a5 · бяла пешка на черно поле c5 · бял кон на бяло поле d5 · бяла дама на бяло поле f5 · черна дама на черно поле h4 · черна пешка на черно поле b2 · бял топ на бяло поле c2 · черна пешка на черно поле f2 · бяла пешка на бяло поле g2 · черен топ на черно поле h2 · бял цар на бяло поле b1 · бял офицер на бяло поле d1 | черен кон на черно поле f8 · черен топ на черно поле h8 · черен кон на бяло поле h7 · бяла пешка на бяло поле a6 · бяла пешка на черно поле b6 · черен цар на бяло поле c6 · бял топ на черно поле a5 · бяла пешка на черно поле c5 · бял кон на бяло поле d5 · бяла дама на бяло поле f5 · черна дама на черно поле h4 · черна пешка на черно поле b2 · бял топ на бяло поле c2 · черна пешка на черно поле f2 · бяла пешка на бяло поле g2 · черен топ на черно поле h2 · бял цар на бяло поле b1 · бял офицер на бяло поле d1 | черен кон на черно поле f8 · черен топ на черно поле h8 · черен кон на бяло поле h7 · бяла пешка на бяло поле a6 · бяла пешка на черно поле b6 · черен цар на бяло поле c6 · бял топ на черно поле a5 · бяла пешка на черно поле c5 · бял кон на бяло поле d5 · бяла дама на бяло поле f5 · черна дама на черно поле h4 · черна пешка на черно поле b2 · бял топ на бяло поле c2 · черна пешка на черно поле f2 · бяла пешка на бяло поле g2 · черен топ на черно поле h2 · бял цар на бяло поле b1 · бял офицер на бяло поле d1 | черен кон на черно поле f8 · черен топ на черно поле h8 · черен кон на бяло поле h7 · бяла пешка на бяло поле a6 · бяла пешка на черно поле b6 · черен цар на бяло поле c6 · бял топ на черно поле a5 · бяла пешка на черно поле c5 · бял кон на бяло поле d5 · бяла дама на бяло поле f5 · черна дама на черно поле h4 · черна пешка на черно поле b2 · бял топ на бяло поле c2 · черна пешка на черно поле f2 · бяла пешка на бяло поле g2 · черен топ на черно поле h2 · бял цар на бяло поле b1 · бял офицер на бяло поле d1 | черен кон на черно поле f8 · черен топ на черно поле h8 · черен кон на бяло поле h7 · бяла пешка на бяло поле a6 · бяла пешка на черно поле b6 · черен цар на бяло поле c6 · бял топ на черно поле a5 · бяла пешка на черно поле c5 · бял кон на бяло поле d5 · бяла дама на бяло поле f5 · черна дама на черно поле h4 · черна пешка на черно поле b2 · бял топ на бяло поле c2 · черна пешка на черно поле f2 · бяла пешка на бяло поле g2 · черен топ на черно поле h2 · бял цар на бяло поле b1 · бял офицер на бяло поле d1 | черен кон на черно поле f8 · черен топ на черно поле h8 · черен кон на бяло поле h7 · бяла пешка на бяло поле a6 · бяла пешка на черно поле b6 · черен цар на бяло поле c6 · бял топ на черно поле a5 · бяла пешка на черно поле c5 · бял кон на бяло поле d5 · бяла дама на бяло поле f5 · черна дама на черно поле h4 · черна пешка на черно поле b2 · бял топ на бяло поле c2 · черна пешка на черно поле f2 · бяла пешка на бяло поле g2 · черен топ на черно поле h2 · бял цар на бяло поле b1 · бял офицер на бяло поле d1 | черен кон на черно поле f8 · черен топ на черно поле h8 · черен кон на бяло поле h7 · бяла пешка на бяло поле a6 · бяла пешка на черно поле b6 · черен цар на бяло поле c6 · бял топ на черно поле a5 · бяла пешка на черно поле c5 · бял кон на бяло поле d5 · бяла дама на бяло поле f5 · черна дама на черно поле h4 · черна пешка на черно поле b2 · бял топ на бяло поле c2 · черна пешка на черно поле f2 · бяла пешка на бяло поле g2 · черен топ на черно поле h2 · бял цар на бяло поле b1 · бял офицер на бяло поле d1 | черен кон на черно поле f8 · черен топ на черно поле h8 · черен кон на бяло поле h7 · бяла пешка на бяло поле a6 · бяла пешка на черно поле b6 · черен цар на бяло поле c6 · бял топ на черно поле a5 · бяла пешка на черно поле c5 · бял кон на бяло поле d5 · бяла дама на бяло поле f5 · черна дама на черно поле h4 · черна пешка на черно поле b2 · бял топ на бяло поле c2 · черна пешка на черно поле f2 · бяла пешка на бяло поле g2 · черен топ на черно поле h2 · бял цар на бяло поле b1 · бял офицер на бяло поле d1 | 8 |
| 7 | черен кон на черно поле f8 · черен топ на черно поле h8 · черен кон на бяло поле h7 · бяла пешка на бяло поле a6 · бяла пешка на черно поле b6 · черен цар на бяло поле c6 · бял топ на черно поле a5 · бяла пешка на черно поле c5 · бял кон на бяло поле d5 · бяла дама на бяло поле f5 · черна дама на черно поле h4 · черна пешка на черно поле b2 · бял топ на бяло поле c2 · черна пешка на черно поле f2 · бяла пешка на бяло поле g2 · черен топ на черно поле h2 · бял цар на бяло поле b1 · бял офицер на бяло поле d1 | черен кон на черно поле f8 · черен топ на черно поле h8 · черен кон на бяло поле h7 · бяла пешка на бяло поле a6 · бяла пешка на черно поле b6 · черен цар на бяло поле c6 · бял топ на черно поле a5 · бяла пешка на черно поле c5 · бял кон на бяло поле d5 · бяла дама на бяло поле f5 · черна дама на черно поле h4 · черна пешка на черно поле b2 · бял топ на бяло поле c2 · черна пешка на черно поле f2 · бяла пешка на бяло поле g2 · черен топ на черно поле h2 · бял цар на бяло поле b1 · бял офицер на бяло поле d1 | черен кон на черно поле f8 · черен топ на черно поле h8 · черен кон на бяло поле h7 · бяла пешка на бяло поле a6 · бяла пешка на черно поле b6 · черен цар на бяло поле c6 · бял топ на черно поле a5 · бяла пешка на черно поле c5 · бял кон на бяло поле d5 · бяла дама на бяло поле f5 · черна дама на черно поле h4 · черна пешка на черно поле b2 · бял топ на бяло поле c2 · черна пешка на черно поле f2 · бяла пешка на бяло поле g2 · черен топ на черно поле h2 · бял цар на бяло поле b1 · бял офицер на бяло поле d1 | черен кон на черно поле f8 · черен топ на черно поле h8 · черен кон на бяло поле h7 · бяла пешка на бяло поле a6 · бяла пешка на черно поле b6 · черен цар на бяло поле c6 · бял топ на черно поле a5 · бяла пешка на черно поле c5 · бял кон на бяло поле d5 · бяла дама на бяло поле f5 · черна дама на черно поле h4 · черна пешка на черно поле b2 · бял топ на бяло поле c2 · черна пешка на черно поле f2 · бяла пешка на бяло поле g2 · черен топ на черно поле h2 · бял цар на бяло поле b1 · бял офицер на бяло поле d1 | черен кон на черно поле f8 · черен топ на черно поле h8 · черен кон на бяло поле h7 · бяла пешка на бяло поле a6 · бяла пешка на черно поле b6 · черен цар на бяло поле c6 · бял топ на черно поле a5 · бяла пешка на черно поле c5 · бял кон на бяло поле d5 · бяла дама на бяло поле f5 · черна дама на черно поле h4 · черна пешка на черно поле b2 · бял топ на бяло поле c2 · черна пешка на черно поле f2 · бяла пешка на бяло поле g2 · черен топ на черно поле h2 · бял цар на бяло поле b1 · бял офицер на бяло поле d1 | черен кон на черно поле f8 · черен топ на черно поле h8 · черен кон на бяло поле h7 · бяла пешка на бяло поле a6 · бяла пешка на черно поле b6 · черен цар на бяло поле c6 · бял топ на черно поле a5 · бяла пешка на черно поле c5 · бял кон на бяло поле d5 · бяла дама на бяло поле f5 · черна дама на черно поле h4 · черна пешка на черно поле b2 · бял топ на бяло поле c2 · черна пешка на черно поле f2 · бяла пешка на бяло поле g2 · черен топ на черно поле h2 · бял цар на бяло поле b1 · бял офицер на бяло поле d1 | черен кон на черно поле f8 · черен топ на черно поле h8 · черен кон на бяло поле h7 · бяла пешка на бяло поле a6 · бяла пешка на черно поле b6 · черен цар на бяло поле c6 · бял топ на черно поле a5 · бяла пешка на черно поле c5 · бял кон на бяло поле d5 · бяла дама на бяло поле f5 · черна дама на черно поле h4 · черна пешка на черно поле b2 · бял топ на бяло поле c2 · черна пешка на черно поле f2 · бяла пешка на бяло поле g2 · черен топ на черно поле h2 · бял цар на бяло поле b1 · бял офицер на бяло поле d1 | черен кон на черно поле f8 · черен топ на черно поле h8 · черен кон на бяло поле h7 · бяла пешка на бяло поле a6 · бяла пешка на черно поле b6 · черен цар на бяло поле c6 · бял топ на черно поле a5 · бяла пешка на черно поле c5 · бял кон на бяло поле d5 · бяла дама на бяло поле f5 · черна дама на черно поле h4 · черна пешка на черно поле b2 · бял топ на бяло поле c2 · черна пешка на черно поле f2 · бяла пешка на бяло поле g2 · черен топ на черно поле h2 · бял цар на бяло поле b1 · бял офицер на бяло поле d1 | 7 |
| 6 | черен кон на черно поле f8 · черен топ на черно поле h8 · черен кон на бяло поле h7 · бяла пешка на бяло поле a6 · бяла пешка на черно поле b6 · черен цар на бяло поле c6 · бял топ на черно поле a5 · бяла пешка на черно поле c5 · бял кон на бяло поле d5 · бяла дама на бяло поле f5 · черна дама на черно поле h4 · черна пешка на черно поле b2 · бял топ на бяло поле c2 · черна пешка на черно поле f2 · бяла пешка на бяло поле g2 · черен топ на черно поле h2 · бял цар на бяло поле b1 · бял офицер на бяло поле d1 | черен кон на черно поле f8 · черен топ на черно поле h8 · черен кон на бяло поле h7 · бяла пешка на бяло поле a6 · бяла пешка на черно поле b6 · черен цар на бяло поле c6 · бял топ на черно поле a5 · бяла пешка на черно поле c5 · бял кон на бяло поле d5 · бяла дама на бяло поле f5 · черна дама на черно поле h4 · черна пешка на черно поле b2 · бял топ на бяло поле c2 · черна пешка на черно поле f2 · бяла пешка на бяло поле g2 · черен топ на черно поле h2 · бял цар на бяло поле b1 · бял офицер на бяло поле d1 | черен кон на черно поле f8 · черен топ на черно поле h8 · черен кон на бяло поле h7 · бяла пешка на бяло поле a6 · бяла пешка на черно поле b6 · черен цар на бяло поле c6 · бял топ на черно поле a5 · бяла пешка на черно поле c5 · бял кон на бяло поле d5 · бяла дама на бяло поле f5 · черна дама на черно поле h4 · черна пешка на черно поле b2 · бял топ на бяло поле c2 · черна пешка на черно поле f2 · бяла пешка на бяло поле g2 · черен топ на черно поле h2 · бял цар на бяло поле b1 · бял офицер на бяло поле d1 | черен кон на черно поле f8 · черен топ на черно поле h8 · черен кон на бяло поле h7 · бяла пешка на бяло поле a6 · бяла пешка на черно поле b6 · черен цар на бяло поле c6 · бял топ на черно поле a5 · бяла пешка на черно поле c5 · бял кон на бяло поле d5 · бяла дама на бяло поле f5 · черна дама на черно поле h4 · черна пешка на черно поле b2 · бял топ на бяло поле c2 · черна пешка на черно поле f2 · бяла пешка на бяло поле g2 · черен топ на черно поле h2 · бял цар на бяло поле b1 · бял офицер на бяло поле d1 | черен кон на черно поле f8 · черен топ на черно поле h8 · черен кон на бяло поле h7 · бяла пешка на бяло поле a6 · бяла пешка на черно поле b6 · черен цар на бяло поле c6 · бял топ на черно поле a5 · бяла пешка на черно поле c5 · бял кон на бяло поле d5 · бяла дама на бяло поле f5 · черна дама на черно поле h4 · черна пешка на черно поле b2 · бял топ на бяло поле c2 · черна пешка на черно поле f2 · бяла пешка на бяло поле g2 · черен топ на черно поле h2 · бял цар на бяло поле b1 · бял офицер на бяло поле d1 | черен кон на черно поле f8 · черен топ на черно поле h8 · черен кон на бяло поле h7 · бяла пешка на бяло поле a6 · бяла пешка на черно поле b6 · черен цар на бяло поле c6 · бял топ на черно поле a5 · бяла пешка на черно поле c5 · бял кон на бяло поле d5 · бяла дама на бяло поле f5 · черна дама на черно поле h4 · черна пешка на черно поле b2 · бял топ на бяло поле c2 · черна пешка на черно поле f2 · бяла пешка на бяло поле g2 · черен топ на черно поле h2 · бял цар на бяло поле b1 · бял офицер на бяло поле d1 | черен кон на черно поле f8 · черен топ на черно поле h8 · черен кон на бяло поле h7 · бяла пешка на бяло поле a6 · бяла пешка на черно поле b6 · черен цар на бяло поле c6 · бял топ на черно поле a5 · бяла пешка на черно поле c5 · бял кон на бяло поле d5 · бяла дама на бяло поле f5 · черна дама на черно поле h4 · черна пешка на черно поле b2 · бял топ на бяло поле c2 · черна пешка на черно поле f2 · бяла пешка на бяло поле g2 · черен топ на черно поле h2 · бял цар на бяло поле b1 · бял офицер на бяло поле d1 | черен кон на черно поле f8 · черен топ на черно поле h8 · черен кон на бяло поле h7 · бяла пешка на бяло поле a6 · бяла пешка на черно поле b6 · черен цар на бяло поле c6 · бял топ на черно поле a5 · бяла пешка на черно поле c5 · бял кон на бяло поле d5 · бяла дама на бяло поле f5 · черна дама на черно поле h4 · черна пешка на черно поле b2 · бял топ на бяло поле c2 · черна пешка на черно поле f2 · бяла пешка на бяло поле g2 · черен топ на черно поле h2 · бял цар на бяло поле b1 · бял офицер на бяло поле d1 | 6 |
| 5 | черен кон на черно поле f8 · черен топ на черно поле h8 · черен кон на бяло поле h7 · бяла пешка на бяло поле a6 · бяла пешка на черно поле b6 · черен цар на бяло поле c6 · бял топ на черно поле a5 · бяла пешка на черно поле c5 · бял кон на бяло поле d5 · бяла дама на бяло поле f5 · черна дама на черно поле h4 · черна пешка на черно поле b2 · бял топ на бяло поле c2 · черна пешка на черно поле f2 · бяла пешка на бяло поле g2 · черен топ на черно поле h2 · бял цар на бяло поле b1 · бял офицер на бяло поле d1 | черен кон на черно поле f8 · черен топ на черно поле h8 · черен кон на бяло поле h7 · бяла пешка на бяло поле a6 · бяла пешка на черно поле b6 · черен цар на бяло поле c6 · бял топ на черно поле a5 · бяла пешка на черно поле c5 · бял кон на бяло поле d5 · бяла дама на бяло поле f5 · черна дама на черно поле h4 · черна пешка на черно поле b2 · бял топ на бяло поле c2 · черна пешка на черно поле f2 · бяла пешка на бяло поле g2 · черен топ на черно поле h2 · бял цар на бяло поле b1 · бял офицер на бяло поле d1 | черен кон на черно поле f8 · черен топ на черно поле h8 · черен кон на бяло поле h7 · бяла пешка на бяло поле a6 · бяла пешка на черно поле b6 · черен цар на бяло поле c6 · бял топ на черно поле a5 · бяла пешка на черно поле c5 · бял кон на бяло поле d5 · бяла дама на бяло поле f5 · черна дама на черно поле h4 · черна пешка на черно поле b2 · бял топ на бяло поле c2 · черна пешка на черно поле f2 · бяла пешка на бяло поле g2 · черен топ на черно поле h2 · бял цар на бяло поле b1 · бял офицер на бяло поле d1 | черен кон на черно поле f8 · черен топ на черно поле h8 · черен кон на бяло поле h7 · бяла пешка на бяло поле a6 · бяла пешка на черно поле b6 · черен цар на бяло поле c6 · бял топ на черно поле a5 · бяла пешка на черно поле c5 · бял кон на бяло поле d5 · бяла дама на бяло поле f5 · черна дама на черно поле h4 · черна пешка на черно поле b2 · бял топ на бяло поле c2 · черна пешка на черно поле f2 · бяла пешка на бяло поле g2 · черен топ на черно поле h2 · бял цар на бяло поле b1 · бял офицер на бяло поле d1 | черен кон на черно поле f8 · черен топ на черно поле h8 · черен кон на бяло поле h7 · бяла пешка на бяло поле a6 · бяла пешка на черно поле b6 · черен цар на бяло поле c6 · бял топ на черно поле a5 · бяла пешка на черно поле c5 · бял кон на бяло поле d5 · бяла дама на бяло поле f5 · черна дама на черно поле h4 · черна пешка на черно поле b2 · бял топ на бяло поле c2 · черна пешка на черно поле f2 · бяла пешка на бяло поле g2 · черен топ на черно поле h2 · бял цар на бяло поле b1 · бял офицер на бяло поле d1 | черен кон на черно поле f8 · черен топ на черно поле h8 · черен кон на бяло поле h7 · бяла пешка на бяло поле a6 · бяла пешка на черно поле b6 · черен цар на бяло поле c6 · бял топ на черно поле a5 · бяла пешка на черно поле c5 · бял кон на бяло поле d5 · бяла дама на бяло поле f5 · черна дама на черно поле h4 · черна пешка на черно поле b2 · бял топ на бяло поле c2 · черна пешка на черно поле f2 · бяла пешка на бяло поле g2 · черен топ на черно поле h2 · бял цар на бяло поле b1 · бял офицер на бяло поле d1 | черен кон на черно поле f8 · черен топ на черно поле h8 · черен кон на бяло поле h7 · бяла пешка на бяло поле a6 · бяла пешка на черно поле b6 · черен цар на бяло поле c6 · бял топ на черно поле a5 · бяла пешка на черно поле c5 · бял кон на бяло поле d5 · бяла дама на бяло поле f5 · черна дама на черно поле h4 · черна пешка на черно поле b2 · бял топ на бяло поле c2 · черна пешка на черно поле f2 · бяла пешка на бяло поле g2 · черен топ на черно поле h2 · бял цар на бяло поле b1 · бял офицер на бяло поле d1 | черен кон на черно поле f8 · черен топ на черно поле h8 · черен кон на бяло поле h7 · бяла пешка на бяло поле a6 · бяла пешка на черно поле b6 · черен цар на бяло поле c6 · бял топ на черно поле a5 · бяла пешка на черно поле c5 · бял кон на бяло поле d5 · бяла дама на бяло поле f5 · черна дама на черно поле h4 · черна пешка на черно поле b2 · бял топ на бяло поле c2 · черна пешка на черно поле f2 · бяла пешка на бяло поле g2 · черен топ на черно поле h2 · бял цар на бяло поле b1 · бял офицер на бяло поле d1 | 5 |
| 4 | черен кон на черно поле f8 · черен топ на черно поле h8 · черен кон на бяло поле h7 · бяла пешка на бяло поле a6 · бяла пешка на черно поле b6 · черен цар на бяло поле c6 · бял топ на черно поле a5 · бяла пешка на черно поле c5 · бял кон на бяло поле d5 · бяла дама на бяло поле f5 · черна дама на черно поле h4 · черна пешка на черно поле b2 · бял топ на бяло поле c2 · черна пешка на черно поле f2 · бяла пешка на бяло поле g2 · черен топ на черно поле h2 · бял цар на бяло поле b1 · бял офицер на бяло поле d1 | черен кон на черно поле f8 · черен топ на черно поле h8 · черен кон на бяло поле h7 · бяла пешка на бяло поле a6 · бяла пешка на черно поле b6 · черен цар на бяло поле c6 · бял топ на черно поле a5 · бяла пешка на черно поле c5 · бял кон на бяло поле d5 · бяла дама на бяло поле f5 · черна дама на черно поле h4 · черна пешка на черно поле b2 · бял топ на бяло поле c2 · черна пешка на черно поле f2 · бяла пешка на бяло поле g2 · черен топ на черно поле h2 · бял цар на бяло поле b1 · бял офицер на бяло поле d1 | черен кон на черно поле f8 · черен топ на черно поле h8 · черен кон на бяло поле h7 · бяла пешка на бяло поле a6 · бяла пешка на черно поле b6 · черен цар на бяло поле c6 · бял топ на черно поле a5 · бяла пешка на черно поле c5 · бял кон на бяло поле d5 · бяла дама на бяло поле f5 · черна дама на черно поле h4 · черна пешка на черно поле b2 · бял топ на бяло поле c2 · черна пешка на черно поле f2 · бяла пешка на бяло поле g2 · черен топ на черно поле h2 · бял цар на бяло поле b1 · бял офицер на бяло поле d1 | черен кон на черно поле f8 · черен топ на черно поле h8 · черен кон на бяло поле h7 · бяла пешка на бяло поле a6 · бяла пешка на черно поле b6 · черен цар на бяло поле c6 · бял топ на черно поле a5 · бяла пешка на черно поле c5 · бял кон на бяло поле d5 · бяла дама на бяло поле f5 · черна дама на черно поле h4 · черна пешка на черно поле b2 · бял топ на бяло поле c2 · черна пешка на черно поле f2 · бяла пешка на бяло поле g2 · черен топ на черно поле h2 · бял цар на бяло поле b1 · бял офицер на бяло поле d1 | черен кон на черно поле f8 · черен топ на черно поле h8 · черен кон на бяло поле h7 · бяла пешка на бяло поле a6 · бяла пешка на черно поле b6 · черен цар на бяло поле c6 · бял топ на черно поле a5 · бяла пешка на черно поле c5 · бял кон на бяло поле d5 · бяла дама на бяло поле f5 · черна дама на черно поле h4 · черна пешка на черно поле b2 · бял топ на бяло поле c2 · черна пешка на черно поле f2 · бяла пешка на бяло поле g2 · черен топ на черно поле h2 · бял цар на бяло поле b1 · бял офицер на бяло поле d1 | черен кон на черно поле f8 · черен топ на черно поле h8 · черен кон на бяло поле h7 · бяла пешка на бяло поле a6 · бяла пешка на черно поле b6 · черен цар на бяло поле c6 · бял топ на черно поле a5 · бяла пешка на черно поле c5 · бял кон на бяло поле d5 · бяла дама на бяло поле f5 · черна дама на черно поле h4 · черна пешка на черно поле b2 · бял топ на бяло поле c2 · черна пешка на черно поле f2 · бяла пешка на бяло поле g2 · черен топ на черно поле h2 · бял цар на бяло поле b1 · бял офицер на бяло поле d1 | черен кон на черно поле f8 · черен топ на черно поле h8 · черен кон на бяло поле h7 · бяла пешка на бяло поле a6 · бяла пешка на черно поле b6 · черен цар на бяло поле c6 · бял топ на черно поле a5 · бяла пешка на черно поле c5 · бял кон на бяло поле d5 · бяла дама на бяло поле f5 · черна дама на черно поле h4 · черна пешка на черно поле b2 · бял топ на бяло поле c2 · черна пешка на черно поле f2 · бяла пешка на бяло поле g2 · черен топ на черно поле h2 · бял цар на бяло поле b1 · бял офицер на бяло поле d1 | черен кон на черно поле f8 · черен топ на черно поле h8 · черен кон на бяло поле h7 · бяла пешка на бяло поле a6 · бяла пешка на черно поле b6 · черен цар на бяло поле c6 · бял топ на черно поле a5 · бяла пешка на черно поле c5 · бял кон на бяло поле d5 · бяла дама на бяло поле f5 · черна дама на черно поле h4 · черна пешка на черно поле b2 · бял топ на бяло поле c2 · черна пешка на черно поле f2 · бяла пешка на бяло поле g2 · черен топ на черно поле h2 · бял цар на бяло поле b1 · бял офицер на бяло поле d1 | 4 |
| 3 | черен кон на черно поле f8 · черен топ на черно поле h8 · черен кон на бяло поле h7 · бяла пешка на бяло поле a6 · бяла пешка на черно поле b6 · черен цар на бяло поле c6 · бял топ на черно поле a5 · бяла пешка на черно поле c5 · бял кон на бяло поле d5 · бяла дама на бяло поле f5 · черна дама на черно поле h4 · черна пешка на черно поле b2 · бял топ на бяло поле c2 · черна пешка на черно поле f2 · бяла пешка на бяло поле g2 · черен топ на черно поле h2 · бял цар на бяло поле b1 · бял офицер на бяло поле d1 | черен кон на черно поле f8 · черен топ на черно поле h8 · черен кон на бяло поле h7 · бяла пешка на бяло поле a6 · бяла пешка на черно поле b6 · черен цар на бяло поле c6 · бял топ на черно поле a5 · бяла пешка на черно поле c5 · бял кон на бяло поле d5 · бяла дама на бяло поле f5 · черна дама на черно поле h4 · черна пешка на черно поле b2 · бял топ на бяло поле c2 · черна пешка на черно поле f2 · бяла пешка на бяло поле g2 · черен топ на черно поле h2 · бял цар на бяло поле b1 · бял офицер на бяло поле d1 | черен кон на черно поле f8 · черен топ на черно поле h8 · черен кон на бяло поле h7 · бяла пешка на бяло поле a6 · бяла пешка на черно поле b6 · черен цар на бяло поле c6 · бял топ на черно поле a5 · бяла пешка на черно поле c5 · бял кон на бяло поле d5 · бяла дама на бяло поле f5 · черна дама на черно поле h4 · черна пешка на черно поле b2 · бял топ на бяло поле c2 · черна пешка на черно поле f2 · бяла пешка на бяло поле g2 · черен топ на черно поле h2 · бял цар на бяло поле b1 · бял офицер на бяло поле d1 | черен кон на черно поле f8 · черен топ на черно поле h8 · черен кон на бяло поле h7 · бяла пешка на бяло поле a6 · бяла пешка на черно поле b6 · черен цар на бяло поле c6 · бял топ на черно поле a5 · бяла пешка на черно поле c5 · бял кон на бяло поле d5 · бяла дама на бяло поле f5 · черна дама на черно поле h4 · черна пешка на черно поле b2 · бял топ на бяло поле c2 · черна пешка на черно поле f2 · бяла пешка на бяло поле g2 · черен топ на черно поле h2 · бял цар на бяло поле b1 · бял офицер на бяло поле d1 | черен кон на черно поле f8 · черен топ на черно поле h8 · черен кон на бяло поле h7 · бяла пешка на бяло поле a6 · бяла пешка на черно поле b6 · черен цар на бяло поле c6 · бял топ на черно поле a5 · бяла пешка на черно поле c5 · бял кон на бяло поле d5 · бяла дама на бяло поле f5 · черна дама на черно поле h4 · черна пешка на черно поле b2 · бял топ на бяло поле c2 · черна пешка на черно поле f2 · бяла пешка на бяло поле g2 · черен топ на черно поле h2 · бял цар на бяло поле b1 · бял офицер на бяло поле d1 | черен кон на черно поле f8 · черен топ на черно поле h8 · черен кон на бяло поле h7 · бяла пешка на бяло поле a6 · бяла пешка на черно поле b6 · черен цар на бяло поле c6 · бял топ на черно поле a5 · бяла пешка на черно поле c5 · бял кон на бяло поле d5 · бяла дама на бяло поле f5 · черна дама на черно поле h4 · черна пешка на черно поле b2 · бял топ на бяло поле c2 · черна пешка на черно поле f2 · бяла пешка на бяло поле g2 · черен топ на черно поле h2 · бял цар на бяло поле b1 · бял офицер на бяло поле d1 | черен кон на черно поле f8 · черен топ на черно поле h8 · черен кон на бяло поле h7 · бяла пешка на бяло поле a6 · бяла пешка на черно поле b6 · черен цар на бяло поле c6 · бял топ на черно поле a5 · бяла пешка на черно поле c5 · бял кон на бяло поле d5 · бяла дама на бяло поле f5 · черна дама на черно поле h4 · черна пешка на черно поле b2 · бял топ на бяло поле c2 · черна пешка на черно поле f2 · бяла пешка на бяло поле g2 · черен топ на черно поле h2 · бял цар на бяло поле b1 · бял офицер на бяло поле d1 | черен кон на черно поле f8 · черен топ на черно поле h8 · черен кон на бяло поле h7 · бяла пешка на бяло поле a6 · бяла пешка на черно поле b6 · черен цар на бяло поле c6 · бял топ на черно поле a5 · бяла пешка на черно поле c5 · бял кон на бяло поле d5 · бяла дама на бяло поле f5 · черна дама на черно поле h4 · черна пешка на черно поле b2 · бял топ на бяло поле c2 · черна пешка на черно поле f2 · бяла пешка на бяло поле g2 · черен топ на черно поле h2 · бял цар на бяло поле b1 · бял офицер на бяло поле d1 | 3 |
| 2 | черен кон на черно поле f8 · черен топ на черно поле h8 · черен кон на бяло поле h7 · бяла пешка на бяло поле a6 · бяла пешка на черно поле b6 · черен цар на бяло поле c6 · бял топ на черно поле a5 · бяла пешка на черно поле c5 · бял кон на бяло поле d5 · бяла дама на бяло поле f5 · черна дама на черно поле h4 · черна пешка на черно поле b2 · бял топ на бяло поле c2 · черна пешка на черно поле f2 · бяла пешка на бяло поле g2 · черен топ на черно поле h2 · бял цар на бяло поле b1 · бял офицер на бяло поле d1 | черен кон на черно поле f8 · черен топ на черно поле h8 · черен кон на бяло поле h7 · бяла пешка на бяло поле a6 · бяла пешка на черно поле b6 · черен цар на бяло поле c6 · бял топ на черно поле a5 · бяла пешка на черно поле c5 · бял кон на бяло поле d5 · бяла дама на бяло поле f5 · черна дама на черно поле h4 · черна пешка на черно поле b2 · бял топ на бяло поле c2 · черна пешка на черно поле f2 · бяла пешка на бяло поле g2 · черен топ на черно поле h2 · бял цар на бяло поле b1 · бял офицер на бяло поле d1 | черен кон на черно поле f8 · черен топ на черно поле h8 · черен кон на бяло поле h7 · бяла пешка на бяло поле a6 · бяла пешка на черно поле b6 · черен цар на бяло поле c6 · бял топ на черно поле a5 · бяла пешка на черно поле c5 · бял кон на бяло поле d5 · бяла дама на бяло поле f5 · черна дама на черно поле h4 · черна пешка на черно поле b2 · бял топ на бяло поле c2 · черна пешка на черно поле f2 · бяла пешка на бяло поле g2 · черен топ на черно поле h2 · бял цар на бяло поле b1 · бял офицер на бяло поле d1 | черен кон на черно поле f8 · черен топ на черно поле h8 · черен кон на бяло поле h7 · бяла пешка на бяло поле a6 · бяла пешка на черно поле b6 · черен цар на бяло поле c6 · бял топ на черно поле a5 · бяла пешка на черно поле c5 · бял кон на бяло поле d5 · бяла дама на бяло поле f5 · черна дама на черно поле h4 · черна пешка на черно поле b2 · бял топ на бяло поле c2 · черна пешка на черно поле f2 · бяла пешка на бяло поле g2 · черен топ на черно поле h2 · бял цар на бяло поле b1 · бял офицер на бяло поле d1 | черен кон на черно поле f8 · черен топ на черно поле h8 · черен кон на бяло поле h7 · бяла пешка на бяло поле a6 · бяла пешка на черно поле b6 · черен цар на бяло поле c6 · бял топ на черно поле a5 · бяла пешка на черно поле c5 · бял кон на бяло поле d5 · бяла дама на бяло поле f5 · черна дама на черно поле h4 · черна пешка на черно поле b2 · бял топ на бяло поле c2 · черна пешка на черно поле f2 · бяла пешка на бяло поле g2 · черен топ на черно поле h2 · бял цар на бяло поле b1 · бял офицер на бяло поле d1 | черен кон на черно поле f8 · черен топ на черно поле h8 · черен кон на бяло поле h7 · бяла пешка на бяло поле a6 · бяла пешка на черно поле b6 · черен цар на бяло поле c6 · бял топ на черно поле a5 · бяла пешка на черно поле c5 · бял кон на бяло поле d5 · бяла дама на бяло поле f5 · черна дама на черно поле h4 · черна пешка на черно поле b2 · бял топ на бяло поле c2 · черна пешка на черно поле f2 · бяла пешка на бяло поле g2 · черен топ на черно поле h2 · бял цар на бяло поле b1 · бял офицер на бяло поле d1 | черен кон на черно поле f8 · черен топ на черно поле h8 · черен кон на бяло поле h7 · бяла пешка на бяло поле a6 · бяла пешка на черно поле b6 · черен цар на бяло поле c6 · бял топ на черно поле a5 · бяла пешка на черно поле c5 · бял кон на бяло поле d5 · бяла дама на бяло поле f5 · черна дама на черно поле h4 · черна пешка на черно поле b2 · бял топ на бяло поле c2 · черна пешка на черно поле f2 · бяла пешка на бяло поле g2 · черен топ на черно поле h2 · бял цар на бяло поле b1 · бял офицер на бяло поле d1 | черен кон на черно поле f8 · черен топ на черно поле h8 · черен кон на бяло поле h7 · бяла пешка на бяло поле a6 · бяла пешка на черно поле b6 · черен цар на бяло поле c6 · бял топ на черно поле a5 · бяла пешка на черно поле c5 · бял кон на бяло поле d5 · бяла дама на бяло поле f5 · черна дама на черно поле h4 · черна пешка на черно поле b2 · бял топ на бяло поле c2 · черна пешка на черно поле f2 · бяла пешка на бяло поле g2 · черен топ на черно поле h2 · бял цар на бяло поле b1 · бял офицер на бяло поле d1 | 2 |
| 1 | черен кон на черно поле f8 · черен топ на черно поле h8 · черен кон на бяло поле h7 · бяла пешка на бяло поле a6 · бяла пешка на черно поле b6 · черен цар на бяло поле c6 · бял топ на черно поле a5 · бяла пешка на черно поле c5 · бял кон на бяло поле d5 · бяла дама на бяло поле f5 · черна дама на черно поле h4 · черна пешка на черно поле b2 · бял топ на бяло поле c2 · черна пешка на черно поле f2 · бяла пешка на бяло поле g2 · черен топ на черно поле h2 · бял цар на бяло поле b1 · бял офицер на бяло поле d1 | черен кон на черно поле f8 · черен топ на черно поле h8 · черен кон на бяло поле h7 · бяла пешка на бяло поле a6 · бяла пешка на черно поле b6 · черен цар на бяло поле c6 · бял топ на черно поле a5 · бяла пешка на черно поле c5 · бял кон на бяло поле d5 · бяла дама на бяло поле f5 · черна дама на черно поле h4 · черна пешка на черно поле b2 · бял топ на бяло поле c2 · черна пешка на черно поле f2 · бяла пешка на бяло поле g2 · черен топ на черно поле h2 · бял цар на бяло поле b1 · бял офицер на бяло поле d1 | черен кон на черно поле f8 · черен топ на черно поле h8 · черен кон на бяло поле h7 · бяла пешка на бяло поле a6 · бяла пешка на черно поле b6 · черен цар на бяло поле c6 · бял топ на черно поле a5 · бяла пешка на черно поле c5 · бял кон на бяло поле d5 · бяла дама на бяло поле f5 · черна дама на черно поле h4 · черна пешка на черно поле b2 · бял топ на бяло поле c2 · черна пешка на черно поле f2 · бяла пешка на бяло поле g2 · черен топ на черно поле h2 · бял цар на бяло поле b1 · бял офицер на бяло поле d1 | черен кон на черно поле f8 · черен топ на черно поле h8 · черен кон на бяло поле h7 · бяла пешка на бяло поле a6 · бяла пешка на черно поле b6 · черен цар на бяло поле c6 · бял топ на черно поле a5 · бяла пешка на черно поле c5 · бял кон на бяло поле d5 · бяла дама на бяло поле f5 · черна дама на черно поле h4 · черна пешка на черно поле b2 · бял топ на бяло поле c2 · черна пешка на черно поле f2 · бяла пешка на бяло поле g2 · черен топ на черно поле h2 · бял цар на бяло поле b1 · бял офицер на бяло поле d1 | черен кон на черно поле f8 · черен топ на черно поле h8 · черен кон на бяло поле h7 · бяла пешка на бяло поле a6 · бяла пешка на черно поле b6 · черен цар на бяло поле c6 · бял топ на черно поле a5 · бяла пешка на черно поле c5 · бял кон на бяло поле d5 · бяла дама на бяло поле f5 · черна дама на черно поле h4 · черна пешка на черно поле b2 · бял топ на бяло поле c2 · черна пешка на черно поле f2 · бяла пешка на бяло поле g2 · черен топ на черно поле h2 · бял цар на бяло поле b1 · бял офицер на бяло поле d1 | черен кон на черно поле f8 · черен топ на черно поле h8 · черен кон на бяло поле h7 · бяла пешка на бяло поле a6 · бяла пешка на черно поле b6 · черен цар на бяло поле c6 · бял топ на черно поле a5 · бяла пешка на черно поле c5 · бял кон на бяло поле d5 · бяла дама на бяло поле f5 · черна дама на черно поле h4 · черна пешка на черно поле b2 · бял топ на бяло поле c2 · черна пешка на черно поле f2 · бяла пешка на бяло поле g2 · черен топ на черно поле h2 · бял цар на бяло поле b1 · бял офицер на бяло поле d1 | черен кон на черно поле f8 · черен топ на черно поле h8 · черен кон на бяло поле h7 · бяла пешка на бяло поле a6 · бяла пешка на черно поле b6 · черен цар на бяло поле c6 · бял топ на черно поле a5 · бяла пешка на черно поле c5 · бял кон на бяло поле d5 · бяла дама на бяло поле f5 · черна дама на черно поле h4 · черна пешка на черно поле b2 · бял топ на бяло поле c2 · черна пешка на черно поле f2 · бяла пешка на бяло поле g2 · черен топ на черно поле h2 · бял цар на бяло поле b1 · бял офицер на бяло поле d1 | черен кон на черно поле f8 · черен топ на черно поле h8 · черен кон на бяло поле h7 · бяла пешка на бяло поле a6 · бяла пешка на черно поле b6 · черен цар на бяло поле c6 · бял топ на черно поле a5 · бяла пешка на черно поле c5 · бял кон на бяло поле d5 · бяла дама на бяло поле f5 · черна дама на черно поле h4 · черна пешка на черно поле b2 · бял топ на бяло поле c2 · черна пешка на черно поле f2 · бяла пешка на бяло поле g2 · черен топ на черно поле h2 · бял цар на бяло поле b1 · бял офицер на бяло поле d1 | 1 |
|   | a | b | c | d | e | f | g | h |   |

В позицията на диаграма 3 белите са изплели матова мрежа около черния цар и той е неподвижен. Черната дама едновременно охранява полетата b4 и е7 като защитава от 2 мата с коня: Kb4# и Ke7#. Затова белите я отвличат чрез хода: 1. g4! Д:g4 2. Ke7#. При всеки друг ход на черните 1. ... ~ следва 2. Kb4#.

|   | a | b | c | d | e | f | g | h |   |
| 8 | черен топ на черно поле d8 · черен топ на черно поле f8 · черен цар на бяло поле g8 · черна пешка на черно поле a7 · черна пешка на бяло поле b7 · черна дама на бяло поле d7 · черна пешка на бяло поле f7 · черна пешка на черно поле g7 · черна пешка на бяло поле h7 · черна пешка на черно поле d6 · черен кон на бяло поле e6 · черна пешка на черно поле c5 · бял кон на бяло поле d5 · бяла пешка на черно поле f4 · бяла пешка на бяло поле g4 · бяла пешка на черно поле a3 · бяла пешка на черно поле g3 · бяла дама на бяло поле h3 · бяла пешка на черно поле b2 · бяла пешка на бяло поле c2 · бял офицер на бяло поле e2 · бял цар на бяло поле b1 · бял топ на бяло поле d1 | черен топ на черно поле d8 · черен топ на черно поле f8 · черен цар на бяло поле g8 · черна пешка на черно поле a7 · черна пешка на бяло поле b7 · черна дама на бяло поле d7 · черна пешка на бяло поле f7 · черна пешка на черно поле g7 · черна пешка на бяло поле h7 · черна пешка на черно поле d6 · черен кон на бяло поле e6 · черна пешка на черно поле c5 · бял кон на бяло поле d5 · бяла пешка на черно поле f4 · бяла пешка на бяло поле g4 · бяла пешка на черно поле a3 · бяла пешка на черно поле g3 · бяла дама на бяло поле h3 · бяла пешка на черно поле b2 · бяла пешка на бяло поле c2 · бял офицер на бяло поле e2 · бял цар на бяло поле b1 · бял топ на бяло поле d1 | черен топ на черно поле d8 · черен топ на черно поле f8 · черен цар на бяло поле g8 · черна пешка на черно поле a7 · черна пешка на бяло поле b7 · черна дама на бяло поле d7 · черна пешка на бяло поле f7 · черна пешка на черно поле g7 · черна пешка на бяло поле h7 · черна пешка на черно поле d6 · черен кон на бяло поле e6 · черна пешка на черно поле c5 · бял кон на бяло поле d5 · бяла пешка на черно поле f4 · бяла пешка на бяло поле g4 · бяла пешка на черно поле a3 · бяла пешка на черно поле g3 · бяла дама на бяло поле h3 · бяла пешка на черно поле b2 · бяла пешка на бяло поле c2 · бял офицер на бяло поле e2 · бял цар на бяло поле b1 · бял топ на бяло поле d1 | черен топ на черно поле d8 · черен топ на черно поле f8 · черен цар на бяло поле g8 · черна пешка на черно поле a7 · черна пешка на бяло поле b7 · черна дама на бяло поле d7 · черна пешка на бяло поле f7 · черна пешка на черно поле g7 · черна пешка на бяло поле h7 · черна пешка на черно поле d6 · черен кон на бяло поле e6 · черна пешка на черно поле c5 · бял кон на бяло поле d5 · бяла пешка на черно поле f4 · бяла пешка на бяло поле g4 · бяла пешка на черно поле a3 · бяла пешка на черно поле g3 · бяла дама на бяло поле h3 · бяла пешка на черно поле b2 · бяла пешка на бяло поле c2 · бял офицер на бяло поле e2 · бял цар на бяло поле b1 · бял топ на бяло поле d1 | черен топ на черно поле d8 · черен топ на черно поле f8 · черен цар на бяло поле g8 · черна пешка на черно поле a7 · черна пешка на бяло поле b7 · черна дама на бяло поле d7 · черна пешка на бяло поле f7 · черна пешка на черно поле g7 · черна пешка на бяло поле h7 · черна пешка на черно поле d6 · черен кон на бяло поле e6 · черна пешка на черно поле c5 · бял кон на бяло поле d5 · бяла пешка на черно поле f4 · бяла пешка на бяло поле g4 · бяла пешка на черно поле a3 · бяла пешка на черно поле g3 · бяла дама на бяло поле h3 · бяла пешка на черно поле b2 · бяла пешка на бяло поле c2 · бял офицер на бяло поле e2 · бял цар на бяло поле b1 · бял топ на бяло поле d1 | черен топ на черно поле d8 · черен топ на черно поле f8 · черен цар на бяло поле g8 · черна пешка на черно поле a7 · черна пешка на бяло поле b7 · черна дама на бяло поле d7 · черна пешка на бяло поле f7 · черна пешка на черно поле g7 · черна пешка на бяло поле h7 · черна пешка на черно поле d6 · черен кон на бяло поле e6 · черна пешка на черно поле c5 · бял кон на бяло поле d5 · бяла пешка на черно поле f4 · бяла пешка на бяло поле g4 · бяла пешка на черно поле a3 · бяла пешка на черно поле g3 · бяла дама на бяло поле h3 · бяла пешка на черно поле b2 · бяла пешка на бяло поле c2 · бял офицер на бяло поле e2 · бял цар на бяло поле b1 · бял топ на бяло поле d1 | черен топ на черно поле d8 · черен топ на черно поле f8 · черен цар на бяло поле g8 · черна пешка на черно поле a7 · черна пешка на бяло поле b7 · черна дама на бяло поле d7 · черна пешка на бяло поле f7 · черна пешка на черно поле g7 · черна пешка на бяло поле h7 · черна пешка на черно поле d6 · черен кон на бяло поле e6 · черна пешка на черно поле c5 · бял кон на бяло поле d5 · бяла пешка на черно поле f4 · бяла пешка на бяло поле g4 · бяла пешка на черно поле a3 · бяла пешка на черно поле g3 · бяла дама на бяло поле h3 · бяла пешка на черно поле b2 · бяла пешка на бяло поле c2 · бял офицер на бяло поле e2 · бял цар на бяло поле b1 · бял топ на бяло поле d1 | черен топ на черно поле d8 · черен топ на черно поле f8 · черен цар на бяло поле g8 · черна пешка на черно поле a7 · черна пешка на бяло поле b7 · черна дама на бяло поле d7 · черна пешка на бяло поле f7 · черна пешка на черно поле g7 · черна пешка на бяло поле h7 · черна пешка на черно поле d6 · черен кон на бяло поле e6 · черна пешка на черно поле c5 · бял кон на бяло поле d5 · бяла пешка на черно поле f4 · бяла пешка на бяло поле g4 · бяла пешка на черно поле a3 · бяла пешка на черно поле g3 · бяла дама на бяло поле h3 · бяла пешка на черно поле b2 · бяла пешка на бяло поле c2 · бял офицер на бяло поле e2 · бял цар на бяло поле b1 · бял топ на бяло поле d1 | 8 |
| 7 | черен топ на черно поле d8 · черен топ на черно поле f8 · черен цар на бяло поле g8 · черна пешка на черно поле a7 · черна пешка на бяло поле b7 · черна дама на бяло поле d7 · черна пешка на бяло поле f7 · черна пешка на черно поле g7 · черна пешка на бяло поле h7 · черна пешка на черно поле d6 · черен кон на бяло поле e6 · черна пешка на черно поле c5 · бял кон на бяло поле d5 · бяла пешка на черно поле f4 · бяла пешка на бяло поле g4 · бяла пешка на черно поле a3 · бяла пешка на черно поле g3 · бяла дама на бяло поле h3 · бяла пешка на черно поле b2 · бяла пешка на бяло поле c2 · бял офицер на бяло поле e2 · бял цар на бяло поле b1 · бял топ на бяло поле d1 | черен топ на черно поле d8 · черен топ на черно поле f8 · черен цар на бяло поле g8 · черна пешка на черно поле a7 · черна пешка на бяло поле b7 · черна дама на бяло поле d7 · черна пешка на бяло поле f7 · черна пешка на черно поле g7 · черна пешка на бяло поле h7 · черна пешка на черно поле d6 · черен кон на бяло поле e6 · черна пешка на черно поле c5 · бял кон на бяло поле d5 · бяла пешка на черно поле f4 · бяла пешка на бяло поле g4 · бяла пешка на черно поле a3 · бяла пешка на черно поле g3 · бяла дама на бяло поле h3 · бяла пешка на черно поле b2 · бяла пешка на бяло поле c2 · бял офицер на бяло поле e2 · бял цар на бяло поле b1 · бял топ на бяло поле d1 | черен топ на черно поле d8 · черен топ на черно поле f8 · черен цар на бяло поле g8 · черна пешка на черно поле a7 · черна пешка на бяло поле b7 · черна дама на бяло поле d7 · черна пешка на бяло поле f7 · черна пешка на черно поле g7 · черна пешка на бяло поле h7 · черна пешка на черно поле d6 · черен кон на бяло поле e6 · черна пешка на черно поле c5 · бял кон на бяло поле d5 · бяла пешка на черно поле f4 · бяла пешка на бяло поле g4 · бяла пешка на черно поле a3 · бяла пешка на черно поле g3 · бяла дама на бяло поле h3 · бяла пешка на черно поле b2 · бяла пешка на бяло поле c2 · бял офицер на бяло поле e2 · бял цар на бяло поле b1 · бял топ на бяло поле d1 | черен топ на черно поле d8 · черен топ на черно поле f8 · черен цар на бяло поле g8 · черна пешка на черно поле a7 · черна пешка на бяло поле b7 · черна дама на бяло поле d7 · черна пешка на бяло поле f7 · черна пешка на черно поле g7 · черна пешка на бяло поле h7 · черна пешка на черно поле d6 · черен кон на бяло поле e6 · черна пешка на черно поле c5 · бял кон на бяло поле d5 · бяла пешка на черно поле f4 · бяла пешка на бяло поле g4 · бяла пешка на черно поле a3 · бяла пешка на черно поле g3 · бяла дама на бяло поле h3 · бяла пешка на черно поле b2 · бяла пешка на бяло поле c2 · бял офицер на бяло поле e2 · бял цар на бяло поле b1 · бял топ на бяло поле d1 | черен топ на черно поле d8 · черен топ на черно поле f8 · черен цар на бяло поле g8 · черна пешка на черно поле a7 · черна пешка на бяло поле b7 · черна дама на бяло поле d7 · черна пешка на бяло поле f7 · черна пешка на черно поле g7 · черна пешка на бяло поле h7 · черна пешка на черно поле d6 · черен кон на бяло поле e6 · черна пешка на черно поле c5 · бял кон на бяло поле d5 · бяла пешка на черно поле f4 · бяла пешка на бяло поле g4 · бяла пешка на черно поле a3 · бяла пешка на черно поле g3 · бяла дама на бяло поле h3 · бяла пешка на черно поле b2 · бяла пешка на бяло поле c2 · бял офицер на бяло поле e2 · бял цар на бяло поле b1 · бял топ на бяло поле d1 | черен топ на черно поле d8 · черен топ на черно поле f8 · черен цар на бяло поле g8 · черна пешка на черно поле a7 · черна пешка на бяло поле b7 · черна дама на бяло поле d7 · черна пешка на бяло поле f7 · черна пешка на черно поле g7 · черна пешка на бяло поле h7 · черна пешка на черно поле d6 · черен кон на бяло поле e6 · черна пешка на черно поле c5 · бял кон на бяло поле d5 · бяла пешка на черно поле f4 · бяла пешка на бяло поле g4 · бяла пешка на черно поле a3 · бяла пешка на черно поле g3 · бяла дама на бяло поле h3 · бяла пешка на черно поле b2 · бяла пешка на бяло поле c2 · бял офицер на бяло поле e2 · бял цар на бяло поле b1 · бял топ на бяло поле d1 | черен топ на черно поле d8 · черен топ на черно поле f8 · черен цар на бяло поле g8 · черна пешка на черно поле a7 · черна пешка на бяло поле b7 · черна дама на бяло поле d7 · черна пешка на бяло поле f7 · черна пешка на черно поле g7 · черна пешка на бяло поле h7 · черна пешка на черно поле d6 · черен кон на бяло поле e6 · черна пешка на черно поле c5 · бял кон на бяло поле d5 · бяла пешка на черно поле f4 · бяла пешка на бяло поле g4 · бяла пешка на черно поле a3 · бяла пешка на черно поле g3 · бяла дама на бяло поле h3 · бяла пешка на черно поле b2 · бяла пешка на бяло поле c2 · бял офицер на бяло поле e2 · бял цар на бяло поле b1 · бял топ на бяло поле d1 | черен топ на черно поле d8 · черен топ на черно поле f8 · черен цар на бяло поле g8 · черна пешка на черно поле a7 · черна пешка на бяло поле b7 · черна дама на бяло поле d7 · черна пешка на бяло поле f7 · черна пешка на черно поле g7 · черна пешка на бяло поле h7 · черна пешка на черно поле d6 · черен кон на бяло поле e6 · черна пешка на черно поле c5 · бял кон на бяло поле d5 · бяла пешка на черно поле f4 · бяла пешка на бяло поле g4 · бяла пешка на черно поле a3 · бяла пешка на черно поле g3 · бяла дама на бяло поле h3 · бяла пешка на черно поле b2 · бяла пешка на бяло поле c2 · бял офицер на бяло поле e2 · бял цар на бяло поле b1 · бял топ на бяло поле d1 | 7 |
| 6 | черен топ на черно поле d8 · черен топ на черно поле f8 · черен цар на бяло поле g8 · черна пешка на черно поле a7 · черна пешка на бяло поле b7 · черна дама на бяло поле d7 · черна пешка на бяло поле f7 · черна пешка на черно поле g7 · черна пешка на бяло поле h7 · черна пешка на черно поле d6 · черен кон на бяло поле e6 · черна пешка на черно поле c5 · бял кон на бяло поле d5 · бяла пешка на черно поле f4 · бяла пешка на бяло поле g4 · бяла пешка на черно поле a3 · бяла пешка на черно поле g3 · бяла дама на бяло поле h3 · бяла пешка на черно поле b2 · бяла пешка на бяло поле c2 · бял офицер на бяло поле e2 · бял цар на бяло поле b1 · бял топ на бяло поле d1 | черен топ на черно поле d8 · черен топ на черно поле f8 · черен цар на бяло поле g8 · черна пешка на черно поле a7 · черна пешка на бяло поле b7 · черна дама на бяло поле d7 · черна пешка на бяло поле f7 · черна пешка на черно поле g7 · черна пешка на бяло поле h7 · черна пешка на черно поле d6 · черен кон на бяло поле e6 · черна пешка на черно поле c5 · бял кон на бяло поле d5 · бяла пешка на черно поле f4 · бяла пешка на бяло поле g4 · бяла пешка на черно поле a3 · бяла пешка на черно поле g3 · бяла дама на бяло поле h3 · бяла пешка на черно поле b2 · бяла пешка на бяло поле c2 · бял офицер на бяло поле e2 · бял цар на бяло поле b1 · бял топ на бяло поле d1 | черен топ на черно поле d8 · черен топ на черно поле f8 · черен цар на бяло поле g8 · черна пешка на черно поле a7 · черна пешка на бяло поле b7 · черна дама на бяло поле d7 · черна пешка на бяло поле f7 · черна пешка на черно поле g7 · черна пешка на бяло поле h7 · черна пешка на черно поле d6 · черен кон на бяло поле e6 · черна пешка на черно поле c5 · бял кон на бяло поле d5 · бяла пешка на черно поле f4 · бяла пешка на бяло поле g4 · бяла пешка на черно поле a3 · бяла пешка на черно поле g3 · бяла дама на бяло поле h3 · бяла пешка на черно поле b2 · бяла пешка на бяло поле c2 · бял офицер на бяло поле e2 · бял цар на бяло поле b1 · бял топ на бяло поле d1 | черен топ на черно поле d8 · черен топ на черно поле f8 · черен цар на бяло поле g8 · черна пешка на черно поле a7 · черна пешка на бяло поле b7 · черна дама на бяло поле d7 · черна пешка на бяло поле f7 · черна пешка на черно поле g7 · черна пешка на бяло поле h7 · черна пешка на черно поле d6 · черен кон на бяло поле e6 · черна пешка на черно поле c5 · бял кон на бяло поле d5 · бяла пешка на черно поле f4 · бяла пешка на бяло поле g4 · бяла пешка на черно поле a3 · бяла пешка на черно поле g3 · бяла дама на бяло поле h3 · бяла пешка на черно поле b2 · бяла пешка на бяло поле c2 · бял офицер на бяло поле e2 · бял цар на бяло поле b1 · бял топ на бяло поле d1 | черен топ на черно поле d8 · черен топ на черно поле f8 · черен цар на бяло поле g8 · черна пешка на черно поле a7 · черна пешка на бяло поле b7 · черна дама на бяло поле d7 · черна пешка на бяло поле f7 · черна пешка на черно поле g7 · черна пешка на бяло поле h7 · черна пешка на черно поле d6 · черен кон на бяло поле e6 · черна пешка на черно поле c5 · бял кон на бяло поле d5 · бяла пешка на черно поле f4 · бяла пешка на бяло поле g4 · бяла пешка на черно поле a3 · бяла пешка на черно поле g3 · бяла дама на бяло поле h3 · бяла пешка на черно поле b2 · бяла пешка на бяло поле c2 · бял офицер на бяло поле e2 · бял цар на бяло поле b1 · бял топ на бяло поле d1 | черен топ на черно поле d8 · черен топ на черно поле f8 · черен цар на бяло поле g8 · черна пешка на черно поле a7 · черна пешка на бяло поле b7 · черна дама на бяло поле d7 · черна пешка на бяло поле f7 · черна пешка на черно поле g7 · черна пешка на бяло поле h7 · черна пешка на черно поле d6 · черен кон на бяло поле e6 · черна пешка на черно поле c5 · бял кон на бяло поле d5 · бяла пешка на черно поле f4 · бяла пешка на бяло поле g4 · бяла пешка на черно поле a3 · бяла пешка на черно поле g3 · бяла дама на бяло поле h3 · бяла пешка на черно поле b2 · бяла пешка на бяло поле c2 · бял офицер на бяло поле e2 · бял цар на бяло поле b1 · бял топ на бяло поле d1 | черен топ на черно поле d8 · черен топ на черно поле f8 · черен цар на бяло поле g8 · черна пешка на черно поле a7 · черна пешка на бяло поле b7 · черна дама на бяло поле d7 · черна пешка на бяло поле f7 · черна пешка на черно поле g7 · черна пешка на бяло поле h7 · черна пешка на черно поле d6 · черен кон на бяло поле e6 · черна пешка на черно поле c5 · бял кон на бяло поле d5 · бяла пешка на черно поле f4 · бяла пешка на бяло поле g4 · бяла пешка на черно поле a3 · бяла пешка на черно поле g3 · бяла дама на бяло поле h3 · бяла пешка на черно поле b2 · бяла пешка на бяло поле c2 · бял офицер на бяло поле e2 · бял цар на бяло поле b1 · бял топ на бяло поле d1 | черен топ на черно поле d8 · черен топ на черно поле f8 · черен цар на бяло поле g8 · черна пешка на черно поле a7 · черна пешка на бяло поле b7 · черна дама на бяло поле d7 · черна пешка на бяло поле f7 · черна пешка на черно поле g7 · черна пешка на бяло поле h7 · черна пешка на черно поле d6 · черен кон на бяло поле e6 · черна пешка на черно поле c5 · бял кон на бяло поле d5 · бяла пешка на черно поле f4 · бяла пешка на бяло поле g4 · бяла пешка на черно поле a3 · бяла пешка на черно поле g3 · бяла дама на бяло поле h3 · бяла пешка на черно поле b2 · бяла пешка на бяло поле c2 · бял офицер на бяло поле e2 · бял цар на бяло поле b1 · бял топ на бяло поле d1 | 6 |
| 5 | черен топ на черно поле d8 · черен топ на черно поле f8 · черен цар на бяло поле g8 · черна пешка на черно поле a7 · черна пешка на бяло поле b7 · черна дама на бяло поле d7 · черна пешка на бяло поле f7 · черна пешка на черно поле g7 · черна пешка на бяло поле h7 · черна пешка на черно поле d6 · черен кон на бяло поле e6 · черна пешка на черно поле c5 · бял кон на бяло поле d5 · бяла пешка на черно поле f4 · бяла пешка на бяло поле g4 · бяла пешка на черно поле a3 · бяла пешка на черно поле g3 · бяла дама на бяло поле h3 · бяла пешка на черно поле b2 · бяла пешка на бяло поле c2 · бял офицер на бяло поле e2 · бял цар на бяло поле b1 · бял топ на бяло поле d1 | черен топ на черно поле d8 · черен топ на черно поле f8 · черен цар на бяло поле g8 · черна пешка на черно поле a7 · черна пешка на бяло поле b7 · черна дама на бяло поле d7 · черна пешка на бяло поле f7 · черна пешка на черно поле g7 · черна пешка на бяло поле h7 · черна пешка на черно поле d6 · черен кон на бяло поле e6 · черна пешка на черно поле c5 · бял кон на бяло поле d5 · бяла пешка на черно поле f4 · бяла пешка на бяло поле g4 · бяла пешка на черно поле a3 · бяла пешка на черно поле g3 · бяла дама на бяло поле h3 · бяла пешка на черно поле b2 · бяла пешка на бяло поле c2 · бял офицер на бяло поле e2 · бял цар на бяло поле b1 · бял топ на бяло поле d1 | черен топ на черно поле d8 · черен топ на черно поле f8 · черен цар на бяло поле g8 · черна пешка на черно поле a7 · черна пешка на бяло поле b7 · черна дама на бяло поле d7 · черна пешка на бяло поле f7 · черна пешка на черно поле g7 · черна пешка на бяло поле h7 · черна пешка на черно поле d6 · черен кон на бяло поле e6 · черна пешка на черно поле c5 · бял кон на бяло поле d5 · бяла пешка на черно поле f4 · бяла пешка на бяло поле g4 · бяла пешка на черно поле a3 · бяла пешка на черно поле g3 · бяла дама на бяло поле h3 · бяла пешка на черно поле b2 · бяла пешка на бяло поле c2 · бял офицер на бяло поле e2 · бял цар на бяло поле b1 · бял топ на бяло поле d1 | черен топ на черно поле d8 · черен топ на черно поле f8 · черен цар на бяло поле g8 · черна пешка на черно поле a7 · черна пешка на бяло поле b7 · черна дама на бяло поле d7 · черна пешка на бяло поле f7 · черна пешка на черно поле g7 · черна пешка на бяло поле h7 · черна пешка на черно поле d6 · черен кон на бяло поле e6 · черна пешка на черно поле c5 · бял кон на бяло поле d5 · бяла пешка на черно поле f4 · бяла пешка на бяло поле g4 · бяла пешка на черно поле a3 · бяла пешка на черно поле g3 · бяла дама на бяло поле h3 · бяла пешка на черно поле b2 · бяла пешка на бяло поле c2 · бял офицер на бяло поле e2 · бял цар на бяло поле b1 · бял топ на бяло поле d1 | черен топ на черно поле d8 · черен топ на черно поле f8 · черен цар на бяло поле g8 · черна пешка на черно поле a7 · черна пешка на бяло поле b7 · черна дама на бяло поле d7 · черна пешка на бяло поле f7 · черна пешка на черно поле g7 · черна пешка на бяло поле h7 · черна пешка на черно поле d6 · черен кон на бяло поле e6 · черна пешка на черно поле c5 · бял кон на бяло поле d5 · бяла пешка на черно поле f4 · бяла пешка на бяло поле g4 · бяла пешка на черно поле a3 · бяла пешка на черно поле g3 · бяла дама на бяло поле h3 · бяла пешка на черно поле b2 · бяла пешка на бяло поле c2 · бял офицер на бяло поле e2 · бял цар на бяло поле b1 · бял топ на бяло поле d1 | черен топ на черно поле d8 · черен топ на черно поле f8 · черен цар на бяло поле g8 · черна пешка на черно поле a7 · черна пешка на бяло поле b7 · черна дама на бяло поле d7 · черна пешка на бяло поле f7 · черна пешка на черно поле g7 · черна пешка на бяло поле h7 · черна пешка на черно поле d6 · черен кон на бяло поле e6 · черна пешка на черно поле c5 · бял кон на бяло поле d5 · бяла пешка на черно поле f4 · бяла пешка на бяло поле g4 · бяла пешка на черно поле a3 · бяла пешка на черно поле g3 · бяла дама на бяло поле h3 · бяла пешка на черно поле b2 · бяла пешка на бяло поле c2 · бял офицер на бяло поле e2 · бял цар на бяло поле b1 · бял топ на бяло поле d1 | черен топ на черно поле d8 · черен топ на черно поле f8 · черен цар на бяло поле g8 · черна пешка на черно поле a7 · черна пешка на бяло поле b7 · черна дама на бяло поле d7 · черна пешка на бяло поле f7 · черна пешка на черно поле g7 · черна пешка на бяло поле h7 · черна пешка на черно поле d6 · черен кон на бяло поле e6 · черна пешка на черно поле c5 · бял кон на бяло поле d5 · бяла пешка на черно поле f4 · бяла пешка на бяло поле g4 · бяла пешка на черно поле a3 · бяла пешка на черно поле g3 · бяла дама на бяло поле h3 · бяла пешка на черно поле b2 · бяла пешка на бяло поле c2 · бял офицер на бяло поле e2 · бял цар на бяло поле b1 · бял топ на бяло поле d1 | черен топ на черно поле d8 · черен топ на черно поле f8 · черен цар на бяло поле g8 · черна пешка на черно поле a7 · черна пешка на бяло поле b7 · черна дама на бяло поле d7 · черна пешка на бяло поле f7 · черна пешка на черно поле g7 · черна пешка на бяло поле h7 · черна пешка на черно поле d6 · черен кон на бяло поле e6 · черна пешка на черно поле c5 · бял кон на бяло поле d5 · бяла пешка на черно поле f4 · бяла пешка на бяло поле g4 · бяла пешка на черно поле a3 · бяла пешка на черно поле g3 · бяла дама на бяло поле h3 · бяла пешка на черно поле b2 · бяла пешка на бяло поле c2 · бял офицер на бяло поле e2 · бял цар на бяло поле b1 · бял топ на бяло поле d1 | 5 |
| 4 | черен топ на черно поле d8 · черен топ на черно поле f8 · черен цар на бяло поле g8 · черна пешка на черно поле a7 · черна пешка на бяло поле b7 · черна дама на бяло поле d7 · черна пешка на бяло поле f7 · черна пешка на черно поле g7 · черна пешка на бяло поле h7 · черна пешка на черно поле d6 · черен кон на бяло поле e6 · черна пешка на черно поле c5 · бял кон на бяло поле d5 · бяла пешка на черно поле f4 · бяла пешка на бяло поле g4 · бяла пешка на черно поле a3 · бяла пешка на черно поле g3 · бяла дама на бяло поле h3 · бяла пешка на черно поле b2 · бяла пешка на бяло поле c2 · бял офицер на бяло поле e2 · бял цар на бяло поле b1 · бял топ на бяло поле d1 | черен топ на черно поле d8 · черен топ на черно поле f8 · черен цар на бяло поле g8 · черна пешка на черно поле a7 · черна пешка на бяло поле b7 · черна дама на бяло поле d7 · черна пешка на бяло поле f7 · черна пешка на черно поле g7 · черна пешка на бяло поле h7 · черна пешка на черно поле d6 · черен кон на бяло поле e6 · черна пешка на черно поле c5 · бял кон на бяло поле d5 · бяла пешка на черно поле f4 · бяла пешка на бяло поле g4 · бяла пешка на черно поле a3 · бяла пешка на черно поле g3 · бяла дама на бяло поле h3 · бяла пешка на черно поле b2 · бяла пешка на бяло поле c2 · бял офицер на бяло поле e2 · бял цар на бяло поле b1 · бял топ на бяло поле d1 | черен топ на черно поле d8 · черен топ на черно поле f8 · черен цар на бяло поле g8 · черна пешка на черно поле a7 · черна пешка на бяло поле b7 · черна дама на бяло поле d7 · черна пешка на бяло поле f7 · черна пешка на черно поле g7 · черна пешка на бяло поле h7 · черна пешка на черно поле d6 · черен кон на бяло поле e6 · черна пешка на черно поле c5 · бял кон на бяло поле d5 · бяла пешка на черно поле f4 · бяла пешка на бяло поле g4 · бяла пешка на черно поле a3 · бяла пешка на черно поле g3 · бяла дама на бяло поле h3 · бяла пешка на черно поле b2 · бяла пешка на бяло поле c2 · бял офицер на бяло поле e2 · бял цар на бяло поле b1 · бял топ на бяло поле d1 | черен топ на черно поле d8 · черен топ на черно поле f8 · черен цар на бяло поле g8 · черна пешка на черно поле a7 · черна пешка на бяло поле b7 · черна дама на бяло поле d7 · черна пешка на бяло поле f7 · черна пешка на черно поле g7 · черна пешка на бяло поле h7 · черна пешка на черно поле d6 · черен кон на бяло поле e6 · черна пешка на черно поле c5 · бял кон на бяло поле d5 · бяла пешка на черно поле f4 · бяла пешка на бяло поле g4 · бяла пешка на черно поле a3 · бяла пешка на черно поле g3 · бяла дама на бяло поле h3 · бяла пешка на черно поле b2 · бяла пешка на бяло поле c2 · бял офицер на бяло поле e2 · бял цар на бяло поле b1 · бял топ на бяло поле d1 | черен топ на черно поле d8 · черен топ на черно поле f8 · черен цар на бяло поле g8 · черна пешка на черно поле a7 · черна пешка на бяло поле b7 · черна дама на бяло поле d7 · черна пешка на бяло поле f7 · черна пешка на черно поле g7 · черна пешка на бяло поле h7 · черна пешка на черно поле d6 · черен кон на бяло поле e6 · черна пешка на черно поле c5 · бял кон на бяло поле d5 · бяла пешка на черно поле f4 · бяла пешка на бяло поле g4 · бяла пешка на черно поле a3 · бяла пешка на черно поле g3 · бяла дама на бяло поле h3 · бяла пешка на черно поле b2 · бяла пешка на бяло поле c2 · бял офицер на бяло поле e2 · бял цар на бяло поле b1 · бял топ на бяло поле d1 | черен топ на черно поле d8 · черен топ на черно поле f8 · черен цар на бяло поле g8 · черна пешка на черно поле a7 · черна пешка на бяло поле b7 · черна дама на бяло поле d7 · черна пешка на бяло поле f7 · черна пешка на черно поле g7 · черна пешка на бяло поле h7 · черна пешка на черно поле d6 · черен кон на бяло поле e6 · черна пешка на черно поле c5 · бял кон на бяло поле d5 · бяла пешка на черно поле f4 · бяла пешка на бяло поле g4 · бяла пешка на черно поле a3 · бяла пешка на черно поле g3 · бяла дама на бяло поле h3 · бяла пешка на черно поле b2 · бяла пешка на бяло поле c2 · бял офицер на бяло поле e2 · бял цар на бяло поле b1 · бял топ на бяло поле d1 | черен топ на черно поле d8 · черен топ на черно поле f8 · черен цар на бяло поле g8 · черна пешка на черно поле a7 · черна пешка на бяло поле b7 · черна дама на бяло поле d7 · черна пешка на бяло поле f7 · черна пешка на черно поле g7 · черна пешка на бяло поле h7 · черна пешка на черно поле d6 · черен кон на бяло поле e6 · черна пешка на черно поле c5 · бял кон на бяло поле d5 · бяла пешка на черно поле f4 · бяла пешка на бяло поле g4 · бяла пешка на черно поле a3 · бяла пешка на черно поле g3 · бяла дама на бяло поле h3 · бяла пешка на черно поле b2 · бяла пешка на бяло поле c2 · бял офицер на бяло поле e2 · бял цар на бяло поле b1 · бял топ на бяло поле d1 | черен топ на черно поле d8 · черен топ на черно поле f8 · черен цар на бяло поле g8 · черна пешка на черно поле a7 · черна пешка на бяло поле b7 · черна дама на бяло поле d7 · черна пешка на бяло поле f7 · черна пешка на черно поле g7 · черна пешка на бяло поле h7 · черна пешка на черно поле d6 · черен кон на бяло поле e6 · черна пешка на черно поле c5 · бял кон на бяло поле d5 · бяла пешка на черно поле f4 · бяла пешка на бяло поле g4 · бяла пешка на черно поле a3 · бяла пешка на черно поле g3 · бяла дама на бяло поле h3 · бяла пешка на черно поле b2 · бяла пешка на бяло поле c2 · бял офицер на бяло поле e2 · бял цар на бяло поле b1 · бял топ на бяло поле d1 | 4 |
| 3 | черен топ на черно поле d8 · черен топ на черно поле f8 · черен цар на бяло поле g8 · черна пешка на черно поле a7 · черна пешка на бяло поле b7 · черна дама на бяло поле d7 · черна пешка на бяло поле f7 · черна пешка на черно поле g7 · черна пешка на бяло поле h7 · черна пешка на черно поле d6 · черен кон на бяло поле e6 · черна пешка на черно поле c5 · бял кон на бяло поле d5 · бяла пешка на черно поле f4 · бяла пешка на бяло поле g4 · бяла пешка на черно поле a3 · бяла пешка на черно поле g3 · бяла дама на бяло поле h3 · бяла пешка на черно поле b2 · бяла пешка на бяло поле c2 · бял офицер на бяло поле e2 · бял цар на бяло поле b1 · бял топ на бяло поле d1 | черен топ на черно поле d8 · черен топ на черно поле f8 · черен цар на бяло поле g8 · черна пешка на черно поле a7 · черна пешка на бяло поле b7 · черна дама на бяло поле d7 · черна пешка на бяло поле f7 · черна пешка на черно поле g7 · черна пешка на бяло поле h7 · черна пешка на черно поле d6 · черен кон на бяло поле e6 · черна пешка на черно поле c5 · бял кон на бяло поле d5 · бяла пешка на черно поле f4 · бяла пешка на бяло поле g4 · бяла пешка на черно поле a3 · бяла пешка на черно поле g3 · бяла дама на бяло поле h3 · бяла пешка на черно поле b2 · бяла пешка на бяло поле c2 · бял офицер на бяло поле e2 · бял цар на бяло поле b1 · бял топ на бяло поле d1 | черен топ на черно поле d8 · черен топ на черно поле f8 · черен цар на бяло поле g8 · черна пешка на черно поле a7 · черна пешка на бяло поле b7 · черна дама на бяло поле d7 · черна пешка на бяло поле f7 · черна пешка на черно поле g7 · черна пешка на бяло поле h7 · черна пешка на черно поле d6 · черен кон на бяло поле e6 · черна пешка на черно поле c5 · бял кон на бяло поле d5 · бяла пешка на черно поле f4 · бяла пешка на бяло поле g4 · бяла пешка на черно поле a3 · бяла пешка на черно поле g3 · бяла дама на бяло поле h3 · бяла пешка на черно поле b2 · бяла пешка на бяло поле c2 · бял офицер на бяло поле e2 · бял цар на бяло поле b1 · бял топ на бяло поле d1 | черен топ на черно поле d8 · черен топ на черно поле f8 · черен цар на бяло поле g8 · черна пешка на черно поле a7 · черна пешка на бяло поле b7 · черна дама на бяло поле d7 · черна пешка на бяло поле f7 · черна пешка на черно поле g7 · черна пешка на бяло поле h7 · черна пешка на черно поле d6 · черен кон на бяло поле e6 · черна пешка на черно поле c5 · бял кон на бяло поле d5 · бяла пешка на черно поле f4 · бяла пешка на бяло поле g4 · бяла пешка на черно поле a3 · бяла пешка на черно поле g3 · бяла дама на бяло поле h3 · бяла пешка на черно поле b2 · бяла пешка на бяло поле c2 · бял офицер на бяло поле e2 · бял цар на бяло поле b1 · бял топ на бяло поле d1 | черен топ на черно поле d8 · черен топ на черно поле f8 · черен цар на бяло поле g8 · черна пешка на черно поле a7 · черна пешка на бяло поле b7 · черна дама на бяло поле d7 · черна пешка на бяло поле f7 · черна пешка на черно поле g7 · черна пешка на бяло поле h7 · черна пешка на черно поле d6 · черен кон на бяло поле e6 · черна пешка на черно поле c5 · бял кон на бяло поле d5 · бяла пешка на черно поле f4 · бяла пешка на бяло поле g4 · бяла пешка на черно поле a3 · бяла пешка на черно поле g3 · бяла дама на бяло поле h3 · бяла пешка на черно поле b2 · бяла пешка на бяло поле c2 · бял офицер на бяло поле e2 · бял цар на бяло поле b1 · бял топ на бяло поле d1 | черен топ на черно поле d8 · черен топ на черно поле f8 · черен цар на бяло поле g8 · черна пешка на черно поле a7 · черна пешка на бяло поле b7 · черна дама на бяло поле d7 · черна пешка на бяло поле f7 · черна пешка на черно поле g7 · черна пешка на бяло поле h7 · черна пешка на черно поле d6 · черен кон на бяло поле e6 · черна пешка на черно поле c5 · бял кон на бяло поле d5 · бяла пешка на черно поле f4 · бяла пешка на бяло поле g4 · бяла пешка на черно поле a3 · бяла пешка на черно поле g3 · бяла дама на бяло поле h3 · бяла пешка на черно поле b2 · бяла пешка на бяло поле c2 · бял офицер на бяло поле e2 · бял цар на бяло поле b1 · бял топ на бяло поле d1 | черен топ на черно поле d8 · черен топ на черно поле f8 · черен цар на бяло поле g8 · черна пешка на черно поле a7 · черна пешка на бяло поле b7 · черна дама на бяло поле d7 · черна пешка на бяло поле f7 · черна пешка на черно поле g7 · черна пешка на бяло поле h7 · черна пешка на черно поле d6 · черен кон на бяло поле e6 · черна пешка на черно поле c5 · бял кон на бяло поле d5 · бяла пешка на черно поле f4 · бяла пешка на бяло поле g4 · бяла пешка на черно поле a3 · бяла пешка на черно поле g3 · бяла дама на бяло поле h3 · бяла пешка на черно поле b2 · бяла пешка на бяло поле c2 · бял офицер на бяло поле e2 · бял цар на бяло поле b1 · бял топ на бяло поле d1 | черен топ на черно поле d8 · черен топ на черно поле f8 · черен цар на бяло поле g8 · черна пешка на черно поле a7 · черна пешка на бяло поле b7 · черна дама на бяло поле d7 · черна пешка на бяло поле f7 · черна пешка на черно поле g7 · черна пешка на бяло поле h7 · черна пешка на черно поле d6 · черен кон на бяло поле e6 · черна пешка на черно поле c5 · бял кон на бяло поле d5 · бяла пешка на черно поле f4 · бяла пешка на бяло поле g4 · бяла пешка на черно поле a3 · бяла пешка на черно поле g3 · бяла дама на бяло поле h3 · бяла пешка на черно поле b2 · бяла пешка на бяло поле c2 · бял офицер на бяло поле e2 · бял цар на бяло поле b1 · бял топ на бяло поле d1 | 3 |
| 2 | черен топ на черно поле d8 · черен топ на черно поле f8 · черен цар на бяло поле g8 · черна пешка на черно поле a7 · черна пешка на бяло поле b7 · черна дама на бяло поле d7 · черна пешка на бяло поле f7 · черна пешка на черно поле g7 · черна пешка на бяло поле h7 · черна пешка на черно поле d6 · черен кон на бяло поле e6 · черна пешка на черно поле c5 · бял кон на бяло поле d5 · бяла пешка на черно поле f4 · бяла пешка на бяло поле g4 · бяла пешка на черно поле a3 · бяла пешка на черно поле g3 · бяла дама на бяло поле h3 · бяла пешка на черно поле b2 · бяла пешка на бяло поле c2 · бял офицер на бяло поле e2 · бял цар на бяло поле b1 · бял топ на бяло поле d1 | черен топ на черно поле d8 · черен топ на черно поле f8 · черен цар на бяло поле g8 · черна пешка на черно поле a7 · черна пешка на бяло поле b7 · черна дама на бяло поле d7 · черна пешка на бяло поле f7 · черна пешка на черно поле g7 · черна пешка на бяло поле h7 · черна пешка на черно поле d6 · черен кон на бяло поле e6 · черна пешка на черно поле c5 · бял кон на бяло поле d5 · бяла пешка на черно поле f4 · бяла пешка на бяло поле g4 · бяла пешка на черно поле a3 · бяла пешка на черно поле g3 · бяла дама на бяло поле h3 · бяла пешка на черно поле b2 · бяла пешка на бяло поле c2 · бял офицер на бяло поле e2 · бял цар на бяло поле b1 · бял топ на бяло поле d1 | черен топ на черно поле d8 · черен топ на черно поле f8 · черен цар на бяло поле g8 · черна пешка на черно поле a7 · черна пешка на бяло поле b7 · черна дама на бяло поле d7 · черна пешка на бяло поле f7 · черна пешка на черно поле g7 · черна пешка на бяло поле h7 · черна пешка на черно поле d6 · черен кон на бяло поле e6 · черна пешка на черно поле c5 · бял кон на бяло поле d5 · бяла пешка на черно поле f4 · бяла пешка на бяло поле g4 · бяла пешка на черно поле a3 · бяла пешка на черно поле g3 · бяла дама на бяло поле h3 · бяла пешка на черно поле b2 · бяла пешка на бяло поле c2 · бял офицер на бяло поле e2 · бял цар на бяло поле b1 · бял топ на бяло поле d1 | черен топ на черно поле d8 · черен топ на черно поле f8 · черен цар на бяло поле g8 · черна пешка на черно поле a7 · черна пешка на бяло поле b7 · черна дама на бяло поле d7 · черна пешка на бяло поле f7 · черна пешка на черно поле g7 · черна пешка на бяло поле h7 · черна пешка на черно поле d6 · черен кон на бяло поле e6 · черна пешка на черно поле c5 · бял кон на бяло поле d5 · бяла пешка на черно поле f4 · бяла пешка на бяло поле g4 · бяла пешка на черно поле a3 · бяла пешка на черно поле g3 · бяла дама на бяло поле h3 · бяла пешка на черно поле b2 · бяла пешка на бяло поле c2 · бял офицер на бяло поле e2 · бял цар на бяло поле b1 · бял топ на бяло поле d1 | черен топ на черно поле d8 · черен топ на черно поле f8 · черен цар на бяло поле g8 · черна пешка на черно поле a7 · черна пешка на бяло поле b7 · черна дама на бяло поле d7 · черна пешка на бяло поле f7 · черна пешка на черно поле g7 · черна пешка на бяло поле h7 · черна пешка на черно поле d6 · черен кон на бяло поле e6 · черна пешка на черно поле c5 · бял кон на бяло поле d5 · бяла пешка на черно поле f4 · бяла пешка на бяло поле g4 · бяла пешка на черно поле a3 · бяла пешка на черно поле g3 · бяла дама на бяло поле h3 · бяла пешка на черно поле b2 · бяла пешка на бяло поле c2 · бял офицер на бяло поле e2 · бял цар на бяло поле b1 · бял топ на бяло поле d1 | черен топ на черно поле d8 · черен топ на черно поле f8 · черен цар на бяло поле g8 · черна пешка на черно поле a7 · черна пешка на бяло поле b7 · черна дама на бяло поле d7 · черна пешка на бяло поле f7 · черна пешка на черно поле g7 · черна пешка на бяло поле h7 · черна пешка на черно поле d6 · черен кон на бяло поле e6 · черна пешка на черно поле c5 · бял кон на бяло поле d5 · бяла пешка на черно поле f4 · бяла пешка на бяло поле g4 · бяла пешка на черно поле a3 · бяла пешка на черно поле g3 · бяла дама на бяло поле h3 · бяла пешка на черно поле b2 · бяла пешка на бяло поле c2 · бял офицер на бяло поле e2 · бял цар на бяло поле b1 · бял топ на бяло поле d1 | черен топ на черно поле d8 · черен топ на черно поле f8 · черен цар на бяло поле g8 · черна пешка на черно поле a7 · черна пешка на бяло поле b7 · черна дама на бяло поле d7 · черна пешка на бяло поле f7 · черна пешка на черно поле g7 · черна пешка на бяло поле h7 · черна пешка на черно поле d6 · черен кон на бяло поле e6 · черна пешка на черно поле c5 · бял кон на бяло поле d5 · бяла пешка на черно поле f4 · бяла пешка на бяло поле g4 · бяла пешка на черно поле a3 · бяла пешка на черно поле g3 · бяла дама на бяло поле h3 · бяла пешка на черно поле b2 · бяла пешка на бяло поле c2 · бял офицер на бяло поле e2 · бял цар на бяло поле b1 · бял топ на бяло поле d1 | черен топ на черно поле d8 · черен топ на черно поле f8 · черен цар на бяло поле g8 · черна пешка на черно поле a7 · черна пешка на бяло поле b7 · черна дама на бяло поле d7 · черна пешка на бяло поле f7 · черна пешка на черно поле g7 · черна пешка на бяло поле h7 · черна пешка на черно поле d6 · черен кон на бяло поле e6 · черна пешка на черно поле c5 · бял кон на бяло поле d5 · бяла пешка на черно поле f4 · бяла пешка на бяло поле g4 · бяла пешка на черно поле a3 · бяла пешка на черно поле g3 · бяла дама на бяло поле h3 · бяла пешка на черно поле b2 · бяла пешка на бяло поле c2 · бял офицер на бяло поле e2 · бял цар на бяло поле b1 · бял топ на бяло поле d1 | 2 |
| 1 | черен топ на черно поле d8 · черен топ на черно поле f8 · черен цар на бяло поле g8 · черна пешка на черно поле a7 · черна пешка на бяло поле b7 · черна дама на бяло поле d7 · черна пешка на бяло поле f7 · черна пешка на черно поле g7 · черна пешка на бяло поле h7 · черна пешка на черно поле d6 · черен кон на бяло поле e6 · черна пешка на черно поле c5 · бял кон на бяло поле d5 · бяла пешка на черно поле f4 · бяла пешка на бяло поле g4 · бяла пешка на черно поле a3 · бяла пешка на черно поле g3 · бяла дама на бяло поле h3 · бяла пешка на черно поле b2 · бяла пешка на бяло поле c2 · бял офицер на бяло поле e2 · бял цар на бяло поле b1 · бял топ на бяло поле d1 | черен топ на черно поле d8 · черен топ на черно поле f8 · черен цар на бяло поле g8 · черна пешка на черно поле a7 · черна пешка на бяло поле b7 · черна дама на бяло поле d7 · черна пешка на бяло поле f7 · черна пешка на черно поле g7 · черна пешка на бяло поле h7 · черна пешка на черно поле d6 · черен кон на бяло поле e6 · черна пешка на черно поле c5 · бял кон на бяло поле d5 · бяла пешка на черно поле f4 · бяла пешка на бяло поле g4 · бяла пешка на черно поле a3 · бяла пешка на черно поле g3 · бяла дама на бяло поле h3 · бяла пешка на черно поле b2 · бяла пешка на бяло поле c2 · бял офицер на бяло поле e2 · бял цар на бяло поле b1 · бял топ на бяло поле d1 | черен топ на черно поле d8 · черен топ на черно поле f8 · черен цар на бяло поле g8 · черна пешка на черно поле a7 · черна пешка на бяло поле b7 · черна дама на бяло поле d7 · черна пешка на бяло поле f7 · черна пешка на черно поле g7 · черна пешка на бяло поле h7 · черна пешка на черно поле d6 · черен кон на бяло поле e6 · черна пешка на черно поле c5 · бял кон на бяло поле d5 · бяла пешка на черно поле f4 · бяла пешка на бяло поле g4 · бяла пешка на черно поле a3 · бяла пешка на черно поле g3 · бяла дама на бяло поле h3 · бяла пешка на черно поле b2 · бяла пешка на бяло поле c2 · бял офицер на бяло поле e2 · бял цар на бяло поле b1 · бял топ на бяло поле d1 | черен топ на черно поле d8 · черен топ на черно поле f8 · черен цар на бяло поле g8 · черна пешка на черно поле a7 · черна пешка на бяло поле b7 · черна дама на бяло поле d7 · черна пешка на бяло поле f7 · черна пешка на черно поле g7 · черна пешка на бяло поле h7 · черна пешка на черно поле d6 · черен кон на бяло поле e6 · черна пешка на черно поле c5 · бял кон на бяло поле d5 · бяла пешка на черно поле f4 · бяла пешка на бяло поле g4 · бяла пешка на черно поле a3 · бяла пешка на черно поле g3 · бяла дама на бяло поле h3 · бяла пешка на черно поле b2 · бяла пешка на бяло поле c2 · бял офицер на бяло поле e2 · бял цар на бяло поле b1 · бял топ на бяло поле d1 | черен топ на черно поле d8 · черен топ на черно поле f8 · черен цар на бяло поле g8 · черна пешка на черно поле a7 · черна пешка на бяло поле b7 · черна дама на бяло поле d7 · черна пешка на бяло поле f7 · черна пешка на черно поле g7 · черна пешка на бяло поле h7 · черна пешка на черно поле d6 · черен кон на бяло поле e6 · черна пешка на черно поле c5 · бял кон на бяло поле d5 · бяла пешка на черно поле f4 · бяла пешка на бяло поле g4 · бяла пешка на черно поле a3 · бяла пешка на черно поле g3 · бяла дама на бяло поле h3 · бяла пешка на черно поле b2 · бяла пешка на бяло поле c2 · бял офицер на бяло поле e2 · бял цар на бяло поле b1 · бял топ на бяло поле d1 | черен топ на черно поле d8 · черен топ на черно поле f8 · черен цар на бяло поле g8 · черна пешка на черно поле a7 · черна пешка на бяло поле b7 · черна дама на бяло поле d7 · черна пешка на бяло поле f7 · черна пешка на черно поле g7 · черна пешка на бяло поле h7 · черна пешка на черно поле d6 · черен кон на бяло поле e6 · черна пешка на черно поле c5 · бял кон на бяло поле d5 · бяла пешка на черно поле f4 · бяла пешка на бяло поле g4 · бяла пешка на черно поле a3 · бяла пешка на черно поле g3 · бяла дама на бяло поле h3 · бяла пешка на черно поле b2 · бяла пешка на бяло поле c2 · бял офицер на бяло поле e2 · бял цар на бяло поле b1 · бял топ на бяло поле d1 | черен топ на черно поле d8 · черен топ на черно поле f8 · черен цар на бяло поле g8 · черна пешка на черно поле a7 · черна пешка на бяло поле b7 · черна дама на бяло поле d7 · черна пешка на бяло поле f7 · черна пешка на черно поле g7 · черна пешка на бяло поле h7 · черна пешка на черно поле d6 · черен кон на бяло поле e6 · черна пешка на черно поле c5 · бял кон на бяло поле d5 · бяла пешка на черно поле f4 · бяла пешка на бяло поле g4 · бяла пешка на черно поле a3 · бяла пешка на черно поле g3 · бяла дама на бяло поле h3 · бяла пешка на черно поле b2 · бяла пешка на бяло поле c2 · бял офицер на бяло поле e2 · бял цар на бяло поле b1 · бял топ на бяло поле d1 | черен топ на черно поле d8 · черен топ на черно поле f8 · черен цар на бяло поле g8 · черна пешка на черно поле a7 · черна пешка на бяло поле b7 · черна дама на бяло поле d7 · черна пешка на бяло поле f7 · черна пешка на черно поле g7 · черна пешка на бяло поле h7 · черна пешка на черно поле d6 · черен кон на бяло поле e6 · черна пешка на черно поле c5 · бял кон на бяло поле d5 · бяла пешка на черно поле f4 · бяла пешка на бяло поле g4 · бяла пешка на черно поле a3 · бяла пешка на черно поле g3 · бяла дама на бяло поле h3 · бяла пешка на черно поле b2 · бяла пешка на бяло поле c2 · бял офицер на бяло поле e2 · бял цар на бяло поле b1 · бял топ на бяло поле d1 | 1 |
|   | a | b | c | d | e | f | g | h |   |

На диаграма 4 ходът 1.Оb5!! отвлича вниманието на черната дама от пазенето на поле e7. Ако вземат офицера, черните получават форсиран мат след 3 хода: 1. ... Д:b5 2. Кe7+ Цh8 3. Д:h7+! Ц:h7 4. Тh1#. Същият резултат е и ако дамата отстъпи 1. ... Дс8. Ако не вземе офицера, а отстъпи като продължи да пази полето е7, дамата се губи: 1. ... Дс7 2. К:с7 или 1. ... Де8 2. О:е8.

|   | a | b | c | d | e | f | g | h |   |
| 8 | черна дама на бяло поле c8 · черен цар на черно поле d8 · черен кон на бяло поле d7 · черна пешка на бяло поле f7 · черна пешка на черно поле g7 · черна пешка на бяло поле a6 · черен офицер на черно поле d6 · черна пешка на черно поле h6 · бяла пешка на черно поле a5 · бяла пешка на черно поле f2 · бяла пешка на бяло поле g2 · бяла пешка на черно поле h2 · бяла дама на черно поле c1 · бял топ на черно поле e1 · бял цар на черно поле g1 | черна дама на бяло поле c8 · черен цар на черно поле d8 · черен кон на бяло поле d7 · черна пешка на бяло поле f7 · черна пешка на черно поле g7 · черна пешка на бяло поле a6 · черен офицер на черно поле d6 · черна пешка на черно поле h6 · бяла пешка на черно поле a5 · бяла пешка на черно поле f2 · бяла пешка на бяло поле g2 · бяла пешка на черно поле h2 · бяла дама на черно поле c1 · бял топ на черно поле e1 · бял цар на черно поле g1 | черна дама на бяло поле c8 · черен цар на черно поле d8 · черен кон на бяло поле d7 · черна пешка на бяло поле f7 · черна пешка на черно поле g7 · черна пешка на бяло поле a6 · черен офицер на черно поле d6 · черна пешка на черно поле h6 · бяла пешка на черно поле a5 · бяла пешка на черно поле f2 · бяла пешка на бяло поле g2 · бяла пешка на черно поле h2 · бяла дама на черно поле c1 · бял топ на черно поле e1 · бял цар на черно поле g1 | черна дама на бяло поле c8 · черен цар на черно поле d8 · черен кон на бяло поле d7 · черна пешка на бяло поле f7 · черна пешка на черно поле g7 · черна пешка на бяло поле a6 · черен офицер на черно поле d6 · черна пешка на черно поле h6 · бяла пешка на черно поле a5 · бяла пешка на черно поле f2 · бяла пешка на бяло поле g2 · бяла пешка на черно поле h2 · бяла дама на черно поле c1 · бял топ на черно поле e1 · бял цар на черно поле g1 | черна дама на бяло поле c8 · черен цар на черно поле d8 · черен кон на бяло поле d7 · черна пешка на бяло поле f7 · черна пешка на черно поле g7 · черна пешка на бяло поле a6 · черен офицер на черно поле d6 · черна пешка на черно поле h6 · бяла пешка на черно поле a5 · бяла пешка на черно поле f2 · бяла пешка на бяло поле g2 · бяла пешка на черно поле h2 · бяла дама на черно поле c1 · бял топ на черно поле e1 · бял цар на черно поле g1 | черна дама на бяло поле c8 · черен цар на черно поле d8 · черен кон на бяло поле d7 · черна пешка на бяло поле f7 · черна пешка на черно поле g7 · черна пешка на бяло поле a6 · черен офицер на черно поле d6 · черна пешка на черно поле h6 · бяла пешка на черно поле a5 · бяла пешка на черно поле f2 · бяла пешка на бяло поле g2 · бяла пешка на черно поле h2 · бяла дама на черно поле c1 · бял топ на черно поле e1 · бял цар на черно поле g1 | черна дама на бяло поле c8 · черен цар на черно поле d8 · черен кон на бяло поле d7 · черна пешка на бяло поле f7 · черна пешка на черно поле g7 · черна пешка на бяло поле a6 · черен офицер на черно поле d6 · черна пешка на черно поле h6 · бяла пешка на черно поле a5 · бяла пешка на черно поле f2 · бяла пешка на бяло поле g2 · бяла пешка на черно поле h2 · бяла дама на черно поле c1 · бял топ на черно поле e1 · бял цар на черно поле g1 | черна дама на бяло поле c8 · черен цар на черно поле d8 · черен кон на бяло поле d7 · черна пешка на бяло поле f7 · черна пешка на черно поле g7 · черна пешка на бяло поле a6 · черен офицер на черно поле d6 · черна пешка на черно поле h6 · бяла пешка на черно поле a5 · бяла пешка на черно поле f2 · бяла пешка на бяло поле g2 · бяла пешка на черно поле h2 · бяла дама на черно поле c1 · бял топ на черно поле e1 · бял цар на черно поле g1 | 8 |
| 7 | черна дама на бяло поле c8 · черен цар на черно поле d8 · черен кон на бяло поле d7 · черна пешка на бяло поле f7 · черна пешка на черно поле g7 · черна пешка на бяло поле a6 · черен офицер на черно поле d6 · черна пешка на черно поле h6 · бяла пешка на черно поле a5 · бяла пешка на черно поле f2 · бяла пешка на бяло поле g2 · бяла пешка на черно поле h2 · бяла дама на черно поле c1 · бял топ на черно поле e1 · бял цар на черно поле g1 | черна дама на бяло поле c8 · черен цар на черно поле d8 · черен кон на бяло поле d7 · черна пешка на бяло поле f7 · черна пешка на черно поле g7 · черна пешка на бяло поле a6 · черен офицер на черно поле d6 · черна пешка на черно поле h6 · бяла пешка на черно поле a5 · бяла пешка на черно поле f2 · бяла пешка на бяло поле g2 · бяла пешка на черно поле h2 · бяла дама на черно поле c1 · бял топ на черно поле e1 · бял цар на черно поле g1 | черна дама на бяло поле c8 · черен цар на черно поле d8 · черен кон на бяло поле d7 · черна пешка на бяло поле f7 · черна пешка на черно поле g7 · черна пешка на бяло поле a6 · черен офицер на черно поле d6 · черна пешка на черно поле h6 · бяла пешка на черно поле a5 · бяла пешка на черно поле f2 · бяла пешка на бяло поле g2 · бяла пешка на черно поле h2 · бяла дама на черно поле c1 · бял топ на черно поле e1 · бял цар на черно поле g1 | черна дама на бяло поле c8 · черен цар на черно поле d8 · черен кон на бяло поле d7 · черна пешка на бяло поле f7 · черна пешка на черно поле g7 · черна пешка на бяло поле a6 · черен офицер на черно поле d6 · черна пешка на черно поле h6 · бяла пешка на черно поле a5 · бяла пешка на черно поле f2 · бяла пешка на бяло поле g2 · бяла пешка на черно поле h2 · бяла дама на черно поле c1 · бял топ на черно поле e1 · бял цар на черно поле g1 | черна дама на бяло поле c8 · черен цар на черно поле d8 · черен кон на бяло поле d7 · черна пешка на бяло поле f7 · черна пешка на черно поле g7 · черна пешка на бяло поле a6 · черен офицер на черно поле d6 · черна пешка на черно поле h6 · бяла пешка на черно поле a5 · бяла пешка на черно поле f2 · бяла пешка на бяло поле g2 · бяла пешка на черно поле h2 · бяла дама на черно поле c1 · бял топ на черно поле e1 · бял цар на черно поле g1 | черна дама на бяло поле c8 · черен цар на черно поле d8 · черен кон на бяло поле d7 · черна пешка на бяло поле f7 · черна пешка на черно поле g7 · черна пешка на бяло поле a6 · черен офицер на черно поле d6 · черна пешка на черно поле h6 · бяла пешка на черно поле a5 · бяла пешка на черно поле f2 · бяла пешка на бяло поле g2 · бяла пешка на черно поле h2 · бяла дама на черно поле c1 · бял топ на черно поле e1 · бял цар на черно поле g1 | черна дама на бяло поле c8 · черен цар на черно поле d8 · черен кон на бяло поле d7 · черна пешка на бяло поле f7 · черна пешка на черно поле g7 · черна пешка на бяло поле a6 · черен офицер на черно поле d6 · черна пешка на черно поле h6 · бяла пешка на черно поле a5 · бяла пешка на черно поле f2 · бяла пешка на бяло поле g2 · бяла пешка на черно поле h2 · бяла дама на черно поле c1 · бял топ на черно поле e1 · бял цар на черно поле g1 | черна дама на бяло поле c8 · черен цар на черно поле d8 · черен кон на бяло поле d7 · черна пешка на бяло поле f7 · черна пешка на черно поле g7 · черна пешка на бяло поле a6 · черен офицер на черно поле d6 · черна пешка на черно поле h6 · бяла пешка на черно поле a5 · бяла пешка на черно поле f2 · бяла пешка на бяло поле g2 · бяла пешка на черно поле h2 · бяла дама на черно поле c1 · бял топ на черно поле e1 · бял цар на черно поле g1 | 7 |
| 6 | черна дама на бяло поле c8 · черен цар на черно поле d8 · черен кон на бяло поле d7 · черна пешка на бяло поле f7 · черна пешка на черно поле g7 · черна пешка на бяло поле a6 · черен офицер на черно поле d6 · черна пешка на черно поле h6 · бяла пешка на черно поле a5 · бяла пешка на черно поле f2 · бяла пешка на бяло поле g2 · бяла пешка на черно поле h2 · бяла дама на черно поле c1 · бял топ на черно поле e1 · бял цар на черно поле g1 | черна дама на бяло поле c8 · черен цар на черно поле d8 · черен кон на бяло поле d7 · черна пешка на бяло поле f7 · черна пешка на черно поле g7 · черна пешка на бяло поле a6 · черен офицер на черно поле d6 · черна пешка на черно поле h6 · бяла пешка на черно поле a5 · бяла пешка на черно поле f2 · бяла пешка на бяло поле g2 · бяла пешка на черно поле h2 · бяла дама на черно поле c1 · бял топ на черно поле e1 · бял цар на черно поле g1 | черна дама на бяло поле c8 · черен цар на черно поле d8 · черен кон на бяло поле d7 · черна пешка на бяло поле f7 · черна пешка на черно поле g7 · черна пешка на бяло поле a6 · черен офицер на черно поле d6 · черна пешка на черно поле h6 · бяла пешка на черно поле a5 · бяла пешка на черно поле f2 · бяла пешка на бяло поле g2 · бяла пешка на черно поле h2 · бяла дама на черно поле c1 · бял топ на черно поле e1 · бял цар на черно поле g1 | черна дама на бяло поле c8 · черен цар на черно поле d8 · черен кон на бяло поле d7 · черна пешка на бяло поле f7 · черна пешка на черно поле g7 · черна пешка на бяло поле a6 · черен офицер на черно поле d6 · черна пешка на черно поле h6 · бяла пешка на черно поле a5 · бяла пешка на черно поле f2 · бяла пешка на бяло поле g2 · бяла пешка на черно поле h2 · бяла дама на черно поле c1 · бял топ на черно поле e1 · бял цар на черно поле g1 | черна дама на бяло поле c8 · черен цар на черно поле d8 · черен кон на бяло поле d7 · черна пешка на бяло поле f7 · черна пешка на черно поле g7 · черна пешка на бяло поле a6 · черен офицер на черно поле d6 · черна пешка на черно поле h6 · бяла пешка на черно поле a5 · бяла пешка на черно поле f2 · бяла пешка на бяло поле g2 · бяла пешка на черно поле h2 · бяла дама на черно поле c1 · бял топ на черно поле e1 · бял цар на черно поле g1 | черна дама на бяло поле c8 · черен цар на черно поле d8 · черен кон на бяло поле d7 · черна пешка на бяло поле f7 · черна пешка на черно поле g7 · черна пешка на бяло поле a6 · черен офицер на черно поле d6 · черна пешка на черно поле h6 · бяла пешка на черно поле a5 · бяла пешка на черно поле f2 · бяла пешка на бяло поле g2 · бяла пешка на черно поле h2 · бяла дама на черно поле c1 · бял топ на черно поле e1 · бял цар на черно поле g1 | черна дама на бяло поле c8 · черен цар на черно поле d8 · черен кон на бяло поле d7 · черна пешка на бяло поле f7 · черна пешка на черно поле g7 · черна пешка на бяло поле a6 · черен офицер на черно поле d6 · черна пешка на черно поле h6 · бяла пешка на черно поле a5 · бяла пешка на черно поле f2 · бяла пешка на бяло поле g2 · бяла пешка на черно поле h2 · бяла дама на черно поле c1 · бял топ на черно поле e1 · бял цар на черно поле g1 | черна дама на бяло поле c8 · черен цар на черно поле d8 · черен кон на бяло поле d7 · черна пешка на бяло поле f7 · черна пешка на черно поле g7 · черна пешка на бяло поле a6 · черен офицер на черно поле d6 · черна пешка на черно поле h6 · бяла пешка на черно поле a5 · бяла пешка на черно поле f2 · бяла пешка на бяло поле g2 · бяла пешка на черно поле h2 · бяла дама на черно поле c1 · бял топ на черно поле e1 · бял цар на черно поле g1 | 6 |
| 5 | черна дама на бяло поле c8 · черен цар на черно поле d8 · черен кон на бяло поле d7 · черна пешка на бяло поле f7 · черна пешка на черно поле g7 · черна пешка на бяло поле a6 · черен офицер на черно поле d6 · черна пешка на черно поле h6 · бяла пешка на черно поле a5 · бяла пешка на черно поле f2 · бяла пешка на бяло поле g2 · бяла пешка на черно поле h2 · бяла дама на черно поле c1 · бял топ на черно поле e1 · бял цар на черно поле g1 | черна дама на бяло поле c8 · черен цар на черно поле d8 · черен кон на бяло поле d7 · черна пешка на бяло поле f7 · черна пешка на черно поле g7 · черна пешка на бяло поле a6 · черен офицер на черно поле d6 · черна пешка на черно поле h6 · бяла пешка на черно поле a5 · бяла пешка на черно поле f2 · бяла пешка на бяло поле g2 · бяла пешка на черно поле h2 · бяла дама на черно поле c1 · бял топ на черно поле e1 · бял цар на черно поле g1 | черна дама на бяло поле c8 · черен цар на черно поле d8 · черен кон на бяло поле d7 · черна пешка на бяло поле f7 · черна пешка на черно поле g7 · черна пешка на бяло поле a6 · черен офицер на черно поле d6 · черна пешка на черно поле h6 · бяла пешка на черно поле a5 · бяла пешка на черно поле f2 · бяла пешка на бяло поле g2 · бяла пешка на черно поле h2 · бяла дама на черно поле c1 · бял топ на черно поле e1 · бял цар на черно поле g1 | черна дама на бяло поле c8 · черен цар на черно поле d8 · черен кон на бяло поле d7 · черна пешка на бяло поле f7 · черна пешка на черно поле g7 · черна пешка на бяло поле a6 · черен офицер на черно поле d6 · черна пешка на черно поле h6 · бяла пешка на черно поле a5 · бяла пешка на черно поле f2 · бяла пешка на бяло поле g2 · бяла пешка на черно поле h2 · бяла дама на черно поле c1 · бял топ на черно поле e1 · бял цар на черно поле g1 | черна дама на бяло поле c8 · черен цар на черно поле d8 · черен кон на бяло поле d7 · черна пешка на бяло поле f7 · черна пешка на черно поле g7 · черна пешка на бяло поле a6 · черен офицер на черно поле d6 · черна пешка на черно поле h6 · бяла пешка на черно поле a5 · бяла пешка на черно поле f2 · бяла пешка на бяло поле g2 · бяла пешка на черно поле h2 · бяла дама на черно поле c1 · бял топ на черно поле e1 · бял цар на черно поле g1 | черна дама на бяло поле c8 · черен цар на черно поле d8 · черен кон на бяло поле d7 · черна пешка на бяло поле f7 · черна пешка на черно поле g7 · черна пешка на бяло поле a6 · черен офицер на черно поле d6 · черна пешка на черно поле h6 · бяла пешка на черно поле a5 · бяла пешка на черно поле f2 · бяла пешка на бяло поле g2 · бяла пешка на черно поле h2 · бяла дама на черно поле c1 · бял топ на черно поле e1 · бял цар на черно поле g1 | черна дама на бяло поле c8 · черен цар на черно поле d8 · черен кон на бяло поле d7 · черна пешка на бяло поле f7 · черна пешка на черно поле g7 · черна пешка на бяло поле a6 · черен офицер на черно поле d6 · черна пешка на черно поле h6 · бяла пешка на черно поле a5 · бяла пешка на черно поле f2 · бяла пешка на бяло поле g2 · бяла пешка на черно поле h2 · бяла дама на черно поле c1 · бял топ на черно поле e1 · бял цар на черно поле g1 | черна дама на бяло поле c8 · черен цар на черно поле d8 · черен кон на бяло поле d7 · черна пешка на бяло поле f7 · черна пешка на черно поле g7 · черна пешка на бяло поле a6 · черен офицер на черно поле d6 · черна пешка на черно поле h6 · бяла пешка на черно поле a5 · бяла пешка на черно поле f2 · бяла пешка на бяло поле g2 · бяла пешка на черно поле h2 · бяла дама на черно поле c1 · бял топ на черно поле e1 · бял цар на черно поле g1 | 5 |
| 4 | черна дама на бяло поле c8 · черен цар на черно поле d8 · черен кон на бяло поле d7 · черна пешка на бяло поле f7 · черна пешка на черно поле g7 · черна пешка на бяло поле a6 · черен офицер на черно поле d6 · черна пешка на черно поле h6 · бяла пешка на черно поле a5 · бяла пешка на черно поле f2 · бяла пешка на бяло поле g2 · бяла пешка на черно поле h2 · бяла дама на черно поле c1 · бял топ на черно поле e1 · бял цар на черно поле g1 | черна дама на бяло поле c8 · черен цар на черно поле d8 · черен кон на бяло поле d7 · черна пешка на бяло поле f7 · черна пешка на черно поле g7 · черна пешка на бяло поле a6 · черен офицер на черно поле d6 · черна пешка на черно поле h6 · бяла пешка на черно поле a5 · бяла пешка на черно поле f2 · бяла пешка на бяло поле g2 · бяла пешка на черно поле h2 · бяла дама на черно поле c1 · бял топ на черно поле e1 · бял цар на черно поле g1 | черна дама на бяло поле c8 · черен цар на черно поле d8 · черен кон на бяло поле d7 · черна пешка на бяло поле f7 · черна пешка на черно поле g7 · черна пешка на бяло поле a6 · черен офицер на черно поле d6 · черна пешка на черно поле h6 · бяла пешка на черно поле a5 · бяла пешка на черно поле f2 · бяла пешка на бяло поле g2 · бяла пешка на черно поле h2 · бяла дама на черно поле c1 · бял топ на черно поле e1 · бял цар на черно поле g1 | черна дама на бяло поле c8 · черен цар на черно поле d8 · черен кон на бяло поле d7 · черна пешка на бяло поле f7 · черна пешка на черно поле g7 · черна пешка на бяло поле a6 · черен офицер на черно поле d6 · черна пешка на черно поле h6 · бяла пешка на черно поле a5 · бяла пешка на черно поле f2 · бяла пешка на бяло поле g2 · бяла пешка на черно поле h2 · бяла дама на черно поле c1 · бял топ на черно поле e1 · бял цар на черно поле g1 | черна дама на бяло поле c8 · черен цар на черно поле d8 · черен кон на бяло поле d7 · черна пешка на бяло поле f7 · черна пешка на черно поле g7 · черна пешка на бяло поле a6 · черен офицер на черно поле d6 · черна пешка на черно поле h6 · бяла пешка на черно поле a5 · бяла пешка на черно поле f2 · бяла пешка на бяло поле g2 · бяла пешка на черно поле h2 · бяла дама на черно поле c1 · бял топ на черно поле e1 · бял цар на черно поле g1 | черна дама на бяло поле c8 · черен цар на черно поле d8 · черен кон на бяло поле d7 · черна пешка на бяло поле f7 · черна пешка на черно поле g7 · черна пешка на бяло поле a6 · черен офицер на черно поле d6 · черна пешка на черно поле h6 · бяла пешка на черно поле a5 · бяла пешка на черно поле f2 · бяла пешка на бяло поле g2 · бяла пешка на черно поле h2 · бяла дама на черно поле c1 · бял топ на черно поле e1 · бял цар на черно поле g1 | черна дама на бяло поле c8 · черен цар на черно поле d8 · черен кон на бяло поле d7 · черна пешка на бяло поле f7 · черна пешка на черно поле g7 · черна пешка на бяло поле a6 · черен офицер на черно поле d6 · черна пешка на черно поле h6 · бяла пешка на черно поле a5 · бяла пешка на черно поле f2 · бяла пешка на бяло поле g2 · бяла пешка на черно поле h2 · бяла дама на черно поле c1 · бял топ на черно поле e1 · бял цар на черно поле g1 | черна дама на бяло поле c8 · черен цар на черно поле d8 · черен кон на бяло поле d7 · черна пешка на бяло поле f7 · черна пешка на черно поле g7 · черна пешка на бяло поле a6 · черен офицер на черно поле d6 · черна пешка на черно поле h6 · бяла пешка на черно поле a5 · бяла пешка на черно поле f2 · бяла пешка на бяло поле g2 · бяла пешка на черно поле h2 · бяла дама на черно поле c1 · бял топ на черно поле e1 · бял цар на черно поле g1 | 4 |
| 3 | черна дама на бяло поле c8 · черен цар на черно поле d8 · черен кон на бяло поле d7 · черна пешка на бяло поле f7 · черна пешка на черно поле g7 · черна пешка на бяло поле a6 · черен офицер на черно поле d6 · черна пешка на черно поле h6 · бяла пешка на черно поле a5 · бяла пешка на черно поле f2 · бяла пешка на бяло поле g2 · бяла пешка на черно поле h2 · бяла дама на черно поле c1 · бял топ на черно поле e1 · бял цар на черно поле g1 | черна дама на бяло поле c8 · черен цар на черно поле d8 · черен кон на бяло поле d7 · черна пешка на бяло поле f7 · черна пешка на черно поле g7 · черна пешка на бяло поле a6 · черен офицер на черно поле d6 · черна пешка на черно поле h6 · бяла пешка на черно поле a5 · бяла пешка на черно поле f2 · бяла пешка на бяло поле g2 · бяла пешка на черно поле h2 · бяла дама на черно поле c1 · бял топ на черно поле e1 · бял цар на черно поле g1 | черна дама на бяло поле c8 · черен цар на черно поле d8 · черен кон на бяло поле d7 · черна пешка на бяло поле f7 · черна пешка на черно поле g7 · черна пешка на бяло поле a6 · черен офицер на черно поле d6 · черна пешка на черно поле h6 · бяла пешка на черно поле a5 · бяла пешка на черно поле f2 · бяла пешка на бяло поле g2 · бяла пешка на черно поле h2 · бяла дама на черно поле c1 · бял топ на черно поле e1 · бял цар на черно поле g1 | черна дама на бяло поле c8 · черен цар на черно поле d8 · черен кон на бяло поле d7 · черна пешка на бяло поле f7 · черна пешка на черно поле g7 · черна пешка на бяло поле a6 · черен офицер на черно поле d6 · черна пешка на черно поле h6 · бяла пешка на черно поле a5 · бяла пешка на черно поле f2 · бяла пешка на бяло поле g2 · бяла пешка на черно поле h2 · бяла дама на черно поле c1 · бял топ на черно поле e1 · бял цар на черно поле g1 | черна дама на бяло поле c8 · черен цар на черно поле d8 · черен кон на бяло поле d7 · черна пешка на бяло поле f7 · черна пешка на черно поле g7 · черна пешка на бяло поле a6 · черен офицер на черно поле d6 · черна пешка на черно поле h6 · бяла пешка на черно поле a5 · бяла пешка на черно поле f2 · бяла пешка на бяло поле g2 · бяла пешка на черно поле h2 · бяла дама на черно поле c1 · бял топ на черно поле e1 · бял цар на черно поле g1 | черна дама на бяло поле c8 · черен цар на черно поле d8 · черен кон на бяло поле d7 · черна пешка на бяло поле f7 · черна пешка на черно поле g7 · черна пешка на бяло поле a6 · черен офицер на черно поле d6 · черна пешка на черно поле h6 · бяла пешка на черно поле a5 · бяла пешка на черно поле f2 · бяла пешка на бяло поле g2 · бяла пешка на черно поле h2 · бяла дама на черно поле c1 · бял топ на черно поле e1 · бял цар на черно поле g1 | черна дама на бяло поле c8 · черен цар на черно поле d8 · черен кон на бяло поле d7 · черна пешка на бяло поле f7 · черна пешка на черно поле g7 · черна пешка на бяло поле a6 · черен офицер на черно поле d6 · черна пешка на черно поле h6 · бяла пешка на черно поле a5 · бяла пешка на черно поле f2 · бяла пешка на бяло поле g2 · бяла пешка на черно поле h2 · бяла дама на черно поле c1 · бял топ на черно поле e1 · бял цар на черно поле g1 | черна дама на бяло поле c8 · черен цар на черно поле d8 · черен кон на бяло поле d7 · черна пешка на бяло поле f7 · черна пешка на черно поле g7 · черна пешка на бяло поле a6 · черен офицер на черно поле d6 · черна пешка на черно поле h6 · бяла пешка на черно поле a5 · бяла пешка на черно поле f2 · бяла пешка на бяло поле g2 · бяла пешка на черно поле h2 · бяла дама на черно поле c1 · бял топ на черно поле e1 · бял цар на черно поле g1 | 3 |
| 2 | черна дама на бяло поле c8 · черен цар на черно поле d8 · черен кон на бяло поле d7 · черна пешка на бяло поле f7 · черна пешка на черно поле g7 · черна пешка на бяло поле a6 · черен офицер на черно поле d6 · черна пешка на черно поле h6 · бяла пешка на черно поле a5 · бяла пешка на черно поле f2 · бяла пешка на бяло поле g2 · бяла пешка на черно поле h2 · бяла дама на черно поле c1 · бял топ на черно поле e1 · бял цар на черно поле g1 | черна дама на бяло поле c8 · черен цар на черно поле d8 · черен кон на бяло поле d7 · черна пешка на бяло поле f7 · черна пешка на черно поле g7 · черна пешка на бяло поле a6 · черен офицер на черно поле d6 · черна пешка на черно поле h6 · бяла пешка на черно поле a5 · бяла пешка на черно поле f2 · бяла пешка на бяло поле g2 · бяла пешка на черно поле h2 · бяла дама на черно поле c1 · бял топ на черно поле e1 · бял цар на черно поле g1 | черна дама на бяло поле c8 · черен цар на черно поле d8 · черен кон на бяло поле d7 · черна пешка на бяло поле f7 · черна пешка на черно поле g7 · черна пешка на бяло поле a6 · черен офицер на черно поле d6 · черна пешка на черно поле h6 · бяла пешка на черно поле a5 · бяла пешка на черно поле f2 · бяла пешка на бяло поле g2 · бяла пешка на черно поле h2 · бяла дама на черно поле c1 · бял топ на черно поле e1 · бял цар на черно поле g1 | черна дама на бяло поле c8 · черен цар на черно поле d8 · черен кон на бяло поле d7 · черна пешка на бяло поле f7 · черна пешка на черно поле g7 · черна пешка на бяло поле a6 · черен офицер на черно поле d6 · черна пешка на черно поле h6 · бяла пешка на черно поле a5 · бяла пешка на черно поле f2 · бяла пешка на бяло поле g2 · бяла пешка на черно поле h2 · бяла дама на черно поле c1 · бял топ на черно поле e1 · бял цар на черно поле g1 | черна дама на бяло поле c8 · черен цар на черно поле d8 · черен кон на бяло поле d7 · черна пешка на бяло поле f7 · черна пешка на черно поле g7 · черна пешка на бяло поле a6 · черен офицер на черно поле d6 · черна пешка на черно поле h6 · бяла пешка на черно поле a5 · бяла пешка на черно поле f2 · бяла пешка на бяло поле g2 · бяла пешка на черно поле h2 · бяла дама на черно поле c1 · бял топ на черно поле e1 · бял цар на черно поле g1 | черна дама на бяло поле c8 · черен цар на черно поле d8 · черен кон на бяло поле d7 · черна пешка на бяло поле f7 · черна пешка на черно поле g7 · черна пешка на бяло поле a6 · черен офицер на черно поле d6 · черна пешка на черно поле h6 · бяла пешка на черно поле a5 · бяла пешка на черно поле f2 · бяла пешка на бяло поле g2 · бяла пешка на черно поле h2 · бяла дама на черно поле c1 · бял топ на черно поле e1 · бял цар на черно поле g1 | черна дама на бяло поле c8 · черен цар на черно поле d8 · черен кон на бяло поле d7 · черна пешка на бяло поле f7 · черна пешка на черно поле g7 · черна пешка на бяло поле a6 · черен офицер на черно поле d6 · черна пешка на черно поле h6 · бяла пешка на черно поле a5 · бяла пешка на черно поле f2 · бяла пешка на бяло поле g2 · бяла пешка на черно поле h2 · бяла дама на черно поле c1 · бял топ на черно поле e1 · бял цар на черно поле g1 | черна дама на бяло поле c8 · черен цар на черно поле d8 · черен кон на бяло поле d7 · черна пешка на бяло поле f7 · черна пешка на черно поле g7 · черна пешка на бяло поле a6 · черен офицер на черно поле d6 · черна пешка на черно поле h6 · бяла пешка на черно поле a5 · бяла пешка на черно поле f2 · бяла пешка на бяло поле g2 · бяла пешка на черно поле h2 · бяла дама на черно поле c1 · бял топ на черно поле e1 · бял цар на черно поле g1 | 2 |
| 1 | черна дама на бяло поле c8 · черен цар на черно поле d8 · черен кон на бяло поле d7 · черна пешка на бяло поле f7 · черна пешка на черно поле g7 · черна пешка на бяло поле a6 · черен офицер на черно поле d6 · черна пешка на черно поле h6 · бяла пешка на черно поле a5 · бяла пешка на черно поле f2 · бяла пешка на бяло поле g2 · бяла пешка на черно поле h2 · бяла дама на черно поле c1 · бял топ на черно поле e1 · бял цар на черно поле g1 | черна дама на бяло поле c8 · черен цар на черно поле d8 · черен кон на бяло поле d7 · черна пешка на бяло поле f7 · черна пешка на черно поле g7 · черна пешка на бяло поле a6 · черен офицер на черно поле d6 · черна пешка на черно поле h6 · бяла пешка на черно поле a5 · бяла пешка на черно поле f2 · бяла пешка на бяло поле g2 · бяла пешка на черно поле h2 · бяла дама на черно поле c1 · бял топ на черно поле e1 · бял цар на черно поле g1 | черна дама на бяло поле c8 · черен цар на черно поле d8 · черен кон на бяло поле d7 · черна пешка на бяло поле f7 · черна пешка на черно поле g7 · черна пешка на бяло поле a6 · черен офицер на черно поле d6 · черна пешка на черно поле h6 · бяла пешка на черно поле a5 · бяла пешка на черно поле f2 · бяла пешка на бяло поле g2 · бяла пешка на черно поле h2 · бяла дама на черно поле c1 · бял топ на черно поле e1 · бял цар на черно поле g1 | черна дама на бяло поле c8 · черен цар на черно поле d8 · черен кон на бяло поле d7 · черна пешка на бяло поле f7 · черна пешка на черно поле g7 · черна пешка на бяло поле a6 · черен офицер на черно поле d6 · черна пешка на черно поле h6 · бяла пешка на черно поле a5 · бяла пешка на черно поле f2 · бяла пешка на бяло поле g2 · бяла пешка на черно поле h2 · бяла дама на черно поле c1 · бял топ на черно поле e1 · бял цар на черно поле g1 | черна дама на бяло поле c8 · черен цар на черно поле d8 · черен кон на бяло поле d7 · черна пешка на бяло поле f7 · черна пешка на черно поле g7 · черна пешка на бяло поле a6 · черен офицер на черно поле d6 · черна пешка на черно поле h6 · бяла пешка на черно поле a5 · бяла пешка на черно поле f2 · бяла пешка на бяло поле g2 · бяла пешка на черно поле h2 · бяла дама на черно поле c1 · бял топ на черно поле e1 · бял цар на черно поле g1 | черна дама на бяло поле c8 · черен цар на черно поле d8 · черен кон на бяло поле d7 · черна пешка на бяло поле f7 · черна пешка на черно поле g7 · черна пешка на бяло поле a6 · черен офицер на черно поле d6 · черна пешка на черно поле h6 · бяла пешка на черно поле a5 · бяла пешка на черно поле f2 · бяла пешка на бяло поле g2 · бяла пешка на черно поле h2 · бяла дама на черно поле c1 · бял топ на черно поле e1 · бял цар на черно поле g1 | черна дама на бяло поле c8 · черен цар на черно поле d8 · черен кон на бяло поле d7 · черна пешка на бяло поле f7 · черна пешка на черно поле g7 · черна пешка на бяло поле a6 · черен офицер на черно поле d6 · черна пешка на черно поле h6 · бяла пешка на черно поле a5 · бяла пешка на черно поле f2 · бяла пешка на бяло поле g2 · бяла пешка на черно поле h2 · бяла дама на черно поле c1 · бял топ на черно поле e1 · бял цар на черно поле g1 | черна дама на бяло поле c8 · черен цар на черно поле d8 · черен кон на бяло поле d7 · черна пешка на бяло поле f7 · черна пешка на черно поле g7 · черна пешка на бяло поле a6 · черен офицер на черно поле d6 · черна пешка на черно поле h6 · бяла пешка на черно поле a5 · бяла пешка на черно поле f2 · бяла пешка на бяло поле g2 · бяла пешка на черно поле h2 · бяла дама на черно поле c1 · бял топ на черно поле e1 · бял цар на черно поле g1 | 1 |
|   | a | b | c | d | e | f | g | h |   |

В позициятата на диаграма 5 белите са на ход и печелят материал чрез отвличане:
1. Te1–e8+! Отвлича царя от защита на дамата.

1. ... Цd8:e8 – единственият възможен ход 
2. Дс1:с8+ Цe8–e7 3. Дc8:a6. 
 Белите спечелиха дама и пешка за топ и достигнаха до печеливша позиция с дама и напреднала проходна пешка срещу кон и офицер.

|   | a | b | c | d | e | f | g | h |   |
| 8 | черен топ на бяло поле a8 · черен кон на черно поле b8 · черен офицер на бяло поле c8 · черна дама на черно поле d8 · черен цар на бяло поле e8 · черен офицер на черно поле f8 · черен топ на черно поле h8 · черна пешка на черно поле a7 · черна пешка на бяло поле b7 · черна пешка на черно поле e7 · бял офицер на бяло поле f7 · черна пешка на бяло поле h7 · черна пешка на бяло поле g6 · бяла пешка на черно поле c5 · бял кон на черно поле c3 · бяла пешка на бяло поле a2 · бяла пешка на черно поле b2 · бяла пешка на бяло поле c2 · бяла пешка на черно поле f2 · бяла пешка на бяло поле g2 · бяла пешка на черно поле h2 · бял топ на черно поле a1 · бял офицер на черно поле c1 · бяла дама на бяло поле d1 · бял цар на черно поле e1 · бял кон на черно поле g1 · бял топ на бяло поле h1 | черен топ на бяло поле a8 · черен кон на черно поле b8 · черен офицер на бяло поле c8 · черна дама на черно поле d8 · черен цар на бяло поле e8 · черен офицер на черно поле f8 · черен топ на черно поле h8 · черна пешка на черно поле a7 · черна пешка на бяло поле b7 · черна пешка на черно поле e7 · бял офицер на бяло поле f7 · черна пешка на бяло поле h7 · черна пешка на бяло поле g6 · бяла пешка на черно поле c5 · бял кон на черно поле c3 · бяла пешка на бяло поле a2 · бяла пешка на черно поле b2 · бяла пешка на бяло поле c2 · бяла пешка на черно поле f2 · бяла пешка на бяло поле g2 · бяла пешка на черно поле h2 · бял топ на черно поле a1 · бял офицер на черно поле c1 · бяла дама на бяло поле d1 · бял цар на черно поле e1 · бял кон на черно поле g1 · бял топ на бяло поле h1 | черен топ на бяло поле a8 · черен кон на черно поле b8 · черен офицер на бяло поле c8 · черна дама на черно поле d8 · черен цар на бяло поле e8 · черен офицер на черно поле f8 · черен топ на черно поле h8 · черна пешка на черно поле a7 · черна пешка на бяло поле b7 · черна пешка на черно поле e7 · бял офицер на бяло поле f7 · черна пешка на бяло поле h7 · черна пешка на бяло поле g6 · бяла пешка на черно поле c5 · бял кон на черно поле c3 · бяла пешка на бяло поле a2 · бяла пешка на черно поле b2 · бяла пешка на бяло поле c2 · бяла пешка на черно поле f2 · бяла пешка на бяло поле g2 · бяла пешка на черно поле h2 · бял топ на черно поле a1 · бял офицер на черно поле c1 · бяла дама на бяло поле d1 · бял цар на черно поле e1 · бял кон на черно поле g1 · бял топ на бяло поле h1 | черен топ на бяло поле a8 · черен кон на черно поле b8 · черен офицер на бяло поле c8 · черна дама на черно поле d8 · черен цар на бяло поле e8 · черен офицер на черно поле f8 · черен топ на черно поле h8 · черна пешка на черно поле a7 · черна пешка на бяло поле b7 · черна пешка на черно поле e7 · бял офицер на бяло поле f7 · черна пешка на бяло поле h7 · черна пешка на бяло поле g6 · бяла пешка на черно поле c5 · бял кон на черно поле c3 · бяла пешка на бяло поле a2 · бяла пешка на черно поле b2 · бяла пешка на бяло поле c2 · бяла пешка на черно поле f2 · бяла пешка на бяло поле g2 · бяла пешка на черно поле h2 · бял топ на черно поле a1 · бял офицер на черно поле c1 · бяла дама на бяло поле d1 · бял цар на черно поле e1 · бял кон на черно поле g1 · бял топ на бяло поле h1 | черен топ на бяло поле a8 · черен кон на черно поле b8 · черен офицер на бяло поле c8 · черна дама на черно поле d8 · черен цар на бяло поле e8 · черен офицер на черно поле f8 · черен топ на черно поле h8 · черна пешка на черно поле a7 · черна пешка на бяло поле b7 · черна пешка на черно поле e7 · бял офицер на бяло поле f7 · черна пешка на бяло поле h7 · черна пешка на бяло поле g6 · бяла пешка на черно поле c5 · бял кон на черно поле c3 · бяла пешка на бяло поле a2 · бяла пешка на черно поле b2 · бяла пешка на бяло поле c2 · бяла пешка на черно поле f2 · бяла пешка на бяло поле g2 · бяла пешка на черно поле h2 · бял топ на черно поле a1 · бял офицер на черно поле c1 · бяла дама на бяло поле d1 · бял цар на черно поле e1 · бял кон на черно поле g1 · бял топ на бяло поле h1 | черен топ на бяло поле a8 · черен кон на черно поле b8 · черен офицер на бяло поле c8 · черна дама на черно поле d8 · черен цар на бяло поле e8 · черен офицер на черно поле f8 · черен топ на черно поле h8 · черна пешка на черно поле a7 · черна пешка на бяло поле b7 · черна пешка на черно поле e7 · бял офицер на бяло поле f7 · черна пешка на бяло поле h7 · черна пешка на бяло поле g6 · бяла пешка на черно поле c5 · бял кон на черно поле c3 · бяла пешка на бяло поле a2 · бяла пешка на черно поле b2 · бяла пешка на бяло поле c2 · бяла пешка на черно поле f2 · бяла пешка на бяло поле g2 · бяла пешка на черно поле h2 · бял топ на черно поле a1 · бял офицер на черно поле c1 · бяла дама на бяло поле d1 · бял цар на черно поле e1 · бял кон на черно поле g1 · бял топ на бяло поле h1 | черен топ на бяло поле a8 · черен кон на черно поле b8 · черен офицер на бяло поле c8 · черна дама на черно поле d8 · черен цар на бяло поле e8 · черен офицер на черно поле f8 · черен топ на черно поле h8 · черна пешка на черно поле a7 · черна пешка на бяло поле b7 · черна пешка на черно поле e7 · бял офицер на бяло поле f7 · черна пешка на бяло поле h7 · черна пешка на бяло поле g6 · бяла пешка на черно поле c5 · бял кон на черно поле c3 · бяла пешка на бяло поле a2 · бяла пешка на черно поле b2 · бяла пешка на бяло поле c2 · бяла пешка на черно поле f2 · бяла пешка на бяло поле g2 · бяла пешка на черно поле h2 · бял топ на черно поле a1 · бял офицер на черно поле c1 · бяла дама на бяло поле d1 · бял цар на черно поле e1 · бял кон на черно поле g1 · бял топ на бяло поле h1 | черен топ на бяло поле a8 · черен кон на черно поле b8 · черен офицер на бяло поле c8 · черна дама на черно поле d8 · черен цар на бяло поле e8 · черен офицер на черно поле f8 · черен топ на черно поле h8 · черна пешка на черно поле a7 · черна пешка на бяло поле b7 · черна пешка на черно поле e7 · бял офицер на бяло поле f7 · черна пешка на бяло поле h7 · черна пешка на бяло поле g6 · бяла пешка на черно поле c5 · бял кон на черно поле c3 · бяла пешка на бяло поле a2 · бяла пешка на черно поле b2 · бяла пешка на бяло поле c2 · бяла пешка на черно поле f2 · бяла пешка на бяло поле g2 · бяла пешка на черно поле h2 · бял топ на черно поле a1 · бял офицер на черно поле c1 · бяла дама на бяло поле d1 · бял цар на черно поле e1 · бял кон на черно поле g1 · бял топ на бяло поле h1 | 8 |
| 7 | черен топ на бяло поле a8 · черен кон на черно поле b8 · черен офицер на бяло поле c8 · черна дама на черно поле d8 · черен цар на бяло поле e8 · черен офицер на черно поле f8 · черен топ на черно поле h8 · черна пешка на черно поле a7 · черна пешка на бяло поле b7 · черна пешка на черно поле e7 · бял офицер на бяло поле f7 · черна пешка на бяло поле h7 · черна пешка на бяло поле g6 · бяла пешка на черно поле c5 · бял кон на черно поле c3 · бяла пешка на бяло поле a2 · бяла пешка на черно поле b2 · бяла пешка на бяло поле c2 · бяла пешка на черно поле f2 · бяла пешка на бяло поле g2 · бяла пешка на черно поле h2 · бял топ на черно поле a1 · бял офицер на черно поле c1 · бяла дама на бяло поле d1 · бял цар на черно поле e1 · бял кон на черно поле g1 · бял топ на бяло поле h1 | черен топ на бяло поле a8 · черен кон на черно поле b8 · черен офицер на бяло поле c8 · черна дама на черно поле d8 · черен цар на бяло поле e8 · черен офицер на черно поле f8 · черен топ на черно поле h8 · черна пешка на черно поле a7 · черна пешка на бяло поле b7 · черна пешка на черно поле e7 · бял офицер на бяло поле f7 · черна пешка на бяло поле h7 · черна пешка на бяло поле g6 · бяла пешка на черно поле c5 · бял кон на черно поле c3 · бяла пешка на бяло поле a2 · бяла пешка на черно поле b2 · бяла пешка на бяло поле c2 · бяла пешка на черно поле f2 · бяла пешка на бяло поле g2 · бяла пешка на черно поле h2 · бял топ на черно поле a1 · бял офицер на черно поле c1 · бяла дама на бяло поле d1 · бял цар на черно поле e1 · бял кон на черно поле g1 · бял топ на бяло поле h1 | черен топ на бяло поле a8 · черен кон на черно поле b8 · черен офицер на бяло поле c8 · черна дама на черно поле d8 · черен цар на бяло поле e8 · черен офицер на черно поле f8 · черен топ на черно поле h8 · черна пешка на черно поле a7 · черна пешка на бяло поле b7 · черна пешка на черно поле e7 · бял офицер на бяло поле f7 · черна пешка на бяло поле h7 · черна пешка на бяло поле g6 · бяла пешка на черно поле c5 · бял кон на черно поле c3 · бяла пешка на бяло поле a2 · бяла пешка на черно поле b2 · бяла пешка на бяло поле c2 · бяла пешка на черно поле f2 · бяла пешка на бяло поле g2 · бяла пешка на черно поле h2 · бял топ на черно поле a1 · бял офицер на черно поле c1 · бяла дама на бяло поле d1 · бял цар на черно поле e1 · бял кон на черно поле g1 · бял топ на бяло поле h1 | черен топ на бяло поле a8 · черен кон на черно поле b8 · черен офицер на бяло поле c8 · черна дама на черно поле d8 · черен цар на бяло поле e8 · черен офицер на черно поле f8 · черен топ на черно поле h8 · черна пешка на черно поле a7 · черна пешка на бяло поле b7 · черна пешка на черно поле e7 · бял офицер на бяло поле f7 · черна пешка на бяло поле h7 · черна пешка на бяло поле g6 · бяла пешка на черно поле c5 · бял кон на черно поле c3 · бяла пешка на бяло поле a2 · бяла пешка на черно поле b2 · бяла пешка на бяло поле c2 · бяла пешка на черно поле f2 · бяла пешка на бяло поле g2 · бяла пешка на черно поле h2 · бял топ на черно поле a1 · бял офицер на черно поле c1 · бяла дама на бяло поле d1 · бял цар на черно поле e1 · бял кон на черно поле g1 · бял топ на бяло поле h1 | черен топ на бяло поле a8 · черен кон на черно поле b8 · черен офицер на бяло поле c8 · черна дама на черно поле d8 · черен цар на бяло поле e8 · черен офицер на черно поле f8 · черен топ на черно поле h8 · черна пешка на черно поле a7 · черна пешка на бяло поле b7 · черна пешка на черно поле e7 · бял офицер на бяло поле f7 · черна пешка на бяло поле h7 · черна пешка на бяло поле g6 · бяла пешка на черно поле c5 · бял кон на черно поле c3 · бяла пешка на бяло поле a2 · бяла пешка на черно поле b2 · бяла пешка на бяло поле c2 · бяла пешка на черно поле f2 · бяла пешка на бяло поле g2 · бяла пешка на черно поле h2 · бял топ на черно поле a1 · бял офицер на черно поле c1 · бяла дама на бяло поле d1 · бял цар на черно поле e1 · бял кон на черно поле g1 · бял топ на бяло поле h1 | черен топ на бяло поле a8 · черен кон на черно поле b8 · черен офицер на бяло поле c8 · черна дама на черно поле d8 · черен цар на бяло поле e8 · черен офицер на черно поле f8 · черен топ на черно поле h8 · черна пешка на черно поле a7 · черна пешка на бяло поле b7 · черна пешка на черно поле e7 · бял офицер на бяло поле f7 · черна пешка на бяло поле h7 · черна пешка на бяло поле g6 · бяла пешка на черно поле c5 · бял кон на черно поле c3 · бяла пешка на бяло поле a2 · бяла пешка на черно поле b2 · бяла пешка на бяло поле c2 · бяла пешка на черно поле f2 · бяла пешка на бяло поле g2 · бяла пешка на черно поле h2 · бял топ на черно поле a1 · бял офицер на черно поле c1 · бяла дама на бяло поле d1 · бял цар на черно поле e1 · бял кон на черно поле g1 · бял топ на бяло поле h1 | черен топ на бяло поле a8 · черен кон на черно поле b8 · черен офицер на бяло поле c8 · черна дама на черно поле d8 · черен цар на бяло поле e8 · черен офицер на черно поле f8 · черен топ на черно поле h8 · черна пешка на черно поле a7 · черна пешка на бяло поле b7 · черна пешка на черно поле e7 · бял офицер на бяло поле f7 · черна пешка на бяло поле h7 · черна пешка на бяло поле g6 · бяла пешка на черно поле c5 · бял кон на черно поле c3 · бяла пешка на бяло поле a2 · бяла пешка на черно поле b2 · бяла пешка на бяло поле c2 · бяла пешка на черно поле f2 · бяла пешка на бяло поле g2 · бяла пешка на черно поле h2 · бял топ на черно поле a1 · бял офицер на черно поле c1 · бяла дама на бяло поле d1 · бял цар на черно поле e1 · бял кон на черно поле g1 · бял топ на бяло поле h1 | черен топ на бяло поле a8 · черен кон на черно поле b8 · черен офицер на бяло поле c8 · черна дама на черно поле d8 · черен цар на бяло поле e8 · черен офицер на черно поле f8 · черен топ на черно поле h8 · черна пешка на черно поле a7 · черна пешка на бяло поле b7 · черна пешка на черно поле e7 · бял офицер на бяло поле f7 · черна пешка на бяло поле h7 · черна пешка на бяло поле g6 · бяла пешка на черно поле c5 · бял кон на черно поле c3 · бяла пешка на бяло поле a2 · бяла пешка на черно поле b2 · бяла пешка на бяло поле c2 · бяла пешка на черно поле f2 · бяла пешка на бяло поле g2 · бяла пешка на черно поле h2 · бял топ на черно поле a1 · бял офицер на черно поле c1 · бяла дама на бяло поле d1 · бял цар на черно поле e1 · бял кон на черно поле g1 · бял топ на бяло поле h1 | 7 |
| 6 | черен топ на бяло поле a8 · черен кон на черно поле b8 · черен офицер на бяло поле c8 · черна дама на черно поле d8 · черен цар на бяло поле e8 · черен офицер на черно поле f8 · черен топ на черно поле h8 · черна пешка на черно поле a7 · черна пешка на бяло поле b7 · черна пешка на черно поле e7 · бял офицер на бяло поле f7 · черна пешка на бяло поле h7 · черна пешка на бяло поле g6 · бяла пешка на черно поле c5 · бял кон на черно поле c3 · бяла пешка на бяло поле a2 · бяла пешка на черно поле b2 · бяла пешка на бяло поле c2 · бяла пешка на черно поле f2 · бяла пешка на бяло поле g2 · бяла пешка на черно поле h2 · бял топ на черно поле a1 · бял офицер на черно поле c1 · бяла дама на бяло поле d1 · бял цар на черно поле e1 · бял кон на черно поле g1 · бял топ на бяло поле h1 | черен топ на бяло поле a8 · черен кон на черно поле b8 · черен офицер на бяло поле c8 · черна дама на черно поле d8 · черен цар на бяло поле e8 · черен офицер на черно поле f8 · черен топ на черно поле h8 · черна пешка на черно поле a7 · черна пешка на бяло поле b7 · черна пешка на черно поле e7 · бял офицер на бяло поле f7 · черна пешка на бяло поле h7 · черна пешка на бяло поле g6 · бяла пешка на черно поле c5 · бял кон на черно поле c3 · бяла пешка на бяло поле a2 · бяла пешка на черно поле b2 · бяла пешка на бяло поле c2 · бяла пешка на черно поле f2 · бяла пешка на бяло поле g2 · бяла пешка на черно поле h2 · бял топ на черно поле a1 · бял офицер на черно поле c1 · бяла дама на бяло поле d1 · бял цар на черно поле e1 · бял кон на черно поле g1 · бял топ на бяло поле h1 | черен топ на бяло поле a8 · черен кон на черно поле b8 · черен офицер на бяло поле c8 · черна дама на черно поле d8 · черен цар на бяло поле e8 · черен офицер на черно поле f8 · черен топ на черно поле h8 · черна пешка на черно поле a7 · черна пешка на бяло поле b7 · черна пешка на черно поле e7 · бял офицер на бяло поле f7 · черна пешка на бяло поле h7 · черна пешка на бяло поле g6 · бяла пешка на черно поле c5 · бял кон на черно поле c3 · бяла пешка на бяло поле a2 · бяла пешка на черно поле b2 · бяла пешка на бяло поле c2 · бяла пешка на черно поле f2 · бяла пешка на бяло поле g2 · бяла пешка на черно поле h2 · бял топ на черно поле a1 · бял офицер на черно поле c1 · бяла дама на бяло поле d1 · бял цар на черно поле e1 · бял кон на черно поле g1 · бял топ на бяло поле h1 | черен топ на бяло поле a8 · черен кон на черно поле b8 · черен офицер на бяло поле c8 · черна дама на черно поле d8 · черен цар на бяло поле e8 · черен офицер на черно поле f8 · черен топ на черно поле h8 · черна пешка на черно поле a7 · черна пешка на бяло поле b7 · черна пешка на черно поле e7 · бял офицер на бяло поле f7 · черна пешка на бяло поле h7 · черна пешка на бяло поле g6 · бяла пешка на черно поле c5 · бял кон на черно поле c3 · бяла пешка на бяло поле a2 · бяла пешка на черно поле b2 · бяла пешка на бяло поле c2 · бяла пешка на черно поле f2 · бяла пешка на бяло поле g2 · бяла пешка на черно поле h2 · бял топ на черно поле a1 · бял офицер на черно поле c1 · бяла дама на бяло поле d1 · бял цар на черно поле e1 · бял кон на черно поле g1 · бял топ на бяло поле h1 | черен топ на бяло поле a8 · черен кон на черно поле b8 · черен офицер на бяло поле c8 · черна дама на черно поле d8 · черен цар на бяло поле e8 · черен офицер на черно поле f8 · черен топ на черно поле h8 · черна пешка на черно поле a7 · черна пешка на бяло поле b7 · черна пешка на черно поле e7 · бял офицер на бяло поле f7 · черна пешка на бяло поле h7 · черна пешка на бяло поле g6 · бяла пешка на черно поле c5 · бял кон на черно поле c3 · бяла пешка на бяло поле a2 · бяла пешка на черно поле b2 · бяла пешка на бяло поле c2 · бяла пешка на черно поле f2 · бяла пешка на бяло поле g2 · бяла пешка на черно поле h2 · бял топ на черно поле a1 · бял офицер на черно поле c1 · бяла дама на бяло поле d1 · бял цар на черно поле e1 · бял кон на черно поле g1 · бял топ на бяло поле h1 | черен топ на бяло поле a8 · черен кон на черно поле b8 · черен офицер на бяло поле c8 · черна дама на черно поле d8 · черен цар на бяло поле e8 · черен офицер на черно поле f8 · черен топ на черно поле h8 · черна пешка на черно поле a7 · черна пешка на бяло поле b7 · черна пешка на черно поле e7 · бял офицер на бяло поле f7 · черна пешка на бяло поле h7 · черна пешка на бяло поле g6 · бяла пешка на черно поле c5 · бял кон на черно поле c3 · бяла пешка на бяло поле a2 · бяла пешка на черно поле b2 · бяла пешка на бяло поле c2 · бяла пешка на черно поле f2 · бяла пешка на бяло поле g2 · бяла пешка на черно поле h2 · бял топ на черно поле a1 · бял офицер на черно поле c1 · бяла дама на бяло поле d1 · бял цар на черно поле e1 · бял кон на черно поле g1 · бял топ на бяло поле h1 | черен топ на бяло поле a8 · черен кон на черно поле b8 · черен офицер на бяло поле c8 · черна дама на черно поле d8 · черен цар на бяло поле e8 · черен офицер на черно поле f8 · черен топ на черно поле h8 · черна пешка на черно поле a7 · черна пешка на бяло поле b7 · черна пешка на черно поле e7 · бял офицер на бяло поле f7 · черна пешка на бяло поле h7 · черна пешка на бяло поле g6 · бяла пешка на черно поле c5 · бял кон на черно поле c3 · бяла пешка на бяло поле a2 · бяла пешка на черно поле b2 · бяла пешка на бяло поле c2 · бяла пешка на черно поле f2 · бяла пешка на бяло поле g2 · бяла пешка на черно поле h2 · бял топ на черно поле a1 · бял офицер на черно поле c1 · бяла дама на бяло поле d1 · бял цар на черно поле e1 · бял кон на черно поле g1 · бял топ на бяло поле h1 | черен топ на бяло поле a8 · черен кон на черно поле b8 · черен офицер на бяло поле c8 · черна дама на черно поле d8 · черен цар на бяло поле e8 · черен офицер на черно поле f8 · черен топ на черно поле h8 · черна пешка на черно поле a7 · черна пешка на бяло поле b7 · черна пешка на черно поле e7 · бял офицер на бяло поле f7 · черна пешка на бяло поле h7 · черна пешка на бяло поле g6 · бяла пешка на черно поле c5 · бял кон на черно поле c3 · бяла пешка на бяло поле a2 · бяла пешка на черно поле b2 · бяла пешка на бяло поле c2 · бяла пешка на черно поле f2 · бяла пешка на бяло поле g2 · бяла пешка на черно поле h2 · бял топ на черно поле a1 · бял офицер на черно поле c1 · бяла дама на бяло поле d1 · бял цар на черно поле e1 · бял кон на черно поле g1 · бял топ на бяло поле h1 | 6 |
| 5 | черен топ на бяло поле a8 · черен кон на черно поле b8 · черен офицер на бяло поле c8 · черна дама на черно поле d8 · черен цар на бяло поле e8 · черен офицер на черно поле f8 · черен топ на черно поле h8 · черна пешка на черно поле a7 · черна пешка на бяло поле b7 · черна пешка на черно поле e7 · бял офицер на бяло поле f7 · черна пешка на бяло поле h7 · черна пешка на бяло поле g6 · бяла пешка на черно поле c5 · бял кон на черно поле c3 · бяла пешка на бяло поле a2 · бяла пешка на черно поле b2 · бяла пешка на бяло поле c2 · бяла пешка на черно поле f2 · бяла пешка на бяло поле g2 · бяла пешка на черно поле h2 · бял топ на черно поле a1 · бял офицер на черно поле c1 · бяла дама на бяло поле d1 · бял цар на черно поле e1 · бял кон на черно поле g1 · бял топ на бяло поле h1 | черен топ на бяло поле a8 · черен кон на черно поле b8 · черен офицер на бяло поле c8 · черна дама на черно поле d8 · черен цар на бяло поле e8 · черен офицер на черно поле f8 · черен топ на черно поле h8 · черна пешка на черно поле a7 · черна пешка на бяло поле b7 · черна пешка на черно поле e7 · бял офицер на бяло поле f7 · черна пешка на бяло поле h7 · черна пешка на бяло поле g6 · бяла пешка на черно поле c5 · бял кон на черно поле c3 · бяла пешка на бяло поле a2 · бяла пешка на черно поле b2 · бяла пешка на бяло поле c2 · бяла пешка на черно поле f2 · бяла пешка на бяло поле g2 · бяла пешка на черно поле h2 · бял топ на черно поле a1 · бял офицер на черно поле c1 · бяла дама на бяло поле d1 · бял цар на черно поле e1 · бял кон на черно поле g1 · бял топ на бяло поле h1 | черен топ на бяло поле a8 · черен кон на черно поле b8 · черен офицер на бяло поле c8 · черна дама на черно поле d8 · черен цар на бяло поле e8 · черен офицер на черно поле f8 · черен топ на черно поле h8 · черна пешка на черно поле a7 · черна пешка на бяло поле b7 · черна пешка на черно поле e7 · бял офицер на бяло поле f7 · черна пешка на бяло поле h7 · черна пешка на бяло поле g6 · бяла пешка на черно поле c5 · бял кон на черно поле c3 · бяла пешка на бяло поле a2 · бяла пешка на черно поле b2 · бяла пешка на бяло поле c2 · бяла пешка на черно поле f2 · бяла пешка на бяло поле g2 · бяла пешка на черно поле h2 · бял топ на черно поле a1 · бял офицер на черно поле c1 · бяла дама на бяло поле d1 · бял цар на черно поле e1 · бял кон на черно поле g1 · бял топ на бяло поле h1 | черен топ на бяло поле a8 · черен кон на черно поле b8 · черен офицер на бяло поле c8 · черна дама на черно поле d8 · черен цар на бяло поле e8 · черен офицер на черно поле f8 · черен топ на черно поле h8 · черна пешка на черно поле a7 · черна пешка на бяло поле b7 · черна пешка на черно поле e7 · бял офицер на бяло поле f7 · черна пешка на бяло поле h7 · черна пешка на бяло поле g6 · бяла пешка на черно поле c5 · бял кон на черно поле c3 · бяла пешка на бяло поле a2 · бяла пешка на черно поле b2 · бяла пешка на бяло поле c2 · бяла пешка на черно поле f2 · бяла пешка на бяло поле g2 · бяла пешка на черно поле h2 · бял топ на черно поле a1 · бял офицер на черно поле c1 · бяла дама на бяло поле d1 · бял цар на черно поле e1 · бял кон на черно поле g1 · бял топ на бяло поле h1 | черен топ на бяло поле a8 · черен кон на черно поле b8 · черен офицер на бяло поле c8 · черна дама на черно поле d8 · черен цар на бяло поле e8 · черен офицер на черно поле f8 · черен топ на черно поле h8 · черна пешка на черно поле a7 · черна пешка на бяло поле b7 · черна пешка на черно поле e7 · бял офицер на бяло поле f7 · черна пешка на бяло поле h7 · черна пешка на бяло поле g6 · бяла пешка на черно поле c5 · бял кон на черно поле c3 · бяла пешка на бяло поле a2 · бяла пешка на черно поле b2 · бяла пешка на бяло поле c2 · бяла пешка на черно поле f2 · бяла пешка на бяло поле g2 · бяла пешка на черно поле h2 · бял топ на черно поле a1 · бял офицер на черно поле c1 · бяла дама на бяло поле d1 · бял цар на черно поле e1 · бял кон на черно поле g1 · бял топ на бяло поле h1 | черен топ на бяло поле a8 · черен кон на черно поле b8 · черен офицер на бяло поле c8 · черна дама на черно поле d8 · черен цар на бяло поле e8 · черен офицер на черно поле f8 · черен топ на черно поле h8 · черна пешка на черно поле a7 · черна пешка на бяло поле b7 · черна пешка на черно поле e7 · бял офицер на бяло поле f7 · черна пешка на бяло поле h7 · черна пешка на бяло поле g6 · бяла пешка на черно поле c5 · бял кон на черно поле c3 · бяла пешка на бяло поле a2 · бяла пешка на черно поле b2 · бяла пешка на бяло поле c2 · бяла пешка на черно поле f2 · бяла пешка на бяло поле g2 · бяла пешка на черно поле h2 · бял топ на черно поле a1 · бял офицер на черно поле c1 · бяла дама на бяло поле d1 · бял цар на черно поле e1 · бял кон на черно поле g1 · бял топ на бяло поле h1 | черен топ на бяло поле a8 · черен кон на черно поле b8 · черен офицер на бяло поле c8 · черна дама на черно поле d8 · черен цар на бяло поле e8 · черен офицер на черно поле f8 · черен топ на черно поле h8 · черна пешка на черно поле a7 · черна пешка на бяло поле b7 · черна пешка на черно поле e7 · бял офицер на бяло поле f7 · черна пешка на бяло поле h7 · черна пешка на бяло поле g6 · бяла пешка на черно поле c5 · бял кон на черно поле c3 · бяла пешка на бяло поле a2 · бяла пешка на черно поле b2 · бяла пешка на бяло поле c2 · бяла пешка на черно поле f2 · бяла пешка на бяло поле g2 · бяла пешка на черно поле h2 · бял топ на черно поле a1 · бял офицер на черно поле c1 · бяла дама на бяло поле d1 · бял цар на черно поле e1 · бял кон на черно поле g1 · бял топ на бяло поле h1 | черен топ на бяло поле a8 · черен кон на черно поле b8 · черен офицер на бяло поле c8 · черна дама на черно поле d8 · черен цар на бяло поле e8 · черен офицер на черно поле f8 · черен топ на черно поле h8 · черна пешка на черно поле a7 · черна пешка на бяло поле b7 · черна пешка на черно поле e7 · бял офицер на бяло поле f7 · черна пешка на бяло поле h7 · черна пешка на бяло поле g6 · бяла пешка на черно поле c5 · бял кон на черно поле c3 · бяла пешка на бяло поле a2 · бяла пешка на черно поле b2 · бяла пешка на бяло поле c2 · бяла пешка на черно поле f2 · бяла пешка на бяло поле g2 · бяла пешка на черно поле h2 · бял топ на черно поле a1 · бял офицер на черно поле c1 · бяла дама на бяло поле d1 · бял цар на черно поле e1 · бял кон на черно поле g1 · бял топ на бяло поле h1 | 5 |
| 4 | черен топ на бяло поле a8 · черен кон на черно поле b8 · черен офицер на бяло поле c8 · черна дама на черно поле d8 · черен цар на бяло поле e8 · черен офицер на черно поле f8 · черен топ на черно поле h8 · черна пешка на черно поле a7 · черна пешка на бяло поле b7 · черна пешка на черно поле e7 · бял офицер на бяло поле f7 · черна пешка на бяло поле h7 · черна пешка на бяло поле g6 · бяла пешка на черно поле c5 · бял кон на черно поле c3 · бяла пешка на бяло поле a2 · бяла пешка на черно поле b2 · бяла пешка на бяло поле c2 · бяла пешка на черно поле f2 · бяла пешка на бяло поле g2 · бяла пешка на черно поле h2 · бял топ на черно поле a1 · бял офицер на черно поле c1 · бяла дама на бяло поле d1 · бял цар на черно поле e1 · бял кон на черно поле g1 · бял топ на бяло поле h1 | черен топ на бяло поле a8 · черен кон на черно поле b8 · черен офицер на бяло поле c8 · черна дама на черно поле d8 · черен цар на бяло поле e8 · черен офицер на черно поле f8 · черен топ на черно поле h8 · черна пешка на черно поле a7 · черна пешка на бяло поле b7 · черна пешка на черно поле e7 · бял офицер на бяло поле f7 · черна пешка на бяло поле h7 · черна пешка на бяло поле g6 · бяла пешка на черно поле c5 · бял кон на черно поле c3 · бяла пешка на бяло поле a2 · бяла пешка на черно поле b2 · бяла пешка на бяло поле c2 · бяла пешка на черно поле f2 · бяла пешка на бяло поле g2 · бяла пешка на черно поле h2 · бял топ на черно поле a1 · бял офицер на черно поле c1 · бяла дама на бяло поле d1 · бял цар на черно поле e1 · бял кон на черно поле g1 · бял топ на бяло поле h1 | черен топ на бяло поле a8 · черен кон на черно поле b8 · черен офицер на бяло поле c8 · черна дама на черно поле d8 · черен цар на бяло поле e8 · черен офицер на черно поле f8 · черен топ на черно поле h8 · черна пешка на черно поле a7 · черна пешка на бяло поле b7 · черна пешка на черно поле e7 · бял офицер на бяло поле f7 · черна пешка на бяло поле h7 · черна пешка на бяло поле g6 · бяла пешка на черно поле c5 · бял кон на черно поле c3 · бяла пешка на бяло поле a2 · бяла пешка на черно поле b2 · бяла пешка на бяло поле c2 · бяла пешка на черно поле f2 · бяла пешка на бяло поле g2 · бяла пешка на черно поле h2 · бял топ на черно поле a1 · бял офицер на черно поле c1 · бяла дама на бяло поле d1 · бял цар на черно поле e1 · бял кон на черно поле g1 · бял топ на бяло поле h1 | черен топ на бяло поле a8 · черен кон на черно поле b8 · черен офицер на бяло поле c8 · черна дама на черно поле d8 · черен цар на бяло поле e8 · черен офицер на черно поле f8 · черен топ на черно поле h8 · черна пешка на черно поле a7 · черна пешка на бяло поле b7 · черна пешка на черно поле e7 · бял офицер на бяло поле f7 · черна пешка на бяло поле h7 · черна пешка на бяло поле g6 · бяла пешка на черно поле c5 · бял кон на черно поле c3 · бяла пешка на бяло поле a2 · бяла пешка на черно поле b2 · бяла пешка на бяло поле c2 · бяла пешка на черно поле f2 · бяла пешка на бяло поле g2 · бяла пешка на черно поле h2 · бял топ на черно поле a1 · бял офицер на черно поле c1 · бяла дама на бяло поле d1 · бял цар на черно поле e1 · бял кон на черно поле g1 · бял топ на бяло поле h1 | черен топ на бяло поле a8 · черен кон на черно поле b8 · черен офицер на бяло поле c8 · черна дама на черно поле d8 · черен цар на бяло поле e8 · черен офицер на черно поле f8 · черен топ на черно поле h8 · черна пешка на черно поле a7 · черна пешка на бяло поле b7 · черна пешка на черно поле e7 · бял офицер на бяло поле f7 · черна пешка на бяло поле h7 · черна пешка на бяло поле g6 · бяла пешка на черно поле c5 · бял кон на черно поле c3 · бяла пешка на бяло поле a2 · бяла пешка на черно поле b2 · бяла пешка на бяло поле c2 · бяла пешка на черно поле f2 · бяла пешка на бяло поле g2 · бяла пешка на черно поле h2 · бял топ на черно поле a1 · бял офицер на черно поле c1 · бяла дама на бяло поле d1 · бял цар на черно поле e1 · бял кон на черно поле g1 · бял топ на бяло поле h1 | черен топ на бяло поле a8 · черен кон на черно поле b8 · черен офицер на бяло поле c8 · черна дама на черно поле d8 · черен цар на бяло поле e8 · черен офицер на черно поле f8 · черен топ на черно поле h8 · черна пешка на черно поле a7 · черна пешка на бяло поле b7 · черна пешка на черно поле e7 · бял офицер на бяло поле f7 · черна пешка на бяло поле h7 · черна пешка на бяло поле g6 · бяла пешка на черно поле c5 · бял кон на черно поле c3 · бяла пешка на бяло поле a2 · бяла пешка на черно поле b2 · бяла пешка на бяло поле c2 · бяла пешка на черно поле f2 · бяла пешка на бяло поле g2 · бяла пешка на черно поле h2 · бял топ на черно поле a1 · бял офицер на черно поле c1 · бяла дама на бяло поле d1 · бял цар на черно поле e1 · бял кон на черно поле g1 · бял топ на бяло поле h1 | черен топ на бяло поле a8 · черен кон на черно поле b8 · черен офицер на бяло поле c8 · черна дама на черно поле d8 · черен цар на бяло поле e8 · черен офицер на черно поле f8 · черен топ на черно поле h8 · черна пешка на черно поле a7 · черна пешка на бяло поле b7 · черна пешка на черно поле e7 · бял офицер на бяло поле f7 · черна пешка на бяло поле h7 · черна пешка на бяло поле g6 · бяла пешка на черно поле c5 · бял кон на черно поле c3 · бяла пешка на бяло поле a2 · бяла пешка на черно поле b2 · бяла пешка на бяло поле c2 · бяла пешка на черно поле f2 · бяла пешка на бяло поле g2 · бяла пешка на черно поле h2 · бял топ на черно поле a1 · бял офицер на черно поле c1 · бяла дама на бяло поле d1 · бял цар на черно поле e1 · бял кон на черно поле g1 · бял топ на бяло поле h1 | черен топ на бяло поле a8 · черен кон на черно поле b8 · черен офицер на бяло поле c8 · черна дама на черно поле d8 · черен цар на бяло поле e8 · черен офицер на черно поле f8 · черен топ на черно поле h8 · черна пешка на черно поле a7 · черна пешка на бяло поле b7 · черна пешка на черно поле e7 · бял офицер на бяло поле f7 · черна пешка на бяло поле h7 · черна пешка на бяло поле g6 · бяла пешка на черно поле c5 · бял кон на черно поле c3 · бяла пешка на бяло поле a2 · бяла пешка на черно поле b2 · бяла пешка на бяло поле c2 · бяла пешка на черно поле f2 · бяла пешка на бяло поле g2 · бяла пешка на черно поле h2 · бял топ на черно поле a1 · бял офицер на черно поле c1 · бяла дама на бяло поле d1 · бял цар на черно поле e1 · бял кон на черно поле g1 · бял топ на бяло поле h1 | 4 |
| 3 | черен топ на бяло поле a8 · черен кон на черно поле b8 · черен офицер на бяло поле c8 · черна дама на черно поле d8 · черен цар на бяло поле e8 · черен офицер на черно поле f8 · черен топ на черно поле h8 · черна пешка на черно поле a7 · черна пешка на бяло поле b7 · черна пешка на черно поле e7 · бял офицер на бяло поле f7 · черна пешка на бяло поле h7 · черна пешка на бяло поле g6 · бяла пешка на черно поле c5 · бял кон на черно поле c3 · бяла пешка на бяло поле a2 · бяла пешка на черно поле b2 · бяла пешка на бяло поле c2 · бяла пешка на черно поле f2 · бяла пешка на бяло поле g2 · бяла пешка на черно поле h2 · бял топ на черно поле a1 · бял офицер на черно поле c1 · бяла дама на бяло поле d1 · бял цар на черно поле e1 · бял кон на черно поле g1 · бял топ на бяло поле h1 | черен топ на бяло поле a8 · черен кон на черно поле b8 · черен офицер на бяло поле c8 · черна дама на черно поле d8 · черен цар на бяло поле e8 · черен офицер на черно поле f8 · черен топ на черно поле h8 · черна пешка на черно поле a7 · черна пешка на бяло поле b7 · черна пешка на черно поле e7 · бял офицер на бяло поле f7 · черна пешка на бяло поле h7 · черна пешка на бяло поле g6 · бяла пешка на черно поле c5 · бял кон на черно поле c3 · бяла пешка на бяло поле a2 · бяла пешка на черно поле b2 · бяла пешка на бяло поле c2 · бяла пешка на черно поле f2 · бяла пешка на бяло поле g2 · бяла пешка на черно поле h2 · бял топ на черно поле a1 · бял офицер на черно поле c1 · бяла дама на бяло поле d1 · бял цар на черно поле e1 · бял кон на черно поле g1 · бял топ на бяло поле h1 | черен топ на бяло поле a8 · черен кон на черно поле b8 · черен офицер на бяло поле c8 · черна дама на черно поле d8 · черен цар на бяло поле e8 · черен офицер на черно поле f8 · черен топ на черно поле h8 · черна пешка на черно поле a7 · черна пешка на бяло поле b7 · черна пешка на черно поле e7 · бял офицер на бяло поле f7 · черна пешка на бяло поле h7 · черна пешка на бяло поле g6 · бяла пешка на черно поле c5 · бял кон на черно поле c3 · бяла пешка на бяло поле a2 · бяла пешка на черно поле b2 · бяла пешка на бяло поле c2 · бяла пешка на черно поле f2 · бяла пешка на бяло поле g2 · бяла пешка на черно поле h2 · бял топ на черно поле a1 · бял офицер на черно поле c1 · бяла дама на бяло поле d1 · бял цар на черно поле e1 · бял кон на черно поле g1 · бял топ на бяло поле h1 | черен топ на бяло поле a8 · черен кон на черно поле b8 · черен офицер на бяло поле c8 · черна дама на черно поле d8 · черен цар на бяло поле e8 · черен офицер на черно поле f8 · черен топ на черно поле h8 · черна пешка на черно поле a7 · черна пешка на бяло поле b7 · черна пешка на черно поле e7 · бял офицер на бяло поле f7 · черна пешка на бяло поле h7 · черна пешка на бяло поле g6 · бяла пешка на черно поле c5 · бял кон на черно поле c3 · бяла пешка на бяло поле a2 · бяла пешка на черно поле b2 · бяла пешка на бяло поле c2 · бяла пешка на черно поле f2 · бяла пешка на бяло поле g2 · бяла пешка на черно поле h2 · бял топ на черно поле a1 · бял офицер на черно поле c1 · бяла дама на бяло поле d1 · бял цар на черно поле e1 · бял кон на черно поле g1 · бял топ на бяло поле h1 | черен топ на бяло поле a8 · черен кон на черно поле b8 · черен офицер на бяло поле c8 · черна дама на черно поле d8 · черен цар на бяло поле e8 · черен офицер на черно поле f8 · черен топ на черно поле h8 · черна пешка на черно поле a7 · черна пешка на бяло поле b7 · черна пешка на черно поле e7 · бял офицер на бяло поле f7 · черна пешка на бяло поле h7 · черна пешка на бяло поле g6 · бяла пешка на черно поле c5 · бял кон на черно поле c3 · бяла пешка на бяло поле a2 · бяла пешка на черно поле b2 · бяла пешка на бяло поле c2 · бяла пешка на черно поле f2 · бяла пешка на бяло поле g2 · бяла пешка на черно поле h2 · бял топ на черно поле a1 · бял офицер на черно поле c1 · бяла дама на бяло поле d1 · бял цар на черно поле e1 · бял кон на черно поле g1 · бял топ на бяло поле h1 | черен топ на бяло поле a8 · черен кон на черно поле b8 · черен офицер на бяло поле c8 · черна дама на черно поле d8 · черен цар на бяло поле e8 · черен офицер на черно поле f8 · черен топ на черно поле h8 · черна пешка на черно поле a7 · черна пешка на бяло поле b7 · черна пешка на черно поле e7 · бял офицер на бяло поле f7 · черна пешка на бяло поле h7 · черна пешка на бяло поле g6 · бяла пешка на черно поле c5 · бял кон на черно поле c3 · бяла пешка на бяло поле a2 · бяла пешка на черно поле b2 · бяла пешка на бяло поле c2 · бяла пешка на черно поле f2 · бяла пешка на бяло поле g2 · бяла пешка на черно поле h2 · бял топ на черно поле a1 · бял офицер на черно поле c1 · бяла дама на бяло поле d1 · бял цар на черно поле e1 · бял кон на черно поле g1 · бял топ на бяло поле h1 | черен топ на бяло поле a8 · черен кон на черно поле b8 · черен офицер на бяло поле c8 · черна дама на черно поле d8 · черен цар на бяло поле e8 · черен офицер на черно поле f8 · черен топ на черно поле h8 · черна пешка на черно поле a7 · черна пешка на бяло поле b7 · черна пешка на черно поле e7 · бял офицер на бяло поле f7 · черна пешка на бяло поле h7 · черна пешка на бяло поле g6 · бяла пешка на черно поле c5 · бял кон на черно поле c3 · бяла пешка на бяло поле a2 · бяла пешка на черно поле b2 · бяла пешка на бяло поле c2 · бяла пешка на черно поле f2 · бяла пешка на бяло поле g2 · бяла пешка на черно поле h2 · бял топ на черно поле a1 · бял офицер на черно поле c1 · бяла дама на бяло поле d1 · бял цар на черно поле e1 · бял кон на черно поле g1 · бял топ на бяло поле h1 | черен топ на бяло поле a8 · черен кон на черно поле b8 · черен офицер на бяло поле c8 · черна дама на черно поле d8 · черен цар на бяло поле e8 · черен офицер на черно поле f8 · черен топ на черно поле h8 · черна пешка на черно поле a7 · черна пешка на бяло поле b7 · черна пешка на черно поле e7 · бял офицер на бяло поле f7 · черна пешка на бяло поле h7 · черна пешка на бяло поле g6 · бяла пешка на черно поле c5 · бял кон на черно поле c3 · бяла пешка на бяло поле a2 · бяла пешка на черно поле b2 · бяла пешка на бяло поле c2 · бяла пешка на черно поле f2 · бяла пешка на бяло поле g2 · бяла пешка на черно поле h2 · бял топ на черно поле a1 · бял офицер на черно поле c1 · бяла дама на бяло поле d1 · бял цар на черно поле e1 · бял кон на черно поле g1 · бял топ на бяло поле h1 | 3 |
| 2 | черен топ на бяло поле a8 · черен кон на черно поле b8 · черен офицер на бяло поле c8 · черна дама на черно поле d8 · черен цар на бяло поле e8 · черен офицер на черно поле f8 · черен топ на черно поле h8 · черна пешка на черно поле a7 · черна пешка на бяло поле b7 · черна пешка на черно поле e7 · бял офицер на бяло поле f7 · черна пешка на бяло поле h7 · черна пешка на бяло поле g6 · бяла пешка на черно поле c5 · бял кон на черно поле c3 · бяла пешка на бяло поле a2 · бяла пешка на черно поле b2 · бяла пешка на бяло поле c2 · бяла пешка на черно поле f2 · бяла пешка на бяло поле g2 · бяла пешка на черно поле h2 · бял топ на черно поле a1 · бял офицер на черно поле c1 · бяла дама на бяло поле d1 · бял цар на черно поле e1 · бял кон на черно поле g1 · бял топ на бяло поле h1 | черен топ на бяло поле a8 · черен кон на черно поле b8 · черен офицер на бяло поле c8 · черна дама на черно поле d8 · черен цар на бяло поле e8 · черен офицер на черно поле f8 · черен топ на черно поле h8 · черна пешка на черно поле a7 · черна пешка на бяло поле b7 · черна пешка на черно поле e7 · бял офицер на бяло поле f7 · черна пешка на бяло поле h7 · черна пешка на бяло поле g6 · бяла пешка на черно поле c5 · бял кон на черно поле c3 · бяла пешка на бяло поле a2 · бяла пешка на черно поле b2 · бяла пешка на бяло поле c2 · бяла пешка на черно поле f2 · бяла пешка на бяло поле g2 · бяла пешка на черно поле h2 · бял топ на черно поле a1 · бял офицер на черно поле c1 · бяла дама на бяло поле d1 · бял цар на черно поле e1 · бял кон на черно поле g1 · бял топ на бяло поле h1 | черен топ на бяло поле a8 · черен кон на черно поле b8 · черен офицер на бяло поле c8 · черна дама на черно поле d8 · черен цар на бяло поле e8 · черен офицер на черно поле f8 · черен топ на черно поле h8 · черна пешка на черно поле a7 · черна пешка на бяло поле b7 · черна пешка на черно поле e7 · бял офицер на бяло поле f7 · черна пешка на бяло поле h7 · черна пешка на бяло поле g6 · бяла пешка на черно поле c5 · бял кон на черно поле c3 · бяла пешка на бяло поле a2 · бяла пешка на черно поле b2 · бяла пешка на бяло поле c2 · бяла пешка на черно поле f2 · бяла пешка на бяло поле g2 · бяла пешка на черно поле h2 · бял топ на черно поле a1 · бял офицер на черно поле c1 · бяла дама на бяло поле d1 · бял цар на черно поле e1 · бял кон на черно поле g1 · бял топ на бяло поле h1 | черен топ на бяло поле a8 · черен кон на черно поле b8 · черен офицер на бяло поле c8 · черна дама на черно поле d8 · черен цар на бяло поле e8 · черен офицер на черно поле f8 · черен топ на черно поле h8 · черна пешка на черно поле a7 · черна пешка на бяло поле b7 · черна пешка на черно поле e7 · бял офицер на бяло поле f7 · черна пешка на бяло поле h7 · черна пешка на бяло поле g6 · бяла пешка на черно поле c5 · бял кон на черно поле c3 · бяла пешка на бяло поле a2 · бяла пешка на черно поле b2 · бяла пешка на бяло поле c2 · бяла пешка на черно поле f2 · бяла пешка на бяло поле g2 · бяла пешка на черно поле h2 · бял топ на черно поле a1 · бял офицер на черно поле c1 · бяла дама на бяло поле d1 · бял цар на черно поле e1 · бял кон на черно поле g1 · бял топ на бяло поле h1 | черен топ на бяло поле a8 · черен кон на черно поле b8 · черен офицер на бяло поле c8 · черна дама на черно поле d8 · черен цар на бяло поле e8 · черен офицер на черно поле f8 · черен топ на черно поле h8 · черна пешка на черно поле a7 · черна пешка на бяло поле b7 · черна пешка на черно поле e7 · бял офицер на бяло поле f7 · черна пешка на бяло поле h7 · черна пешка на бяло поле g6 · бяла пешка на черно поле c5 · бял кон на черно поле c3 · бяла пешка на бяло поле a2 · бяла пешка на черно поле b2 · бяла пешка на бяло поле c2 · бяла пешка на черно поле f2 · бяла пешка на бяло поле g2 · бяла пешка на черно поле h2 · бял топ на черно поле a1 · бял офицер на черно поле c1 · бяла дама на бяло поле d1 · бял цар на черно поле e1 · бял кон на черно поле g1 · бял топ на бяло поле h1 | черен топ на бяло поле a8 · черен кон на черно поле b8 · черен офицер на бяло поле c8 · черна дама на черно поле d8 · черен цар на бяло поле e8 · черен офицер на черно поле f8 · черен топ на черно поле h8 · черна пешка на черно поле a7 · черна пешка на бяло поле b7 · черна пешка на черно поле e7 · бял офицер на бяло поле f7 · черна пешка на бяло поле h7 · черна пешка на бяло поле g6 · бяла пешка на черно поле c5 · бял кон на черно поле c3 · бяла пешка на бяло поле a2 · бяла пешка на черно поле b2 · бяла пешка на бяло поле c2 · бяла пешка на черно поле f2 · бяла пешка на бяло поле g2 · бяла пешка на черно поле h2 · бял топ на черно поле a1 · бял офицер на черно поле c1 · бяла дама на бяло поле d1 · бял цар на черно поле e1 · бял кон на черно поле g1 · бял топ на бяло поле h1 | черен топ на бяло поле a8 · черен кон на черно поле b8 · черен офицер на бяло поле c8 · черна дама на черно поле d8 · черен цар на бяло поле e8 · черен офицер на черно поле f8 · черен топ на черно поле h8 · черна пешка на черно поле a7 · черна пешка на бяло поле b7 · черна пешка на черно поле e7 · бял офицер на бяло поле f7 · черна пешка на бяло поле h7 · черна пешка на бяло поле g6 · бяла пешка на черно поле c5 · бял кон на черно поле c3 · бяла пешка на бяло поле a2 · бяла пешка на черно поле b2 · бяла пешка на бяло поле c2 · бяла пешка на черно поле f2 · бяла пешка на бяло поле g2 · бяла пешка на черно поле h2 · бял топ на черно поле a1 · бял офицер на черно поле c1 · бяла дама на бяло поле d1 · бял цар на черно поле e1 · бял кон на черно поле g1 · бял топ на бяло поле h1 | черен топ на бяло поле a8 · черен кон на черно поле b8 · черен офицер на бяло поле c8 · черна дама на черно поле d8 · черен цар на бяло поле e8 · черен офицер на черно поле f8 · черен топ на черно поле h8 · черна пешка на черно поле a7 · черна пешка на бяло поле b7 · черна пешка на черно поле e7 · бял офицер на бяло поле f7 · черна пешка на бяло поле h7 · черна пешка на бяло поле g6 · бяла пешка на черно поле c5 · бял кон на черно поле c3 · бяла пешка на бяло поле a2 · бяла пешка на черно поле b2 · бяла пешка на бяло поле c2 · бяла пешка на черно поле f2 · бяла пешка на бяло поле g2 · бяла пешка на черно поле h2 · бял топ на черно поле a1 · бял офицер на черно поле c1 · бяла дама на бяло поле d1 · бял цар на черно поле e1 · бял кон на черно поле g1 · бял топ на бяло поле h1 | 2 |
| 1 | черен топ на бяло поле a8 · черен кон на черно поле b8 · черен офицер на бяло поле c8 · черна дама на черно поле d8 · черен цар на бяло поле e8 · черен офицер на черно поле f8 · черен топ на черно поле h8 · черна пешка на черно поле a7 · черна пешка на бяло поле b7 · черна пешка на черно поле e7 · бял офицер на бяло поле f7 · черна пешка на бяло поле h7 · черна пешка на бяло поле g6 · бяла пешка на черно поле c5 · бял кон на черно поле c3 · бяла пешка на бяло поле a2 · бяла пешка на черно поле b2 · бяла пешка на бяло поле c2 · бяла пешка на черно поле f2 · бяла пешка на бяло поле g2 · бяла пешка на черно поле h2 · бял топ на черно поле a1 · бял офицер на черно поле c1 · бяла дама на бяло поле d1 · бял цар на черно поле e1 · бял кон на черно поле g1 · бял топ на бяло поле h1 | черен топ на бяло поле a8 · черен кон на черно поле b8 · черен офицер на бяло поле c8 · черна дама на черно поле d8 · черен цар на бяло поле e8 · черен офицер на черно поле f8 · черен топ на черно поле h8 · черна пешка на черно поле a7 · черна пешка на бяло поле b7 · черна пешка на черно поле e7 · бял офицер на бяло поле f7 · черна пешка на бяло поле h7 · черна пешка на бяло поле g6 · бяла пешка на черно поле c5 · бял кон на черно поле c3 · бяла пешка на бяло поле a2 · бяла пешка на черно поле b2 · бяла пешка на бяло поле c2 · бяла пешка на черно поле f2 · бяла пешка на бяло поле g2 · бяла пешка на черно поле h2 · бял топ на черно поле a1 · бял офицер на черно поле c1 · бяла дама на бяло поле d1 · бял цар на черно поле e1 · бял кон на черно поле g1 · бял топ на бяло поле h1 | черен топ на бяло поле a8 · черен кон на черно поле b8 · черен офицер на бяло поле c8 · черна дама на черно поле d8 · черен цар на бяло поле e8 · черен офицер на черно поле f8 · черен топ на черно поле h8 · черна пешка на черно поле a7 · черна пешка на бяло поле b7 · черна пешка на черно поле e7 · бял офицер на бяло поле f7 · черна пешка на бяло поле h7 · черна пешка на бяло поле g6 · бяла пешка на черно поле c5 · бял кон на черно поле c3 · бяла пешка на бяло поле a2 · бяла пешка на черно поле b2 · бяла пешка на бяло поле c2 · бяла пешка на черно поле f2 · бяла пешка на бяло поле g2 · бяла пешка на черно поле h2 · бял топ на черно поле a1 · бял офицер на черно поле c1 · бяла дама на бяло поле d1 · бял цар на черно поле e1 · бял кон на черно поле g1 · бял топ на бяло поле h1 | черен топ на бяло поле a8 · черен кон на черно поле b8 · черен офицер на бяло поле c8 · черна дама на черно поле d8 · черен цар на бяло поле e8 · черен офицер на черно поле f8 · черен топ на черно поле h8 · черна пешка на черно поле a7 · черна пешка на бяло поле b7 · черна пешка на черно поле e7 · бял офицер на бяло поле f7 · черна пешка на бяло поле h7 · черна пешка на бяло поле g6 · бяла пешка на черно поле c5 · бял кон на черно поле c3 · бяла пешка на бяло поле a2 · бяла пешка на черно поле b2 · бяла пешка на бяло поле c2 · бяла пешка на черно поле f2 · бяла пешка на бяло поле g2 · бяла пешка на черно поле h2 · бял топ на черно поле a1 · бял офицер на черно поле c1 · бяла дама на бяло поле d1 · бял цар на черно поле e1 · бял кон на черно поле g1 · бял топ на бяло поле h1 | черен топ на бяло поле a8 · черен кон на черно поле b8 · черен офицер на бяло поле c8 · черна дама на черно поле d8 · черен цар на бяло поле e8 · черен офицер на черно поле f8 · черен топ на черно поле h8 · черна пешка на черно поле a7 · черна пешка на бяло поле b7 · черна пешка на черно поле e7 · бял офицер на бяло поле f7 · черна пешка на бяло поле h7 · черна пешка на бяло поле g6 · бяла пешка на черно поле c5 · бял кон на черно поле c3 · бяла пешка на бяло поле a2 · бяла пешка на черно поле b2 · бяла пешка на бяло поле c2 · бяла пешка на черно поле f2 · бяла пешка на бяло поле g2 · бяла пешка на черно поле h2 · бял топ на черно поле a1 · бял офицер на черно поле c1 · бяла дама на бяло поле d1 · бял цар на черно поле e1 · бял кон на черно поле g1 · бял топ на бяло поле h1 | черен топ на бяло поле a8 · черен кон на черно поле b8 · черен офицер на бяло поле c8 · черна дама на черно поле d8 · черен цар на бяло поле e8 · черен офицер на черно поле f8 · черен топ на черно поле h8 · черна пешка на черно поле a7 · черна пешка на бяло поле b7 · черна пешка на черно поле e7 · бял офицер на бяло поле f7 · черна пешка на бяло поле h7 · черна пешка на бяло поле g6 · бяла пешка на черно поле c5 · бял кон на черно поле c3 · бяла пешка на бяло поле a2 · бяла пешка на черно поле b2 · бяла пешка на бяло поле c2 · бяла пешка на черно поле f2 · бяла пешка на бяло поле g2 · бяла пешка на черно поле h2 · бял топ на черно поле a1 · бял офицер на черно поле c1 · бяла дама на бяло поле d1 · бял цар на черно поле e1 · бял кон на черно поле g1 · бял топ на бяло поле h1 | черен топ на бяло поле a8 · черен кон на черно поле b8 · черен офицер на бяло поле c8 · черна дама на черно поле d8 · черен цар на бяло поле e8 · черен офицер на черно поле f8 · черен топ на черно поле h8 · черна пешка на черно поле a7 · черна пешка на бяло поле b7 · черна пешка на черно поле e7 · бял офицер на бяло поле f7 · черна пешка на бяло поле h7 · черна пешка на бяло поле g6 · бяла пешка на черно поле c5 · бял кон на черно поле c3 · бяла пешка на бяло поле a2 · бяла пешка на черно поле b2 · бяла пешка на бяло поле c2 · бяла пешка на черно поле f2 · бяла пешка на бяло поле g2 · бяла пешка на черно поле h2 · бял топ на черно поле a1 · бял офицер на черно поле c1 · бяла дама на бяло поле d1 · бял цар на черно поле e1 · бял кон на черно поле g1 · бял топ на бяло поле h1 | черен топ на бяло поле a8 · черен кон на черно поле b8 · черен офицер на бяло поле c8 · черна дама на черно поле d8 · черен цар на бяло поле e8 · черен офицер на черно поле f8 · черен топ на черно поле h8 · черна пешка на черно поле a7 · черна пешка на бяло поле b7 · черна пешка на черно поле e7 · бял офицер на бяло поле f7 · черна пешка на бяло поле h7 · черна пешка на бяло поле g6 · бяла пешка на черно поле c5 · бял кон на черно поле c3 · бяла пешка на бяло поле a2 · бяла пешка на черно поле b2 · бяла пешка на бяло поле c2 · бяла пешка на черно поле f2 · бяла пешка на бяло поле g2 · бяла пешка на черно поле h2 · бял топ на черно поле a1 · бял офицер на черно поле c1 · бяла дама на бяло поле d1 · бял цар на черно поле e1 · бял кон на черно поле g1 · бял топ на бяло поле h1 | 1 |
|   | a | b | c | d | e | f | g | h |   |

Същата цел има и отвличането на царя на следващата позиция на диаграма 6, където белите жертват офицер и печелят дама. Офицерът взима пешката f7:
1. О:f7+ Ц:f7 
2. Д:f8.

|   | a | b | c | d | e | f | g | h |   |
| 8 | черен топ на черно поле f8 · черен цар на бяло поле g8 · черен офицер на черно поле c7 · черна пешка на черно поле g7 · черна пешка на бяло поле a6 · черна пешка на черно поле h6 · черна пешка на бяло поле b5 · черна пешка на черно поле c5 · бяла пешка на черно поле c3 · бяла пешка на бяло поле h3 · бяла пешка на бяло поле a2 · бяла пешка на черно поле b2 · бял офицер на бяло поле c2 · бяла пешка на бяло поле g2 · бял топ на бяло поле f1 · бял цар на черно поле g1 | черен топ на черно поле f8 · черен цар на бяло поле g8 · черен офицер на черно поле c7 · черна пешка на черно поле g7 · черна пешка на бяло поле a6 · черна пешка на черно поле h6 · черна пешка на бяло поле b5 · черна пешка на черно поле c5 · бяла пешка на черно поле c3 · бяла пешка на бяло поле h3 · бяла пешка на бяло поле a2 · бяла пешка на черно поле b2 · бял офицер на бяло поле c2 · бяла пешка на бяло поле g2 · бял топ на бяло поле f1 · бял цар на черно поле g1 | черен топ на черно поле f8 · черен цар на бяло поле g8 · черен офицер на черно поле c7 · черна пешка на черно поле g7 · черна пешка на бяло поле a6 · черна пешка на черно поле h6 · черна пешка на бяло поле b5 · черна пешка на черно поле c5 · бяла пешка на черно поле c3 · бяла пешка на бяло поле h3 · бяла пешка на бяло поле a2 · бяла пешка на черно поле b2 · бял офицер на бяло поле c2 · бяла пешка на бяло поле g2 · бял топ на бяло поле f1 · бял цар на черно поле g1 | черен топ на черно поле f8 · черен цар на бяло поле g8 · черен офицер на черно поле c7 · черна пешка на черно поле g7 · черна пешка на бяло поле a6 · черна пешка на черно поле h6 · черна пешка на бяло поле b5 · черна пешка на черно поле c5 · бяла пешка на черно поле c3 · бяла пешка на бяло поле h3 · бяла пешка на бяло поле a2 · бяла пешка на черно поле b2 · бял офицер на бяло поле c2 · бяла пешка на бяло поле g2 · бял топ на бяло поле f1 · бял цар на черно поле g1 | черен топ на черно поле f8 · черен цар на бяло поле g8 · черен офицер на черно поле c7 · черна пешка на черно поле g7 · черна пешка на бяло поле a6 · черна пешка на черно поле h6 · черна пешка на бяло поле b5 · черна пешка на черно поле c5 · бяла пешка на черно поле c3 · бяла пешка на бяло поле h3 · бяла пешка на бяло поле a2 · бяла пешка на черно поле b2 · бял офицер на бяло поле c2 · бяла пешка на бяло поле g2 · бял топ на бяло поле f1 · бял цар на черно поле g1 | черен топ на черно поле f8 · черен цар на бяло поле g8 · черен офицер на черно поле c7 · черна пешка на черно поле g7 · черна пешка на бяло поле a6 · черна пешка на черно поле h6 · черна пешка на бяло поле b5 · черна пешка на черно поле c5 · бяла пешка на черно поле c3 · бяла пешка на бяло поле h3 · бяла пешка на бяло поле a2 · бяла пешка на черно поле b2 · бял офицер на бяло поле c2 · бяла пешка на бяло поле g2 · бял топ на бяло поле f1 · бял цар на черно поле g1 | черен топ на черно поле f8 · черен цар на бяло поле g8 · черен офицер на черно поле c7 · черна пешка на черно поле g7 · черна пешка на бяло поле a6 · черна пешка на черно поле h6 · черна пешка на бяло поле b5 · черна пешка на черно поле c5 · бяла пешка на черно поле c3 · бяла пешка на бяло поле h3 · бяла пешка на бяло поле a2 · бяла пешка на черно поле b2 · бял офицер на бяло поле c2 · бяла пешка на бяло поле g2 · бял топ на бяло поле f1 · бял цар на черно поле g1 | черен топ на черно поле f8 · черен цар на бяло поле g8 · черен офицер на черно поле c7 · черна пешка на черно поле g7 · черна пешка на бяло поле a6 · черна пешка на черно поле h6 · черна пешка на бяло поле b5 · черна пешка на черно поле c5 · бяла пешка на черно поле c3 · бяла пешка на бяло поле h3 · бяла пешка на бяло поле a2 · бяла пешка на черно поле b2 · бял офицер на бяло поле c2 · бяла пешка на бяло поле g2 · бял топ на бяло поле f1 · бял цар на черно поле g1 | 8 |
| 7 | черен топ на черно поле f8 · черен цар на бяло поле g8 · черен офицер на черно поле c7 · черна пешка на черно поле g7 · черна пешка на бяло поле a6 · черна пешка на черно поле h6 · черна пешка на бяло поле b5 · черна пешка на черно поле c5 · бяла пешка на черно поле c3 · бяла пешка на бяло поле h3 · бяла пешка на бяло поле a2 · бяла пешка на черно поле b2 · бял офицер на бяло поле c2 · бяла пешка на бяло поле g2 · бял топ на бяло поле f1 · бял цар на черно поле g1 | черен топ на черно поле f8 · черен цар на бяло поле g8 · черен офицер на черно поле c7 · черна пешка на черно поле g7 · черна пешка на бяло поле a6 · черна пешка на черно поле h6 · черна пешка на бяло поле b5 · черна пешка на черно поле c5 · бяла пешка на черно поле c3 · бяла пешка на бяло поле h3 · бяла пешка на бяло поле a2 · бяла пешка на черно поле b2 · бял офицер на бяло поле c2 · бяла пешка на бяло поле g2 · бял топ на бяло поле f1 · бял цар на черно поле g1 | черен топ на черно поле f8 · черен цар на бяло поле g8 · черен офицер на черно поле c7 · черна пешка на черно поле g7 · черна пешка на бяло поле a6 · черна пешка на черно поле h6 · черна пешка на бяло поле b5 · черна пешка на черно поле c5 · бяла пешка на черно поле c3 · бяла пешка на бяло поле h3 · бяла пешка на бяло поле a2 · бяла пешка на черно поле b2 · бял офицер на бяло поле c2 · бяла пешка на бяло поле g2 · бял топ на бяло поле f1 · бял цар на черно поле g1 | черен топ на черно поле f8 · черен цар на бяло поле g8 · черен офицер на черно поле c7 · черна пешка на черно поле g7 · черна пешка на бяло поле a6 · черна пешка на черно поле h6 · черна пешка на бяло поле b5 · черна пешка на черно поле c5 · бяла пешка на черно поле c3 · бяла пешка на бяло поле h3 · бяла пешка на бяло поле a2 · бяла пешка на черно поле b2 · бял офицер на бяло поле c2 · бяла пешка на бяло поле g2 · бял топ на бяло поле f1 · бял цар на черно поле g1 | черен топ на черно поле f8 · черен цар на бяло поле g8 · черен офицер на черно поле c7 · черна пешка на черно поле g7 · черна пешка на бяло поле a6 · черна пешка на черно поле h6 · черна пешка на бяло поле b5 · черна пешка на черно поле c5 · бяла пешка на черно поле c3 · бяла пешка на бяло поле h3 · бяла пешка на бяло поле a2 · бяла пешка на черно поле b2 · бял офицер на бяло поле c2 · бяла пешка на бяло поле g2 · бял топ на бяло поле f1 · бял цар на черно поле g1 | черен топ на черно поле f8 · черен цар на бяло поле g8 · черен офицер на черно поле c7 · черна пешка на черно поле g7 · черна пешка на бяло поле a6 · черна пешка на черно поле h6 · черна пешка на бяло поле b5 · черна пешка на черно поле c5 · бяла пешка на черно поле c3 · бяла пешка на бяло поле h3 · бяла пешка на бяло поле a2 · бяла пешка на черно поле b2 · бял офицер на бяло поле c2 · бяла пешка на бяло поле g2 · бял топ на бяло поле f1 · бял цар на черно поле g1 | черен топ на черно поле f8 · черен цар на бяло поле g8 · черен офицер на черно поле c7 · черна пешка на черно поле g7 · черна пешка на бяло поле a6 · черна пешка на черно поле h6 · черна пешка на бяло поле b5 · черна пешка на черно поле c5 · бяла пешка на черно поле c3 · бяла пешка на бяло поле h3 · бяла пешка на бяло поле a2 · бяла пешка на черно поле b2 · бял офицер на бяло поле c2 · бяла пешка на бяло поле g2 · бял топ на бяло поле f1 · бял цар на черно поле g1 | черен топ на черно поле f8 · черен цар на бяло поле g8 · черен офицер на черно поле c7 · черна пешка на черно поле g7 · черна пешка на бяло поле a6 · черна пешка на черно поле h6 · черна пешка на бяло поле b5 · черна пешка на черно поле c5 · бяла пешка на черно поле c3 · бяла пешка на бяло поле h3 · бяла пешка на бяло поле a2 · бяла пешка на черно поле b2 · бял офицер на бяло поле c2 · бяла пешка на бяло поле g2 · бял топ на бяло поле f1 · бял цар на черно поле g1 | 7 |
| 6 | черен топ на черно поле f8 · черен цар на бяло поле g8 · черен офицер на черно поле c7 · черна пешка на черно поле g7 · черна пешка на бяло поле a6 · черна пешка на черно поле h6 · черна пешка на бяло поле b5 · черна пешка на черно поле c5 · бяла пешка на черно поле c3 · бяла пешка на бяло поле h3 · бяла пешка на бяло поле a2 · бяла пешка на черно поле b2 · бял офицер на бяло поле c2 · бяла пешка на бяло поле g2 · бял топ на бяло поле f1 · бял цар на черно поле g1 | черен топ на черно поле f8 · черен цар на бяло поле g8 · черен офицер на черно поле c7 · черна пешка на черно поле g7 · черна пешка на бяло поле a6 · черна пешка на черно поле h6 · черна пешка на бяло поле b5 · черна пешка на черно поле c5 · бяла пешка на черно поле c3 · бяла пешка на бяло поле h3 · бяла пешка на бяло поле a2 · бяла пешка на черно поле b2 · бял офицер на бяло поле c2 · бяла пешка на бяло поле g2 · бял топ на бяло поле f1 · бял цар на черно поле g1 | черен топ на черно поле f8 · черен цар на бяло поле g8 · черен офицер на черно поле c7 · черна пешка на черно поле g7 · черна пешка на бяло поле a6 · черна пешка на черно поле h6 · черна пешка на бяло поле b5 · черна пешка на черно поле c5 · бяла пешка на черно поле c3 · бяла пешка на бяло поле h3 · бяла пешка на бяло поле a2 · бяла пешка на черно поле b2 · бял офицер на бяло поле c2 · бяла пешка на бяло поле g2 · бял топ на бяло поле f1 · бял цар на черно поле g1 | черен топ на черно поле f8 · черен цар на бяло поле g8 · черен офицер на черно поле c7 · черна пешка на черно поле g7 · черна пешка на бяло поле a6 · черна пешка на черно поле h6 · черна пешка на бяло поле b5 · черна пешка на черно поле c5 · бяла пешка на черно поле c3 · бяла пешка на бяло поле h3 · бяла пешка на бяло поле a2 · бяла пешка на черно поле b2 · бял офицер на бяло поле c2 · бяла пешка на бяло поле g2 · бял топ на бяло поле f1 · бял цар на черно поле g1 | черен топ на черно поле f8 · черен цар на бяло поле g8 · черен офицер на черно поле c7 · черна пешка на черно поле g7 · черна пешка на бяло поле a6 · черна пешка на черно поле h6 · черна пешка на бяло поле b5 · черна пешка на черно поле c5 · бяла пешка на черно поле c3 · бяла пешка на бяло поле h3 · бяла пешка на бяло поле a2 · бяла пешка на черно поле b2 · бял офицер на бяло поле c2 · бяла пешка на бяло поле g2 · бял топ на бяло поле f1 · бял цар на черно поле g1 | черен топ на черно поле f8 · черен цар на бяло поле g8 · черен офицер на черно поле c7 · черна пешка на черно поле g7 · черна пешка на бяло поле a6 · черна пешка на черно поле h6 · черна пешка на бяло поле b5 · черна пешка на черно поле c5 · бяла пешка на черно поле c3 · бяла пешка на бяло поле h3 · бяла пешка на бяло поле a2 · бяла пешка на черно поле b2 · бял офицер на бяло поле c2 · бяла пешка на бяло поле g2 · бял топ на бяло поле f1 · бял цар на черно поле g1 | черен топ на черно поле f8 · черен цар на бяло поле g8 · черен офицер на черно поле c7 · черна пешка на черно поле g7 · черна пешка на бяло поле a6 · черна пешка на черно поле h6 · черна пешка на бяло поле b5 · черна пешка на черно поле c5 · бяла пешка на черно поле c3 · бяла пешка на бяло поле h3 · бяла пешка на бяло поле a2 · бяла пешка на черно поле b2 · бял офицер на бяло поле c2 · бяла пешка на бяло поле g2 · бял топ на бяло поле f1 · бял цар на черно поле g1 | черен топ на черно поле f8 · черен цар на бяло поле g8 · черен офицер на черно поле c7 · черна пешка на черно поле g7 · черна пешка на бяло поле a6 · черна пешка на черно поле h6 · черна пешка на бяло поле b5 · черна пешка на черно поле c5 · бяла пешка на черно поле c3 · бяла пешка на бяло поле h3 · бяла пешка на бяло поле a2 · бяла пешка на черно поле b2 · бял офицер на бяло поле c2 · бяла пешка на бяло поле g2 · бял топ на бяло поле f1 · бял цар на черно поле g1 | 6 |
| 5 | черен топ на черно поле f8 · черен цар на бяло поле g8 · черен офицер на черно поле c7 · черна пешка на черно поле g7 · черна пешка на бяло поле a6 · черна пешка на черно поле h6 · черна пешка на бяло поле b5 · черна пешка на черно поле c5 · бяла пешка на черно поле c3 · бяла пешка на бяло поле h3 · бяла пешка на бяло поле a2 · бяла пешка на черно поле b2 · бял офицер на бяло поле c2 · бяла пешка на бяло поле g2 · бял топ на бяло поле f1 · бял цар на черно поле g1 | черен топ на черно поле f8 · черен цар на бяло поле g8 · черен офицер на черно поле c7 · черна пешка на черно поле g7 · черна пешка на бяло поле a6 · черна пешка на черно поле h6 · черна пешка на бяло поле b5 · черна пешка на черно поле c5 · бяла пешка на черно поле c3 · бяла пешка на бяло поле h3 · бяла пешка на бяло поле a2 · бяла пешка на черно поле b2 · бял офицер на бяло поле c2 · бяла пешка на бяло поле g2 · бял топ на бяло поле f1 · бял цар на черно поле g1 | черен топ на черно поле f8 · черен цар на бяло поле g8 · черен офицер на черно поле c7 · черна пешка на черно поле g7 · черна пешка на бяло поле a6 · черна пешка на черно поле h6 · черна пешка на бяло поле b5 · черна пешка на черно поле c5 · бяла пешка на черно поле c3 · бяла пешка на бяло поле h3 · бяла пешка на бяло поле a2 · бяла пешка на черно поле b2 · бял офицер на бяло поле c2 · бяла пешка на бяло поле g2 · бял топ на бяло поле f1 · бял цар на черно поле g1 | черен топ на черно поле f8 · черен цар на бяло поле g8 · черен офицер на черно поле c7 · черна пешка на черно поле g7 · черна пешка на бяло поле a6 · черна пешка на черно поле h6 · черна пешка на бяло поле b5 · черна пешка на черно поле c5 · бяла пешка на черно поле c3 · бяла пешка на бяло поле h3 · бяла пешка на бяло поле a2 · бяла пешка на черно поле b2 · бял офицер на бяло поле c2 · бяла пешка на бяло поле g2 · бял топ на бяло поле f1 · бял цар на черно поле g1 | черен топ на черно поле f8 · черен цар на бяло поле g8 · черен офицер на черно поле c7 · черна пешка на черно поле g7 · черна пешка на бяло поле a6 · черна пешка на черно поле h6 · черна пешка на бяло поле b5 · черна пешка на черно поле c5 · бяла пешка на черно поле c3 · бяла пешка на бяло поле h3 · бяла пешка на бяло поле a2 · бяла пешка на черно поле b2 · бял офицер на бяло поле c2 · бяла пешка на бяло поле g2 · бял топ на бяло поле f1 · бял цар на черно поле g1 | черен топ на черно поле f8 · черен цар на бяло поле g8 · черен офицер на черно поле c7 · черна пешка на черно поле g7 · черна пешка на бяло поле a6 · черна пешка на черно поле h6 · черна пешка на бяло поле b5 · черна пешка на черно поле c5 · бяла пешка на черно поле c3 · бяла пешка на бяло поле h3 · бяла пешка на бяло поле a2 · бяла пешка на черно поле b2 · бял офицер на бяло поле c2 · бяла пешка на бяло поле g2 · бял топ на бяло поле f1 · бял цар на черно поле g1 | черен топ на черно поле f8 · черен цар на бяло поле g8 · черен офицер на черно поле c7 · черна пешка на черно поле g7 · черна пешка на бяло поле a6 · черна пешка на черно поле h6 · черна пешка на бяло поле b5 · черна пешка на черно поле c5 · бяла пешка на черно поле c3 · бяла пешка на бяло поле h3 · бяла пешка на бяло поле a2 · бяла пешка на черно поле b2 · бял офицер на бяло поле c2 · бяла пешка на бяло поле g2 · бял топ на бяло поле f1 · бял цар на черно поле g1 | черен топ на черно поле f8 · черен цар на бяло поле g8 · черен офицер на черно поле c7 · черна пешка на черно поле g7 · черна пешка на бяло поле a6 · черна пешка на черно поле h6 · черна пешка на бяло поле b5 · черна пешка на черно поле c5 · бяла пешка на черно поле c3 · бяла пешка на бяло поле h3 · бяла пешка на бяло поле a2 · бяла пешка на черно поле b2 · бял офицер на бяло поле c2 · бяла пешка на бяло поле g2 · бял топ на бяло поле f1 · бял цар на черно поле g1 | 5 |
| 4 | черен топ на черно поле f8 · черен цар на бяло поле g8 · черен офицер на черно поле c7 · черна пешка на черно поле g7 · черна пешка на бяло поле a6 · черна пешка на черно поле h6 · черна пешка на бяло поле b5 · черна пешка на черно поле c5 · бяла пешка на черно поле c3 · бяла пешка на бяло поле h3 · бяла пешка на бяло поле a2 · бяла пешка на черно поле b2 · бял офицер на бяло поле c2 · бяла пешка на бяло поле g2 · бял топ на бяло поле f1 · бял цар на черно поле g1 | черен топ на черно поле f8 · черен цар на бяло поле g8 · черен офицер на черно поле c7 · черна пешка на черно поле g7 · черна пешка на бяло поле a6 · черна пешка на черно поле h6 · черна пешка на бяло поле b5 · черна пешка на черно поле c5 · бяла пешка на черно поле c3 · бяла пешка на бяло поле h3 · бяла пешка на бяло поле a2 · бяла пешка на черно поле b2 · бял офицер на бяло поле c2 · бяла пешка на бяло поле g2 · бял топ на бяло поле f1 · бял цар на черно поле g1 | черен топ на черно поле f8 · черен цар на бяло поле g8 · черен офицер на черно поле c7 · черна пешка на черно поле g7 · черна пешка на бяло поле a6 · черна пешка на черно поле h6 · черна пешка на бяло поле b5 · черна пешка на черно поле c5 · бяла пешка на черно поле c3 · бяла пешка на бяло поле h3 · бяла пешка на бяло поле a2 · бяла пешка на черно поле b2 · бял офицер на бяло поле c2 · бяла пешка на бяло поле g2 · бял топ на бяло поле f1 · бял цар на черно поле g1 | черен топ на черно поле f8 · черен цар на бяло поле g8 · черен офицер на черно поле c7 · черна пешка на черно поле g7 · черна пешка на бяло поле a6 · черна пешка на черно поле h6 · черна пешка на бяло поле b5 · черна пешка на черно поле c5 · бяла пешка на черно поле c3 · бяла пешка на бяло поле h3 · бяла пешка на бяло поле a2 · бяла пешка на черно поле b2 · бял офицер на бяло поле c2 · бяла пешка на бяло поле g2 · бял топ на бяло поле f1 · бял цар на черно поле g1 | черен топ на черно поле f8 · черен цар на бяло поле g8 · черен офицер на черно поле c7 · черна пешка на черно поле g7 · черна пешка на бяло поле a6 · черна пешка на черно поле h6 · черна пешка на бяло поле b5 · черна пешка на черно поле c5 · бяла пешка на черно поле c3 · бяла пешка на бяло поле h3 · бяла пешка на бяло поле a2 · бяла пешка на черно поле b2 · бял офицер на бяло поле c2 · бяла пешка на бяло поле g2 · бял топ на бяло поле f1 · бял цар на черно поле g1 | черен топ на черно поле f8 · черен цар на бяло поле g8 · черен офицер на черно поле c7 · черна пешка на черно поле g7 · черна пешка на бяло поле a6 · черна пешка на черно поле h6 · черна пешка на бяло поле b5 · черна пешка на черно поле c5 · бяла пешка на черно поле c3 · бяла пешка на бяло поле h3 · бяла пешка на бяло поле a2 · бяла пешка на черно поле b2 · бял офицер на бяло поле c2 · бяла пешка на бяло поле g2 · бял топ на бяло поле f1 · бял цар на черно поле g1 | черен топ на черно поле f8 · черен цар на бяло поле g8 · черен офицер на черно поле c7 · черна пешка на черно поле g7 · черна пешка на бяло поле a6 · черна пешка на черно поле h6 · черна пешка на бяло поле b5 · черна пешка на черно поле c5 · бяла пешка на черно поле c3 · бяла пешка на бяло поле h3 · бяла пешка на бяло поле a2 · бяла пешка на черно поле b2 · бял офицер на бяло поле c2 · бяла пешка на бяло поле g2 · бял топ на бяло поле f1 · бял цар на черно поле g1 | черен топ на черно поле f8 · черен цар на бяло поле g8 · черен офицер на черно поле c7 · черна пешка на черно поле g7 · черна пешка на бяло поле a6 · черна пешка на черно поле h6 · черна пешка на бяло поле b5 · черна пешка на черно поле c5 · бяла пешка на черно поле c3 · бяла пешка на бяло поле h3 · бяла пешка на бяло поле a2 · бяла пешка на черно поле b2 · бял офицер на бяло поле c2 · бяла пешка на бяло поле g2 · бял топ на бяло поле f1 · бял цар на черно поле g1 | 4 |
| 3 | черен топ на черно поле f8 · черен цар на бяло поле g8 · черен офицер на черно поле c7 · черна пешка на черно поле g7 · черна пешка на бяло поле a6 · черна пешка на черно поле h6 · черна пешка на бяло поле b5 · черна пешка на черно поле c5 · бяла пешка на черно поле c3 · бяла пешка на бяло поле h3 · бяла пешка на бяло поле a2 · бяла пешка на черно поле b2 · бял офицер на бяло поле c2 · бяла пешка на бяло поле g2 · бял топ на бяло поле f1 · бял цар на черно поле g1 | черен топ на черно поле f8 · черен цар на бяло поле g8 · черен офицер на черно поле c7 · черна пешка на черно поле g7 · черна пешка на бяло поле a6 · черна пешка на черно поле h6 · черна пешка на бяло поле b5 · черна пешка на черно поле c5 · бяла пешка на черно поле c3 · бяла пешка на бяло поле h3 · бяла пешка на бяло поле a2 · бяла пешка на черно поле b2 · бял офицер на бяло поле c2 · бяла пешка на бяло поле g2 · бял топ на бяло поле f1 · бял цар на черно поле g1 | черен топ на черно поле f8 · черен цар на бяло поле g8 · черен офицер на черно поле c7 · черна пешка на черно поле g7 · черна пешка на бяло поле a6 · черна пешка на черно поле h6 · черна пешка на бяло поле b5 · черна пешка на черно поле c5 · бяла пешка на черно поле c3 · бяла пешка на бяло поле h3 · бяла пешка на бяло поле a2 · бяла пешка на черно поле b2 · бял офицер на бяло поле c2 · бяла пешка на бяло поле g2 · бял топ на бяло поле f1 · бял цар на черно поле g1 | черен топ на черно поле f8 · черен цар на бяло поле g8 · черен офицер на черно поле c7 · черна пешка на черно поле g7 · черна пешка на бяло поле a6 · черна пешка на черно поле h6 · черна пешка на бяло поле b5 · черна пешка на черно поле c5 · бяла пешка на черно поле c3 · бяла пешка на бяло поле h3 · бяла пешка на бяло поле a2 · бяла пешка на черно поле b2 · бял офицер на бяло поле c2 · бяла пешка на бяло поле g2 · бял топ на бяло поле f1 · бял цар на черно поле g1 | черен топ на черно поле f8 · черен цар на бяло поле g8 · черен офицер на черно поле c7 · черна пешка на черно поле g7 · черна пешка на бяло поле a6 · черна пешка на черно поле h6 · черна пешка на бяло поле b5 · черна пешка на черно поле c5 · бяла пешка на черно поле c3 · бяла пешка на бяло поле h3 · бяла пешка на бяло поле a2 · бяла пешка на черно поле b2 · бял офицер на бяло поле c2 · бяла пешка на бяло поле g2 · бял топ на бяло поле f1 · бял цар на черно поле g1 | черен топ на черно поле f8 · черен цар на бяло поле g8 · черен офицер на черно поле c7 · черна пешка на черно поле g7 · черна пешка на бяло поле a6 · черна пешка на черно поле h6 · черна пешка на бяло поле b5 · черна пешка на черно поле c5 · бяла пешка на черно поле c3 · бяла пешка на бяло поле h3 · бяла пешка на бяло поле a2 · бяла пешка на черно поле b2 · бял офицер на бяло поле c2 · бяла пешка на бяло поле g2 · бял топ на бяло поле f1 · бял цар на черно поле g1 | черен топ на черно поле f8 · черен цар на бяло поле g8 · черен офицер на черно поле c7 · черна пешка на черно поле g7 · черна пешка на бяло поле a6 · черна пешка на черно поле h6 · черна пешка на бяло поле b5 · черна пешка на черно поле c5 · бяла пешка на черно поле c3 · бяла пешка на бяло поле h3 · бяла пешка на бяло поле a2 · бяла пешка на черно поле b2 · бял офицер на бяло поле c2 · бяла пешка на бяло поле g2 · бял топ на бяло поле f1 · бял цар на черно поле g1 | черен топ на черно поле f8 · черен цар на бяло поле g8 · черен офицер на черно поле c7 · черна пешка на черно поле g7 · черна пешка на бяло поле a6 · черна пешка на черно поле h6 · черна пешка на бяло поле b5 · черна пешка на черно поле c5 · бяла пешка на черно поле c3 · бяла пешка на бяло поле h3 · бяла пешка на бяло поле a2 · бяла пешка на черно поле b2 · бял офицер на бяло поле c2 · бяла пешка на бяло поле g2 · бял топ на бяло поле f1 · бял цар на черно поле g1 | 3 |
| 2 | черен топ на черно поле f8 · черен цар на бяло поле g8 · черен офицер на черно поле c7 · черна пешка на черно поле g7 · черна пешка на бяло поле a6 · черна пешка на черно поле h6 · черна пешка на бяло поле b5 · черна пешка на черно поле c5 · бяла пешка на черно поле c3 · бяла пешка на бяло поле h3 · бяла пешка на бяло поле a2 · бяла пешка на черно поле b2 · бял офицер на бяло поле c2 · бяла пешка на бяло поле g2 · бял топ на бяло поле f1 · бял цар на черно поле g1 | черен топ на черно поле f8 · черен цар на бяло поле g8 · черен офицер на черно поле c7 · черна пешка на черно поле g7 · черна пешка на бяло поле a6 · черна пешка на черно поле h6 · черна пешка на бяло поле b5 · черна пешка на черно поле c5 · бяла пешка на черно поле c3 · бяла пешка на бяло поле h3 · бяла пешка на бяло поле a2 · бяла пешка на черно поле b2 · бял офицер на бяло поле c2 · бяла пешка на бяло поле g2 · бял топ на бяло поле f1 · бял цар на черно поле g1 | черен топ на черно поле f8 · черен цар на бяло поле g8 · черен офицер на черно поле c7 · черна пешка на черно поле g7 · черна пешка на бяло поле a6 · черна пешка на черно поле h6 · черна пешка на бяло поле b5 · черна пешка на черно поле c5 · бяла пешка на черно поле c3 · бяла пешка на бяло поле h3 · бяла пешка на бяло поле a2 · бяла пешка на черно поле b2 · бял офицер на бяло поле c2 · бяла пешка на бяло поле g2 · бял топ на бяло поле f1 · бял цар на черно поле g1 | черен топ на черно поле f8 · черен цар на бяло поле g8 · черен офицер на черно поле c7 · черна пешка на черно поле g7 · черна пешка на бяло поле a6 · черна пешка на черно поле h6 · черна пешка на бяло поле b5 · черна пешка на черно поле c5 · бяла пешка на черно поле c3 · бяла пешка на бяло поле h3 · бяла пешка на бяло поле a2 · бяла пешка на черно поле b2 · бял офицер на бяло поле c2 · бяла пешка на бяло поле g2 · бял топ на бяло поле f1 · бял цар на черно поле g1 | черен топ на черно поле f8 · черен цар на бяло поле g8 · черен офицер на черно поле c7 · черна пешка на черно поле g7 · черна пешка на бяло поле a6 · черна пешка на черно поле h6 · черна пешка на бяло поле b5 · черна пешка на черно поле c5 · бяла пешка на черно поле c3 · бяла пешка на бяло поле h3 · бяла пешка на бяло поле a2 · бяла пешка на черно поле b2 · бял офицер на бяло поле c2 · бяла пешка на бяло поле g2 · бял топ на бяло поле f1 · бял цар на черно поле g1 | черен топ на черно поле f8 · черен цар на бяло поле g8 · черен офицер на черно поле c7 · черна пешка на черно поле g7 · черна пешка на бяло поле a6 · черна пешка на черно поле h6 · черна пешка на бяло поле b5 · черна пешка на черно поле c5 · бяла пешка на черно поле c3 · бяла пешка на бяло поле h3 · бяла пешка на бяло поле a2 · бяла пешка на черно поле b2 · бял офицер на бяло поле c2 · бяла пешка на бяло поле g2 · бял топ на бяло поле f1 · бял цар на черно поле g1 | черен топ на черно поле f8 · черен цар на бяло поле g8 · черен офицер на черно поле c7 · черна пешка на черно поле g7 · черна пешка на бяло поле a6 · черна пешка на черно поле h6 · черна пешка на бяло поле b5 · черна пешка на черно поле c5 · бяла пешка на черно поле c3 · бяла пешка на бяло поле h3 · бяла пешка на бяло поле a2 · бяла пешка на черно поле b2 · бял офицер на бяло поле c2 · бяла пешка на бяло поле g2 · бял топ на бяло поле f1 · бял цар на черно поле g1 | черен топ на черно поле f8 · черен цар на бяло поле g8 · черен офицер на черно поле c7 · черна пешка на черно поле g7 · черна пешка на бяло поле a6 · черна пешка на черно поле h6 · черна пешка на бяло поле b5 · черна пешка на черно поле c5 · бяла пешка на черно поле c3 · бяла пешка на бяло поле h3 · бяла пешка на бяло поле a2 · бяла пешка на черно поле b2 · бял офицер на бяло поле c2 · бяла пешка на бяло поле g2 · бял топ на бяло поле f1 · бял цар на черно поле g1 | 2 |
| 1 | черен топ на черно поле f8 · черен цар на бяло поле g8 · черен офицер на черно поле c7 · черна пешка на черно поле g7 · черна пешка на бяло поле a6 · черна пешка на черно поле h6 · черна пешка на бяло поле b5 · черна пешка на черно поле c5 · бяла пешка на черно поле c3 · бяла пешка на бяло поле h3 · бяла пешка на бяло поле a2 · бяла пешка на черно поле b2 · бял офицер на бяло поле c2 · бяла пешка на бяло поле g2 · бял топ на бяло поле f1 · бял цар на черно поле g1 | черен топ на черно поле f8 · черен цар на бяло поле g8 · черен офицер на черно поле c7 · черна пешка на черно поле g7 · черна пешка на бяло поле a6 · черна пешка на черно поле h6 · черна пешка на бяло поле b5 · черна пешка на черно поле c5 · бяла пешка на черно поле c3 · бяла пешка на бяло поле h3 · бяла пешка на бяло поле a2 · бяла пешка на черно поле b2 · бял офицер на бяло поле c2 · бяла пешка на бяло поле g2 · бял топ на бяло поле f1 · бял цар на черно поле g1 | черен топ на черно поле f8 · черен цар на бяло поле g8 · черен офицер на черно поле c7 · черна пешка на черно поле g7 · черна пешка на бяло поле a6 · черна пешка на черно поле h6 · черна пешка на бяло поле b5 · черна пешка на черно поле c5 · бяла пешка на черно поле c3 · бяла пешка на бяло поле h3 · бяла пешка на бяло поле a2 · бяла пешка на черно поле b2 · бял офицер на бяло поле c2 · бяла пешка на бяло поле g2 · бял топ на бяло поле f1 · бял цар на черно поле g1 | черен топ на черно поле f8 · черен цар на бяло поле g8 · черен офицер на черно поле c7 · черна пешка на черно поле g7 · черна пешка на бяло поле a6 · черна пешка на черно поле h6 · черна пешка на бяло поле b5 · черна пешка на черно поле c5 · бяла пешка на черно поле c3 · бяла пешка на бяло поле h3 · бяла пешка на бяло поле a2 · бяла пешка на черно поле b2 · бял офицер на бяло поле c2 · бяла пешка на бяло поле g2 · бял топ на бяло поле f1 · бял цар на черно поле g1 | черен топ на черно поле f8 · черен цар на бяло поле g8 · черен офицер на черно поле c7 · черна пешка на черно поле g7 · черна пешка на бяло поле a6 · черна пешка на черно поле h6 · черна пешка на бяло поле b5 · черна пешка на черно поле c5 · бяла пешка на черно поле c3 · бяла пешка на бяло поле h3 · бяла пешка на бяло поле a2 · бяла пешка на черно поле b2 · бял офицер на бяло поле c2 · бяла пешка на бяло поле g2 · бял топ на бяло поле f1 · бял цар на черно поле g1 | черен топ на черно поле f8 · черен цар на бяло поле g8 · черен офицер на черно поле c7 · черна пешка на черно поле g7 · черна пешка на бяло поле a6 · черна пешка на черно поле h6 · черна пешка на бяло поле b5 · черна пешка на черно поле c5 · бяла пешка на черно поле c3 · бяла пешка на бяло поле h3 · бяла пешка на бяло поле a2 · бяла пешка на черно поле b2 · бял офицер на бяло поле c2 · бяла пешка на бяло поле g2 · бял топ на бяло поле f1 · бял цар на черно поле g1 | черен топ на черно поле f8 · черен цар на бяло поле g8 · черен офицер на черно поле c7 · черна пешка на черно поле g7 · черна пешка на бяло поле a6 · черна пешка на черно поле h6 · черна пешка на бяло поле b5 · черна пешка на черно поле c5 · бяла пешка на черно поле c3 · бяла пешка на бяло поле h3 · бяла пешка на бяло поле a2 · бяла пешка на черно поле b2 · бял офицер на бяло поле c2 · бяла пешка на бяло поле g2 · бял топ на бяло поле f1 · бял цар на черно поле g1 | черен топ на черно поле f8 · черен цар на бяло поле g8 · черен офицер на черно поле c7 · черна пешка на черно поле g7 · черна пешка на бяло поле a6 · черна пешка на черно поле h6 · черна пешка на бяло поле b5 · черна пешка на черно поле c5 · бяла пешка на черно поле c3 · бяла пешка на бяло поле h3 · бяла пешка на бяло поле a2 · бяла пешка на черно поле b2 · бял офицер на бяло поле c2 · бяла пешка на бяло поле g2 · бял топ на бяло поле f1 · бял цар на черно поле g1 | 1 |
|   | a | b | c | d | e | f | g | h |   |

|   | a | b | c | d | e | f | g | h |   |
| 8 | черен топ на бяло поле c8 · черен топ на бяло поле e8 · черен цар на бяло поле g8 · черна пешка на бяло поле b7 · черна дама на бяло поле d7 · черна пешка на бяло поле f7 · черна пешка на черно поле g7 · черна пешка на бяло поле h7 · черна пешка на черно поле d6 · черен офицер на черно поле f6 · черна пешка на черно поле a5 · бяла пешка на бяло поле d5 · бяла дама на черно поле d4 · бял кон на бяло поле f3 · бяла пешка на бяло поле a2 · бяла пешка на черно поле b2 · бял топ на бяло поле e2 · бяла пешка на черно поле f2 · бяла пешка на бяло поле g2 · бяла пешка на черно поле h2 · бял топ на черно поле e1 · бял цар на черно поле g1 | черен топ на бяло поле c8 · черен топ на бяло поле e8 · черен цар на бяло поле g8 · черна пешка на бяло поле b7 · черна дама на бяло поле d7 · черна пешка на бяло поле f7 · черна пешка на черно поле g7 · черна пешка на бяло поле h7 · черна пешка на черно поле d6 · черен офицер на черно поле f6 · черна пешка на черно поле a5 · бяла пешка на бяло поле d5 · бяла дама на черно поле d4 · бял кон на бяло поле f3 · бяла пешка на бяло поле a2 · бяла пешка на черно поле b2 · бял топ на бяло поле e2 · бяла пешка на черно поле f2 · бяла пешка на бяло поле g2 · бяла пешка на черно поле h2 · бял топ на черно поле e1 · бял цар на черно поле g1 | черен топ на бяло поле c8 · черен топ на бяло поле e8 · черен цар на бяло поле g8 · черна пешка на бяло поле b7 · черна дама на бяло поле d7 · черна пешка на бяло поле f7 · черна пешка на черно поле g7 · черна пешка на бяло поле h7 · черна пешка на черно поле d6 · черен офицер на черно поле f6 · черна пешка на черно поле a5 · бяла пешка на бяло поле d5 · бяла дама на черно поле d4 · бял кон на бяло поле f3 · бяла пешка на бяло поле a2 · бяла пешка на черно поле b2 · бял топ на бяло поле e2 · бяла пешка на черно поле f2 · бяла пешка на бяло поле g2 · бяла пешка на черно поле h2 · бял топ на черно поле e1 · бял цар на черно поле g1 | черен топ на бяло поле c8 · черен топ на бяло поле e8 · черен цар на бяло поле g8 · черна пешка на бяло поле b7 · черна дама на бяло поле d7 · черна пешка на бяло поле f7 · черна пешка на черно поле g7 · черна пешка на бяло поле h7 · черна пешка на черно поле d6 · черен офицер на черно поле f6 · черна пешка на черно поле a5 · бяла пешка на бяло поле d5 · бяла дама на черно поле d4 · бял кон на бяло поле f3 · бяла пешка на бяло поле a2 · бяла пешка на черно поле b2 · бял топ на бяло поле e2 · бяла пешка на черно поле f2 · бяла пешка на бяло поле g2 · бяла пешка на черно поле h2 · бял топ на черно поле e1 · бял цар на черно поле g1 | черен топ на бяло поле c8 · черен топ на бяло поле e8 · черен цар на бяло поле g8 · черна пешка на бяло поле b7 · черна дама на бяло поле d7 · черна пешка на бяло поле f7 · черна пешка на черно поле g7 · черна пешка на бяло поле h7 · черна пешка на черно поле d6 · черен офицер на черно поле f6 · черна пешка на черно поле a5 · бяла пешка на бяло поле d5 · бяла дама на черно поле d4 · бял кон на бяло поле f3 · бяла пешка на бяло поле a2 · бяла пешка на черно поле b2 · бял топ на бяло поле e2 · бяла пешка на черно поле f2 · бяла пешка на бяло поле g2 · бяла пешка на черно поле h2 · бял топ на черно поле e1 · бял цар на черно поле g1 | черен топ на бяло поле c8 · черен топ на бяло поле e8 · черен цар на бяло поле g8 · черна пешка на бяло поле b7 · черна дама на бяло поле d7 · черна пешка на бяло поле f7 · черна пешка на черно поле g7 · черна пешка на бяло поле h7 · черна пешка на черно поле d6 · черен офицер на черно поле f6 · черна пешка на черно поле a5 · бяла пешка на бяло поле d5 · бяла дама на черно поле d4 · бял кон на бяло поле f3 · бяла пешка на бяло поле a2 · бяла пешка на черно поле b2 · бял топ на бяло поле e2 · бяла пешка на черно поле f2 · бяла пешка на бяло поле g2 · бяла пешка на черно поле h2 · бял топ на черно поле e1 · бял цар на черно поле g1 | черен топ на бяло поле c8 · черен топ на бяло поле e8 · черен цар на бяло поле g8 · черна пешка на бяло поле b7 · черна дама на бяло поле d7 · черна пешка на бяло поле f7 · черна пешка на черно поле g7 · черна пешка на бяло поле h7 · черна пешка на черно поле d6 · черен офицер на черно поле f6 · черна пешка на черно поле a5 · бяла пешка на бяло поле d5 · бяла дама на черно поле d4 · бял кон на бяло поле f3 · бяла пешка на бяло поле a2 · бяла пешка на черно поле b2 · бял топ на бяло поле e2 · бяла пешка на черно поле f2 · бяла пешка на бяло поле g2 · бяла пешка на черно поле h2 · бял топ на черно поле e1 · бял цар на черно поле g1 | черен топ на бяло поле c8 · черен топ на бяло поле e8 · черен цар на бяло поле g8 · черна пешка на бяло поле b7 · черна дама на бяло поле d7 · черна пешка на бяло поле f7 · черна пешка на черно поле g7 · черна пешка на бяло поле h7 · черна пешка на черно поле d6 · черен офицер на черно поле f6 · черна пешка на черно поле a5 · бяла пешка на бяло поле d5 · бяла дама на черно поле d4 · бял кон на бяло поле f3 · бяла пешка на бяло поле a2 · бяла пешка на черно поле b2 · бял топ на бяло поле e2 · бяла пешка на черно поле f2 · бяла пешка на бяло поле g2 · бяла пешка на черно поле h2 · бял топ на черно поле e1 · бял цар на черно поле g1 | 8 |
| 7 | черен топ на бяло поле c8 · черен топ на бяло поле e8 · черен цар на бяло поле g8 · черна пешка на бяло поле b7 · черна дама на бяло поле d7 · черна пешка на бяло поле f7 · черна пешка на черно поле g7 · черна пешка на бяло поле h7 · черна пешка на черно поле d6 · черен офицер на черно поле f6 · черна пешка на черно поле a5 · бяла пешка на бяло поле d5 · бяла дама на черно поле d4 · бял кон на бяло поле f3 · бяла пешка на бяло поле a2 · бяла пешка на черно поле b2 · бял топ на бяло поле e2 · бяла пешка на черно поле f2 · бяла пешка на бяло поле g2 · бяла пешка на черно поле h2 · бял топ на черно поле e1 · бял цар на черно поле g1 | черен топ на бяло поле c8 · черен топ на бяло поле e8 · черен цар на бяло поле g8 · черна пешка на бяло поле b7 · черна дама на бяло поле d7 · черна пешка на бяло поле f7 · черна пешка на черно поле g7 · черна пешка на бяло поле h7 · черна пешка на черно поле d6 · черен офицер на черно поле f6 · черна пешка на черно поле a5 · бяла пешка на бяло поле d5 · бяла дама на черно поле d4 · бял кон на бяло поле f3 · бяла пешка на бяло поле a2 · бяла пешка на черно поле b2 · бял топ на бяло поле e2 · бяла пешка на черно поле f2 · бяла пешка на бяло поле g2 · бяла пешка на черно поле h2 · бял топ на черно поле e1 · бял цар на черно поле g1 | черен топ на бяло поле c8 · черен топ на бяло поле e8 · черен цар на бяло поле g8 · черна пешка на бяло поле b7 · черна дама на бяло поле d7 · черна пешка на бяло поле f7 · черна пешка на черно поле g7 · черна пешка на бяло поле h7 · черна пешка на черно поле d6 · черен офицер на черно поле f6 · черна пешка на черно поле a5 · бяла пешка на бяло поле d5 · бяла дама на черно поле d4 · бял кон на бяло поле f3 · бяла пешка на бяло поле a2 · бяла пешка на черно поле b2 · бял топ на бяло поле e2 · бяла пешка на черно поле f2 · бяла пешка на бяло поле g2 · бяла пешка на черно поле h2 · бял топ на черно поле e1 · бял цар на черно поле g1 | черен топ на бяло поле c8 · черен топ на бяло поле e8 · черен цар на бяло поле g8 · черна пешка на бяло поле b7 · черна дама на бяло поле d7 · черна пешка на бяло поле f7 · черна пешка на черно поле g7 · черна пешка на бяло поле h7 · черна пешка на черно поле d6 · черен офицер на черно поле f6 · черна пешка на черно поле a5 · бяла пешка на бяло поле d5 · бяла дама на черно поле d4 · бял кон на бяло поле f3 · бяла пешка на бяло поле a2 · бяла пешка на черно поле b2 · бял топ на бяло поле e2 · бяла пешка на черно поле f2 · бяла пешка на бяло поле g2 · бяла пешка на черно поле h2 · бял топ на черно поле e1 · бял цар на черно поле g1 | черен топ на бяло поле c8 · черен топ на бяло поле e8 · черен цар на бяло поле g8 · черна пешка на бяло поле b7 · черна дама на бяло поле d7 · черна пешка на бяло поле f7 · черна пешка на черно поле g7 · черна пешка на бяло поле h7 · черна пешка на черно поле d6 · черен офицер на черно поле f6 · черна пешка на черно поле a5 · бяла пешка на бяло поле d5 · бяла дама на черно поле d4 · бял кон на бяло поле f3 · бяла пешка на бяло поле a2 · бяла пешка на черно поле b2 · бял топ на бяло поле e2 · бяла пешка на черно поле f2 · бяла пешка на бяло поле g2 · бяла пешка на черно поле h2 · бял топ на черно поле e1 · бял цар на черно поле g1 | черен топ на бяло поле c8 · черен топ на бяло поле e8 · черен цар на бяло поле g8 · черна пешка на бяло поле b7 · черна дама на бяло поле d7 · черна пешка на бяло поле f7 · черна пешка на черно поле g7 · черна пешка на бяло поле h7 · черна пешка на черно поле d6 · черен офицер на черно поле f6 · черна пешка на черно поле a5 · бяла пешка на бяло поле d5 · бяла дама на черно поле d4 · бял кон на бяло поле f3 · бяла пешка на бяло поле a2 · бяла пешка на черно поле b2 · бял топ на бяло поле e2 · бяла пешка на черно поле f2 · бяла пешка на бяло поле g2 · бяла пешка на черно поле h2 · бял топ на черно поле e1 · бял цар на черно поле g1 | черен топ на бяло поле c8 · черен топ на бяло поле e8 · черен цар на бяло поле g8 · черна пешка на бяло поле b7 · черна дама на бяло поле d7 · черна пешка на бяло поле f7 · черна пешка на черно поле g7 · черна пешка на бяло поле h7 · черна пешка на черно поле d6 · черен офицер на черно поле f6 · черна пешка на черно поле a5 · бяла пешка на бяло поле d5 · бяла дама на черно поле d4 · бял кон на бяло поле f3 · бяла пешка на бяло поле a2 · бяла пешка на черно поле b2 · бял топ на бяло поле e2 · бяла пешка на черно поле f2 · бяла пешка на бяло поле g2 · бяла пешка на черно поле h2 · бял топ на черно поле e1 · бял цар на черно поле g1 | черен топ на бяло поле c8 · черен топ на бяло поле e8 · черен цар на бяло поле g8 · черна пешка на бяло поле b7 · черна дама на бяло поле d7 · черна пешка на бяло поле f7 · черна пешка на черно поле g7 · черна пешка на бяло поле h7 · черна пешка на черно поле d6 · черен офицер на черно поле f6 · черна пешка на черно поле a5 · бяла пешка на бяло поле d5 · бяла дама на черно поле d4 · бял кон на бяло поле f3 · бяла пешка на бяло поле a2 · бяла пешка на черно поле b2 · бял топ на бяло поле e2 · бяла пешка на черно поле f2 · бяла пешка на бяло поле g2 · бяла пешка на черно поле h2 · бял топ на черно поле e1 · бял цар на черно поле g1 | 7 |
| 6 | черен топ на бяло поле c8 · черен топ на бяло поле e8 · черен цар на бяло поле g8 · черна пешка на бяло поле b7 · черна дама на бяло поле d7 · черна пешка на бяло поле f7 · черна пешка на черно поле g7 · черна пешка на бяло поле h7 · черна пешка на черно поле d6 · черен офицер на черно поле f6 · черна пешка на черно поле a5 · бяла пешка на бяло поле d5 · бяла дама на черно поле d4 · бял кон на бяло поле f3 · бяла пешка на бяло поле a2 · бяла пешка на черно поле b2 · бял топ на бяло поле e2 · бяла пешка на черно поле f2 · бяла пешка на бяло поле g2 · бяла пешка на черно поле h2 · бял топ на черно поле e1 · бял цар на черно поле g1 | черен топ на бяло поле c8 · черен топ на бяло поле e8 · черен цар на бяло поле g8 · черна пешка на бяло поле b7 · черна дама на бяло поле d7 · черна пешка на бяло поле f7 · черна пешка на черно поле g7 · черна пешка на бяло поле h7 · черна пешка на черно поле d6 · черен офицер на черно поле f6 · черна пешка на черно поле a5 · бяла пешка на бяло поле d5 · бяла дама на черно поле d4 · бял кон на бяло поле f3 · бяла пешка на бяло поле a2 · бяла пешка на черно поле b2 · бял топ на бяло поле e2 · бяла пешка на черно поле f2 · бяла пешка на бяло поле g2 · бяла пешка на черно поле h2 · бял топ на черно поле e1 · бял цар на черно поле g1 | черен топ на бяло поле c8 · черен топ на бяло поле e8 · черен цар на бяло поле g8 · черна пешка на бяло поле b7 · черна дама на бяло поле d7 · черна пешка на бяло поле f7 · черна пешка на черно поле g7 · черна пешка на бяло поле h7 · черна пешка на черно поле d6 · черен офицер на черно поле f6 · черна пешка на черно поле a5 · бяла пешка на бяло поле d5 · бяла дама на черно поле d4 · бял кон на бяло поле f3 · бяла пешка на бяло поле a2 · бяла пешка на черно поле b2 · бял топ на бяло поле e2 · бяла пешка на черно поле f2 · бяла пешка на бяло поле g2 · бяла пешка на черно поле h2 · бял топ на черно поле e1 · бял цар на черно поле g1 | черен топ на бяло поле c8 · черен топ на бяло поле e8 · черен цар на бяло поле g8 · черна пешка на бяло поле b7 · черна дама на бяло поле d7 · черна пешка на бяло поле f7 · черна пешка на черно поле g7 · черна пешка на бяло поле h7 · черна пешка на черно поле d6 · черен офицер на черно поле f6 · черна пешка на черно поле a5 · бяла пешка на бяло поле d5 · бяла дама на черно поле d4 · бял кон на бяло поле f3 · бяла пешка на бяло поле a2 · бяла пешка на черно поле b2 · бял топ на бяло поле e2 · бяла пешка на черно поле f2 · бяла пешка на бяло поле g2 · бяла пешка на черно поле h2 · бял топ на черно поле e1 · бял цар на черно поле g1 | черен топ на бяло поле c8 · черен топ на бяло поле e8 · черен цар на бяло поле g8 · черна пешка на бяло поле b7 · черна дама на бяло поле d7 · черна пешка на бяло поле f7 · черна пешка на черно поле g7 · черна пешка на бяло поле h7 · черна пешка на черно поле d6 · черен офицер на черно поле f6 · черна пешка на черно поле a5 · бяла пешка на бяло поле d5 · бяла дама на черно поле d4 · бял кон на бяло поле f3 · бяла пешка на бяло поле a2 · бяла пешка на черно поле b2 · бял топ на бяло поле e2 · бяла пешка на черно поле f2 · бяла пешка на бяло поле g2 · бяла пешка на черно поле h2 · бял топ на черно поле e1 · бял цар на черно поле g1 | черен топ на бяло поле c8 · черен топ на бяло поле e8 · черен цар на бяло поле g8 · черна пешка на бяло поле b7 · черна дама на бяло поле d7 · черна пешка на бяло поле f7 · черна пешка на черно поле g7 · черна пешка на бяло поле h7 · черна пешка на черно поле d6 · черен офицер на черно поле f6 · черна пешка на черно поле a5 · бяла пешка на бяло поле d5 · бяла дама на черно поле d4 · бял кон на бяло поле f3 · бяла пешка на бяло поле a2 · бяла пешка на черно поле b2 · бял топ на бяло поле e2 · бяла пешка на черно поле f2 · бяла пешка на бяло поле g2 · бяла пешка на черно поле h2 · бял топ на черно поле e1 · бял цар на черно поле g1 | черен топ на бяло поле c8 · черен топ на бяло поле e8 · черен цар на бяло поле g8 · черна пешка на бяло поле b7 · черна дама на бяло поле d7 · черна пешка на бяло поле f7 · черна пешка на черно поле g7 · черна пешка на бяло поле h7 · черна пешка на черно поле d6 · черен офицер на черно поле f6 · черна пешка на черно поле a5 · бяла пешка на бяло поле d5 · бяла дама на черно поле d4 · бял кон на бяло поле f3 · бяла пешка на бяло поле a2 · бяла пешка на черно поле b2 · бял топ на бяло поле e2 · бяла пешка на черно поле f2 · бяла пешка на бяло поле g2 · бяла пешка на черно поле h2 · бял топ на черно поле e1 · бял цар на черно поле g1 | черен топ на бяло поле c8 · черен топ на бяло поле e8 · черен цар на бяло поле g8 · черна пешка на бяло поле b7 · черна дама на бяло поле d7 · черна пешка на бяло поле f7 · черна пешка на черно поле g7 · черна пешка на бяло поле h7 · черна пешка на черно поле d6 · черен офицер на черно поле f6 · черна пешка на черно поле a5 · бяла пешка на бяло поле d5 · бяла дама на черно поле d4 · бял кон на бяло поле f3 · бяла пешка на бяло поле a2 · бяла пешка на черно поле b2 · бял топ на бяло поле e2 · бяла пешка на черно поле f2 · бяла пешка на бяло поле g2 · бяла пешка на черно поле h2 · бял топ на черно поле e1 · бял цар на черно поле g1 | 6 |
| 5 | черен топ на бяло поле c8 · черен топ на бяло поле e8 · черен цар на бяло поле g8 · черна пешка на бяло поле b7 · черна дама на бяло поле d7 · черна пешка на бяло поле f7 · черна пешка на черно поле g7 · черна пешка на бяло поле h7 · черна пешка на черно поле d6 · черен офицер на черно поле f6 · черна пешка на черно поле a5 · бяла пешка на бяло поле d5 · бяла дама на черно поле d4 · бял кон на бяло поле f3 · бяла пешка на бяло поле a2 · бяла пешка на черно поле b2 · бял топ на бяло поле e2 · бяла пешка на черно поле f2 · бяла пешка на бяло поле g2 · бяла пешка на черно поле h2 · бял топ на черно поле e1 · бял цар на черно поле g1 | черен топ на бяло поле c8 · черен топ на бяло поле e8 · черен цар на бяло поле g8 · черна пешка на бяло поле b7 · черна дама на бяло поле d7 · черна пешка на бяло поле f7 · черна пешка на черно поле g7 · черна пешка на бяло поле h7 · черна пешка на черно поле d6 · черен офицер на черно поле f6 · черна пешка на черно поле a5 · бяла пешка на бяло поле d5 · бяла дама на черно поле d4 · бял кон на бяло поле f3 · бяла пешка на бяло поле a2 · бяла пешка на черно поле b2 · бял топ на бяло поле e2 · бяла пешка на черно поле f2 · бяла пешка на бяло поле g2 · бяла пешка на черно поле h2 · бял топ на черно поле e1 · бял цар на черно поле g1 | черен топ на бяло поле c8 · черен топ на бяло поле e8 · черен цар на бяло поле g8 · черна пешка на бяло поле b7 · черна дама на бяло поле d7 · черна пешка на бяло поле f7 · черна пешка на черно поле g7 · черна пешка на бяло поле h7 · черна пешка на черно поле d6 · черен офицер на черно поле f6 · черна пешка на черно поле a5 · бяла пешка на бяло поле d5 · бяла дама на черно поле d4 · бял кон на бяло поле f3 · бяла пешка на бяло поле a2 · бяла пешка на черно поле b2 · бял топ на бяло поле e2 · бяла пешка на черно поле f2 · бяла пешка на бяло поле g2 · бяла пешка на черно поле h2 · бял топ на черно поле e1 · бял цар на черно поле g1 | черен топ на бяло поле c8 · черен топ на бяло поле e8 · черен цар на бяло поле g8 · черна пешка на бяло поле b7 · черна дама на бяло поле d7 · черна пешка на бяло поле f7 · черна пешка на черно поле g7 · черна пешка на бяло поле h7 · черна пешка на черно поле d6 · черен офицер на черно поле f6 · черна пешка на черно поле a5 · бяла пешка на бяло поле d5 · бяла дама на черно поле d4 · бял кон на бяло поле f3 · бяла пешка на бяло поле a2 · бяла пешка на черно поле b2 · бял топ на бяло поле e2 · бяла пешка на черно поле f2 · бяла пешка на бяло поле g2 · бяла пешка на черно поле h2 · бял топ на черно поле e1 · бял цар на черно поле g1 | черен топ на бяло поле c8 · черен топ на бяло поле e8 · черен цар на бяло поле g8 · черна пешка на бяло поле b7 · черна дама на бяло поле d7 · черна пешка на бяло поле f7 · черна пешка на черно поле g7 · черна пешка на бяло поле h7 · черна пешка на черно поле d6 · черен офицер на черно поле f6 · черна пешка на черно поле a5 · бяла пешка на бяло поле d5 · бяла дама на черно поле d4 · бял кон на бяло поле f3 · бяла пешка на бяло поле a2 · бяла пешка на черно поле b2 · бял топ на бяло поле e2 · бяла пешка на черно поле f2 · бяла пешка на бяло поле g2 · бяла пешка на черно поле h2 · бял топ на черно поле e1 · бял цар на черно поле g1 | черен топ на бяло поле c8 · черен топ на бяло поле e8 · черен цар на бяло поле g8 · черна пешка на бяло поле b7 · черна дама на бяло поле d7 · черна пешка на бяло поле f7 · черна пешка на черно поле g7 · черна пешка на бяло поле h7 · черна пешка на черно поле d6 · черен офицер на черно поле f6 · черна пешка на черно поле a5 · бяла пешка на бяло поле d5 · бяла дама на черно поле d4 · бял кон на бяло поле f3 · бяла пешка на бяло поле a2 · бяла пешка на черно поле b2 · бял топ на бяло поле e2 · бяла пешка на черно поле f2 · бяла пешка на бяло поле g2 · бяла пешка на черно поле h2 · бял топ на черно поле e1 · бял цар на черно поле g1 | черен топ на бяло поле c8 · черен топ на бяло поле e8 · черен цар на бяло поле g8 · черна пешка на бяло поле b7 · черна дама на бяло поле d7 · черна пешка на бяло поле f7 · черна пешка на черно поле g7 · черна пешка на бяло поле h7 · черна пешка на черно поле d6 · черен офицер на черно поле f6 · черна пешка на черно поле a5 · бяла пешка на бяло поле d5 · бяла дама на черно поле d4 · бял кон на бяло поле f3 · бяла пешка на бяло поле a2 · бяла пешка на черно поле b2 · бял топ на бяло поле e2 · бяла пешка на черно поле f2 · бяла пешка на бяло поле g2 · бяла пешка на черно поле h2 · бял топ на черно поле e1 · бял цар на черно поле g1 | черен топ на бяло поле c8 · черен топ на бяло поле e8 · черен цар на бяло поле g8 · черна пешка на бяло поле b7 · черна дама на бяло поле d7 · черна пешка на бяло поле f7 · черна пешка на черно поле g7 · черна пешка на бяло поле h7 · черна пешка на черно поле d6 · черен офицер на черно поле f6 · черна пешка на черно поле a5 · бяла пешка на бяло поле d5 · бяла дама на черно поле d4 · бял кон на бяло поле f3 · бяла пешка на бяло поле a2 · бяла пешка на черно поле b2 · бял топ на бяло поле e2 · бяла пешка на черно поле f2 · бяла пешка на бяло поле g2 · бяла пешка на черно поле h2 · бял топ на черно поле e1 · бял цар на черно поле g1 | 5 |
| 4 | черен топ на бяло поле c8 · черен топ на бяло поле e8 · черен цар на бяло поле g8 · черна пешка на бяло поле b7 · черна дама на бяло поле d7 · черна пешка на бяло поле f7 · черна пешка на черно поле g7 · черна пешка на бяло поле h7 · черна пешка на черно поле d6 · черен офицер на черно поле f6 · черна пешка на черно поле a5 · бяла пешка на бяло поле d5 · бяла дама на черно поле d4 · бял кон на бяло поле f3 · бяла пешка на бяло поле a2 · бяла пешка на черно поле b2 · бял топ на бяло поле e2 · бяла пешка на черно поле f2 · бяла пешка на бяло поле g2 · бяла пешка на черно поле h2 · бял топ на черно поле e1 · бял цар на черно поле g1 | черен топ на бяло поле c8 · черен топ на бяло поле e8 · черен цар на бяло поле g8 · черна пешка на бяло поле b7 · черна дама на бяло поле d7 · черна пешка на бяло поле f7 · черна пешка на черно поле g7 · черна пешка на бяло поле h7 · черна пешка на черно поле d6 · черен офицер на черно поле f6 · черна пешка на черно поле a5 · бяла пешка на бяло поле d5 · бяла дама на черно поле d4 · бял кон на бяло поле f3 · бяла пешка на бяло поле a2 · бяла пешка на черно поле b2 · бял топ на бяло поле e2 · бяла пешка на черно поле f2 · бяла пешка на бяло поле g2 · бяла пешка на черно поле h2 · бял топ на черно поле e1 · бял цар на черно поле g1 | черен топ на бяло поле c8 · черен топ на бяло поле e8 · черен цар на бяло поле g8 · черна пешка на бяло поле b7 · черна дама на бяло поле d7 · черна пешка на бяло поле f7 · черна пешка на черно поле g7 · черна пешка на бяло поле h7 · черна пешка на черно поле d6 · черен офицер на черно поле f6 · черна пешка на черно поле a5 · бяла пешка на бяло поле d5 · бяла дама на черно поле d4 · бял кон на бяло поле f3 · бяла пешка на бяло поле a2 · бяла пешка на черно поле b2 · бял топ на бяло поле e2 · бяла пешка на черно поле f2 · бяла пешка на бяло поле g2 · бяла пешка на черно поле h2 · бял топ на черно поле e1 · бял цар на черно поле g1 | черен топ на бяло поле c8 · черен топ на бяло поле e8 · черен цар на бяло поле g8 · черна пешка на бяло поле b7 · черна дама на бяло поле d7 · черна пешка на бяло поле f7 · черна пешка на черно поле g7 · черна пешка на бяло поле h7 · черна пешка на черно поле d6 · черен офицер на черно поле f6 · черна пешка на черно поле a5 · бяла пешка на бяло поле d5 · бяла дама на черно поле d4 · бял кон на бяло поле f3 · бяла пешка на бяло поле a2 · бяла пешка на черно поле b2 · бял топ на бяло поле e2 · бяла пешка на черно поле f2 · бяла пешка на бяло поле g2 · бяла пешка на черно поле h2 · бял топ на черно поле e1 · бял цар на черно поле g1 | черен топ на бяло поле c8 · черен топ на бяло поле e8 · черен цар на бяло поле g8 · черна пешка на бяло поле b7 · черна дама на бяло поле d7 · черна пешка на бяло поле f7 · черна пешка на черно поле g7 · черна пешка на бяло поле h7 · черна пешка на черно поле d6 · черен офицер на черно поле f6 · черна пешка на черно поле a5 · бяла пешка на бяло поле d5 · бяла дама на черно поле d4 · бял кон на бяло поле f3 · бяла пешка на бяло поле a2 · бяла пешка на черно поле b2 · бял топ на бяло поле e2 · бяла пешка на черно поле f2 · бяла пешка на бяло поле g2 · бяла пешка на черно поле h2 · бял топ на черно поле e1 · бял цар на черно поле g1 | черен топ на бяло поле c8 · черен топ на бяло поле e8 · черен цар на бяло поле g8 · черна пешка на бяло поле b7 · черна дама на бяло поле d7 · черна пешка на бяло поле f7 · черна пешка на черно поле g7 · черна пешка на бяло поле h7 · черна пешка на черно поле d6 · черен офицер на черно поле f6 · черна пешка на черно поле a5 · бяла пешка на бяло поле d5 · бяла дама на черно поле d4 · бял кон на бяло поле f3 · бяла пешка на бяло поле a2 · бяла пешка на черно поле b2 · бял топ на бяло поле e2 · бяла пешка на черно поле f2 · бяла пешка на бяло поле g2 · бяла пешка на черно поле h2 · бял топ на черно поле e1 · бял цар на черно поле g1 | черен топ на бяло поле c8 · черен топ на бяло поле e8 · черен цар на бяло поле g8 · черна пешка на бяло поле b7 · черна дама на бяло поле d7 · черна пешка на бяло поле f7 · черна пешка на черно поле g7 · черна пешка на бяло поле h7 · черна пешка на черно поле d6 · черен офицер на черно поле f6 · черна пешка на черно поле a5 · бяла пешка на бяло поле d5 · бяла дама на черно поле d4 · бял кон на бяло поле f3 · бяла пешка на бяло поле a2 · бяла пешка на черно поле b2 · бял топ на бяло поле e2 · бяла пешка на черно поле f2 · бяла пешка на бяло поле g2 · бяла пешка на черно поле h2 · бял топ на черно поле e1 · бял цар на черно поле g1 | черен топ на бяло поле c8 · черен топ на бяло поле e8 · черен цар на бяло поле g8 · черна пешка на бяло поле b7 · черна дама на бяло поле d7 · черна пешка на бяло поле f7 · черна пешка на черно поле g7 · черна пешка на бяло поле h7 · черна пешка на черно поле d6 · черен офицер на черно поле f6 · черна пешка на черно поле a5 · бяла пешка на бяло поле d5 · бяла дама на черно поле d4 · бял кон на бяло поле f3 · бяла пешка на бяло поле a2 · бяла пешка на черно поле b2 · бял топ на бяло поле e2 · бяла пешка на черно поле f2 · бяла пешка на бяло поле g2 · бяла пешка на черно поле h2 · бял топ на черно поле e1 · бял цар на черно поле g1 | 4 |
| 3 | черен топ на бяло поле c8 · черен топ на бяло поле e8 · черен цар на бяло поле g8 · черна пешка на бяло поле b7 · черна дама на бяло поле d7 · черна пешка на бяло поле f7 · черна пешка на черно поле g7 · черна пешка на бяло поле h7 · черна пешка на черно поле d6 · черен офицер на черно поле f6 · черна пешка на черно поле a5 · бяла пешка на бяло поле d5 · бяла дама на черно поле d4 · бял кон на бяло поле f3 · бяла пешка на бяло поле a2 · бяла пешка на черно поле b2 · бял топ на бяло поле e2 · бяла пешка на черно поле f2 · бяла пешка на бяло поле g2 · бяла пешка на черно поле h2 · бял топ на черно поле e1 · бял цар на черно поле g1 | черен топ на бяло поле c8 · черен топ на бяло поле e8 · черен цар на бяло поле g8 · черна пешка на бяло поле b7 · черна дама на бяло поле d7 · черна пешка на бяло поле f7 · черна пешка на черно поле g7 · черна пешка на бяло поле h7 · черна пешка на черно поле d6 · черен офицер на черно поле f6 · черна пешка на черно поле a5 · бяла пешка на бяло поле d5 · бяла дама на черно поле d4 · бял кон на бяло поле f3 · бяла пешка на бяло поле a2 · бяла пешка на черно поле b2 · бял топ на бяло поле e2 · бяла пешка на черно поле f2 · бяла пешка на бяло поле g2 · бяла пешка на черно поле h2 · бял топ на черно поле e1 · бял цар на черно поле g1 | черен топ на бяло поле c8 · черен топ на бяло поле e8 · черен цар на бяло поле g8 · черна пешка на бяло поле b7 · черна дама на бяло поле d7 · черна пешка на бяло поле f7 · черна пешка на черно поле g7 · черна пешка на бяло поле h7 · черна пешка на черно поле d6 · черен офицер на черно поле f6 · черна пешка на черно поле a5 · бяла пешка на бяло поле d5 · бяла дама на черно поле d4 · бял кон на бяло поле f3 · бяла пешка на бяло поле a2 · бяла пешка на черно поле b2 · бял топ на бяло поле e2 · бяла пешка на черно поле f2 · бяла пешка на бяло поле g2 · бяла пешка на черно поле h2 · бял топ на черно поле e1 · бял цар на черно поле g1 | черен топ на бяло поле c8 · черен топ на бяло поле e8 · черен цар на бяло поле g8 · черна пешка на бяло поле b7 · черна дама на бяло поле d7 · черна пешка на бяло поле f7 · черна пешка на черно поле g7 · черна пешка на бяло поле h7 · черна пешка на черно поле d6 · черен офицер на черно поле f6 · черна пешка на черно поле a5 · бяла пешка на бяло поле d5 · бяла дама на черно поле d4 · бял кон на бяло поле f3 · бяла пешка на бяло поле a2 · бяла пешка на черно поле b2 · бял топ на бяло поле e2 · бяла пешка на черно поле f2 · бяла пешка на бяло поле g2 · бяла пешка на черно поле h2 · бял топ на черно поле e1 · бял цар на черно поле g1 | черен топ на бяло поле c8 · черен топ на бяло поле e8 · черен цар на бяло поле g8 · черна пешка на бяло поле b7 · черна дама на бяло поле d7 · черна пешка на бяло поле f7 · черна пешка на черно поле g7 · черна пешка на бяло поле h7 · черна пешка на черно поле d6 · черен офицер на черно поле f6 · черна пешка на черно поле a5 · бяла пешка на бяло поле d5 · бяла дама на черно поле d4 · бял кон на бяло поле f3 · бяла пешка на бяло поле a2 · бяла пешка на черно поле b2 · бял топ на бяло поле e2 · бяла пешка на черно поле f2 · бяла пешка на бяло поле g2 · бяла пешка на черно поле h2 · бял топ на черно поле e1 · бял цар на черно поле g1 | черен топ на бяло поле c8 · черен топ на бяло поле e8 · черен цар на бяло поле g8 · черна пешка на бяло поле b7 · черна дама на бяло поле d7 · черна пешка на бяло поле f7 · черна пешка на черно поле g7 · черна пешка на бяло поле h7 · черна пешка на черно поле d6 · черен офицер на черно поле f6 · черна пешка на черно поле a5 · бяла пешка на бяло поле d5 · бяла дама на черно поле d4 · бял кон на бяло поле f3 · бяла пешка на бяло поле a2 · бяла пешка на черно поле b2 · бял топ на бяло поле e2 · бяла пешка на черно поле f2 · бяла пешка на бяло поле g2 · бяла пешка на черно поле h2 · бял топ на черно поле e1 · бял цар на черно поле g1 | черен топ на бяло поле c8 · черен топ на бяло поле e8 · черен цар на бяло поле g8 · черна пешка на бяло поле b7 · черна дама на бяло поле d7 · черна пешка на бяло поле f7 · черна пешка на черно поле g7 · черна пешка на бяло поле h7 · черна пешка на черно поле d6 · черен офицер на черно поле f6 · черна пешка на черно поле a5 · бяла пешка на бяло поле d5 · бяла дама на черно поле d4 · бял кон на бяло поле f3 · бяла пешка на бяло поле a2 · бяла пешка на черно поле b2 · бял топ на бяло поле e2 · бяла пешка на черно поле f2 · бяла пешка на бяло поле g2 · бяла пешка на черно поле h2 · бял топ на черно поле e1 · бял цар на черно поле g1 | черен топ на бяло поле c8 · черен топ на бяло поле e8 · черен цар на бяло поле g8 · черна пешка на бяло поле b7 · черна дама на бяло поле d7 · черна пешка на бяло поле f7 · черна пешка на черно поле g7 · черна пешка на бяло поле h7 · черна пешка на черно поле d6 · черен офицер на черно поле f6 · черна пешка на черно поле a5 · бяла пешка на бяло поле d5 · бяла дама на черно поле d4 · бял кон на бяло поле f3 · бяла пешка на бяло поле a2 · бяла пешка на черно поле b2 · бял топ на бяло поле e2 · бяла пешка на черно поле f2 · бяла пешка на бяло поле g2 · бяла пешка на черно поле h2 · бял топ на черно поле e1 · бял цар на черно поле g1 | 3 |
| 2 | черен топ на бяло поле c8 · черен топ на бяло поле e8 · черен цар на бяло поле g8 · черна пешка на бяло поле b7 · черна дама на бяло поле d7 · черна пешка на бяло поле f7 · черна пешка на черно поле g7 · черна пешка на бяло поле h7 · черна пешка на черно поле d6 · черен офицер на черно поле f6 · черна пешка на черно поле a5 · бяла пешка на бяло поле d5 · бяла дама на черно поле d4 · бял кон на бяло поле f3 · бяла пешка на бяло поле a2 · бяла пешка на черно поле b2 · бял топ на бяло поле e2 · бяла пешка на черно поле f2 · бяла пешка на бяло поле g2 · бяла пешка на черно поле h2 · бял топ на черно поле e1 · бял цар на черно поле g1 | черен топ на бяло поле c8 · черен топ на бяло поле e8 · черен цар на бяло поле g8 · черна пешка на бяло поле b7 · черна дама на бяло поле d7 · черна пешка на бяло поле f7 · черна пешка на черно поле g7 · черна пешка на бяло поле h7 · черна пешка на черно поле d6 · черен офицер на черно поле f6 · черна пешка на черно поле a5 · бяла пешка на бяло поле d5 · бяла дама на черно поле d4 · бял кон на бяло поле f3 · бяла пешка на бяло поле a2 · бяла пешка на черно поле b2 · бял топ на бяло поле e2 · бяла пешка на черно поле f2 · бяла пешка на бяло поле g2 · бяла пешка на черно поле h2 · бял топ на черно поле e1 · бял цар на черно поле g1 | черен топ на бяло поле c8 · черен топ на бяло поле e8 · черен цар на бяло поле g8 · черна пешка на бяло поле b7 · черна дама на бяло поле d7 · черна пешка на бяло поле f7 · черна пешка на черно поле g7 · черна пешка на бяло поле h7 · черна пешка на черно поле d6 · черен офицер на черно поле f6 · черна пешка на черно поле a5 · бяла пешка на бяло поле d5 · бяла дама на черно поле d4 · бял кон на бяло поле f3 · бяла пешка на бяло поле a2 · бяла пешка на черно поле b2 · бял топ на бяло поле e2 · бяла пешка на черно поле f2 · бяла пешка на бяло поле g2 · бяла пешка на черно поле h2 · бял топ на черно поле e1 · бял цар на черно поле g1 | черен топ на бяло поле c8 · черен топ на бяло поле e8 · черен цар на бяло поле g8 · черна пешка на бяло поле b7 · черна дама на бяло поле d7 · черна пешка на бяло поле f7 · черна пешка на черно поле g7 · черна пешка на бяло поле h7 · черна пешка на черно поле d6 · черен офицер на черно поле f6 · черна пешка на черно поле a5 · бяла пешка на бяло поле d5 · бяла дама на черно поле d4 · бял кон на бяло поле f3 · бяла пешка на бяло поле a2 · бяла пешка на черно поле b2 · бял топ на бяло поле e2 · бяла пешка на черно поле f2 · бяла пешка на бяло поле g2 · бяла пешка на черно поле h2 · бял топ на черно поле e1 · бял цар на черно поле g1 | черен топ на бяло поле c8 · черен топ на бяло поле e8 · черен цар на бяло поле g8 · черна пешка на бяло поле b7 · черна дама на бяло поле d7 · черна пешка на бяло поле f7 · черна пешка на черно поле g7 · черна пешка на бяло поле h7 · черна пешка на черно поле d6 · черен офицер на черно поле f6 · черна пешка на черно поле a5 · бяла пешка на бяло поле d5 · бяла дама на черно поле d4 · бял кон на бяло поле f3 · бяла пешка на бяло поле a2 · бяла пешка на черно поле b2 · бял топ на бяло поле e2 · бяла пешка на черно поле f2 · бяла пешка на бяло поле g2 · бяла пешка на черно поле h2 · бял топ на черно поле e1 · бял цар на черно поле g1 | черен топ на бяло поле c8 · черен топ на бяло поле e8 · черен цар на бяло поле g8 · черна пешка на бяло поле b7 · черна дама на бяло поле d7 · черна пешка на бяло поле f7 · черна пешка на черно поле g7 · черна пешка на бяло поле h7 · черна пешка на черно поле d6 · черен офицер на черно поле f6 · черна пешка на черно поле a5 · бяла пешка на бяло поле d5 · бяла дама на черно поле d4 · бял кон на бяло поле f3 · бяла пешка на бяло поле a2 · бяла пешка на черно поле b2 · бял топ на бяло поле e2 · бяла пешка на черно поле f2 · бяла пешка на бяло поле g2 · бяла пешка на черно поле h2 · бял топ на черно поле e1 · бял цар на черно поле g1 | черен топ на бяло поле c8 · черен топ на бяло поле e8 · черен цар на бяло поле g8 · черна пешка на бяло поле b7 · черна дама на бяло поле d7 · черна пешка на бяло поле f7 · черна пешка на черно поле g7 · черна пешка на бяло поле h7 · черна пешка на черно поле d6 · черен офицер на черно поле f6 · черна пешка на черно поле a5 · бяла пешка на бяло поле d5 · бяла дама на черно поле d4 · бял кон на бяло поле f3 · бяла пешка на бяло поле a2 · бяла пешка на черно поле b2 · бял топ на бяло поле e2 · бяла пешка на черно поле f2 · бяла пешка на бяло поле g2 · бяла пешка на черно поле h2 · бял топ на черно поле e1 · бял цар на черно поле g1 | черен топ на бяло поле c8 · черен топ на бяло поле e8 · черен цар на бяло поле g8 · черна пешка на бяло поле b7 · черна дама на бяло поле d7 · черна пешка на бяло поле f7 · черна пешка на черно поле g7 · черна пешка на бяло поле h7 · черна пешка на черно поле d6 · черен офицер на черно поле f6 · черна пешка на черно поле a5 · бяла пешка на бяло поле d5 · бяла дама на черно поле d4 · бял кон на бяло поле f3 · бяла пешка на бяло поле a2 · бяла пешка на черно поле b2 · бял топ на бяло поле e2 · бяла пешка на черно поле f2 · бяла пешка на бяло поле g2 · бяла пешка на черно поле h2 · бял топ на черно поле e1 · бял цар на черно поле g1 | 2 |
| 1 | черен топ на бяло поле c8 · черен топ на бяло поле e8 · черен цар на бяло поле g8 · черна пешка на бяло поле b7 · черна дама на бяло поле d7 · черна пешка на бяло поле f7 · черна пешка на черно поле g7 · черна пешка на бяло поле h7 · черна пешка на черно поле d6 · черен офицер на черно поле f6 · черна пешка на черно поле a5 · бяла пешка на бяло поле d5 · бяла дама на черно поле d4 · бял кон на бяло поле f3 · бяла пешка на бяло поле a2 · бяла пешка на черно поле b2 · бял топ на бяло поле e2 · бяла пешка на черно поле f2 · бяла пешка на бяло поле g2 · бяла пешка на черно поле h2 · бял топ на черно поле e1 · бял цар на черно поле g1 | черен топ на бяло поле c8 · черен топ на бяло поле e8 · черен цар на бяло поле g8 · черна пешка на бяло поле b7 · черна дама на бяло поле d7 · черна пешка на бяло поле f7 · черна пешка на черно поле g7 · черна пешка на бяло поле h7 · черна пешка на черно поле d6 · черен офицер на черно поле f6 · черна пешка на черно поле a5 · бяла пешка на бяло поле d5 · бяла дама на черно поле d4 · бял кон на бяло поле f3 · бяла пешка на бяло поле a2 · бяла пешка на черно поле b2 · бял топ на бяло поле e2 · бяла пешка на черно поле f2 · бяла пешка на бяло поле g2 · бяла пешка на черно поле h2 · бял топ на черно поле e1 · бял цар на черно поле g1 | черен топ на бяло поле c8 · черен топ на бяло поле e8 · черен цар на бяло поле g8 · черна пешка на бяло поле b7 · черна дама на бяло поле d7 · черна пешка на бяло поле f7 · черна пешка на черно поле g7 · черна пешка на бяло поле h7 · черна пешка на черно поле d6 · черен офицер на черно поле f6 · черна пешка на черно поле a5 · бяла пешка на бяло поле d5 · бяла дама на черно поле d4 · бял кон на бяло поле f3 · бяла пешка на бяло поле a2 · бяла пешка на черно поле b2 · бял топ на бяло поле e2 · бяла пешка на черно поле f2 · бяла пешка на бяло поле g2 · бяла пешка на черно поле h2 · бял топ на черно поле e1 · бял цар на черно поле g1 | черен топ на бяло поле c8 · черен топ на бяло поле e8 · черен цар на бяло поле g8 · черна пешка на бяло поле b7 · черна дама на бяло поле d7 · черна пешка на бяло поле f7 · черна пешка на черно поле g7 · черна пешка на бяло поле h7 · черна пешка на черно поле d6 · черен офицер на черно поле f6 · черна пешка на черно поле a5 · бяла пешка на бяло поле d5 · бяла дама на черно поле d4 · бял кон на бяло поле f3 · бяла пешка на бяло поле a2 · бяла пешка на черно поле b2 · бял топ на бяло поле e2 · бяла пешка на черно поле f2 · бяла пешка на бяло поле g2 · бяла пешка на черно поле h2 · бял топ на черно поле e1 · бял цар на черно поле g1 | черен топ на бяло поле c8 · черен топ на бяло поле e8 · черен цар на бяло поле g8 · черна пешка на бяло поле b7 · черна дама на бяло поле d7 · черна пешка на бяло поле f7 · черна пешка на черно поле g7 · черна пешка на бяло поле h7 · черна пешка на черно поле d6 · черен офицер на черно поле f6 · черна пешка на черно поле a5 · бяла пешка на бяло поле d5 · бяла дама на черно поле d4 · бял кон на бяло поле f3 · бяла пешка на бяло поле a2 · бяла пешка на черно поле b2 · бял топ на бяло поле e2 · бяла пешка на черно поле f2 · бяла пешка на бяло поле g2 · бяла пешка на черно поле h2 · бял топ на черно поле e1 · бял цар на черно поле g1 | черен топ на бяло поле c8 · черен топ на бяло поле e8 · черен цар на бяло поле g8 · черна пешка на бяло поле b7 · черна дама на бяло поле d7 · черна пешка на бяло поле f7 · черна пешка на черно поле g7 · черна пешка на бяло поле h7 · черна пешка на черно поле d6 · черен офицер на черно поле f6 · черна пешка на черно поле a5 · бяла пешка на бяло поле d5 · бяла дама на черно поле d4 · бял кон на бяло поле f3 · бяла пешка на бяло поле a2 · бяла пешка на черно поле b2 · бял топ на бяло поле e2 · бяла пешка на черно поле f2 · бяла пешка на бяло поле g2 · бяла пешка на черно поле h2 · бял топ на черно поле e1 · бял цар на черно поле g1 | черен топ на бяло поле c8 · черен топ на бяло поле e8 · черен цар на бяло поле g8 · черна пешка на бяло поле b7 · черна дама на бяло поле d7 · черна пешка на бяло поле f7 · черна пешка на черно поле g7 · черна пешка на бяло поле h7 · черна пешка на черно поле d6 · черен офицер на черно поле f6 · черна пешка на черно поле a5 · бяла пешка на бяло поле d5 · бяла дама на черно поле d4 · бял кон на бяло поле f3 · бяла пешка на бяло поле a2 · бяла пешка на черно поле b2 · бял топ на бяло поле e2 · бяла пешка на черно поле f2 · бяла пешка на бяло поле g2 · бяла пешка на черно поле h2 · бял топ на черно поле e1 · бял цар на черно поле g1 | черен топ на бяло поле c8 · черен топ на бяло поле e8 · черен цар на бяло поле g8 · черна пешка на бяло поле b7 · черна дама на бяло поле d7 · черна пешка на бяло поле f7 · черна пешка на черно поле g7 · черна пешка на бяло поле h7 · черна пешка на черно поле d6 · черен офицер на черно поле f6 · черна пешка на черно поле a5 · бяла пешка на бяло поле d5 · бяла дама на черно поле d4 · бял кон на бяло поле f3 · бяла пешка на бяло поле a2 · бяла пешка на черно поле b2 · бял топ на бяло поле e2 · бяла пешка на черно поле f2 · бяла пешка на бяло поле g2 · бяла пешка на черно поле h2 · бял топ на черно поле e1 · бял цар на черно поле g1 | 1 |
|   | a | b | c | d | e | f | g | h |   |

В ситуацията на диаграма 9 белият топ на d3 би искал да улови черната пешка на d7, която защитава черния цар. Тъй като пешката на d7 е защитена от черния кон, тогава белите трябва да отклонят защитата с хода 
|   | a | b | c | d | e | f | g | h |   |
| 8 | черен топ на бяло поле a8 · черен цар на черно поле d8 · черен топ на черно поле h8 · черна пешка на черно поле a7 · черна пешка на бяло поле b7 · черна пешка на бяло поле d7 · черен офицер на черно поле e7 · черна пешка на бяло поле f7 · черна пешка на черно поле g7 · черна пешка на бяло поле h7 · черен кон на черно поле f6 · бял офицер на черно поле a3 · бял кон на черно поле c3 · бял топ на бяло поле d3 · бяла пешка на бяло поле a2 · бяла пешка на черно поле b2 · бяла пешка на бяло поле c2 · бяла пешка на черно поле f2 · бяла пешка на бяло поле g2 · бяла пешка на черно поле h2 · бял топ на бяло поле d1 · бял цар на черно поле g1 | черен топ на бяло поле a8 · черен цар на черно поле d8 · черен топ на черно поле h8 · черна пешка на черно поле a7 · черна пешка на бяло поле b7 · черна пешка на бяло поле d7 · черен офицер на черно поле e7 · черна пешка на бяло поле f7 · черна пешка на черно поле g7 · черна пешка на бяло поле h7 · черен кон на черно поле f6 · бял офицер на черно поле a3 · бял кон на черно поле c3 · бял топ на бяло поле d3 · бяла пешка на бяло поле a2 · бяла пешка на черно поле b2 · бяла пешка на бяло поле c2 · бяла пешка на черно поле f2 · бяла пешка на бяло поле g2 · бяла пешка на черно поле h2 · бял топ на бяло поле d1 · бял цар на черно поле g1 | черен топ на бяло поле a8 · черен цар на черно поле d8 · черен топ на черно поле h8 · черна пешка на черно поле a7 · черна пешка на бяло поле b7 · черна пешка на бяло поле d7 · черен офицер на черно поле e7 · черна пешка на бяло поле f7 · черна пешка на черно поле g7 · черна пешка на бяло поле h7 · черен кон на черно поле f6 · бял офицер на черно поле a3 · бял кон на черно поле c3 · бял топ на бяло поле d3 · бяла пешка на бяло поле a2 · бяла пешка на черно поле b2 · бяла пешка на бяло поле c2 · бяла пешка на черно поле f2 · бяла пешка на бяло поле g2 · бяла пешка на черно поле h2 · бял топ на бяло поле d1 · бял цар на черно поле g1 | черен топ на бяло поле a8 · черен цар на черно поле d8 · черен топ на черно поле h8 · черна пешка на черно поле a7 · черна пешка на бяло поле b7 · черна пешка на бяло поле d7 · черен офицер на черно поле e7 · черна пешка на бяло поле f7 · черна пешка на черно поле g7 · черна пешка на бяло поле h7 · черен кон на черно поле f6 · бял офицер на черно поле a3 · бял кон на черно поле c3 · бял топ на бяло поле d3 · бяла пешка на бяло поле a2 · бяла пешка на черно поле b2 · бяла пешка на бяло поле c2 · бяла пешка на черно поле f2 · бяла пешка на бяло поле g2 · бяла пешка на черно поле h2 · бял топ на бяло поле d1 · бял цар на черно поле g1 | черен топ на бяло поле a8 · черен цар на черно поле d8 · черен топ на черно поле h8 · черна пешка на черно поле a7 · черна пешка на бяло поле b7 · черна пешка на бяло поле d7 · черен офицер на черно поле e7 · черна пешка на бяло поле f7 · черна пешка на черно поле g7 · черна пешка на бяло поле h7 · черен кон на черно поле f6 · бял офицер на черно поле a3 · бял кон на черно поле c3 · бял топ на бяло поле d3 · бяла пешка на бяло поле a2 · бяла пешка на черно поле b2 · бяла пешка на бяло поле c2 · бяла пешка на черно поле f2 · бяла пешка на бяло поле g2 · бяла пешка на черно поле h2 · бял топ на бяло поле d1 · бял цар на черно поле g1 | черен топ на бяло поле a8 · черен цар на черно поле d8 · черен топ на черно поле h8 · черна пешка на черно поле a7 · черна пешка на бяло поле b7 · черна пешка на бяло поле d7 · черен офицер на черно поле e7 · черна пешка на бяло поле f7 · черна пешка на черно поле g7 · черна пешка на бяло поле h7 · черен кон на черно поле f6 · бял офицер на черно поле a3 · бял кон на черно поле c3 · бял топ на бяло поле d3 · бяла пешка на бяло поле a2 · бяла пешка на черно поле b2 · бяла пешка на бяло поле c2 · бяла пешка на черно поле f2 · бяла пешка на бяло поле g2 · бяла пешка на черно поле h2 · бял топ на бяло поле d1 · бял цар на черно поле g1 | черен топ на бяло поле a8 · черен цар на черно поле d8 · черен топ на черно поле h8 · черна пешка на черно поле a7 · черна пешка на бяло поле b7 · черна пешка на бяло поле d7 · черен офицер на черно поле e7 · черна пешка на бяло поле f7 · черна пешка на черно поле g7 · черна пешка на бяло поле h7 · черен кон на черно поле f6 · бял офицер на черно поле a3 · бял кон на черно поле c3 · бял топ на бяло поле d3 · бяла пешка на бяло поле a2 · бяла пешка на черно поле b2 · бяла пешка на бяло поле c2 · бяла пешка на черно поле f2 · бяла пешка на бяло поле g2 · бяла пешка на черно поле h2 · бял топ на бяло поле d1 · бял цар на черно поле g1 | черен топ на бяло поле a8 · черен цар на черно поле d8 · черен топ на черно поле h8 · черна пешка на черно поле a7 · черна пешка на бяло поле b7 · черна пешка на бяло поле d7 · черен офицер на черно поле e7 · черна пешка на бяло поле f7 · черна пешка на черно поле g7 · черна пешка на бяло поле h7 · черен кон на черно поле f6 · бял офицер на черно поле a3 · бял кон на черно поле c3 · бял топ на бяло поле d3 · бяла пешка на бяло поле a2 · бяла пешка на черно поле b2 · бяла пешка на бяло поле c2 · бяла пешка на черно поле f2 · бяла пешка на бяло поле g2 · бяла пешка на черно поле h2 · бял топ на бяло поле d1 · бял цар на черно поле g1 | 8 |
| 7 | черен топ на бяло поле a8 · черен цар на черно поле d8 · черен топ на черно поле h8 · черна пешка на черно поле a7 · черна пешка на бяло поле b7 · черна пешка на бяло поле d7 · черен офицер на черно поле e7 · черна пешка на бяло поле f7 · черна пешка на черно поле g7 · черна пешка на бяло поле h7 · черен кон на черно поле f6 · бял офицер на черно поле a3 · бял кон на черно поле c3 · бял топ на бяло поле d3 · бяла пешка на бяло поле a2 · бяла пешка на черно поле b2 · бяла пешка на бяло поле c2 · бяла пешка на черно поле f2 · бяла пешка на бяло поле g2 · бяла пешка на черно поле h2 · бял топ на бяло поле d1 · бял цар на черно поле g1 | черен топ на бяло поле a8 · черен цар на черно поле d8 · черен топ на черно поле h8 · черна пешка на черно поле a7 · черна пешка на бяло поле b7 · черна пешка на бяло поле d7 · черен офицер на черно поле e7 · черна пешка на бяло поле f7 · черна пешка на черно поле g7 · черна пешка на бяло поле h7 · черен кон на черно поле f6 · бял офицер на черно поле a3 · бял кон на черно поле c3 · бял топ на бяло поле d3 · бяла пешка на бяло поле a2 · бяла пешка на черно поле b2 · бяла пешка на бяло поле c2 · бяла пешка на черно поле f2 · бяла пешка на бяло поле g2 · бяла пешка на черно поле h2 · бял топ на бяло поле d1 · бял цар на черно поле g1 | черен топ на бяло поле a8 · черен цар на черно поле d8 · черен топ на черно поле h8 · черна пешка на черно поле a7 · черна пешка на бяло поле b7 · черна пешка на бяло поле d7 · черен офицер на черно поле e7 · черна пешка на бяло поле f7 · черна пешка на черно поле g7 · черна пешка на бяло поле h7 · черен кон на черно поле f6 · бял офицер на черно поле a3 · бял кон на черно поле c3 · бял топ на бяло поле d3 · бяла пешка на бяло поле a2 · бяла пешка на черно поле b2 · бяла пешка на бяло поле c2 · бяла пешка на черно поле f2 · бяла пешка на бяло поле g2 · бяла пешка на черно поле h2 · бял топ на бяло поле d1 · бял цар на черно поле g1 | черен топ на бяло поле a8 · черен цар на черно поле d8 · черен топ на черно поле h8 · черна пешка на черно поле a7 · черна пешка на бяло поле b7 · черна пешка на бяло поле d7 · черен офицер на черно поле e7 · черна пешка на бяло поле f7 · черна пешка на черно поле g7 · черна пешка на бяло поле h7 · черен кон на черно поле f6 · бял офицер на черно поле a3 · бял кон на черно поле c3 · бял топ на бяло поле d3 · бяла пешка на бяло поле a2 · бяла пешка на черно поле b2 · бяла пешка на бяло поле c2 · бяла пешка на черно поле f2 · бяла пешка на бяло поле g2 · бяла пешка на черно поле h2 · бял топ на бяло поле d1 · бял цар на черно поле g1 | черен топ на бяло поле a8 · черен цар на черно поле d8 · черен топ на черно поле h8 · черна пешка на черно поле a7 · черна пешка на бяло поле b7 · черна пешка на бяло поле d7 · черен офицер на черно поле e7 · черна пешка на бяло поле f7 · черна пешка на черно поле g7 · черна пешка на бяло поле h7 · черен кон на черно поле f6 · бял офицер на черно поле a3 · бял кон на черно поле c3 · бял топ на бяло поле d3 · бяла пешка на бяло поле a2 · бяла пешка на черно поле b2 · бяла пешка на бяло поле c2 · бяла пешка на черно поле f2 · бяла пешка на бяло поле g2 · бяла пешка на черно поле h2 · бял топ на бяло поле d1 · бял цар на черно поле g1 | черен топ на бяло поле a8 · черен цар на черно поле d8 · черен топ на черно поле h8 · черна пешка на черно поле a7 · черна пешка на бяло поле b7 · черна пешка на бяло поле d7 · черен офицер на черно поле e7 · черна пешка на бяло поле f7 · черна пешка на черно поле g7 · черна пешка на бяло поле h7 · черен кон на черно поле f6 · бял офицер на черно поле a3 · бял кон на черно поле c3 · бял топ на бяло поле d3 · бяла пешка на бяло поле a2 · бяла пешка на черно поле b2 · бяла пешка на бяло поле c2 · бяла пешка на черно поле f2 · бяла пешка на бяло поле g2 · бяла пешка на черно поле h2 · бял топ на бяло поле d1 · бял цар на черно поле g1 | черен топ на бяло поле a8 · черен цар на черно поле d8 · черен топ на черно поле h8 · черна пешка на черно поле a7 · черна пешка на бяло поле b7 · черна пешка на бяло поле d7 · черен офицер на черно поле e7 · черна пешка на бяло поле f7 · черна пешка на черно поле g7 · черна пешка на бяло поле h7 · черен кон на черно поле f6 · бял офицер на черно поле a3 · бял кон на черно поле c3 · бял топ на бяло поле d3 · бяла пешка на бяло поле a2 · бяла пешка на черно поле b2 · бяла пешка на бяло поле c2 · бяла пешка на черно поле f2 · бяла пешка на бяло поле g2 · бяла пешка на черно поле h2 · бял топ на бяло поле d1 · бял цар на черно поле g1 | черен топ на бяло поле a8 · черен цар на черно поле d8 · черен топ на черно поле h8 · черна пешка на черно поле a7 · черна пешка на бяло поле b7 · черна пешка на бяло поле d7 · черен офицер на черно поле e7 · черна пешка на бяло поле f7 · черна пешка на черно поле g7 · черна пешка на бяло поле h7 · черен кон на черно поле f6 · бял офицер на черно поле a3 · бял кон на черно поле c3 · бял топ на бяло поле d3 · бяла пешка на бяло поле a2 · бяла пешка на черно поле b2 · бяла пешка на бяло поле c2 · бяла пешка на черно поле f2 · бяла пешка на бяло поле g2 · бяла пешка на черно поле h2 · бял топ на бяло поле d1 · бял цар на черно поле g1 | 7 |
| 6 | черен топ на бяло поле a8 · черен цар на черно поле d8 · черен топ на черно поле h8 · черна пешка на черно поле a7 · черна пешка на бяло поле b7 · черна пешка на бяло поле d7 · черен офицер на черно поле e7 · черна пешка на бяло поле f7 · черна пешка на черно поле g7 · черна пешка на бяло поле h7 · черен кон на черно поле f6 · бял офицер на черно поле a3 · бял кон на черно поле c3 · бял топ на бяло поле d3 · бяла пешка на бяло поле a2 · бяла пешка на черно поле b2 · бяла пешка на бяло поле c2 · бяла пешка на черно поле f2 · бяла пешка на бяло поле g2 · бяла пешка на черно поле h2 · бял топ на бяло поле d1 · бял цар на черно поле g1 | черен топ на бяло поле a8 · черен цар на черно поле d8 · черен топ на черно поле h8 · черна пешка на черно поле a7 · черна пешка на бяло поле b7 · черна пешка на бяло поле d7 · черен офицер на черно поле e7 · черна пешка на бяло поле f7 · черна пешка на черно поле g7 · черна пешка на бяло поле h7 · черен кон на черно поле f6 · бял офицер на черно поле a3 · бял кон на черно поле c3 · бял топ на бяло поле d3 · бяла пешка на бяло поле a2 · бяла пешка на черно поле b2 · бяла пешка на бяло поле c2 · бяла пешка на черно поле f2 · бяла пешка на бяло поле g2 · бяла пешка на черно поле h2 · бял топ на бяло поле d1 · бял цар на черно поле g1 | черен топ на бяло поле a8 · черен цар на черно поле d8 · черен топ на черно поле h8 · черна пешка на черно поле a7 · черна пешка на бяло поле b7 · черна пешка на бяло поле d7 · черен офицер на черно поле e7 · черна пешка на бяло поле f7 · черна пешка на черно поле g7 · черна пешка на бяло поле h7 · черен кон на черно поле f6 · бял офицер на черно поле a3 · бял кон на черно поле c3 · бял топ на бяло поле d3 · бяла пешка на бяло поле a2 · бяла пешка на черно поле b2 · бяла пешка на бяло поле c2 · бяла пешка на черно поле f2 · бяла пешка на бяло поле g2 · бяла пешка на черно поле h2 · бял топ на бяло поле d1 · бял цар на черно поле g1 | черен топ на бяло поле a8 · черен цар на черно поле d8 · черен топ на черно поле h8 · черна пешка на черно поле a7 · черна пешка на бяло поле b7 · черна пешка на бяло поле d7 · черен офицер на черно поле e7 · черна пешка на бяло поле f7 · черна пешка на черно поле g7 · черна пешка на бяло поле h7 · черен кон на черно поле f6 · бял офицер на черно поле a3 · бял кон на черно поле c3 · бял топ на бяло поле d3 · бяла пешка на бяло поле a2 · бяла пешка на черно поле b2 · бяла пешка на бяло поле c2 · бяла пешка на черно поле f2 · бяла пешка на бяло поле g2 · бяла пешка на черно поле h2 · бял топ на бяло поле d1 · бял цар на черно поле g1 | черен топ на бяло поле a8 · черен цар на черно поле d8 · черен топ на черно поле h8 · черна пешка на черно поле a7 · черна пешка на бяло поле b7 · черна пешка на бяло поле d7 · черен офицер на черно поле e7 · черна пешка на бяло поле f7 · черна пешка на черно поле g7 · черна пешка на бяло поле h7 · черен кон на черно поле f6 · бял офицер на черно поле a3 · бял кон на черно поле c3 · бял топ на бяло поле d3 · бяла пешка на бяло поле a2 · бяла пешка на черно поле b2 · бяла пешка на бяло поле c2 · бяла пешка на черно поле f2 · бяла пешка на бяло поле g2 · бяла пешка на черно поле h2 · бял топ на бяло поле d1 · бял цар на черно поле g1 | черен топ на бяло поле a8 · черен цар на черно поле d8 · черен топ на черно поле h8 · черна пешка на черно поле a7 · черна пешка на бяло поле b7 · черна пешка на бяло поле d7 · черен офицер на черно поле e7 · черна пешка на бяло поле f7 · черна пешка на черно поле g7 · черна пешка на бяло поле h7 · черен кон на черно поле f6 · бял офицер на черно поле a3 · бял кон на черно поле c3 · бял топ на бяло поле d3 · бяла пешка на бяло поле a2 · бяла пешка на черно поле b2 · бяла пешка на бяло поле c2 · бяла пешка на черно поле f2 · бяла пешка на бяло поле g2 · бяла пешка на черно поле h2 · бял топ на бяло поле d1 · бял цар на черно поле g1 | черен топ на бяло поле a8 · черен цар на черно поле d8 · черен топ на черно поле h8 · черна пешка на черно поле a7 · черна пешка на бяло поле b7 · черна пешка на бяло поле d7 · черен офицер на черно поле e7 · черна пешка на бяло поле f7 · черна пешка на черно поле g7 · черна пешка на бяло поле h7 · черен кон на черно поле f6 · бял офицер на черно поле a3 · бял кон на черно поле c3 · бял топ на бяло поле d3 · бяла пешка на бяло поле a2 · бяла пешка на черно поле b2 · бяла пешка на бяло поле c2 · бяла пешка на черно поле f2 · бяла пешка на бяло поле g2 · бяла пешка на черно поле h2 · бял топ на бяло поле d1 · бял цар на черно поле g1 | черен топ на бяло поле a8 · черен цар на черно поле d8 · черен топ на черно поле h8 · черна пешка на черно поле a7 · черна пешка на бяло поле b7 · черна пешка на бяло поле d7 · черен офицер на черно поле e7 · черна пешка на бяло поле f7 · черна пешка на черно поле g7 · черна пешка на бяло поле h7 · черен кон на черно поле f6 · бял офицер на черно поле a3 · бял кон на черно поле c3 · бял топ на бяло поле d3 · бяла пешка на бяло поле a2 · бяла пешка на черно поле b2 · бяла пешка на бяло поле c2 · бяла пешка на черно поле f2 · бяла пешка на бяло поле g2 · бяла пешка на черно поле h2 · бял топ на бяло поле d1 · бял цар на черно поле g1 | 6 |
| 5 | черен топ на бяло поле a8 · черен цар на черно поле d8 · черен топ на черно поле h8 · черна пешка на черно поле a7 · черна пешка на бяло поле b7 · черна пешка на бяло поле d7 · черен офицер на черно поле e7 · черна пешка на бяло поле f7 · черна пешка на черно поле g7 · черна пешка на бяло поле h7 · черен кон на черно поле f6 · бял офицер на черно поле a3 · бял кон на черно поле c3 · бял топ на бяло поле d3 · бяла пешка на бяло поле a2 · бяла пешка на черно поле b2 · бяла пешка на бяло поле c2 · бяла пешка на черно поле f2 · бяла пешка на бяло поле g2 · бяла пешка на черно поле h2 · бял топ на бяло поле d1 · бял цар на черно поле g1 | черен топ на бяло поле a8 · черен цар на черно поле d8 · черен топ на черно поле h8 · черна пешка на черно поле a7 · черна пешка на бяло поле b7 · черна пешка на бяло поле d7 · черен офицер на черно поле e7 · черна пешка на бяло поле f7 · черна пешка на черно поле g7 · черна пешка на бяло поле h7 · черен кон на черно поле f6 · бял офицер на черно поле a3 · бял кон на черно поле c3 · бял топ на бяло поле d3 · бяла пешка на бяло поле a2 · бяла пешка на черно поле b2 · бяла пешка на бяло поле c2 · бяла пешка на черно поле f2 · бяла пешка на бяло поле g2 · бяла пешка на черно поле h2 · бял топ на бяло поле d1 · бял цар на черно поле g1 | черен топ на бяло поле a8 · черен цар на черно поле d8 · черен топ на черно поле h8 · черна пешка на черно поле a7 · черна пешка на бяло поле b7 · черна пешка на бяло поле d7 · черен офицер на черно поле e7 · черна пешка на бяло поле f7 · черна пешка на черно поле g7 · черна пешка на бяло поле h7 · черен кон на черно поле f6 · бял офицер на черно поле a3 · бял кон на черно поле c3 · бял топ на бяло поле d3 · бяла пешка на бяло поле a2 · бяла пешка на черно поле b2 · бяла пешка на бяло поле c2 · бяла пешка на черно поле f2 · бяла пешка на бяло поле g2 · бяла пешка на черно поле h2 · бял топ на бяло поле d1 · бял цар на черно поле g1 | черен топ на бяло поле a8 · черен цар на черно поле d8 · черен топ на черно поле h8 · черна пешка на черно поле a7 · черна пешка на бяло поле b7 · черна пешка на бяло поле d7 · черен офицер на черно поле e7 · черна пешка на бяло поле f7 · черна пешка на черно поле g7 · черна пешка на бяло поле h7 · черен кон на черно поле f6 · бял офицер на черно поле a3 · бял кон на черно поле c3 · бял топ на бяло поле d3 · бяла пешка на бяло поле a2 · бяла пешка на черно поле b2 · бяла пешка на бяло поле c2 · бяла пешка на черно поле f2 · бяла пешка на бяло поле g2 · бяла пешка на черно поле h2 · бял топ на бяло поле d1 · бял цар на черно поле g1 | черен топ на бяло поле a8 · черен цар на черно поле d8 · черен топ на черно поле h8 · черна пешка на черно поле a7 · черна пешка на бяло поле b7 · черна пешка на бяло поле d7 · черен офицер на черно поле e7 · черна пешка на бяло поле f7 · черна пешка на черно поле g7 · черна пешка на бяло поле h7 · черен кон на черно поле f6 · бял офицер на черно поле a3 · бял кон на черно поле c3 · бял топ на бяло поле d3 · бяла пешка на бяло поле a2 · бяла пешка на черно поле b2 · бяла пешка на бяло поле c2 · бяла пешка на черно поле f2 · бяла пешка на бяло поле g2 · бяла пешка на черно поле h2 · бял топ на бяло поле d1 · бял цар на черно поле g1 | черен топ на бяло поле a8 · черен цар на черно поле d8 · черен топ на черно поле h8 · черна пешка на черно поле a7 · черна пешка на бяло поле b7 · черна пешка на бяло поле d7 · черен офицер на черно поле e7 · черна пешка на бяло поле f7 · черна пешка на черно поле g7 · черна пешка на бяло поле h7 · черен кон на черно поле f6 · бял офицер на черно поле a3 · бял кон на черно поле c3 · бял топ на бяло поле d3 · бяла пешка на бяло поле a2 · бяла пешка на черно поле b2 · бяла пешка на бяло поле c2 · бяла пешка на черно поле f2 · бяла пешка на бяло поле g2 · бяла пешка на черно поле h2 · бял топ на бяло поле d1 · бял цар на черно поле g1 | черен топ на бяло поле a8 · черен цар на черно поле d8 · черен топ на черно поле h8 · черна пешка на черно поле a7 · черна пешка на бяло поле b7 · черна пешка на бяло поле d7 · черен офицер на черно поле e7 · черна пешка на бяло поле f7 · черна пешка на черно поле g7 · черна пешка на бяло поле h7 · черен кон на черно поле f6 · бял офицер на черно поле a3 · бял кон на черно поле c3 · бял топ на бяло поле d3 · бяла пешка на бяло поле a2 · бяла пешка на черно поле b2 · бяла пешка на бяло поле c2 · бяла пешка на черно поле f2 · бяла пешка на бяло поле g2 · бяла пешка на черно поле h2 · бял топ на бяло поле d1 · бял цар на черно поле g1 | черен топ на бяло поле a8 · черен цар на черно поле d8 · черен топ на черно поле h8 · черна пешка на черно поле a7 · черна пешка на бяло поле b7 · черна пешка на бяло поле d7 · черен офицер на черно поле e7 · черна пешка на бяло поле f7 · черна пешка на черно поле g7 · черна пешка на бяло поле h7 · черен кон на черно поле f6 · бял офицер на черно поле a3 · бял кон на черно поле c3 · бял топ на бяло поле d3 · бяла пешка на бяло поле a2 · бяла пешка на черно поле b2 · бяла пешка на бяло поле c2 · бяла пешка на черно поле f2 · бяла пешка на бяло поле g2 · бяла пешка на черно поле h2 · бял топ на бяло поле d1 · бял цар на черно поле g1 | 5 |
| 4 | черен топ на бяло поле a8 · черен цар на черно поле d8 · черен топ на черно поле h8 · черна пешка на черно поле a7 · черна пешка на бяло поле b7 · черна пешка на бяло поле d7 · черен офицер на черно поле e7 · черна пешка на бяло поле f7 · черна пешка на черно поле g7 · черна пешка на бяло поле h7 · черен кон на черно поле f6 · бял офицер на черно поле a3 · бял кон на черно поле c3 · бял топ на бяло поле d3 · бяла пешка на бяло поле a2 · бяла пешка на черно поле b2 · бяла пешка на бяло поле c2 · бяла пешка на черно поле f2 · бяла пешка на бяло поле g2 · бяла пешка на черно поле h2 · бял топ на бяло поле d1 · бял цар на черно поле g1 | черен топ на бяло поле a8 · черен цар на черно поле d8 · черен топ на черно поле h8 · черна пешка на черно поле a7 · черна пешка на бяло поле b7 · черна пешка на бяло поле d7 · черен офицер на черно поле e7 · черна пешка на бяло поле f7 · черна пешка на черно поле g7 · черна пешка на бяло поле h7 · черен кон на черно поле f6 · бял офицер на черно поле a3 · бял кон на черно поле c3 · бял топ на бяло поле d3 · бяла пешка на бяло поле a2 · бяла пешка на черно поле b2 · бяла пешка на бяло поле c2 · бяла пешка на черно поле f2 · бяла пешка на бяло поле g2 · бяла пешка на черно поле h2 · бял топ на бяло поле d1 · бял цар на черно поле g1 | черен топ на бяло поле a8 · черен цар на черно поле d8 · черен топ на черно поле h8 · черна пешка на черно поле a7 · черна пешка на бяло поле b7 · черна пешка на бяло поле d7 · черен офицер на черно поле e7 · черна пешка на бяло поле f7 · черна пешка на черно поле g7 · черна пешка на бяло поле h7 · черен кон на черно поле f6 · бял офицер на черно поле a3 · бял кон на черно поле c3 · бял топ на бяло поле d3 · бяла пешка на бяло поле a2 · бяла пешка на черно поле b2 · бяла пешка на бяло поле c2 · бяла пешка на черно поле f2 · бяла пешка на бяло поле g2 · бяла пешка на черно поле h2 · бял топ на бяло поле d1 · бял цар на черно поле g1 | черен топ на бяло поле a8 · черен цар на черно поле d8 · черен топ на черно поле h8 · черна пешка на черно поле a7 · черна пешка на бяло поле b7 · черна пешка на бяло поле d7 · черен офицер на черно поле e7 · черна пешка на бяло поле f7 · черна пешка на черно поле g7 · черна пешка на бяло поле h7 · черен кон на черно поле f6 · бял офицер на черно поле a3 · бял кон на черно поле c3 · бял топ на бяло поле d3 · бяла пешка на бяло поле a2 · бяла пешка на черно поле b2 · бяла пешка на бяло поле c2 · бяла пешка на черно поле f2 · бяла пешка на бяло поле g2 · бяла пешка на черно поле h2 · бял топ на бяло поле d1 · бял цар на черно поле g1 | черен топ на бяло поле a8 · черен цар на черно поле d8 · черен топ на черно поле h8 · черна пешка на черно поле a7 · черна пешка на бяло поле b7 · черна пешка на бяло поле d7 · черен офицер на черно поле e7 · черна пешка на бяло поле f7 · черна пешка на черно поле g7 · черна пешка на бяло поле h7 · черен кон на черно поле f6 · бял офицер на черно поле a3 · бял кон на черно поле c3 · бял топ на бяло поле d3 · бяла пешка на бяло поле a2 · бяла пешка на черно поле b2 · бяла пешка на бяло поле c2 · бяла пешка на черно поле f2 · бяла пешка на бяло поле g2 · бяла пешка на черно поле h2 · бял топ на бяло поле d1 · бял цар на черно поле g1 | черен топ на бяло поле a8 · черен цар на черно поле d8 · черен топ на черно поле h8 · черна пешка на черно поле a7 · черна пешка на бяло поле b7 · черна пешка на бяло поле d7 · черен офицер на черно поле e7 · черна пешка на бяло поле f7 · черна пешка на черно поле g7 · черна пешка на бяло поле h7 · черен кон на черно поле f6 · бял офицер на черно поле a3 · бял кон на черно поле c3 · бял топ на бяло поле d3 · бяла пешка на бяло поле a2 · бяла пешка на черно поле b2 · бяла пешка на бяло поле c2 · бяла пешка на черно поле f2 · бяла пешка на бяло поле g2 · бяла пешка на черно поле h2 · бял топ на бяло поле d1 · бял цар на черно поле g1 | черен топ на бяло поле a8 · черен цар на черно поле d8 · черен топ на черно поле h8 · черна пешка на черно поле a7 · черна пешка на бяло поле b7 · черна пешка на бяло поле d7 · черен офицер на черно поле e7 · черна пешка на бяло поле f7 · черна пешка на черно поле g7 · черна пешка на бяло поле h7 · черен кон на черно поле f6 · бял офицер на черно поле a3 · бял кон на черно поле c3 · бял топ на бяло поле d3 · бяла пешка на бяло поле a2 · бяла пешка на черно поле b2 · бяла пешка на бяло поле c2 · бяла пешка на черно поле f2 · бяла пешка на бяло поле g2 · бяла пешка на черно поле h2 · бял топ на бяло поле d1 · бял цар на черно поле g1 | черен топ на бяло поле a8 · черен цар на черно поле d8 · черен топ на черно поле h8 · черна пешка на черно поле a7 · черна пешка на бяло поле b7 · черна пешка на бяло поле d7 · черен офицер на черно поле e7 · черна пешка на бяло поле f7 · черна пешка на черно поле g7 · черна пешка на бяло поле h7 · черен кон на черно поле f6 · бял офицер на черно поле a3 · бял кон на черно поле c3 · бял топ на бяло поле d3 · бяла пешка на бяло поле a2 · бяла пешка на черно поле b2 · бяла пешка на бяло поле c2 · бяла пешка на черно поле f2 · бяла пешка на бяло поле g2 · бяла пешка на черно поле h2 · бял топ на бяло поле d1 · бял цар на черно поле g1 | 4 |
| 3 | черен топ на бяло поле a8 · черен цар на черно поле d8 · черен топ на черно поле h8 · черна пешка на черно поле a7 · черна пешка на бяло поле b7 · черна пешка на бяло поле d7 · черен офицер на черно поле e7 · черна пешка на бяло поле f7 · черна пешка на черно поле g7 · черна пешка на бяло поле h7 · черен кон на черно поле f6 · бял офицер на черно поле a3 · бял кон на черно поле c3 · бял топ на бяло поле d3 · бяла пешка на бяло поле a2 · бяла пешка на черно поле b2 · бяла пешка на бяло поле c2 · бяла пешка на черно поле f2 · бяла пешка на бяло поле g2 · бяла пешка на черно поле h2 · бял топ на бяло поле d1 · бял цар на черно поле g1 | черен топ на бяло поле a8 · черен цар на черно поле d8 · черен топ на черно поле h8 · черна пешка на черно поле a7 · черна пешка на бяло поле b7 · черна пешка на бяло поле d7 · черен офицер на черно поле e7 · черна пешка на бяло поле f7 · черна пешка на черно поле g7 · черна пешка на бяло поле h7 · черен кон на черно поле f6 · бял офицер на черно поле a3 · бял кон на черно поле c3 · бял топ на бяло поле d3 · бяла пешка на бяло поле a2 · бяла пешка на черно поле b2 · бяла пешка на бяло поле c2 · бяла пешка на черно поле f2 · бяла пешка на бяло поле g2 · бяла пешка на черно поле h2 · бял топ на бяло поле d1 · бял цар на черно поле g1 | черен топ на бяло поле a8 · черен цар на черно поле d8 · черен топ на черно поле h8 · черна пешка на черно поле a7 · черна пешка на бяло поле b7 · черна пешка на бяло поле d7 · черен офицер на черно поле e7 · черна пешка на бяло поле f7 · черна пешка на черно поле g7 · черна пешка на бяло поле h7 · черен кон на черно поле f6 · бял офицер на черно поле a3 · бял кон на черно поле c3 · бял топ на бяло поле d3 · бяла пешка на бяло поле a2 · бяла пешка на черно поле b2 · бяла пешка на бяло поле c2 · бяла пешка на черно поле f2 · бяла пешка на бяло поле g2 · бяла пешка на черно поле h2 · бял топ на бяло поле d1 · бял цар на черно поле g1 | черен топ на бяло поле a8 · черен цар на черно поле d8 · черен топ на черно поле h8 · черна пешка на черно поле a7 · черна пешка на бяло поле b7 · черна пешка на бяло поле d7 · черен офицер на черно поле e7 · черна пешка на бяло поле f7 · черна пешка на черно поле g7 · черна пешка на бяло поле h7 · черен кон на черно поле f6 · бял офицер на черно поле a3 · бял кон на черно поле c3 · бял топ на бяло поле d3 · бяла пешка на бяло поле a2 · бяла пешка на черно поле b2 · бяла пешка на бяло поле c2 · бяла пешка на черно поле f2 · бяла пешка на бяло поле g2 · бяла пешка на черно поле h2 · бял топ на бяло поле d1 · бял цар на черно поле g1 | черен топ на бяло поле a8 · черен цар на черно поле d8 · черен топ на черно поле h8 · черна пешка на черно поле a7 · черна пешка на бяло поле b7 · черна пешка на бяло поле d7 · черен офицер на черно поле e7 · черна пешка на бяло поле f7 · черна пешка на черно поле g7 · черна пешка на бяло поле h7 · черен кон на черно поле f6 · бял офицер на черно поле a3 · бял кон на черно поле c3 · бял топ на бяло поле d3 · бяла пешка на бяло поле a2 · бяла пешка на черно поле b2 · бяла пешка на бяло поле c2 · бяла пешка на черно поле f2 · бяла пешка на бяло поле g2 · бяла пешка на черно поле h2 · бял топ на бяло поле d1 · бял цар на черно поле g1 | черен топ на бяло поле a8 · черен цар на черно поле d8 · черен топ на черно поле h8 · черна пешка на черно поле a7 · черна пешка на бяло поле b7 · черна пешка на бяло поле d7 · черен офицер на черно поле e7 · черна пешка на бяло поле f7 · черна пешка на черно поле g7 · черна пешка на бяло поле h7 · черен кон на черно поле f6 · бял офицер на черно поле a3 · бял кон на черно поле c3 · бял топ на бяло поле d3 · бяла пешка на бяло поле a2 · бяла пешка на черно поле b2 · бяла пешка на бяло поле c2 · бяла пешка на черно поле f2 · бяла пешка на бяло поле g2 · бяла пешка на черно поле h2 · бял топ на бяло поле d1 · бял цар на черно поле g1 | черен топ на бяло поле a8 · черен цар на черно поле d8 · черен топ на черно поле h8 · черна пешка на черно поле a7 · черна пешка на бяло поле b7 · черна пешка на бяло поле d7 · черен офицер на черно поле e7 · черна пешка на бяло поле f7 · черна пешка на черно поле g7 · черна пешка на бяло поле h7 · черен кон на черно поле f6 · бял офицер на черно поле a3 · бял кон на черно поле c3 · бял топ на бяло поле d3 · бяла пешка на бяло поле a2 · бяла пешка на черно поле b2 · бяла пешка на бяло поле c2 · бяла пешка на черно поле f2 · бяла пешка на бяло поле g2 · бяла пешка на черно поле h2 · бял топ на бяло поле d1 · бял цар на черно поле g1 | черен топ на бяло поле a8 · черен цар на черно поле d8 · черен топ на черно поле h8 · черна пешка на черно поле a7 · черна пешка на бяло поле b7 · черна пешка на бяло поле d7 · черен офицер на черно поле e7 · черна пешка на бяло поле f7 · черна пешка на черно поле g7 · черна пешка на бяло поле h7 · черен кон на черно поле f6 · бял офицер на черно поле a3 · бял кон на черно поле c3 · бял топ на бяло поле d3 · бяла пешка на бяло поле a2 · бяла пешка на черно поле b2 · бяла пешка на бяло поле c2 · бяла пешка на черно поле f2 · бяла пешка на бяло поле g2 · бяла пешка на черно поле h2 · бял топ на бяло поле d1 · бял цар на черно поле g1 | 3 |
| 2 | черен топ на бяло поле a8 · черен цар на черно поле d8 · черен топ на черно поле h8 · черна пешка на черно поле a7 · черна пешка на бяло поле b7 · черна пешка на бяло поле d7 · черен офицер на черно поле e7 · черна пешка на бяло поле f7 · черна пешка на черно поле g7 · черна пешка на бяло поле h7 · черен кон на черно поле f6 · бял офицер на черно поле a3 · бял кон на черно поле c3 · бял топ на бяло поле d3 · бяла пешка на бяло поле a2 · бяла пешка на черно поле b2 · бяла пешка на бяло поле c2 · бяла пешка на черно поле f2 · бяла пешка на бяло поле g2 · бяла пешка на черно поле h2 · бял топ на бяло поле d1 · бял цар на черно поле g1 | черен топ на бяло поле a8 · черен цар на черно поле d8 · черен топ на черно поле h8 · черна пешка на черно поле a7 · черна пешка на бяло поле b7 · черна пешка на бяло поле d7 · черен офицер на черно поле e7 · черна пешка на бяло поле f7 · черна пешка на черно поле g7 · черна пешка на бяло поле h7 · черен кон на черно поле f6 · бял офицер на черно поле a3 · бял кон на черно поле c3 · бял топ на бяло поле d3 · бяла пешка на бяло поле a2 · бяла пешка на черно поле b2 · бяла пешка на бяло поле c2 · бяла пешка на черно поле f2 · бяла пешка на бяло поле g2 · бяла пешка на черно поле h2 · бял топ на бяло поле d1 · бял цар на черно поле g1 | черен топ на бяло поле a8 · черен цар на черно поле d8 · черен топ на черно поле h8 · черна пешка на черно поле a7 · черна пешка на бяло поле b7 · черна пешка на бяло поле d7 · черен офицер на черно поле e7 · черна пешка на бяло поле f7 · черна пешка на черно поле g7 · черна пешка на бяло поле h7 · черен кон на черно поле f6 · бял офицер на черно поле a3 · бял кон на черно поле c3 · бял топ на бяло поле d3 · бяла пешка на бяло поле a2 · бяла пешка на черно поле b2 · бяла пешка на бяло поле c2 · бяла пешка на черно поле f2 · бяла пешка на бяло поле g2 · бяла пешка на черно поле h2 · бял топ на бяло поле d1 · бял цар на черно поле g1 | черен топ на бяло поле a8 · черен цар на черно поле d8 · черен топ на черно поле h8 · черна пешка на черно поле a7 · черна пешка на бяло поле b7 · черна пешка на бяло поле d7 · черен офицер на черно поле e7 · черна пешка на бяло поле f7 · черна пешка на черно поле g7 · черна пешка на бяло поле h7 · черен кон на черно поле f6 · бял офицер на черно поле a3 · бял кон на черно поле c3 · бял топ на бяло поле d3 · бяла пешка на бяло поле a2 · бяла пешка на черно поле b2 · бяла пешка на бяло поле c2 · бяла пешка на черно поле f2 · бяла пешка на бяло поле g2 · бяла пешка на черно поле h2 · бял топ на бяло поле d1 · бял цар на черно поле g1 | черен топ на бяло поле a8 · черен цар на черно поле d8 · черен топ на черно поле h8 · черна пешка на черно поле a7 · черна пешка на бяло поле b7 · черна пешка на бяло поле d7 · черен офицер на черно поле e7 · черна пешка на бяло поле f7 · черна пешка на черно поле g7 · черна пешка на бяло поле h7 · черен кон на черно поле f6 · бял офицер на черно поле a3 · бял кон на черно поле c3 · бял топ на бяло поле d3 · бяла пешка на бяло поле a2 · бяла пешка на черно поле b2 · бяла пешка на бяло поле c2 · бяла пешка на черно поле f2 · бяла пешка на бяло поле g2 · бяла пешка на черно поле h2 · бял топ на бяло поле d1 · бял цар на черно поле g1 | черен топ на бяло поле a8 · черен цар на черно поле d8 · черен топ на черно поле h8 · черна пешка на черно поле a7 · черна пешка на бяло поле b7 · черна пешка на бяло поле d7 · черен офицер на черно поле e7 · черна пешка на бяло поле f7 · черна пешка на черно поле g7 · черна пешка на бяло поле h7 · черен кон на черно поле f6 · бял офицер на черно поле a3 · бял кон на черно поле c3 · бял топ на бяло поле d3 · бяла пешка на бяло поле a2 · бяла пешка на черно поле b2 · бяла пешка на бяло поле c2 · бяла пешка на черно поле f2 · бяла пешка на бяло поле g2 · бяла пешка на черно поле h2 · бял топ на бяло поле d1 · бял цар на черно поле g1 | черен топ на бяло поле a8 · черен цар на черно поле d8 · черен топ на черно поле h8 · черна пешка на черно поле a7 · черна пешка на бяло поле b7 · черна пешка на бяло поле d7 · черен офицер на черно поле e7 · черна пешка на бяло поле f7 · черна пешка на черно поле g7 · черна пешка на бяло поле h7 · черен кон на черно поле f6 · бял офицер на черно поле a3 · бял кон на черно поле c3 · бял топ на бяло поле d3 · бяла пешка на бяло поле a2 · бяла пешка на черно поле b2 · бяла пешка на бяло поле c2 · бяла пешка на черно поле f2 · бяла пешка на бяло поле g2 · бяла пешка на черно поле h2 · бял топ на бяло поле d1 · бял цар на черно поле g1 | черен топ на бяло поле a8 · черен цар на черно поле d8 · черен топ на черно поле h8 · черна пешка на черно поле a7 · черна пешка на бяло поле b7 · черна пешка на бяло поле d7 · черен офицер на черно поле e7 · черна пешка на бяло поле f7 · черна пешка на черно поле g7 · черна пешка на бяло поле h7 · черен кон на черно поле f6 · бял офицер на черно поле a3 · бял кон на черно поле c3 · бял топ на бяло поле d3 · бяла пешка на бяло поле a2 · бяла пешка на черно поле b2 · бяла пешка на бяло поле c2 · бяла пешка на черно поле f2 · бяла пешка на бяло поле g2 · бяла пешка на черно поле h2 · бял топ на бяло поле d1 · бял цар на черно поле g1 | 2 |
| 1 | черен топ на бяло поле a8 · черен цар на черно поле d8 · черен топ на черно поле h8 · черна пешка на черно поле a7 · черна пешка на бяло поле b7 · черна пешка на бяло поле d7 · черен офицер на черно поле e7 · черна пешка на бяло поле f7 · черна пешка на черно поле g7 · черна пешка на бяло поле h7 · черен кон на черно поле f6 · бял офицер на черно поле a3 · бял кон на черно поле c3 · бял топ на бяло поле d3 · бяла пешка на бяло поле a2 · бяла пешка на черно поле b2 · бяла пешка на бяло поле c2 · бяла пешка на черно поле f2 · бяла пешка на бяло поле g2 · бяла пешка на черно поле h2 · бял топ на бяло поле d1 · бял цар на черно поле g1 | черен топ на бяло поле a8 · черен цар на черно поле d8 · черен топ на черно поле h8 · черна пешка на черно поле a7 · черна пешка на бяло поле b7 · черна пешка на бяло поле d7 · черен офицер на черно поле e7 · черна пешка на бяло поле f7 · черна пешка на черно поле g7 · черна пешка на бяло поле h7 · черен кон на черно поле f6 · бял офицер на черно поле a3 · бял кон на черно поле c3 · бял топ на бяло поле d3 · бяла пешка на бяло поле a2 · бяла пешка на черно поле b2 · бяла пешка на бяло поле c2 · бяла пешка на черно поле f2 · бяла пешка на бяло поле g2 · бяла пешка на черно поле h2 · бял топ на бяло поле d1 · бял цар на черно поле g1 | черен топ на бяло поле a8 · черен цар на черно поле d8 · черен топ на черно поле h8 · черна пешка на черно поле a7 · черна пешка на бяло поле b7 · черна пешка на бяло поле d7 · черен офицер на черно поле e7 · черна пешка на бяло поле f7 · черна пешка на черно поле g7 · черна пешка на бяло поле h7 · черен кон на черно поле f6 · бял офицер на черно поле a3 · бял кон на черно поле c3 · бял топ на бяло поле d3 · бяла пешка на бяло поле a2 · бяла пешка на черно поле b2 · бяла пешка на бяло поле c2 · бяла пешка на черно поле f2 · бяла пешка на бяло поле g2 · бяла пешка на черно поле h2 · бял топ на бяло поле d1 · бял цар на черно поле g1 | черен топ на бяло поле a8 · черен цар на черно поле d8 · черен топ на черно поле h8 · черна пешка на черно поле a7 · черна пешка на бяло поле b7 · черна пешка на бяло поле d7 · черен офицер на черно поле e7 · черна пешка на бяло поле f7 · черна пешка на черно поле g7 · черна пешка на бяло поле h7 · черен кон на черно поле f6 · бял офицер на черно поле a3 · бял кон на черно поле c3 · бял топ на бяло поле d3 · бяла пешка на бяло поле a2 · бяла пешка на черно поле b2 · бяла пешка на бяло поле c2 · бяла пешка на черно поле f2 · бяла пешка на бяло поле g2 · бяла пешка на черно поле h2 · бял топ на бяло поле d1 · бял цар на черно поле g1 | черен топ на бяло поле a8 · черен цар на черно поле d8 · черен топ на черно поле h8 · черна пешка на черно поле a7 · черна пешка на бяло поле b7 · черна пешка на бяло поле d7 · черен офицер на черно поле e7 · черна пешка на бяло поле f7 · черна пешка на черно поле g7 · черна пешка на бяло поле h7 · черен кон на черно поле f6 · бял офицер на черно поле a3 · бял кон на черно поле c3 · бял топ на бяло поле d3 · бяла пешка на бяло поле a2 · бяла пешка на черно поле b2 · бяла пешка на бяло поле c2 · бяла пешка на черно поле f2 · бяла пешка на бяло поле g2 · бяла пешка на черно поле h2 · бял топ на бяло поле d1 · бял цар на черно поле g1 | черен топ на бяло поле a8 · черен цар на черно поле d8 · черен топ на черно поле h8 · черна пешка на черно поле a7 · черна пешка на бяло поле b7 · черна пешка на бяло поле d7 · черен офицер на черно поле e7 · черна пешка на бяло поле f7 · черна пешка на черно поле g7 · черна пешка на бяло поле h7 · черен кон на черно поле f6 · бял офицер на черно поле a3 · бял кон на черно поле c3 · бял топ на бяло поле d3 · бяла пешка на бяло поле a2 · бяла пешка на черно поле b2 · бяла пешка на бяло поле c2 · бяла пешка на черно поле f2 · бяла пешка на бяло поле g2 · бяла пешка на черно поле h2 · бял топ на бяло поле d1 · бял цар на черно поле g1 | черен топ на бяло поле a8 · черен цар на черно поле d8 · черен топ на черно поле h8 · черна пешка на черно поле a7 · черна пешка на бяло поле b7 · черна пешка на бяло поле d7 · черен офицер на черно поле e7 · черна пешка на бяло поле f7 · черна пешка на черно поле g7 · черна пешка на бяло поле h7 · черен кон на черно поле f6 · бял офицер на черно поле a3 · бял кон на черно поле c3 · бял топ на бяло поле d3 · бяла пешка на бяло поле a2 · бяла пешка на черно поле b2 · бяла пешка на бяло поле c2 · бяла пешка на черно поле f2 · бяла пешка на бяло поле g2 · бяла пешка на черно поле h2 · бял топ на бяло поле d1 · бял цар на черно поле g1 | черен топ на бяло поле a8 · черен цар на черно поле d8 · черен топ на черно поле h8 · черна пешка на черно поле a7 · черна пешка на бяло поле b7 · черна пешка на бяло поле d7 · черен офицер на черно поле e7 · черна пешка на бяло поле f7 · черна пешка на черно поле g7 · черна пешка на бяло поле h7 · черен кон на черно поле f6 · бял офицер на черно поле a3 · бял кон на черно поле c3 · бял топ на бяло поле d3 · бяла пешка на бяло поле a2 · бяла пешка на черно поле b2 · бяла пешка на бяло поле c2 · бяла пешка на черно поле f2 · бяла пешка на бяло поле g2 · бяла пешка на черно поле h2 · бял топ на бяло поле d1 · бял цар на черно поле g1 | 1 |
|   | a | b | c | d | e | f | g | h |   |

1.Кe4! Ако черните приемат жертвата 1. ... К:e4?, белите веднага си връщат фигурата, като печелят пешка и силна атака на царя 2. Т:d7+ Цс8 Ако 2. ... Це8? 3. Т:е7+ Цf8 4. Т:e4+! Цg8 5. Ted1!(Tde3!) h6 
6. Td8+ (Te8+) Т:d8(T:e8) 7.Т:d8+(T:e8+) Цh7 8. T:h8+ Ц:h8 +– с фигура и пешка повече за белите в печеливша позиция. 3. Т:е7 Кf6 4. Tc3+ Цd8 5.Т:f7 +– с „мелница“ от белите топове по седма линия, открит черен цар в центъра без защита и три пешки повече белите печелят. 
При отказ на жертвата 1. ... d6 2. K:d6! Tg8 2. K:f7++ Це8 3. Kd6+ Цd7 4. Kf5+! с печалба на офицера Ое7 или 1. ... О:а3 2. b:a3 Tb8(Tf8) 3. K:f6 g:f6 3. T:d7+ Це8(Цс8) 4. Тс7(Те7) ~ 5. Tdd7 +– и отново сдвоените бели топове по седма линия блокират черните фигури в спечелена позиция за белите.

|   | a | b | c | d | e | f | g | h |   |
| 8 | черен топ на бяло поле a8 · черна дама на черно поле d8 · черен цар на бяло поле e8 · черен топ на черно поле h8 · черна пешка на черно поле a7 · черна пешка на бяло поле b7 · черна пешка на черно поле e7 · черна пешка на бяло поле f7 · черен офицер на черно поле g7 · черна пешка на бяло поле h7 · черен кон на бяло поле c6 · черна пешка на черно поле d6 · черен кон на черно поле f6 · черна пешка на бяло поле g6 · бяла пешка на черно поле f4 · бял кон на черно поле c3 · бяла пешка на бяло поле d3 · бял топ на черно поле e3 · бял кон на бяло поле f3 · бяла пешка на черно поле g3 · бяла пешка на бяло поле a2 · бяла пешка на черно поле b2 · бяла пешка на бяло поле c2 · бяла дама на бяло поле e2 · бял офицер на бяло поле g2 · бяла пешка на черно поле h2 · бял цар на черно поле c1 · бял топ на черно поле e1 | черен топ на бяло поле a8 · черна дама на черно поле d8 · черен цар на бяло поле e8 · черен топ на черно поле h8 · черна пешка на черно поле a7 · черна пешка на бяло поле b7 · черна пешка на черно поле e7 · черна пешка на бяло поле f7 · черен офицер на черно поле g7 · черна пешка на бяло поле h7 · черен кон на бяло поле c6 · черна пешка на черно поле d6 · черен кон на черно поле f6 · черна пешка на бяло поле g6 · бяла пешка на черно поле f4 · бял кон на черно поле c3 · бяла пешка на бяло поле d3 · бял топ на черно поле e3 · бял кон на бяло поле f3 · бяла пешка на черно поле g3 · бяла пешка на бяло поле a2 · бяла пешка на черно поле b2 · бяла пешка на бяло поле c2 · бяла дама на бяло поле e2 · бял офицер на бяло поле g2 · бяла пешка на черно поле h2 · бял цар на черно поле c1 · бял топ на черно поле e1 | черен топ на бяло поле a8 · черна дама на черно поле d8 · черен цар на бяло поле e8 · черен топ на черно поле h8 · черна пешка на черно поле a7 · черна пешка на бяло поле b7 · черна пешка на черно поле e7 · черна пешка на бяло поле f7 · черен офицер на черно поле g7 · черна пешка на бяло поле h7 · черен кон на бяло поле c6 · черна пешка на черно поле d6 · черен кон на черно поле f6 · черна пешка на бяло поле g6 · бяла пешка на черно поле f4 · бял кон на черно поле c3 · бяла пешка на бяло поле d3 · бял топ на черно поле e3 · бял кон на бяло поле f3 · бяла пешка на черно поле g3 · бяла пешка на бяло поле a2 · бяла пешка на черно поле b2 · бяла пешка на бяло поле c2 · бяла дама на бяло поле e2 · бял офицер на бяло поле g2 · бяла пешка на черно поле h2 · бял цар на черно поле c1 · бял топ на черно поле e1 | черен топ на бяло поле a8 · черна дама на черно поле d8 · черен цар на бяло поле e8 · черен топ на черно поле h8 · черна пешка на черно поле a7 · черна пешка на бяло поле b7 · черна пешка на черно поле e7 · черна пешка на бяло поле f7 · черен офицер на черно поле g7 · черна пешка на бяло поле h7 · черен кон на бяло поле c6 · черна пешка на черно поле d6 · черен кон на черно поле f6 · черна пешка на бяло поле g6 · бяла пешка на черно поле f4 · бял кон на черно поле c3 · бяла пешка на бяло поле d3 · бял топ на черно поле e3 · бял кон на бяло поле f3 · бяла пешка на черно поле g3 · бяла пешка на бяло поле a2 · бяла пешка на черно поле b2 · бяла пешка на бяло поле c2 · бяла дама на бяло поле e2 · бял офицер на бяло поле g2 · бяла пешка на черно поле h2 · бял цар на черно поле c1 · бял топ на черно поле e1 | черен топ на бяло поле a8 · черна дама на черно поле d8 · черен цар на бяло поле e8 · черен топ на черно поле h8 · черна пешка на черно поле a7 · черна пешка на бяло поле b7 · черна пешка на черно поле e7 · черна пешка на бяло поле f7 · черен офицер на черно поле g7 · черна пешка на бяло поле h7 · черен кон на бяло поле c6 · черна пешка на черно поле d6 · черен кон на черно поле f6 · черна пешка на бяло поле g6 · бяла пешка на черно поле f4 · бял кон на черно поле c3 · бяла пешка на бяло поле d3 · бял топ на черно поле e3 · бял кон на бяло поле f3 · бяла пешка на черно поле g3 · бяла пешка на бяло поле a2 · бяла пешка на черно поле b2 · бяла пешка на бяло поле c2 · бяла дама на бяло поле e2 · бял офицер на бяло поле g2 · бяла пешка на черно поле h2 · бял цар на черно поле c1 · бял топ на черно поле e1 | черен топ на бяло поле a8 · черна дама на черно поле d8 · черен цар на бяло поле e8 · черен топ на черно поле h8 · черна пешка на черно поле a7 · черна пешка на бяло поле b7 · черна пешка на черно поле e7 · черна пешка на бяло поле f7 · черен офицер на черно поле g7 · черна пешка на бяло поле h7 · черен кон на бяло поле c6 · черна пешка на черно поле d6 · черен кон на черно поле f6 · черна пешка на бяло поле g6 · бяла пешка на черно поле f4 · бял кон на черно поле c3 · бяла пешка на бяло поле d3 · бял топ на черно поле e3 · бял кон на бяло поле f3 · бяла пешка на черно поле g3 · бяла пешка на бяло поле a2 · бяла пешка на черно поле b2 · бяла пешка на бяло поле c2 · бяла дама на бяло поле e2 · бял офицер на бяло поле g2 · бяла пешка на черно поле h2 · бял цар на черно поле c1 · бял топ на черно поле e1 | черен топ на бяло поле a8 · черна дама на черно поле d8 · черен цар на бяло поле e8 · черен топ на черно поле h8 · черна пешка на черно поле a7 · черна пешка на бяло поле b7 · черна пешка на черно поле e7 · черна пешка на бяло поле f7 · черен офицер на черно поле g7 · черна пешка на бяло поле h7 · черен кон на бяло поле c6 · черна пешка на черно поле d6 · черен кон на черно поле f6 · черна пешка на бяло поле g6 · бяла пешка на черно поле f4 · бял кон на черно поле c3 · бяла пешка на бяло поле d3 · бял топ на черно поле e3 · бял кон на бяло поле f3 · бяла пешка на черно поле g3 · бяла пешка на бяло поле a2 · бяла пешка на черно поле b2 · бяла пешка на бяло поле c2 · бяла дама на бяло поле e2 · бял офицер на бяло поле g2 · бяла пешка на черно поле h2 · бял цар на черно поле c1 · бял топ на черно поле e1 | черен топ на бяло поле a8 · черна дама на черно поле d8 · черен цар на бяло поле e8 · черен топ на черно поле h8 · черна пешка на черно поле a7 · черна пешка на бяло поле b7 · черна пешка на черно поле e7 · черна пешка на бяло поле f7 · черен офицер на черно поле g7 · черна пешка на бяло поле h7 · черен кон на бяло поле c6 · черна пешка на черно поле d6 · черен кон на черно поле f6 · черна пешка на бяло поле g6 · бяла пешка на черно поле f4 · бял кон на черно поле c3 · бяла пешка на бяло поле d3 · бял топ на черно поле e3 · бял кон на бяло поле f3 · бяла пешка на черно поле g3 · бяла пешка на бяло поле a2 · бяла пешка на черно поле b2 · бяла пешка на бяло поле c2 · бяла дама на бяло поле e2 · бял офицер на бяло поле g2 · бяла пешка на черно поле h2 · бял цар на черно поле c1 · бял топ на черно поле e1 | 8 |
| 7 | черен топ на бяло поле a8 · черна дама на черно поле d8 · черен цар на бяло поле e8 · черен топ на черно поле h8 · черна пешка на черно поле a7 · черна пешка на бяло поле b7 · черна пешка на черно поле e7 · черна пешка на бяло поле f7 · черен офицер на черно поле g7 · черна пешка на бяло поле h7 · черен кон на бяло поле c6 · черна пешка на черно поле d6 · черен кон на черно поле f6 · черна пешка на бяло поле g6 · бяла пешка на черно поле f4 · бял кон на черно поле c3 · бяла пешка на бяло поле d3 · бял топ на черно поле e3 · бял кон на бяло поле f3 · бяла пешка на черно поле g3 · бяла пешка на бяло поле a2 · бяла пешка на черно поле b2 · бяла пешка на бяло поле c2 · бяла дама на бяло поле e2 · бял офицер на бяло поле g2 · бяла пешка на черно поле h2 · бял цар на черно поле c1 · бял топ на черно поле e1 | черен топ на бяло поле a8 · черна дама на черно поле d8 · черен цар на бяло поле e8 · черен топ на черно поле h8 · черна пешка на черно поле a7 · черна пешка на бяло поле b7 · черна пешка на черно поле e7 · черна пешка на бяло поле f7 · черен офицер на черно поле g7 · черна пешка на бяло поле h7 · черен кон на бяло поле c6 · черна пешка на черно поле d6 · черен кон на черно поле f6 · черна пешка на бяло поле g6 · бяла пешка на черно поле f4 · бял кон на черно поле c3 · бяла пешка на бяло поле d3 · бял топ на черно поле e3 · бял кон на бяло поле f3 · бяла пешка на черно поле g3 · бяла пешка на бяло поле a2 · бяла пешка на черно поле b2 · бяла пешка на бяло поле c2 · бяла дама на бяло поле e2 · бял офицер на бяло поле g2 · бяла пешка на черно поле h2 · бял цар на черно поле c1 · бял топ на черно поле e1 | черен топ на бяло поле a8 · черна дама на черно поле d8 · черен цар на бяло поле e8 · черен топ на черно поле h8 · черна пешка на черно поле a7 · черна пешка на бяло поле b7 · черна пешка на черно поле e7 · черна пешка на бяло поле f7 · черен офицер на черно поле g7 · черна пешка на бяло поле h7 · черен кон на бяло поле c6 · черна пешка на черно поле d6 · черен кон на черно поле f6 · черна пешка на бяло поле g6 · бяла пешка на черно поле f4 · бял кон на черно поле c3 · бяла пешка на бяло поле d3 · бял топ на черно поле e3 · бял кон на бяло поле f3 · бяла пешка на черно поле g3 · бяла пешка на бяло поле a2 · бяла пешка на черно поле b2 · бяла пешка на бяло поле c2 · бяла дама на бяло поле e2 · бял офицер на бяло поле g2 · бяла пешка на черно поле h2 · бял цар на черно поле c1 · бял топ на черно поле e1 | черен топ на бяло поле a8 · черна дама на черно поле d8 · черен цар на бяло поле e8 · черен топ на черно поле h8 · черна пешка на черно поле a7 · черна пешка на бяло поле b7 · черна пешка на черно поле e7 · черна пешка на бяло поле f7 · черен офицер на черно поле g7 · черна пешка на бяло поле h7 · черен кон на бяло поле c6 · черна пешка на черно поле d6 · черен кон на черно поле f6 · черна пешка на бяло поле g6 · бяла пешка на черно поле f4 · бял кон на черно поле c3 · бяла пешка на бяло поле d3 · бял топ на черно поле e3 · бял кон на бяло поле f3 · бяла пешка на черно поле g3 · бяла пешка на бяло поле a2 · бяла пешка на черно поле b2 · бяла пешка на бяло поле c2 · бяла дама на бяло поле e2 · бял офицер на бяло поле g2 · бяла пешка на черно поле h2 · бял цар на черно поле c1 · бял топ на черно поле e1 | черен топ на бяло поле a8 · черна дама на черно поле d8 · черен цар на бяло поле e8 · черен топ на черно поле h8 · черна пешка на черно поле a7 · черна пешка на бяло поле b7 · черна пешка на черно поле e7 · черна пешка на бяло поле f7 · черен офицер на черно поле g7 · черна пешка на бяло поле h7 · черен кон на бяло поле c6 · черна пешка на черно поле d6 · черен кон на черно поле f6 · черна пешка на бяло поле g6 · бяла пешка на черно поле f4 · бял кон на черно поле c3 · бяла пешка на бяло поле d3 · бял топ на черно поле e3 · бял кон на бяло поле f3 · бяла пешка на черно поле g3 · бяла пешка на бяло поле a2 · бяла пешка на черно поле b2 · бяла пешка на бяло поле c2 · бяла дама на бяло поле e2 · бял офицер на бяло поле g2 · бяла пешка на черно поле h2 · бял цар на черно поле c1 · бял топ на черно поле e1 | черен топ на бяло поле a8 · черна дама на черно поле d8 · черен цар на бяло поле e8 · черен топ на черно поле h8 · черна пешка на черно поле a7 · черна пешка на бяло поле b7 · черна пешка на черно поле e7 · черна пешка на бяло поле f7 · черен офицер на черно поле g7 · черна пешка на бяло поле h7 · черен кон на бяло поле c6 · черна пешка на черно поле d6 · черен кон на черно поле f6 · черна пешка на бяло поле g6 · бяла пешка на черно поле f4 · бял кон на черно поле c3 · бяла пешка на бяло поле d3 · бял топ на черно поле e3 · бял кон на бяло поле f3 · бяла пешка на черно поле g3 · бяла пешка на бяло поле a2 · бяла пешка на черно поле b2 · бяла пешка на бяло поле c2 · бяла дама на бяло поле e2 · бял офицер на бяло поле g2 · бяла пешка на черно поле h2 · бял цар на черно поле c1 · бял топ на черно поле e1 | черен топ на бяло поле a8 · черна дама на черно поле d8 · черен цар на бяло поле e8 · черен топ на черно поле h8 · черна пешка на черно поле a7 · черна пешка на бяло поле b7 · черна пешка на черно поле e7 · черна пешка на бяло поле f7 · черен офицер на черно поле g7 · черна пешка на бяло поле h7 · черен кон на бяло поле c6 · черна пешка на черно поле d6 · черен кон на черно поле f6 · черна пешка на бяло поле g6 · бяла пешка на черно поле f4 · бял кон на черно поле c3 · бяла пешка на бяло поле d3 · бял топ на черно поле e3 · бял кон на бяло поле f3 · бяла пешка на черно поле g3 · бяла пешка на бяло поле a2 · бяла пешка на черно поле b2 · бяла пешка на бяло поле c2 · бяла дама на бяло поле e2 · бял офицер на бяло поле g2 · бяла пешка на черно поле h2 · бял цар на черно поле c1 · бял топ на черно поле e1 | черен топ на бяло поле a8 · черна дама на черно поле d8 · черен цар на бяло поле e8 · черен топ на черно поле h8 · черна пешка на черно поле a7 · черна пешка на бяло поле b7 · черна пешка на черно поле e7 · черна пешка на бяло поле f7 · черен офицер на черно поле g7 · черна пешка на бяло поле h7 · черен кон на бяло поле c6 · черна пешка на черно поле d6 · черен кон на черно поле f6 · черна пешка на бяло поле g6 · бяла пешка на черно поле f4 · бял кон на черно поле c3 · бяла пешка на бяло поле d3 · бял топ на черно поле e3 · бял кон на бяло поле f3 · бяла пешка на черно поле g3 · бяла пешка на бяло поле a2 · бяла пешка на черно поле b2 · бяла пешка на бяло поле c2 · бяла дама на бяло поле e2 · бял офицер на бяло поле g2 · бяла пешка на черно поле h2 · бял цар на черно поле c1 · бял топ на черно поле e1 | 7 |
| 6 | черен топ на бяло поле a8 · черна дама на черно поле d8 · черен цар на бяло поле e8 · черен топ на черно поле h8 · черна пешка на черно поле a7 · черна пешка на бяло поле b7 · черна пешка на черно поле e7 · черна пешка на бяло поле f7 · черен офицер на черно поле g7 · черна пешка на бяло поле h7 · черен кон на бяло поле c6 · черна пешка на черно поле d6 · черен кон на черно поле f6 · черна пешка на бяло поле g6 · бяла пешка на черно поле f4 · бял кон на черно поле c3 · бяла пешка на бяло поле d3 · бял топ на черно поле e3 · бял кон на бяло поле f3 · бяла пешка на черно поле g3 · бяла пешка на бяло поле a2 · бяла пешка на черно поле b2 · бяла пешка на бяло поле c2 · бяла дама на бяло поле e2 · бял офицер на бяло поле g2 · бяла пешка на черно поле h2 · бял цар на черно поле c1 · бял топ на черно поле e1 | черен топ на бяло поле a8 · черна дама на черно поле d8 · черен цар на бяло поле e8 · черен топ на черно поле h8 · черна пешка на черно поле a7 · черна пешка на бяло поле b7 · черна пешка на черно поле e7 · черна пешка на бяло поле f7 · черен офицер на черно поле g7 · черна пешка на бяло поле h7 · черен кон на бяло поле c6 · черна пешка на черно поле d6 · черен кон на черно поле f6 · черна пешка на бяло поле g6 · бяла пешка на черно поле f4 · бял кон на черно поле c3 · бяла пешка на бяло поле d3 · бял топ на черно поле e3 · бял кон на бяло поле f3 · бяла пешка на черно поле g3 · бяла пешка на бяло поле a2 · бяла пешка на черно поле b2 · бяла пешка на бяло поле c2 · бяла дама на бяло поле e2 · бял офицер на бяло поле g2 · бяла пешка на черно поле h2 · бял цар на черно поле c1 · бял топ на черно поле e1 | черен топ на бяло поле a8 · черна дама на черно поле d8 · черен цар на бяло поле e8 · черен топ на черно поле h8 · черна пешка на черно поле a7 · черна пешка на бяло поле b7 · черна пешка на черно поле e7 · черна пешка на бяло поле f7 · черен офицер на черно поле g7 · черна пешка на бяло поле h7 · черен кон на бяло поле c6 · черна пешка на черно поле d6 · черен кон на черно поле f6 · черна пешка на бяло поле g6 · бяла пешка на черно поле f4 · бял кон на черно поле c3 · бяла пешка на бяло поле d3 · бял топ на черно поле e3 · бял кон на бяло поле f3 · бяла пешка на черно поле g3 · бяла пешка на бяло поле a2 · бяла пешка на черно поле b2 · бяла пешка на бяло поле c2 · бяла дама на бяло поле e2 · бял офицер на бяло поле g2 · бяла пешка на черно поле h2 · бял цар на черно поле c1 · бял топ на черно поле e1 | черен топ на бяло поле a8 · черна дама на черно поле d8 · черен цар на бяло поле e8 · черен топ на черно поле h8 · черна пешка на черно поле a7 · черна пешка на бяло поле b7 · черна пешка на черно поле e7 · черна пешка на бяло поле f7 · черен офицер на черно поле g7 · черна пешка на бяло поле h7 · черен кон на бяло поле c6 · черна пешка на черно поле d6 · черен кон на черно поле f6 · черна пешка на бяло поле g6 · бяла пешка на черно поле f4 · бял кон на черно поле c3 · бяла пешка на бяло поле d3 · бял топ на черно поле e3 · бял кон на бяло поле f3 · бяла пешка на черно поле g3 · бяла пешка на бяло поле a2 · бяла пешка на черно поле b2 · бяла пешка на бяло поле c2 · бяла дама на бяло поле e2 · бял офицер на бяло поле g2 · бяла пешка на черно поле h2 · бял цар на черно поле c1 · бял топ на черно поле e1 | черен топ на бяло поле a8 · черна дама на черно поле d8 · черен цар на бяло поле e8 · черен топ на черно поле h8 · черна пешка на черно поле a7 · черна пешка на бяло поле b7 · черна пешка на черно поле e7 · черна пешка на бяло поле f7 · черен офицер на черно поле g7 · черна пешка на бяло поле h7 · черен кон на бяло поле c6 · черна пешка на черно поле d6 · черен кон на черно поле f6 · черна пешка на бяло поле g6 · бяла пешка на черно поле f4 · бял кон на черно поле c3 · бяла пешка на бяло поле d3 · бял топ на черно поле e3 · бял кон на бяло поле f3 · бяла пешка на черно поле g3 · бяла пешка на бяло поле a2 · бяла пешка на черно поле b2 · бяла пешка на бяло поле c2 · бяла дама на бяло поле e2 · бял офицер на бяло поле g2 · бяла пешка на черно поле h2 · бял цар на черно поле c1 · бял топ на черно поле e1 | черен топ на бяло поле a8 · черна дама на черно поле d8 · черен цар на бяло поле e8 · черен топ на черно поле h8 · черна пешка на черно поле a7 · черна пешка на бяло поле b7 · черна пешка на черно поле e7 · черна пешка на бяло поле f7 · черен офицер на черно поле g7 · черна пешка на бяло поле h7 · черен кон на бяло поле c6 · черна пешка на черно поле d6 · черен кон на черно поле f6 · черна пешка на бяло поле g6 · бяла пешка на черно поле f4 · бял кон на черно поле c3 · бяла пешка на бяло поле d3 · бял топ на черно поле e3 · бял кон на бяло поле f3 · бяла пешка на черно поле g3 · бяла пешка на бяло поле a2 · бяла пешка на черно поле b2 · бяла пешка на бяло поле c2 · бяла дама на бяло поле e2 · бял офицер на бяло поле g2 · бяла пешка на черно поле h2 · бял цар на черно поле c1 · бял топ на черно поле e1 | черен топ на бяло поле a8 · черна дама на черно поле d8 · черен цар на бяло поле e8 · черен топ на черно поле h8 · черна пешка на черно поле a7 · черна пешка на бяло поле b7 · черна пешка на черно поле e7 · черна пешка на бяло поле f7 · черен офицер на черно поле g7 · черна пешка на бяло поле h7 · черен кон на бяло поле c6 · черна пешка на черно поле d6 · черен кон на черно поле f6 · черна пешка на бяло поле g6 · бяла пешка на черно поле f4 · бял кон на черно поле c3 · бяла пешка на бяло поле d3 · бял топ на черно поле e3 · бял кон на бяло поле f3 · бяла пешка на черно поле g3 · бяла пешка на бяло поле a2 · бяла пешка на черно поле b2 · бяла пешка на бяло поле c2 · бяла дама на бяло поле e2 · бял офицер на бяло поле g2 · бяла пешка на черно поле h2 · бял цар на черно поле c1 · бял топ на черно поле e1 | черен топ на бяло поле a8 · черна дама на черно поле d8 · черен цар на бяло поле e8 · черен топ на черно поле h8 · черна пешка на черно поле a7 · черна пешка на бяло поле b7 · черна пешка на черно поле e7 · черна пешка на бяло поле f7 · черен офицер на черно поле g7 · черна пешка на бяло поле h7 · черен кон на бяло поле c6 · черна пешка на черно поле d6 · черен кон на черно поле f6 · черна пешка на бяло поле g6 · бяла пешка на черно поле f4 · бял кон на черно поле c3 · бяла пешка на бяло поле d3 · бял топ на черно поле e3 · бял кон на бяло поле f3 · бяла пешка на черно поле g3 · бяла пешка на бяло поле a2 · бяла пешка на черно поле b2 · бяла пешка на бяло поле c2 · бяла дама на бяло поле e2 · бял офицер на бяло поле g2 · бяла пешка на черно поле h2 · бял цар на черно поле c1 · бял топ на черно поле e1 | 6 |
| 5 | черен топ на бяло поле a8 · черна дама на черно поле d8 · черен цар на бяло поле e8 · черен топ на черно поле h8 · черна пешка на черно поле a7 · черна пешка на бяло поле b7 · черна пешка на черно поле e7 · черна пешка на бяло поле f7 · черен офицер на черно поле g7 · черна пешка на бяло поле h7 · черен кон на бяло поле c6 · черна пешка на черно поле d6 · черен кон на черно поле f6 · черна пешка на бяло поле g6 · бяла пешка на черно поле f4 · бял кон на черно поле c3 · бяла пешка на бяло поле d3 · бял топ на черно поле e3 · бял кон на бяло поле f3 · бяла пешка на черно поле g3 · бяла пешка на бяло поле a2 · бяла пешка на черно поле b2 · бяла пешка на бяло поле c2 · бяла дама на бяло поле e2 · бял офицер на бяло поле g2 · бяла пешка на черно поле h2 · бял цар на черно поле c1 · бял топ на черно поле e1 | черен топ на бяло поле a8 · черна дама на черно поле d8 · черен цар на бяло поле e8 · черен топ на черно поле h8 · черна пешка на черно поле a7 · черна пешка на бяло поле b7 · черна пешка на черно поле e7 · черна пешка на бяло поле f7 · черен офицер на черно поле g7 · черна пешка на бяло поле h7 · черен кон на бяло поле c6 · черна пешка на черно поле d6 · черен кон на черно поле f6 · черна пешка на бяло поле g6 · бяла пешка на черно поле f4 · бял кон на черно поле c3 · бяла пешка на бяло поле d3 · бял топ на черно поле e3 · бял кон на бяло поле f3 · бяла пешка на черно поле g3 · бяла пешка на бяло поле a2 · бяла пешка на черно поле b2 · бяла пешка на бяло поле c2 · бяла дама на бяло поле e2 · бял офицер на бяло поле g2 · бяла пешка на черно поле h2 · бял цар на черно поле c1 · бял топ на черно поле e1 | черен топ на бяло поле a8 · черна дама на черно поле d8 · черен цар на бяло поле e8 · черен топ на черно поле h8 · черна пешка на черно поле a7 · черна пешка на бяло поле b7 · черна пешка на черно поле e7 · черна пешка на бяло поле f7 · черен офицер на черно поле g7 · черна пешка на бяло поле h7 · черен кон на бяло поле c6 · черна пешка на черно поле d6 · черен кон на черно поле f6 · черна пешка на бяло поле g6 · бяла пешка на черно поле f4 · бял кон на черно поле c3 · бяла пешка на бяло поле d3 · бял топ на черно поле e3 · бял кон на бяло поле f3 · бяла пешка на черно поле g3 · бяла пешка на бяло поле a2 · бяла пешка на черно поле b2 · бяла пешка на бяло поле c2 · бяла дама на бяло поле e2 · бял офицер на бяло поле g2 · бяла пешка на черно поле h2 · бял цар на черно поле c1 · бял топ на черно поле e1 | черен топ на бяло поле a8 · черна дама на черно поле d8 · черен цар на бяло поле e8 · черен топ на черно поле h8 · черна пешка на черно поле a7 · черна пешка на бяло поле b7 · черна пешка на черно поле e7 · черна пешка на бяло поле f7 · черен офицер на черно поле g7 · черна пешка на бяло поле h7 · черен кон на бяло поле c6 · черна пешка на черно поле d6 · черен кон на черно поле f6 · черна пешка на бяло поле g6 · бяла пешка на черно поле f4 · бял кон на черно поле c3 · бяла пешка на бяло поле d3 · бял топ на черно поле e3 · бял кон на бяло поле f3 · бяла пешка на черно поле g3 · бяла пешка на бяло поле a2 · бяла пешка на черно поле b2 · бяла пешка на бяло поле c2 · бяла дама на бяло поле e2 · бял офицер на бяло поле g2 · бяла пешка на черно поле h2 · бял цар на черно поле c1 · бял топ на черно поле e1 | черен топ на бяло поле a8 · черна дама на черно поле d8 · черен цар на бяло поле e8 · черен топ на черно поле h8 · черна пешка на черно поле a7 · черна пешка на бяло поле b7 · черна пешка на черно поле e7 · черна пешка на бяло поле f7 · черен офицер на черно поле g7 · черна пешка на бяло поле h7 · черен кон на бяло поле c6 · черна пешка на черно поле d6 · черен кон на черно поле f6 · черна пешка на бяло поле g6 · бяла пешка на черно поле f4 · бял кон на черно поле c3 · бяла пешка на бяло поле d3 · бял топ на черно поле e3 · бял кон на бяло поле f3 · бяла пешка на черно поле g3 · бяла пешка на бяло поле a2 · бяла пешка на черно поле b2 · бяла пешка на бяло поле c2 · бяла дама на бяло поле e2 · бял офицер на бяло поле g2 · бяла пешка на черно поле h2 · бял цар на черно поле c1 · бял топ на черно поле e1 | черен топ на бяло поле a8 · черна дама на черно поле d8 · черен цар на бяло поле e8 · черен топ на черно поле h8 · черна пешка на черно поле a7 · черна пешка на бяло поле b7 · черна пешка на черно поле e7 · черна пешка на бяло поле f7 · черен офицер на черно поле g7 · черна пешка на бяло поле h7 · черен кон на бяло поле c6 · черна пешка на черно поле d6 · черен кон на черно поле f6 · черна пешка на бяло поле g6 · бяла пешка на черно поле f4 · бял кон на черно поле c3 · бяла пешка на бяло поле d3 · бял топ на черно поле e3 · бял кон на бяло поле f3 · бяла пешка на черно поле g3 · бяла пешка на бяло поле a2 · бяла пешка на черно поле b2 · бяла пешка на бяло поле c2 · бяла дама на бяло поле e2 · бял офицер на бяло поле g2 · бяла пешка на черно поле h2 · бял цар на черно поле c1 · бял топ на черно поле e1 | черен топ на бяло поле a8 · черна дама на черно поле d8 · черен цар на бяло поле e8 · черен топ на черно поле h8 · черна пешка на черно поле a7 · черна пешка на бяло поле b7 · черна пешка на черно поле e7 · черна пешка на бяло поле f7 · черен офицер на черно поле g7 · черна пешка на бяло поле h7 · черен кон на бяло поле c6 · черна пешка на черно поле d6 · черен кон на черно поле f6 · черна пешка на бяло поле g6 · бяла пешка на черно поле f4 · бял кон на черно поле c3 · бяла пешка на бяло поле d3 · бял топ на черно поле e3 · бял кон на бяло поле f3 · бяла пешка на черно поле g3 · бяла пешка на бяло поле a2 · бяла пешка на черно поле b2 · бяла пешка на бяло поле c2 · бяла дама на бяло поле e2 · бял офицер на бяло поле g2 · бяла пешка на черно поле h2 · бял цар на черно поле c1 · бял топ на черно поле e1 | черен топ на бяло поле a8 · черна дама на черно поле d8 · черен цар на бяло поле e8 · черен топ на черно поле h8 · черна пешка на черно поле a7 · черна пешка на бяло поле b7 · черна пешка на черно поле e7 · черна пешка на бяло поле f7 · черен офицер на черно поле g7 · черна пешка на бяло поле h7 · черен кон на бяло поле c6 · черна пешка на черно поле d6 · черен кон на черно поле f6 · черна пешка на бяло поле g6 · бяла пешка на черно поле f4 · бял кон на черно поле c3 · бяла пешка на бяло поле d3 · бял топ на черно поле e3 · бял кон на бяло поле f3 · бяла пешка на черно поле g3 · бяла пешка на бяло поле a2 · бяла пешка на черно поле b2 · бяла пешка на бяло поле c2 · бяла дама на бяло поле e2 · бял офицер на бяло поле g2 · бяла пешка на черно поле h2 · бял цар на черно поле c1 · бял топ на черно поле e1 | 5 |
| 4 | черен топ на бяло поле a8 · черна дама на черно поле d8 · черен цар на бяло поле e8 · черен топ на черно поле h8 · черна пешка на черно поле a7 · черна пешка на бяло поле b7 · черна пешка на черно поле e7 · черна пешка на бяло поле f7 · черен офицер на черно поле g7 · черна пешка на бяло поле h7 · черен кон на бяло поле c6 · черна пешка на черно поле d6 · черен кон на черно поле f6 · черна пешка на бяло поле g6 · бяла пешка на черно поле f4 · бял кон на черно поле c3 · бяла пешка на бяло поле d3 · бял топ на черно поле e3 · бял кон на бяло поле f3 · бяла пешка на черно поле g3 · бяла пешка на бяло поле a2 · бяла пешка на черно поле b2 · бяла пешка на бяло поле c2 · бяла дама на бяло поле e2 · бял офицер на бяло поле g2 · бяла пешка на черно поле h2 · бял цар на черно поле c1 · бял топ на черно поле e1 | черен топ на бяло поле a8 · черна дама на черно поле d8 · черен цар на бяло поле e8 · черен топ на черно поле h8 · черна пешка на черно поле a7 · черна пешка на бяло поле b7 · черна пешка на черно поле e7 · черна пешка на бяло поле f7 · черен офицер на черно поле g7 · черна пешка на бяло поле h7 · черен кон на бяло поле c6 · черна пешка на черно поле d6 · черен кон на черно поле f6 · черна пешка на бяло поле g6 · бяла пешка на черно поле f4 · бял кон на черно поле c3 · бяла пешка на бяло поле d3 · бял топ на черно поле e3 · бял кон на бяло поле f3 · бяла пешка на черно поле g3 · бяла пешка на бяло поле a2 · бяла пешка на черно поле b2 · бяла пешка на бяло поле c2 · бяла дама на бяло поле e2 · бял офицер на бяло поле g2 · бяла пешка на черно поле h2 · бял цар на черно поле c1 · бял топ на черно поле e1 | черен топ на бяло поле a8 · черна дама на черно поле d8 · черен цар на бяло поле e8 · черен топ на черно поле h8 · черна пешка на черно поле a7 · черна пешка на бяло поле b7 · черна пешка на черно поле e7 · черна пешка на бяло поле f7 · черен офицер на черно поле g7 · черна пешка на бяло поле h7 · черен кон на бяло поле c6 · черна пешка на черно поле d6 · черен кон на черно поле f6 · черна пешка на бяло поле g6 · бяла пешка на черно поле f4 · бял кон на черно поле c3 · бяла пешка на бяло поле d3 · бял топ на черно поле e3 · бял кон на бяло поле f3 · бяла пешка на черно поле g3 · бяла пешка на бяло поле a2 · бяла пешка на черно поле b2 · бяла пешка на бяло поле c2 · бяла дама на бяло поле e2 · бял офицер на бяло поле g2 · бяла пешка на черно поле h2 · бял цар на черно поле c1 · бял топ на черно поле e1 | черен топ на бяло поле a8 · черна дама на черно поле d8 · черен цар на бяло поле e8 · черен топ на черно поле h8 · черна пешка на черно поле a7 · черна пешка на бяло поле b7 · черна пешка на черно поле e7 · черна пешка на бяло поле f7 · черен офицер на черно поле g7 · черна пешка на бяло поле h7 · черен кон на бяло поле c6 · черна пешка на черно поле d6 · черен кон на черно поле f6 · черна пешка на бяло поле g6 · бяла пешка на черно поле f4 · бял кон на черно поле c3 · бяла пешка на бяло поле d3 · бял топ на черно поле e3 · бял кон на бяло поле f3 · бяла пешка на черно поле g3 · бяла пешка на бяло поле a2 · бяла пешка на черно поле b2 · бяла пешка на бяло поле c2 · бяла дама на бяло поле e2 · бял офицер на бяло поле g2 · бяла пешка на черно поле h2 · бял цар на черно поле c1 · бял топ на черно поле e1 | черен топ на бяло поле a8 · черна дама на черно поле d8 · черен цар на бяло поле e8 · черен топ на черно поле h8 · черна пешка на черно поле a7 · черна пешка на бяло поле b7 · черна пешка на черно поле e7 · черна пешка на бяло поле f7 · черен офицер на черно поле g7 · черна пешка на бяло поле h7 · черен кон на бяло поле c6 · черна пешка на черно поле d6 · черен кон на черно поле f6 · черна пешка на бяло поле g6 · бяла пешка на черно поле f4 · бял кон на черно поле c3 · бяла пешка на бяло поле d3 · бял топ на черно поле e3 · бял кон на бяло поле f3 · бяла пешка на черно поле g3 · бяла пешка на бяло поле a2 · бяла пешка на черно поле b2 · бяла пешка на бяло поле c2 · бяла дама на бяло поле e2 · бял офицер на бяло поле g2 · бяла пешка на черно поле h2 · бял цар на черно поле c1 · бял топ на черно поле e1 | черен топ на бяло поле a8 · черна дама на черно поле d8 · черен цар на бяло поле e8 · черен топ на черно поле h8 · черна пешка на черно поле a7 · черна пешка на бяло поле b7 · черна пешка на черно поле e7 · черна пешка на бяло поле f7 · черен офицер на черно поле g7 · черна пешка на бяло поле h7 · черен кон на бяло поле c6 · черна пешка на черно поле d6 · черен кон на черно поле f6 · черна пешка на бяло поле g6 · бяла пешка на черно поле f4 · бял кон на черно поле c3 · бяла пешка на бяло поле d3 · бял топ на черно поле e3 · бял кон на бяло поле f3 · бяла пешка на черно поле g3 · бяла пешка на бяло поле a2 · бяла пешка на черно поле b2 · бяла пешка на бяло поле c2 · бяла дама на бяло поле e2 · бял офицер на бяло поле g2 · бяла пешка на черно поле h2 · бял цар на черно поле c1 · бял топ на черно поле e1 | черен топ на бяло поле a8 · черна дама на черно поле d8 · черен цар на бяло поле e8 · черен топ на черно поле h8 · черна пешка на черно поле a7 · черна пешка на бяло поле b7 · черна пешка на черно поле e7 · черна пешка на бяло поле f7 · черен офицер на черно поле g7 · черна пешка на бяло поле h7 · черен кон на бяло поле c6 · черна пешка на черно поле d6 · черен кон на черно поле f6 · черна пешка на бяло поле g6 · бяла пешка на черно поле f4 · бял кон на черно поле c3 · бяла пешка на бяло поле d3 · бял топ на черно поле e3 · бял кон на бяло поле f3 · бяла пешка на черно поле g3 · бяла пешка на бяло поле a2 · бяла пешка на черно поле b2 · бяла пешка на бяло поле c2 · бяла дама на бяло поле e2 · бял офицер на бяло поле g2 · бяла пешка на черно поле h2 · бял цар на черно поле c1 · бял топ на черно поле e1 | черен топ на бяло поле a8 · черна дама на черно поле d8 · черен цар на бяло поле e8 · черен топ на черно поле h8 · черна пешка на черно поле a7 · черна пешка на бяло поле b7 · черна пешка на черно поле e7 · черна пешка на бяло поле f7 · черен офицер на черно поле g7 · черна пешка на бяло поле h7 · черен кон на бяло поле c6 · черна пешка на черно поле d6 · черен кон на черно поле f6 · черна пешка на бяло поле g6 · бяла пешка на черно поле f4 · бял кон на черно поле c3 · бяла пешка на бяло поле d3 · бял топ на черно поле e3 · бял кон на бяло поле f3 · бяла пешка на черно поле g3 · бяла пешка на бяло поле a2 · бяла пешка на черно поле b2 · бяла пешка на бяло поле c2 · бяла дама на бяло поле e2 · бял офицер на бяло поле g2 · бяла пешка на черно поле h2 · бял цар на черно поле c1 · бял топ на черно поле e1 | 4 |
| 3 | черен топ на бяло поле a8 · черна дама на черно поле d8 · черен цар на бяло поле e8 · черен топ на черно поле h8 · черна пешка на черно поле a7 · черна пешка на бяло поле b7 · черна пешка на черно поле e7 · черна пешка на бяло поле f7 · черен офицер на черно поле g7 · черна пешка на бяло поле h7 · черен кон на бяло поле c6 · черна пешка на черно поле d6 · черен кон на черно поле f6 · черна пешка на бяло поле g6 · бяла пешка на черно поле f4 · бял кон на черно поле c3 · бяла пешка на бяло поле d3 · бял топ на черно поле e3 · бял кон на бяло поле f3 · бяла пешка на черно поле g3 · бяла пешка на бяло поле a2 · бяла пешка на черно поле b2 · бяла пешка на бяло поле c2 · бяла дама на бяло поле e2 · бял офицер на бяло поле g2 · бяла пешка на черно поле h2 · бял цар на черно поле c1 · бял топ на черно поле e1 | черен топ на бяло поле a8 · черна дама на черно поле d8 · черен цар на бяло поле e8 · черен топ на черно поле h8 · черна пешка на черно поле a7 · черна пешка на бяло поле b7 · черна пешка на черно поле e7 · черна пешка на бяло поле f7 · черен офицер на черно поле g7 · черна пешка на бяло поле h7 · черен кон на бяло поле c6 · черна пешка на черно поле d6 · черен кон на черно поле f6 · черна пешка на бяло поле g6 · бяла пешка на черно поле f4 · бял кон на черно поле c3 · бяла пешка на бяло поле d3 · бял топ на черно поле e3 · бял кон на бяло поле f3 · бяла пешка на черно поле g3 · бяла пешка на бяло поле a2 · бяла пешка на черно поле b2 · бяла пешка на бяло поле c2 · бяла дама на бяло поле e2 · бял офицер на бяло поле g2 · бяла пешка на черно поле h2 · бял цар на черно поле c1 · бял топ на черно поле e1 | черен топ на бяло поле a8 · черна дама на черно поле d8 · черен цар на бяло поле e8 · черен топ на черно поле h8 · черна пешка на черно поле a7 · черна пешка на бяло поле b7 · черна пешка на черно поле e7 · черна пешка на бяло поле f7 · черен офицер на черно поле g7 · черна пешка на бяло поле h7 · черен кон на бяло поле c6 · черна пешка на черно поле d6 · черен кон на черно поле f6 · черна пешка на бяло поле g6 · бяла пешка на черно поле f4 · бял кон на черно поле c3 · бяла пешка на бяло поле d3 · бял топ на черно поле e3 · бял кон на бяло поле f3 · бяла пешка на черно поле g3 · бяла пешка на бяло поле a2 · бяла пешка на черно поле b2 · бяла пешка на бяло поле c2 · бяла дама на бяло поле e2 · бял офицер на бяло поле g2 · бяла пешка на черно поле h2 · бял цар на черно поле c1 · бял топ на черно поле e1 | черен топ на бяло поле a8 · черна дама на черно поле d8 · черен цар на бяло поле e8 · черен топ на черно поле h8 · черна пешка на черно поле a7 · черна пешка на бяло поле b7 · черна пешка на черно поле e7 · черна пешка на бяло поле f7 · черен офицер на черно поле g7 · черна пешка на бяло поле h7 · черен кон на бяло поле c6 · черна пешка на черно поле d6 · черен кон на черно поле f6 · черна пешка на бяло поле g6 · бяла пешка на черно поле f4 · бял кон на черно поле c3 · бяла пешка на бяло поле d3 · бял топ на черно поле e3 · бял кон на бяло поле f3 · бяла пешка на черно поле g3 · бяла пешка на бяло поле a2 · бяла пешка на черно поле b2 · бяла пешка на бяло поле c2 · бяла дама на бяло поле e2 · бял офицер на бяло поле g2 · бяла пешка на черно поле h2 · бял цар на черно поле c1 · бял топ на черно поле e1 | черен топ на бяло поле a8 · черна дама на черно поле d8 · черен цар на бяло поле e8 · черен топ на черно поле h8 · черна пешка на черно поле a7 · черна пешка на бяло поле b7 · черна пешка на черно поле e7 · черна пешка на бяло поле f7 · черен офицер на черно поле g7 · черна пешка на бяло поле h7 · черен кон на бяло поле c6 · черна пешка на черно поле d6 · черен кон на черно поле f6 · черна пешка на бяло поле g6 · бяла пешка на черно поле f4 · бял кон на черно поле c3 · бяла пешка на бяло поле d3 · бял топ на черно поле e3 · бял кон на бяло поле f3 · бяла пешка на черно поле g3 · бяла пешка на бяло поле a2 · бяла пешка на черно поле b2 · бяла пешка на бяло поле c2 · бяла дама на бяло поле e2 · бял офицер на бяло поле g2 · бяла пешка на черно поле h2 · бял цар на черно поле c1 · бял топ на черно поле e1 | черен топ на бяло поле a8 · черна дама на черно поле d8 · черен цар на бяло поле e8 · черен топ на черно поле h8 · черна пешка на черно поле a7 · черна пешка на бяло поле b7 · черна пешка на черно поле e7 · черна пешка на бяло поле f7 · черен офицер на черно поле g7 · черна пешка на бяло поле h7 · черен кон на бяло поле c6 · черна пешка на черно поле d6 · черен кон на черно поле f6 · черна пешка на бяло поле g6 · бяла пешка на черно поле f4 · бял кон на черно поле c3 · бяла пешка на бяло поле d3 · бял топ на черно поле e3 · бял кон на бяло поле f3 · бяла пешка на черно поле g3 · бяла пешка на бяло поле a2 · бяла пешка на черно поле b2 · бяла пешка на бяло поле c2 · бяла дама на бяло поле e2 · бял офицер на бяло поле g2 · бяла пешка на черно поле h2 · бял цар на черно поле c1 · бял топ на черно поле e1 | черен топ на бяло поле a8 · черна дама на черно поле d8 · черен цар на бяло поле e8 · черен топ на черно поле h8 · черна пешка на черно поле a7 · черна пешка на бяло поле b7 · черна пешка на черно поле e7 · черна пешка на бяло поле f7 · черен офицер на черно поле g7 · черна пешка на бяло поле h7 · черен кон на бяло поле c6 · черна пешка на черно поле d6 · черен кон на черно поле f6 · черна пешка на бяло поле g6 · бяла пешка на черно поле f4 · бял кон на черно поле c3 · бяла пешка на бяло поле d3 · бял топ на черно поле e3 · бял кон на бяло поле f3 · бяла пешка на черно поле g3 · бяла пешка на бяло поле a2 · бяла пешка на черно поле b2 · бяла пешка на бяло поле c2 · бяла дама на бяло поле e2 · бял офицер на бяло поле g2 · бяла пешка на черно поле h2 · бял цар на черно поле c1 · бял топ на черно поле e1 | черен топ на бяло поле a8 · черна дама на черно поле d8 · черен цар на бяло поле e8 · черен топ на черно поле h8 · черна пешка на черно поле a7 · черна пешка на бяло поле b7 · черна пешка на черно поле e7 · черна пешка на бяло поле f7 · черен офицер на черно поле g7 · черна пешка на бяло поле h7 · черен кон на бяло поле c6 · черна пешка на черно поле d6 · черен кон на черно поле f6 · черна пешка на бяло поле g6 · бяла пешка на черно поле f4 · бял кон на черно поле c3 · бяла пешка на бяло поле d3 · бял топ на черно поле e3 · бял кон на бяло поле f3 · бяла пешка на черно поле g3 · бяла пешка на бяло поле a2 · бяла пешка на черно поле b2 · бяла пешка на бяло поле c2 · бяла дама на бяло поле e2 · бял офицер на бяло поле g2 · бяла пешка на черно поле h2 · бял цар на черно поле c1 · бял топ на черно поле e1 | 3 |
| 2 | черен топ на бяло поле a8 · черна дама на черно поле d8 · черен цар на бяло поле e8 · черен топ на черно поле h8 · черна пешка на черно поле a7 · черна пешка на бяло поле b7 · черна пешка на черно поле e7 · черна пешка на бяло поле f7 · черен офицер на черно поле g7 · черна пешка на бяло поле h7 · черен кон на бяло поле c6 · черна пешка на черно поле d6 · черен кон на черно поле f6 · черна пешка на бяло поле g6 · бяла пешка на черно поле f4 · бял кон на черно поле c3 · бяла пешка на бяло поле d3 · бял топ на черно поле e3 · бял кон на бяло поле f3 · бяла пешка на черно поле g3 · бяла пешка на бяло поле a2 · бяла пешка на черно поле b2 · бяла пешка на бяло поле c2 · бяла дама на бяло поле e2 · бял офицер на бяло поле g2 · бяла пешка на черно поле h2 · бял цар на черно поле c1 · бял топ на черно поле e1 | черен топ на бяло поле a8 · черна дама на черно поле d8 · черен цар на бяло поле e8 · черен топ на черно поле h8 · черна пешка на черно поле a7 · черна пешка на бяло поле b7 · черна пешка на черно поле e7 · черна пешка на бяло поле f7 · черен офицер на черно поле g7 · черна пешка на бяло поле h7 · черен кон на бяло поле c6 · черна пешка на черно поле d6 · черен кон на черно поле f6 · черна пешка на бяло поле g6 · бяла пешка на черно поле f4 · бял кон на черно поле c3 · бяла пешка на бяло поле d3 · бял топ на черно поле e3 · бял кон на бяло поле f3 · бяла пешка на черно поле g3 · бяла пешка на бяло поле a2 · бяла пешка на черно поле b2 · бяла пешка на бяло поле c2 · бяла дама на бяло поле e2 · бял офицер на бяло поле g2 · бяла пешка на черно поле h2 · бял цар на черно поле c1 · бял топ на черно поле e1 | черен топ на бяло поле a8 · черна дама на черно поле d8 · черен цар на бяло поле e8 · черен топ на черно поле h8 · черна пешка на черно поле a7 · черна пешка на бяло поле b7 · черна пешка на черно поле e7 · черна пешка на бяло поле f7 · черен офицер на черно поле g7 · черна пешка на бяло поле h7 · черен кон на бяло поле c6 · черна пешка на черно поле d6 · черен кон на черно поле f6 · черна пешка на бяло поле g6 · бяла пешка на черно поле f4 · бял кон на черно поле c3 · бяла пешка на бяло поле d3 · бял топ на черно поле e3 · бял кон на бяло поле f3 · бяла пешка на черно поле g3 · бяла пешка на бяло поле a2 · бяла пешка на черно поле b2 · бяла пешка на бяло поле c2 · бяла дама на бяло поле e2 · бял офицер на бяло поле g2 · бяла пешка на черно поле h2 · бял цар на черно поле c1 · бял топ на черно поле e1 | черен топ на бяло поле a8 · черна дама на черно поле d8 · черен цар на бяло поле e8 · черен топ на черно поле h8 · черна пешка на черно поле a7 · черна пешка на бяло поле b7 · черна пешка на черно поле e7 · черна пешка на бяло поле f7 · черен офицер на черно поле g7 · черна пешка на бяло поле h7 · черен кон на бяло поле c6 · черна пешка на черно поле d6 · черен кон на черно поле f6 · черна пешка на бяло поле g6 · бяла пешка на черно поле f4 · бял кон на черно поле c3 · бяла пешка на бяло поле d3 · бял топ на черно поле e3 · бял кон на бяло поле f3 · бяла пешка на черно поле g3 · бяла пешка на бяло поле a2 · бяла пешка на черно поле b2 · бяла пешка на бяло поле c2 · бяла дама на бяло поле e2 · бял офицер на бяло поле g2 · бяла пешка на черно поле h2 · бял цар на черно поле c1 · бял топ на черно поле e1 | черен топ на бяло поле a8 · черна дама на черно поле d8 · черен цар на бяло поле e8 · черен топ на черно поле h8 · черна пешка на черно поле a7 · черна пешка на бяло поле b7 · черна пешка на черно поле e7 · черна пешка на бяло поле f7 · черен офицер на черно поле g7 · черна пешка на бяло поле h7 · черен кон на бяло поле c6 · черна пешка на черно поле d6 · черен кон на черно поле f6 · черна пешка на бяло поле g6 · бяла пешка на черно поле f4 · бял кон на черно поле c3 · бяла пешка на бяло поле d3 · бял топ на черно поле e3 · бял кон на бяло поле f3 · бяла пешка на черно поле g3 · бяла пешка на бяло поле a2 · бяла пешка на черно поле b2 · бяла пешка на бяло поле c2 · бяла дама на бяло поле e2 · бял офицер на бяло поле g2 · бяла пешка на черно поле h2 · бял цар на черно поле c1 · бял топ на черно поле e1 | черен топ на бяло поле a8 · черна дама на черно поле d8 · черен цар на бяло поле e8 · черен топ на черно поле h8 · черна пешка на черно поле a7 · черна пешка на бяло поле b7 · черна пешка на черно поле e7 · черна пешка на бяло поле f7 · черен офицер на черно поле g7 · черна пешка на бяло поле h7 · черен кон на бяло поле c6 · черна пешка на черно поле d6 · черен кон на черно поле f6 · черна пешка на бяло поле g6 · бяла пешка на черно поле f4 · бял кон на черно поле c3 · бяла пешка на бяло поле d3 · бял топ на черно поле e3 · бял кон на бяло поле f3 · бяла пешка на черно поле g3 · бяла пешка на бяло поле a2 · бяла пешка на черно поле b2 · бяла пешка на бяло поле c2 · бяла дама на бяло поле e2 · бял офицер на бяло поле g2 · бяла пешка на черно поле h2 · бял цар на черно поле c1 · бял топ на черно поле e1 | черен топ на бяло поле a8 · черна дама на черно поле d8 · черен цар на бяло поле e8 · черен топ на черно поле h8 · черна пешка на черно поле a7 · черна пешка на бяло поле b7 · черна пешка на черно поле e7 · черна пешка на бяло поле f7 · черен офицер на черно поле g7 · черна пешка на бяло поле h7 · черен кон на бяло поле c6 · черна пешка на черно поле d6 · черен кон на черно поле f6 · черна пешка на бяло поле g6 · бяла пешка на черно поле f4 · бял кон на черно поле c3 · бяла пешка на бяло поле d3 · бял топ на черно поле e3 · бял кон на бяло поле f3 · бяла пешка на черно поле g3 · бяла пешка на бяло поле a2 · бяла пешка на черно поле b2 · бяла пешка на бяло поле c2 · бяла дама на бяло поле e2 · бял офицер на бяло поле g2 · бяла пешка на черно поле h2 · бял цар на черно поле c1 · бял топ на черно поле e1 | черен топ на бяло поле a8 · черна дама на черно поле d8 · черен цар на бяло поле e8 · черен топ на черно поле h8 · черна пешка на черно поле a7 · черна пешка на бяло поле b7 · черна пешка на черно поле e7 · черна пешка на бяло поле f7 · черен офицер на черно поле g7 · черна пешка на бяло поле h7 · черен кон на бяло поле c6 · черна пешка на черно поле d6 · черен кон на черно поле f6 · черна пешка на бяло поле g6 · бяла пешка на черно поле f4 · бял кон на черно поле c3 · бяла пешка на бяло поле d3 · бял топ на черно поле e3 · бял кон на бяло поле f3 · бяла пешка на черно поле g3 · бяла пешка на бяло поле a2 · бяла пешка на черно поле b2 · бяла пешка на бяло поле c2 · бяла дама на бяло поле e2 · бял офицер на бяло поле g2 · бяла пешка на черно поле h2 · бял цар на черно поле c1 · бял топ на черно поле e1 | 2 |
| 1 | черен топ на бяло поле a8 · черна дама на черно поле d8 · черен цар на бяло поле e8 · черен топ на черно поле h8 · черна пешка на черно поле a7 · черна пешка на бяло поле b7 · черна пешка на черно поле e7 · черна пешка на бяло поле f7 · черен офицер на черно поле g7 · черна пешка на бяло поле h7 · черен кон на бяло поле c6 · черна пешка на черно поле d6 · черен кон на черно поле f6 · черна пешка на бяло поле g6 · бяла пешка на черно поле f4 · бял кон на черно поле c3 · бяла пешка на бяло поле d3 · бял топ на черно поле e3 · бял кон на бяло поле f3 · бяла пешка на черно поле g3 · бяла пешка на бяло поле a2 · бяла пешка на черно поле b2 · бяла пешка на бяло поле c2 · бяла дама на бяло поле e2 · бял офицер на бяло поле g2 · бяла пешка на черно поле h2 · бял цар на черно поле c1 · бял топ на черно поле e1 | черен топ на бяло поле a8 · черна дама на черно поле d8 · черен цар на бяло поле e8 · черен топ на черно поле h8 · черна пешка на черно поле a7 · черна пешка на бяло поле b7 · черна пешка на черно поле e7 · черна пешка на бяло поле f7 · черен офицер на черно поле g7 · черна пешка на бяло поле h7 · черен кон на бяло поле c6 · черна пешка на черно поле d6 · черен кон на черно поле f6 · черна пешка на бяло поле g6 · бяла пешка на черно поле f4 · бял кон на черно поле c3 · бяла пешка на бяло поле d3 · бял топ на черно поле e3 · бял кон на бяло поле f3 · бяла пешка на черно поле g3 · бяла пешка на бяло поле a2 · бяла пешка на черно поле b2 · бяла пешка на бяло поле c2 · бяла дама на бяло поле e2 · бял офицер на бяло поле g2 · бяла пешка на черно поле h2 · бял цар на черно поле c1 · бял топ на черно поле e1 | черен топ на бяло поле a8 · черна дама на черно поле d8 · черен цар на бяло поле e8 · черен топ на черно поле h8 · черна пешка на черно поле a7 · черна пешка на бяло поле b7 · черна пешка на черно поле e7 · черна пешка на бяло поле f7 · черен офицер на черно поле g7 · черна пешка на бяло поле h7 · черен кон на бяло поле c6 · черна пешка на черно поле d6 · черен кон на черно поле f6 · черна пешка на бяло поле g6 · бяла пешка на черно поле f4 · бял кон на черно поле c3 · бяла пешка на бяло поле d3 · бял топ на черно поле e3 · бял кон на бяло поле f3 · бяла пешка на черно поле g3 · бяла пешка на бяло поле a2 · бяла пешка на черно поле b2 · бяла пешка на бяло поле c2 · бяла дама на бяло поле e2 · бял офицер на бяло поле g2 · бяла пешка на черно поле h2 · бял цар на черно поле c1 · бял топ на черно поле e1 | черен топ на бяло поле a8 · черна дама на черно поле d8 · черен цар на бяло поле e8 · черен топ на черно поле h8 · черна пешка на черно поле a7 · черна пешка на бяло поле b7 · черна пешка на черно поле e7 · черна пешка на бяло поле f7 · черен офицер на черно поле g7 · черна пешка на бяло поле h7 · черен кон на бяло поле c6 · черна пешка на черно поле d6 · черен кон на черно поле f6 · черна пешка на бяло поле g6 · бяла пешка на черно поле f4 · бял кон на черно поле c3 · бяла пешка на бяло поле d3 · бял топ на черно поле e3 · бял кон на бяло поле f3 · бяла пешка на черно поле g3 · бяла пешка на бяло поле a2 · бяла пешка на черно поле b2 · бяла пешка на бяло поле c2 · бяла дама на бяло поле e2 · бял офицер на бяло поле g2 · бяла пешка на черно поле h2 · бял цар на черно поле c1 · бял топ на черно поле e1 | черен топ на бяло поле a8 · черна дама на черно поле d8 · черен цар на бяло поле e8 · черен топ на черно поле h8 · черна пешка на черно поле a7 · черна пешка на бяло поле b7 · черна пешка на черно поле e7 · черна пешка на бяло поле f7 · черен офицер на черно поле g7 · черна пешка на бяло поле h7 · черен кон на бяло поле c6 · черна пешка на черно поле d6 · черен кон на черно поле f6 · черна пешка на бяло поле g6 · бяла пешка на черно поле f4 · бял кон на черно поле c3 · бяла пешка на бяло поле d3 · бял топ на черно поле e3 · бял кон на бяло поле f3 · бяла пешка на черно поле g3 · бяла пешка на бяло поле a2 · бяла пешка на черно поле b2 · бяла пешка на бяло поле c2 · бяла дама на бяло поле e2 · бял офицер на бяло поле g2 · бяла пешка на черно поле h2 · бял цар на черно поле c1 · бял топ на черно поле e1 | черен топ на бяло поле a8 · черна дама на черно поле d8 · черен цар на бяло поле e8 · черен топ на черно поле h8 · черна пешка на черно поле a7 · черна пешка на бяло поле b7 · черна пешка на черно поле e7 · черна пешка на бяло поле f7 · черен офицер на черно поле g7 · черна пешка на бяло поле h7 · черен кон на бяло поле c6 · черна пешка на черно поле d6 · черен кон на черно поле f6 · черна пешка на бяло поле g6 · бяла пешка на черно поле f4 · бял кон на черно поле c3 · бяла пешка на бяло поле d3 · бял топ на черно поле e3 · бял кон на бяло поле f3 · бяла пешка на черно поле g3 · бяла пешка на бяло поле a2 · бяла пешка на черно поле b2 · бяла пешка на бяло поле c2 · бяла дама на бяло поле e2 · бял офицер на бяло поле g2 · бяла пешка на черно поле h2 · бял цар на черно поле c1 · бял топ на черно поле e1 | черен топ на бяло поле a8 · черна дама на черно поле d8 · черен цар на бяло поле e8 · черен топ на черно поле h8 · черна пешка на черно поле a7 · черна пешка на бяло поле b7 · черна пешка на черно поле e7 · черна пешка на бяло поле f7 · черен офицер на черно поле g7 · черна пешка на бяло поле h7 · черен кон на бяло поле c6 · черна пешка на черно поле d6 · черен кон на черно поле f6 · черна пешка на бяло поле g6 · бяла пешка на черно поле f4 · бял кон на черно поле c3 · бяла пешка на бяло поле d3 · бял топ на черно поле e3 · бял кон на бяло поле f3 · бяла пешка на черно поле g3 · бяла пешка на бяло поле a2 · бяла пешка на черно поле b2 · бяла пешка на бяло поле c2 · бяла дама на бяло поле e2 · бял офицер на бяло поле g2 · бяла пешка на черно поле h2 · бял цар на черно поле c1 · бял топ на черно поле e1 | черен топ на бяло поле a8 · черна дама на черно поле d8 · черен цар на бяло поле e8 · черен топ на черно поле h8 · черна пешка на черно поле a7 · черна пешка на бяло поле b7 · черна пешка на черно поле e7 · черна пешка на бяло поле f7 · черен офицер на черно поле g7 · черна пешка на бяло поле h7 · черен кон на бяло поле c6 · черна пешка на черно поле d6 · черен кон на черно поле f6 · черна пешка на бяло поле g6 · бяла пешка на черно поле f4 · бял кон на черно поле c3 · бяла пешка на бяло поле d3 · бял топ на черно поле e3 · бял кон на бяло поле f3 · бяла пешка на черно поле g3 · бяла пешка на бяло поле a2 · бяла пешка на черно поле b2 · бяла пешка на бяло поле c2 · бяла дама на бяло поле e2 · бял офицер на бяло поле g2 · бяла пешка на черно поле h2 · бял цар на черно поле c1 · бял топ на черно поле e1 | 1 |
|   | a | b | c | d | e | f | g | h |   |

|   | a | b | c | d | e | f | g | h |   |
| 8 | черен топ на бяло поле d7 · черна пешка на бяло поле f7 · черен цар на черно поле g7 · бяла дама на черно поле b6 · черна пешка на бяло поле g6 · черна пешка на черно поле h6 · черна пешка на бяло поле b5 · черна пешка на черно поле c5 · черна дама на бяло поле f5 · бял офицер на бяло поле c4 · черен кон на черно поле d4 · бяла пешка на черно поле f4 · черен офицер на бяло поле g4 · бяла пешка на черно поле c3 · бяла пешка на бяло поле a2 · бяла пешка на черно поле b2 · бял топ на черно поле d2 · бяла пешка на бяло поле g2 · бяла пешка на черно поле h2 · бял цар на черно поле c1 · бял топ на бяло поле d1 | черен топ на бяло поле d7 · черна пешка на бяло поле f7 · черен цар на черно поле g7 · бяла дама на черно поле b6 · черна пешка на бяло поле g6 · черна пешка на черно поле h6 · черна пешка на бяло поле b5 · черна пешка на черно поле c5 · черна дама на бяло поле f5 · бял офицер на бяло поле c4 · черен кон на черно поле d4 · бяла пешка на черно поле f4 · черен офицер на бяло поле g4 · бяла пешка на черно поле c3 · бяла пешка на бяло поле a2 · бяла пешка на черно поле b2 · бял топ на черно поле d2 · бяла пешка на бяло поле g2 · бяла пешка на черно поле h2 · бял цар на черно поле c1 · бял топ на бяло поле d1 | черен топ на бяло поле d7 · черна пешка на бяло поле f7 · черен цар на черно поле g7 · бяла дама на черно поле b6 · черна пешка на бяло поле g6 · черна пешка на черно поле h6 · черна пешка на бяло поле b5 · черна пешка на черно поле c5 · черна дама на бяло поле f5 · бял офицер на бяло поле c4 · черен кон на черно поле d4 · бяла пешка на черно поле f4 · черен офицер на бяло поле g4 · бяла пешка на черно поле c3 · бяла пешка на бяло поле a2 · бяла пешка на черно поле b2 · бял топ на черно поле d2 · бяла пешка на бяло поле g2 · бяла пешка на черно поле h2 · бял цар на черно поле c1 · бял топ на бяло поле d1 | черен топ на бяло поле d7 · черна пешка на бяло поле f7 · черен цар на черно поле g7 · бяла дама на черно поле b6 · черна пешка на бяло поле g6 · черна пешка на черно поле h6 · черна пешка на бяло поле b5 · черна пешка на черно поле c5 · черна дама на бяло поле f5 · бял офицер на бяло поле c4 · черен кон на черно поле d4 · бяла пешка на черно поле f4 · черен офицер на бяло поле g4 · бяла пешка на черно поле c3 · бяла пешка на бяло поле a2 · бяла пешка на черно поле b2 · бял топ на черно поле d2 · бяла пешка на бяло поле g2 · бяла пешка на черно поле h2 · бял цар на черно поле c1 · бял топ на бяло поле d1 | черен топ на бяло поле d7 · черна пешка на бяло поле f7 · черен цар на черно поле g7 · бяла дама на черно поле b6 · черна пешка на бяло поле g6 · черна пешка на черно поле h6 · черна пешка на бяло поле b5 · черна пешка на черно поле c5 · черна дама на бяло поле f5 · бял офицер на бяло поле c4 · черен кон на черно поле d4 · бяла пешка на черно поле f4 · черен офицер на бяло поле g4 · бяла пешка на черно поле c3 · бяла пешка на бяло поле a2 · бяла пешка на черно поле b2 · бял топ на черно поле d2 · бяла пешка на бяло поле g2 · бяла пешка на черно поле h2 · бял цар на черно поле c1 · бял топ на бяло поле d1 | черен топ на бяло поле d7 · черна пешка на бяло поле f7 · черен цар на черно поле g7 · бяла дама на черно поле b6 · черна пешка на бяло поле g6 · черна пешка на черно поле h6 · черна пешка на бяло поле b5 · черна пешка на черно поле c5 · черна дама на бяло поле f5 · бял офицер на бяло поле c4 · черен кон на черно поле d4 · бяла пешка на черно поле f4 · черен офицер на бяло поле g4 · бяла пешка на черно поле c3 · бяла пешка на бяло поле a2 · бяла пешка на черно поле b2 · бял топ на черно поле d2 · бяла пешка на бяло поле g2 · бяла пешка на черно поле h2 · бял цар на черно поле c1 · бял топ на бяло поле d1 | черен топ на бяло поле d7 · черна пешка на бяло поле f7 · черен цар на черно поле g7 · бяла дама на черно поле b6 · черна пешка на бяло поле g6 · черна пешка на черно поле h6 · черна пешка на бяло поле b5 · черна пешка на черно поле c5 · черна дама на бяло поле f5 · бял офицер на бяло поле c4 · черен кон на черно поле d4 · бяла пешка на черно поле f4 · черен офицер на бяло поле g4 · бяла пешка на черно поле c3 · бяла пешка на бяло поле a2 · бяла пешка на черно поле b2 · бял топ на черно поле d2 · бяла пешка на бяло поле g2 · бяла пешка на черно поле h2 · бял цар на черно поле c1 · бял топ на бяло поле d1 | черен топ на бяло поле d7 · черна пешка на бяло поле f7 · черен цар на черно поле g7 · бяла дама на черно поле b6 · черна пешка на бяло поле g6 · черна пешка на черно поле h6 · черна пешка на бяло поле b5 · черна пешка на черно поле c5 · черна дама на бяло поле f5 · бял офицер на бяло поле c4 · черен кон на черно поле d4 · бяла пешка на черно поле f4 · черен офицер на бяло поле g4 · бяла пешка на черно поле c3 · бяла пешка на бяло поле a2 · бяла пешка на черно поле b2 · бял топ на черно поле d2 · бяла пешка на бяло поле g2 · бяла пешка на черно поле h2 · бял цар на черно поле c1 · бял топ на бяло поле d1 | 8 |
| 7 | черен топ на бяло поле d7 · черна пешка на бяло поле f7 · черен цар на черно поле g7 · бяла дама на черно поле b6 · черна пешка на бяло поле g6 · черна пешка на черно поле h6 · черна пешка на бяло поле b5 · черна пешка на черно поле c5 · черна дама на бяло поле f5 · бял офицер на бяло поле c4 · черен кон на черно поле d4 · бяла пешка на черно поле f4 · черен офицер на бяло поле g4 · бяла пешка на черно поле c3 · бяла пешка на бяло поле a2 · бяла пешка на черно поле b2 · бял топ на черно поле d2 · бяла пешка на бяло поле g2 · бяла пешка на черно поле h2 · бял цар на черно поле c1 · бял топ на бяло поле d1 | черен топ на бяло поле d7 · черна пешка на бяло поле f7 · черен цар на черно поле g7 · бяла дама на черно поле b6 · черна пешка на бяло поле g6 · черна пешка на черно поле h6 · черна пешка на бяло поле b5 · черна пешка на черно поле c5 · черна дама на бяло поле f5 · бял офицер на бяло поле c4 · черен кон на черно поле d4 · бяла пешка на черно поле f4 · черен офицер на бяло поле g4 · бяла пешка на черно поле c3 · бяла пешка на бяло поле a2 · бяла пешка на черно поле b2 · бял топ на черно поле d2 · бяла пешка на бяло поле g2 · бяла пешка на черно поле h2 · бял цар на черно поле c1 · бял топ на бяло поле d1 | черен топ на бяло поле d7 · черна пешка на бяло поле f7 · черен цар на черно поле g7 · бяла дама на черно поле b6 · черна пешка на бяло поле g6 · черна пешка на черно поле h6 · черна пешка на бяло поле b5 · черна пешка на черно поле c5 · черна дама на бяло поле f5 · бял офицер на бяло поле c4 · черен кон на черно поле d4 · бяла пешка на черно поле f4 · черен офицер на бяло поле g4 · бяла пешка на черно поле c3 · бяла пешка на бяло поле a2 · бяла пешка на черно поле b2 · бял топ на черно поле d2 · бяла пешка на бяло поле g2 · бяла пешка на черно поле h2 · бял цар на черно поле c1 · бял топ на бяло поле d1 | черен топ на бяло поле d7 · черна пешка на бяло поле f7 · черен цар на черно поле g7 · бяла дама на черно поле b6 · черна пешка на бяло поле g6 · черна пешка на черно поле h6 · черна пешка на бяло поле b5 · черна пешка на черно поле c5 · черна дама на бяло поле f5 · бял офицер на бяло поле c4 · черен кон на черно поле d4 · бяла пешка на черно поле f4 · черен офицер на бяло поле g4 · бяла пешка на черно поле c3 · бяла пешка на бяло поле a2 · бяла пешка на черно поле b2 · бял топ на черно поле d2 · бяла пешка на бяло поле g2 · бяла пешка на черно поле h2 · бял цар на черно поле c1 · бял топ на бяло поле d1 | черен топ на бяло поле d7 · черна пешка на бяло поле f7 · черен цар на черно поле g7 · бяла дама на черно поле b6 · черна пешка на бяло поле g6 · черна пешка на черно поле h6 · черна пешка на бяло поле b5 · черна пешка на черно поле c5 · черна дама на бяло поле f5 · бял офицер на бяло поле c4 · черен кон на черно поле d4 · бяла пешка на черно поле f4 · черен офицер на бяло поле g4 · бяла пешка на черно поле c3 · бяла пешка на бяло поле a2 · бяла пешка на черно поле b2 · бял топ на черно поле d2 · бяла пешка на бяло поле g2 · бяла пешка на черно поле h2 · бял цар на черно поле c1 · бял топ на бяло поле d1 | черен топ на бяло поле d7 · черна пешка на бяло поле f7 · черен цар на черно поле g7 · бяла дама на черно поле b6 · черна пешка на бяло поле g6 · черна пешка на черно поле h6 · черна пешка на бяло поле b5 · черна пешка на черно поле c5 · черна дама на бяло поле f5 · бял офицер на бяло поле c4 · черен кон на черно поле d4 · бяла пешка на черно поле f4 · черен офицер на бяло поле g4 · бяла пешка на черно поле c3 · бяла пешка на бяло поле a2 · бяла пешка на черно поле b2 · бял топ на черно поле d2 · бяла пешка на бяло поле g2 · бяла пешка на черно поле h2 · бял цар на черно поле c1 · бял топ на бяло поле d1 | черен топ на бяло поле d7 · черна пешка на бяло поле f7 · черен цар на черно поле g7 · бяла дама на черно поле b6 · черна пешка на бяло поле g6 · черна пешка на черно поле h6 · черна пешка на бяло поле b5 · черна пешка на черно поле c5 · черна дама на бяло поле f5 · бял офицер на бяло поле c4 · черен кон на черно поле d4 · бяла пешка на черно поле f4 · черен офицер на бяло поле g4 · бяла пешка на черно поле c3 · бяла пешка на бяло поле a2 · бяла пешка на черно поле b2 · бял топ на черно поле d2 · бяла пешка на бяло поле g2 · бяла пешка на черно поле h2 · бял цар на черно поле c1 · бял топ на бяло поле d1 | черен топ на бяло поле d7 · черна пешка на бяло поле f7 · черен цар на черно поле g7 · бяла дама на черно поле b6 · черна пешка на бяло поле g6 · черна пешка на черно поле h6 · черна пешка на бяло поле b5 · черна пешка на черно поле c5 · черна дама на бяло поле f5 · бял офицер на бяло поле c4 · черен кон на черно поле d4 · бяла пешка на черно поле f4 · черен офицер на бяло поле g4 · бяла пешка на черно поле c3 · бяла пешка на бяло поле a2 · бяла пешка на черно поле b2 · бял топ на черно поле d2 · бяла пешка на бяло поле g2 · бяла пешка на черно поле h2 · бял цар на черно поле c1 · бял топ на бяло поле d1 | 7 |
| 6 | черен топ на бяло поле d7 · черна пешка на бяло поле f7 · черен цар на черно поле g7 · бяла дама на черно поле b6 · черна пешка на бяло поле g6 · черна пешка на черно поле h6 · черна пешка на бяло поле b5 · черна пешка на черно поле c5 · черна дама на бяло поле f5 · бял офицер на бяло поле c4 · черен кон на черно поле d4 · бяла пешка на черно поле f4 · черен офицер на бяло поле g4 · бяла пешка на черно поле c3 · бяла пешка на бяло поле a2 · бяла пешка на черно поле b2 · бял топ на черно поле d2 · бяла пешка на бяло поле g2 · бяла пешка на черно поле h2 · бял цар на черно поле c1 · бял топ на бяло поле d1 | черен топ на бяло поле d7 · черна пешка на бяло поле f7 · черен цар на черно поле g7 · бяла дама на черно поле b6 · черна пешка на бяло поле g6 · черна пешка на черно поле h6 · черна пешка на бяло поле b5 · черна пешка на черно поле c5 · черна дама на бяло поле f5 · бял офицер на бяло поле c4 · черен кон на черно поле d4 · бяла пешка на черно поле f4 · черен офицер на бяло поле g4 · бяла пешка на черно поле c3 · бяла пешка на бяло поле a2 · бяла пешка на черно поле b2 · бял топ на черно поле d2 · бяла пешка на бяло поле g2 · бяла пешка на черно поле h2 · бял цар на черно поле c1 · бял топ на бяло поле d1 | черен топ на бяло поле d7 · черна пешка на бяло поле f7 · черен цар на черно поле g7 · бяла дама на черно поле b6 · черна пешка на бяло поле g6 · черна пешка на черно поле h6 · черна пешка на бяло поле b5 · черна пешка на черно поле c5 · черна дама на бяло поле f5 · бял офицер на бяло поле c4 · черен кон на черно поле d4 · бяла пешка на черно поле f4 · черен офицер на бяло поле g4 · бяла пешка на черно поле c3 · бяла пешка на бяло поле a2 · бяла пешка на черно поле b2 · бял топ на черно поле d2 · бяла пешка на бяло поле g2 · бяла пешка на черно поле h2 · бял цар на черно поле c1 · бял топ на бяло поле d1 | черен топ на бяло поле d7 · черна пешка на бяло поле f7 · черен цар на черно поле g7 · бяла дама на черно поле b6 · черна пешка на бяло поле g6 · черна пешка на черно поле h6 · черна пешка на бяло поле b5 · черна пешка на черно поле c5 · черна дама на бяло поле f5 · бял офицер на бяло поле c4 · черен кон на черно поле d4 · бяла пешка на черно поле f4 · черен офицер на бяло поле g4 · бяла пешка на черно поле c3 · бяла пешка на бяло поле a2 · бяла пешка на черно поле b2 · бял топ на черно поле d2 · бяла пешка на бяло поле g2 · бяла пешка на черно поле h2 · бял цар на черно поле c1 · бял топ на бяло поле d1 | черен топ на бяло поле d7 · черна пешка на бяло поле f7 · черен цар на черно поле g7 · бяла дама на черно поле b6 · черна пешка на бяло поле g6 · черна пешка на черно поле h6 · черна пешка на бяло поле b5 · черна пешка на черно поле c5 · черна дама на бяло поле f5 · бял офицер на бяло поле c4 · черен кон на черно поле d4 · бяла пешка на черно поле f4 · черен офицер на бяло поле g4 · бяла пешка на черно поле c3 · бяла пешка на бяло поле a2 · бяла пешка на черно поле b2 · бял топ на черно поле d2 · бяла пешка на бяло поле g2 · бяла пешка на черно поле h2 · бял цар на черно поле c1 · бял топ на бяло поле d1 | черен топ на бяло поле d7 · черна пешка на бяло поле f7 · черен цар на черно поле g7 · бяла дама на черно поле b6 · черна пешка на бяло поле g6 · черна пешка на черно поле h6 · черна пешка на бяло поле b5 · черна пешка на черно поле c5 · черна дама на бяло поле f5 · бял офицер на бяло поле c4 · черен кон на черно поле d4 · бяла пешка на черно поле f4 · черен офицер на бяло поле g4 · бяла пешка на черно поле c3 · бяла пешка на бяло поле a2 · бяла пешка на черно поле b2 · бял топ на черно поле d2 · бяла пешка на бяло поле g2 · бяла пешка на черно поле h2 · бял цар на черно поле c1 · бял топ на бяло поле d1 | черен топ на бяло поле d7 · черна пешка на бяло поле f7 · черен цар на черно поле g7 · бяла дама на черно поле b6 · черна пешка на бяло поле g6 · черна пешка на черно поле h6 · черна пешка на бяло поле b5 · черна пешка на черно поле c5 · черна дама на бяло поле f5 · бял офицер на бяло поле c4 · черен кон на черно поле d4 · бяла пешка на черно поле f4 · черен офицер на бяло поле g4 · бяла пешка на черно поле c3 · бяла пешка на бяло поле a2 · бяла пешка на черно поле b2 · бял топ на черно поле d2 · бяла пешка на бяло поле g2 · бяла пешка на черно поле h2 · бял цар на черно поле c1 · бял топ на бяло поле d1 | черен топ на бяло поле d7 · черна пешка на бяло поле f7 · черен цар на черно поле g7 · бяла дама на черно поле b6 · черна пешка на бяло поле g6 · черна пешка на черно поле h6 · черна пешка на бяло поле b5 · черна пешка на черно поле c5 · черна дама на бяло поле f5 · бял офицер на бяло поле c4 · черен кон на черно поле d4 · бяла пешка на черно поле f4 · черен офицер на бяло поле g4 · бяла пешка на черно поле c3 · бяла пешка на бяло поле a2 · бяла пешка на черно поле b2 · бял топ на черно поле d2 · бяла пешка на бяло поле g2 · бяла пешка на черно поле h2 · бял цар на черно поле c1 · бял топ на бяло поле d1 | 6 |
| 5 | черен топ на бяло поле d7 · черна пешка на бяло поле f7 · черен цар на черно поле g7 · бяла дама на черно поле b6 · черна пешка на бяло поле g6 · черна пешка на черно поле h6 · черна пешка на бяло поле b5 · черна пешка на черно поле c5 · черна дама на бяло поле f5 · бял офицер на бяло поле c4 · черен кон на черно поле d4 · бяла пешка на черно поле f4 · черен офицер на бяло поле g4 · бяла пешка на черно поле c3 · бяла пешка на бяло поле a2 · бяла пешка на черно поле b2 · бял топ на черно поле d2 · бяла пешка на бяло поле g2 · бяла пешка на черно поле h2 · бял цар на черно поле c1 · бял топ на бяло поле d1 | черен топ на бяло поле d7 · черна пешка на бяло поле f7 · черен цар на черно поле g7 · бяла дама на черно поле b6 · черна пешка на бяло поле g6 · черна пешка на черно поле h6 · черна пешка на бяло поле b5 · черна пешка на черно поле c5 · черна дама на бяло поле f5 · бял офицер на бяло поле c4 · черен кон на черно поле d4 · бяла пешка на черно поле f4 · черен офицер на бяло поле g4 · бяла пешка на черно поле c3 · бяла пешка на бяло поле a2 · бяла пешка на черно поле b2 · бял топ на черно поле d2 · бяла пешка на бяло поле g2 · бяла пешка на черно поле h2 · бял цар на черно поле c1 · бял топ на бяло поле d1 | черен топ на бяло поле d7 · черна пешка на бяло поле f7 · черен цар на черно поле g7 · бяла дама на черно поле b6 · черна пешка на бяло поле g6 · черна пешка на черно поле h6 · черна пешка на бяло поле b5 · черна пешка на черно поле c5 · черна дама на бяло поле f5 · бял офицер на бяло поле c4 · черен кон на черно поле d4 · бяла пешка на черно поле f4 · черен офицер на бяло поле g4 · бяла пешка на черно поле c3 · бяла пешка на бяло поле a2 · бяла пешка на черно поле b2 · бял топ на черно поле d2 · бяла пешка на бяло поле g2 · бяла пешка на черно поле h2 · бял цар на черно поле c1 · бял топ на бяло поле d1 | черен топ на бяло поле d7 · черна пешка на бяло поле f7 · черен цар на черно поле g7 · бяла дама на черно поле b6 · черна пешка на бяло поле g6 · черна пешка на черно поле h6 · черна пешка на бяло поле b5 · черна пешка на черно поле c5 · черна дама на бяло поле f5 · бял офицер на бяло поле c4 · черен кон на черно поле d4 · бяла пешка на черно поле f4 · черен офицер на бяло поле g4 · бяла пешка на черно поле c3 · бяла пешка на бяло поле a2 · бяла пешка на черно поле b2 · бял топ на черно поле d2 · бяла пешка на бяло поле g2 · бяла пешка на черно поле h2 · бял цар на черно поле c1 · бял топ на бяло поле d1 | черен топ на бяло поле d7 · черна пешка на бяло поле f7 · черен цар на черно поле g7 · бяла дама на черно поле b6 · черна пешка на бяло поле g6 · черна пешка на черно поле h6 · черна пешка на бяло поле b5 · черна пешка на черно поле c5 · черна дама на бяло поле f5 · бял офицер на бяло поле c4 · черен кон на черно поле d4 · бяла пешка на черно поле f4 · черен офицер на бяло поле g4 · бяла пешка на черно поле c3 · бяла пешка на бяло поле a2 · бяла пешка на черно поле b2 · бял топ на черно поле d2 · бяла пешка на бяло поле g2 · бяла пешка на черно поле h2 · бял цар на черно поле c1 · бял топ на бяло поле d1 | черен топ на бяло поле d7 · черна пешка на бяло поле f7 · черен цар на черно поле g7 · бяла дама на черно поле b6 · черна пешка на бяло поле g6 · черна пешка на черно поле h6 · черна пешка на бяло поле b5 · черна пешка на черно поле c5 · черна дама на бяло поле f5 · бял офицер на бяло поле c4 · черен кон на черно поле d4 · бяла пешка на черно поле f4 · черен офицер на бяло поле g4 · бяла пешка на черно поле c3 · бяла пешка на бяло поле a2 · бяла пешка на черно поле b2 · бял топ на черно поле d2 · бяла пешка на бяло поле g2 · бяла пешка на черно поле h2 · бял цар на черно поле c1 · бял топ на бяло поле d1 | черен топ на бяло поле d7 · черна пешка на бяло поле f7 · черен цар на черно поле g7 · бяла дама на черно поле b6 · черна пешка на бяло поле g6 · черна пешка на черно поле h6 · черна пешка на бяло поле b5 · черна пешка на черно поле c5 · черна дама на бяло поле f5 · бял офицер на бяло поле c4 · черен кон на черно поле d4 · бяла пешка на черно поле f4 · черен офицер на бяло поле g4 · бяла пешка на черно поле c3 · бяла пешка на бяло поле a2 · бяла пешка на черно поле b2 · бял топ на черно поле d2 · бяла пешка на бяло поле g2 · бяла пешка на черно поле h2 · бял цар на черно поле c1 · бял топ на бяло поле d1 | черен топ на бяло поле d7 · черна пешка на бяло поле f7 · черен цар на черно поле g7 · бяла дама на черно поле b6 · черна пешка на бяло поле g6 · черна пешка на черно поле h6 · черна пешка на бяло поле b5 · черна пешка на черно поле c5 · черна дама на бяло поле f5 · бял офицер на бяло поле c4 · черен кон на черно поле d4 · бяла пешка на черно поле f4 · черен офицер на бяло поле g4 · бяла пешка на черно поле c3 · бяла пешка на бяло поле a2 · бяла пешка на черно поле b2 · бял топ на черно поле d2 · бяла пешка на бяло поле g2 · бяла пешка на черно поле h2 · бял цар на черно поле c1 · бял топ на бяло поле d1 | 5 |
| 4 | черен топ на бяло поле d7 · черна пешка на бяло поле f7 · черен цар на черно поле g7 · бяла дама на черно поле b6 · черна пешка на бяло поле g6 · черна пешка на черно поле h6 · черна пешка на бяло поле b5 · черна пешка на черно поле c5 · черна дама на бяло поле f5 · бял офицер на бяло поле c4 · черен кон на черно поле d4 · бяла пешка на черно поле f4 · черен офицер на бяло поле g4 · бяла пешка на черно поле c3 · бяла пешка на бяло поле a2 · бяла пешка на черно поле b2 · бял топ на черно поле d2 · бяла пешка на бяло поле g2 · бяла пешка на черно поле h2 · бял цар на черно поле c1 · бял топ на бяло поле d1 | черен топ на бяло поле d7 · черна пешка на бяло поле f7 · черен цар на черно поле g7 · бяла дама на черно поле b6 · черна пешка на бяло поле g6 · черна пешка на черно поле h6 · черна пешка на бяло поле b5 · черна пешка на черно поле c5 · черна дама на бяло поле f5 · бял офицер на бяло поле c4 · черен кон на черно поле d4 · бяла пешка на черно поле f4 · черен офицер на бяло поле g4 · бяла пешка на черно поле c3 · бяла пешка на бяло поле a2 · бяла пешка на черно поле b2 · бял топ на черно поле d2 · бяла пешка на бяло поле g2 · бяла пешка на черно поле h2 · бял цар на черно поле c1 · бял топ на бяло поле d1 | черен топ на бяло поле d7 · черна пешка на бяло поле f7 · черен цар на черно поле g7 · бяла дама на черно поле b6 · черна пешка на бяло поле g6 · черна пешка на черно поле h6 · черна пешка на бяло поле b5 · черна пешка на черно поле c5 · черна дама на бяло поле f5 · бял офицер на бяло поле c4 · черен кон на черно поле d4 · бяла пешка на черно поле f4 · черен офицер на бяло поле g4 · бяла пешка на черно поле c3 · бяла пешка на бяло поле a2 · бяла пешка на черно поле b2 · бял топ на черно поле d2 · бяла пешка на бяло поле g2 · бяла пешка на черно поле h2 · бял цар на черно поле c1 · бял топ на бяло поле d1 | черен топ на бяло поле d7 · черна пешка на бяло поле f7 · черен цар на черно поле g7 · бяла дама на черно поле b6 · черна пешка на бяло поле g6 · черна пешка на черно поле h6 · черна пешка на бяло поле b5 · черна пешка на черно поле c5 · черна дама на бяло поле f5 · бял офицер на бяло поле c4 · черен кон на черно поле d4 · бяла пешка на черно поле f4 · черен офицер на бяло поле g4 · бяла пешка на черно поле c3 · бяла пешка на бяло поле a2 · бяла пешка на черно поле b2 · бял топ на черно поле d2 · бяла пешка на бяло поле g2 · бяла пешка на черно поле h2 · бял цар на черно поле c1 · бял топ на бяло поле d1 | черен топ на бяло поле d7 · черна пешка на бяло поле f7 · черен цар на черно поле g7 · бяла дама на черно поле b6 · черна пешка на бяло поле g6 · черна пешка на черно поле h6 · черна пешка на бяло поле b5 · черна пешка на черно поле c5 · черна дама на бяло поле f5 · бял офицер на бяло поле c4 · черен кон на черно поле d4 · бяла пешка на черно поле f4 · черен офицер на бяло поле g4 · бяла пешка на черно поле c3 · бяла пешка на бяло поле a2 · бяла пешка на черно поле b2 · бял топ на черно поле d2 · бяла пешка на бяло поле g2 · бяла пешка на черно поле h2 · бял цар на черно поле c1 · бял топ на бяло поле d1 | черен топ на бяло поле d7 · черна пешка на бяло поле f7 · черен цар на черно поле g7 · бяла дама на черно поле b6 · черна пешка на бяло поле g6 · черна пешка на черно поле h6 · черна пешка на бяло поле b5 · черна пешка на черно поле c5 · черна дама на бяло поле f5 · бял офицер на бяло поле c4 · черен кон на черно поле d4 · бяла пешка на черно поле f4 · черен офицер на бяло поле g4 · бяла пешка на черно поле c3 · бяла пешка на бяло поле a2 · бяла пешка на черно поле b2 · бял топ на черно поле d2 · бяла пешка на бяло поле g2 · бяла пешка на черно поле h2 · бял цар на черно поле c1 · бял топ на бяло поле d1 | черен топ на бяло поле d7 · черна пешка на бяло поле f7 · черен цар на черно поле g7 · бяла дама на черно поле b6 · черна пешка на бяло поле g6 · черна пешка на черно поле h6 · черна пешка на бяло поле b5 · черна пешка на черно поле c5 · черна дама на бяло поле f5 · бял офицер на бяло поле c4 · черен кон на черно поле d4 · бяла пешка на черно поле f4 · черен офицер на бяло поле g4 · бяла пешка на черно поле c3 · бяла пешка на бяло поле a2 · бяла пешка на черно поле b2 · бял топ на черно поле d2 · бяла пешка на бяло поле g2 · бяла пешка на черно поле h2 · бял цар на черно поле c1 · бял топ на бяло поле d1 | черен топ на бяло поле d7 · черна пешка на бяло поле f7 · черен цар на черно поле g7 · бяла дама на черно поле b6 · черна пешка на бяло поле g6 · черна пешка на черно поле h6 · черна пешка на бяло поле b5 · черна пешка на черно поле c5 · черна дама на бяло поле f5 · бял офицер на бяло поле c4 · черен кон на черно поле d4 · бяла пешка на черно поле f4 · черен офицер на бяло поле g4 · бяла пешка на черно поле c3 · бяла пешка на бяло поле a2 · бяла пешка на черно поле b2 · бял топ на черно поле d2 · бяла пешка на бяло поле g2 · бяла пешка на черно поле h2 · бял цар на черно поле c1 · бял топ на бяло поле d1 | 4 |
| 3 | черен топ на бяло поле d7 · черна пешка на бяло поле f7 · черен цар на черно поле g7 · бяла дама на черно поле b6 · черна пешка на бяло поле g6 · черна пешка на черно поле h6 · черна пешка на бяло поле b5 · черна пешка на черно поле c5 · черна дама на бяло поле f5 · бял офицер на бяло поле c4 · черен кон на черно поле d4 · бяла пешка на черно поле f4 · черен офицер на бяло поле g4 · бяла пешка на черно поле c3 · бяла пешка на бяло поле a2 · бяла пешка на черно поле b2 · бял топ на черно поле d2 · бяла пешка на бяло поле g2 · бяла пешка на черно поле h2 · бял цар на черно поле c1 · бял топ на бяло поле d1 | черен топ на бяло поле d7 · черна пешка на бяло поле f7 · черен цар на черно поле g7 · бяла дама на черно поле b6 · черна пешка на бяло поле g6 · черна пешка на черно поле h6 · черна пешка на бяло поле b5 · черна пешка на черно поле c5 · черна дама на бяло поле f5 · бял офицер на бяло поле c4 · черен кон на черно поле d4 · бяла пешка на черно поле f4 · черен офицер на бяло поле g4 · бяла пешка на черно поле c3 · бяла пешка на бяло поле a2 · бяла пешка на черно поле b2 · бял топ на черно поле d2 · бяла пешка на бяло поле g2 · бяла пешка на черно поле h2 · бял цар на черно поле c1 · бял топ на бяло поле d1 | черен топ на бяло поле d7 · черна пешка на бяло поле f7 · черен цар на черно поле g7 · бяла дама на черно поле b6 · черна пешка на бяло поле g6 · черна пешка на черно поле h6 · черна пешка на бяло поле b5 · черна пешка на черно поле c5 · черна дама на бяло поле f5 · бял офицер на бяло поле c4 · черен кон на черно поле d4 · бяла пешка на черно поле f4 · черен офицер на бяло поле g4 · бяла пешка на черно поле c3 · бяла пешка на бяло поле a2 · бяла пешка на черно поле b2 · бял топ на черно поле d2 · бяла пешка на бяло поле g2 · бяла пешка на черно поле h2 · бял цар на черно поле c1 · бял топ на бяло поле d1 | черен топ на бяло поле d7 · черна пешка на бяло поле f7 · черен цар на черно поле g7 · бяла дама на черно поле b6 · черна пешка на бяло поле g6 · черна пешка на черно поле h6 · черна пешка на бяло поле b5 · черна пешка на черно поле c5 · черна дама на бяло поле f5 · бял офицер на бяло поле c4 · черен кон на черно поле d4 · бяла пешка на черно поле f4 · черен офицер на бяло поле g4 · бяла пешка на черно поле c3 · бяла пешка на бяло поле a2 · бяла пешка на черно поле b2 · бял топ на черно поле d2 · бяла пешка на бяло поле g2 · бяла пешка на черно поле h2 · бял цар на черно поле c1 · бял топ на бяло поле d1 | черен топ на бяло поле d7 · черна пешка на бяло поле f7 · черен цар на черно поле g7 · бяла дама на черно поле b6 · черна пешка на бяло поле g6 · черна пешка на черно поле h6 · черна пешка на бяло поле b5 · черна пешка на черно поле c5 · черна дама на бяло поле f5 · бял офицер на бяло поле c4 · черен кон на черно поле d4 · бяла пешка на черно поле f4 · черен офицер на бяло поле g4 · бяла пешка на черно поле c3 · бяла пешка на бяло поле a2 · бяла пешка на черно поле b2 · бял топ на черно поле d2 · бяла пешка на бяло поле g2 · бяла пешка на черно поле h2 · бял цар на черно поле c1 · бял топ на бяло поле d1 | черен топ на бяло поле d7 · черна пешка на бяло поле f7 · черен цар на черно поле g7 · бяла дама на черно поле b6 · черна пешка на бяло поле g6 · черна пешка на черно поле h6 · черна пешка на бяло поле b5 · черна пешка на черно поле c5 · черна дама на бяло поле f5 · бял офицер на бяло поле c4 · черен кон на черно поле d4 · бяла пешка на черно поле f4 · черен офицер на бяло поле g4 · бяла пешка на черно поле c3 · бяла пешка на бяло поле a2 · бяла пешка на черно поле b2 · бял топ на черно поле d2 · бяла пешка на бяло поле g2 · бяла пешка на черно поле h2 · бял цар на черно поле c1 · бял топ на бяло поле d1 | черен топ на бяло поле d7 · черна пешка на бяло поле f7 · черен цар на черно поле g7 · бяла дама на черно поле b6 · черна пешка на бяло поле g6 · черна пешка на черно поле h6 · черна пешка на бяло поле b5 · черна пешка на черно поле c5 · черна дама на бяло поле f5 · бял офицер на бяло поле c4 · черен кон на черно поле d4 · бяла пешка на черно поле f4 · черен офицер на бяло поле g4 · бяла пешка на черно поле c3 · бяла пешка на бяло поле a2 · бяла пешка на черно поле b2 · бял топ на черно поле d2 · бяла пешка на бяло поле g2 · бяла пешка на черно поле h2 · бял цар на черно поле c1 · бял топ на бяло поле d1 | черен топ на бяло поле d7 · черна пешка на бяло поле f7 · черен цар на черно поле g7 · бяла дама на черно поле b6 · черна пешка на бяло поле g6 · черна пешка на черно поле h6 · черна пешка на бяло поле b5 · черна пешка на черно поле c5 · черна дама на бяло поле f5 · бял офицер на бяло поле c4 · черен кон на черно поле d4 · бяла пешка на черно поле f4 · черен офицер на бяло поле g4 · бяла пешка на черно поле c3 · бяла пешка на бяло поле a2 · бяла пешка на черно поле b2 · бял топ на черно поле d2 · бяла пешка на бяло поле g2 · бяла пешка на черно поле h2 · бял цар на черно поле c1 · бял топ на бяло поле d1 | 3 |
| 2 | черен топ на бяло поле d7 · черна пешка на бяло поле f7 · черен цар на черно поле g7 · бяла дама на черно поле b6 · черна пешка на бяло поле g6 · черна пешка на черно поле h6 · черна пешка на бяло поле b5 · черна пешка на черно поле c5 · черна дама на бяло поле f5 · бял офицер на бяло поле c4 · черен кон на черно поле d4 · бяла пешка на черно поле f4 · черен офицер на бяло поле g4 · бяла пешка на черно поле c3 · бяла пешка на бяло поле a2 · бяла пешка на черно поле b2 · бял топ на черно поле d2 · бяла пешка на бяло поле g2 · бяла пешка на черно поле h2 · бял цар на черно поле c1 · бял топ на бяло поле d1 | черен топ на бяло поле d7 · черна пешка на бяло поле f7 · черен цар на черно поле g7 · бяла дама на черно поле b6 · черна пешка на бяло поле g6 · черна пешка на черно поле h6 · черна пешка на бяло поле b5 · черна пешка на черно поле c5 · черна дама на бяло поле f5 · бял офицер на бяло поле c4 · черен кон на черно поле d4 · бяла пешка на черно поле f4 · черен офицер на бяло поле g4 · бяла пешка на черно поле c3 · бяла пешка на бяло поле a2 · бяла пешка на черно поле b2 · бял топ на черно поле d2 · бяла пешка на бяло поле g2 · бяла пешка на черно поле h2 · бял цар на черно поле c1 · бял топ на бяло поле d1 | черен топ на бяло поле d7 · черна пешка на бяло поле f7 · черен цар на черно поле g7 · бяла дама на черно поле b6 · черна пешка на бяло поле g6 · черна пешка на черно поле h6 · черна пешка на бяло поле b5 · черна пешка на черно поле c5 · черна дама на бяло поле f5 · бял офицер на бяло поле c4 · черен кон на черно поле d4 · бяла пешка на черно поле f4 · черен офицер на бяло поле g4 · бяла пешка на черно поле c3 · бяла пешка на бяло поле a2 · бяла пешка на черно поле b2 · бял топ на черно поле d2 · бяла пешка на бяло поле g2 · бяла пешка на черно поле h2 · бял цар на черно поле c1 · бял топ на бяло поле d1 | черен топ на бяло поле d7 · черна пешка на бяло поле f7 · черен цар на черно поле g7 · бяла дама на черно поле b6 · черна пешка на бяло поле g6 · черна пешка на черно поле h6 · черна пешка на бяло поле b5 · черна пешка на черно поле c5 · черна дама на бяло поле f5 · бял офицер на бяло поле c4 · черен кон на черно поле d4 · бяла пешка на черно поле f4 · черен офицер на бяло поле g4 · бяла пешка на черно поле c3 · бяла пешка на бяло поле a2 · бяла пешка на черно поле b2 · бял топ на черно поле d2 · бяла пешка на бяло поле g2 · бяла пешка на черно поле h2 · бял цар на черно поле c1 · бял топ на бяло поле d1 | черен топ на бяло поле d7 · черна пешка на бяло поле f7 · черен цар на черно поле g7 · бяла дама на черно поле b6 · черна пешка на бяло поле g6 · черна пешка на черно поле h6 · черна пешка на бяло поле b5 · черна пешка на черно поле c5 · черна дама на бяло поле f5 · бял офицер на бяло поле c4 · черен кон на черно поле d4 · бяла пешка на черно поле f4 · черен офицер на бяло поле g4 · бяла пешка на черно поле c3 · бяла пешка на бяло поле a2 · бяла пешка на черно поле b2 · бял топ на черно поле d2 · бяла пешка на бяло поле g2 · бяла пешка на черно поле h2 · бял цар на черно поле c1 · бял топ на бяло поле d1 | черен топ на бяло поле d7 · черна пешка на бяло поле f7 · черен цар на черно поле g7 · бяла дама на черно поле b6 · черна пешка на бяло поле g6 · черна пешка на черно поле h6 · черна пешка на бяло поле b5 · черна пешка на черно поле c5 · черна дама на бяло поле f5 · бял офицер на бяло поле c4 · черен кон на черно поле d4 · бяла пешка на черно поле f4 · черен офицер на бяло поле g4 · бяла пешка на черно поле c3 · бяла пешка на бяло поле a2 · бяла пешка на черно поле b2 · бял топ на черно поле d2 · бяла пешка на бяло поле g2 · бяла пешка на черно поле h2 · бял цар на черно поле c1 · бял топ на бяло поле d1 | черен топ на бяло поле d7 · черна пешка на бяло поле f7 · черен цар на черно поле g7 · бяла дама на черно поле b6 · черна пешка на бяло поле g6 · черна пешка на черно поле h6 · черна пешка на бяло поле b5 · черна пешка на черно поле c5 · черна дама на бяло поле f5 · бял офицер на бяло поле c4 · черен кон на черно поле d4 · бяла пешка на черно поле f4 · черен офицер на бяло поле g4 · бяла пешка на черно поле c3 · бяла пешка на бяло поле a2 · бяла пешка на черно поле b2 · бял топ на черно поле d2 · бяла пешка на бяло поле g2 · бяла пешка на черно поле h2 · бял цар на черно поле c1 · бял топ на бяло поле d1 | черен топ на бяло поле d7 · черна пешка на бяло поле f7 · черен цар на черно поле g7 · бяла дама на черно поле b6 · черна пешка на бяло поле g6 · черна пешка на черно поле h6 · черна пешка на бяло поле b5 · черна пешка на черно поле c5 · черна дама на бяло поле f5 · бял офицер на бяло поле c4 · черен кон на черно поле d4 · бяла пешка на черно поле f4 · черен офицер на бяло поле g4 · бяла пешка на черно поле c3 · бяла пешка на бяло поле a2 · бяла пешка на черно поле b2 · бял топ на черно поле d2 · бяла пешка на бяло поле g2 · бяла пешка на черно поле h2 · бял цар на черно поле c1 · бял топ на бяло поле d1 | 2 |
| 1 | черен топ на бяло поле d7 · черна пешка на бяло поле f7 · черен цар на черно поле g7 · бяла дама на черно поле b6 · черна пешка на бяло поле g6 · черна пешка на черно поле h6 · черна пешка на бяло поле b5 · черна пешка на черно поле c5 · черна дама на бяло поле f5 · бял офицер на бяло поле c4 · черен кон на черно поле d4 · бяла пешка на черно поле f4 · черен офицер на бяло поле g4 · бяла пешка на черно поле c3 · бяла пешка на бяло поле a2 · бяла пешка на черно поле b2 · бял топ на черно поле d2 · бяла пешка на бяло поле g2 · бяла пешка на черно поле h2 · бял цар на черно поле c1 · бял топ на бяло поле d1 | черен топ на бяло поле d7 · черна пешка на бяло поле f7 · черен цар на черно поле g7 · бяла дама на черно поле b6 · черна пешка на бяло поле g6 · черна пешка на черно поле h6 · черна пешка на бяло поле b5 · черна пешка на черно поле c5 · черна дама на бяло поле f5 · бял офицер на бяло поле c4 · черен кон на черно поле d4 · бяла пешка на черно поле f4 · черен офицер на бяло поле g4 · бяла пешка на черно поле c3 · бяла пешка на бяло поле a2 · бяла пешка на черно поле b2 · бял топ на черно поле d2 · бяла пешка на бяло поле g2 · бяла пешка на черно поле h2 · бял цар на черно поле c1 · бял топ на бяло поле d1 | черен топ на бяло поле d7 · черна пешка на бяло поле f7 · черен цар на черно поле g7 · бяла дама на черно поле b6 · черна пешка на бяло поле g6 · черна пешка на черно поле h6 · черна пешка на бяло поле b5 · черна пешка на черно поле c5 · черна дама на бяло поле f5 · бял офицер на бяло поле c4 · черен кон на черно поле d4 · бяла пешка на черно поле f4 · черен офицер на бяло поле g4 · бяла пешка на черно поле c3 · бяла пешка на бяло поле a2 · бяла пешка на черно поле b2 · бял топ на черно поле d2 · бяла пешка на бяло поле g2 · бяла пешка на черно поле h2 · бял цар на черно поле c1 · бял топ на бяло поле d1 | черен топ на бяло поле d7 · черна пешка на бяло поле f7 · черен цар на черно поле g7 · бяла дама на черно поле b6 · черна пешка на бяло поле g6 · черна пешка на черно поле h6 · черна пешка на бяло поле b5 · черна пешка на черно поле c5 · черна дама на бяло поле f5 · бял офицер на бяло поле c4 · черен кон на черно поле d4 · бяла пешка на черно поле f4 · черен офицер на бяло поле g4 · бяла пешка на черно поле c3 · бяла пешка на бяло поле a2 · бяла пешка на черно поле b2 · бял топ на черно поле d2 · бяла пешка на бяло поле g2 · бяла пешка на черно поле h2 · бял цар на черно поле c1 · бял топ на бяло поле d1 | черен топ на бяло поле d7 · черна пешка на бяло поле f7 · черен цар на черно поле g7 · бяла дама на черно поле b6 · черна пешка на бяло поле g6 · черна пешка на черно поле h6 · черна пешка на бяло поле b5 · черна пешка на черно поле c5 · черна дама на бяло поле f5 · бял офицер на бяло поле c4 · черен кон на черно поле d4 · бяла пешка на черно поле f4 · черен офицер на бяло поле g4 · бяла пешка на черно поле c3 · бяла пешка на бяло поле a2 · бяла пешка на черно поле b2 · бял топ на черно поле d2 · бяла пешка на бяло поле g2 · бяла пешка на черно поле h2 · бял цар на черно поле c1 · бял топ на бяло поле d1 | черен топ на бяло поле d7 · черна пешка на бяло поле f7 · черен цар на черно поле g7 · бяла дама на черно поле b6 · черна пешка на бяло поле g6 · черна пешка на черно поле h6 · черна пешка на бяло поле b5 · черна пешка на черно поле c5 · черна дама на бяло поле f5 · бял офицер на бяло поле c4 · черен кон на черно поле d4 · бяла пешка на черно поле f4 · черен офицер на бяло поле g4 · бяла пешка на черно поле c3 · бяла пешка на бяло поле a2 · бяла пешка на черно поле b2 · бял топ на черно поле d2 · бяла пешка на бяло поле g2 · бяла пешка на черно поле h2 · бял цар на черно поле c1 · бял топ на бяло поле d1 | черен топ на бяло поле d7 · черна пешка на бяло поле f7 · черен цар на черно поле g7 · бяла дама на черно поле b6 · черна пешка на бяло поле g6 · черна пешка на черно поле h6 · черна пешка на бяло поле b5 · черна пешка на черно поле c5 · черна дама на бяло поле f5 · бял офицер на бяло поле c4 · черен кон на черно поле d4 · бяла пешка на черно поле f4 · черен офицер на бяло поле g4 · бяла пешка на черно поле c3 · бяла пешка на бяло поле a2 · бяла пешка на черно поле b2 · бял топ на черно поле d2 · бяла пешка на бяло поле g2 · бяла пешка на черно поле h2 · бял цар на черно поле c1 · бял топ на бяло поле d1 | черен топ на бяло поле d7 · черна пешка на бяло поле f7 · черен цар на черно поле g7 · бяла дама на черно поле b6 · черна пешка на бяло поле g6 · черна пешка на черно поле h6 · черна пешка на бяло поле b5 · черна пешка на черно поле c5 · черна дама на бяло поле f5 · бял офицер на бяло поле c4 · черен кон на черно поле d4 · бяла пешка на черно поле f4 · черен офицер на бяло поле g4 · бяла пешка на черно поле c3 · бяла пешка на бяло поле a2 · бяла пешка на черно поле b2 · бял топ на черно поле d2 · бяла пешка на бяло поле g2 · бяла пешка на черно поле h2 · бял цар на черно поле c1 · бял топ на бяло поле d1 | 1 |
|   | a | b | c | d | e | f | g | h |   |

На диаграма 10 черните защитават пешката e7 със своя кон Кc6. Белите могат да изберат да отклонят този кон от защитата, като играят тактически b4, последвано от b5, или веднага да го атакуват с офицера си чрез Кh4.
В позицията на диаграма 11 черните жертват дамата 
 1. ... Дс2+!!, за да разделят топовете като отвлекат белия топ Тd2 от линията d, с което престава да пази другия топ Тd1, който черните взимат и обявяват мат: 2.Т:c2 Kb3+!! 3.Цb1 T:d1+ 4.Tc1 T:c1# Или 3.O:b3 (a:b3) 3.T:d1#.
Има много партии на известни шахматисти, в които е използвано отвличане. Една от тях е между Ричард Рети и Корнел Хаваши през 1926 г.  
След 27 хода в позицията на диаграма 12 Рети се опитва да отклони черната дама от пазенето на поле h7 с хода 28. Оd5! Черните отговарят с хода 28. ... g5, опитвайки се да разменят двете дами. След това играта продължава с ходовете:

|   | a | b | c | d | e | f | g | h |   |
| 8 | черен топ на бяло поле c8 · черен топ на черно поле f8 · черна дама на бяло поле g8 · черен цар на черно поле h8 · черна пешка на черно поле a7 · черна пешка на бяло поле b7 · черна пешка на черно поле g7 · черна пешка на бяло поле h7 · черен кон на бяло поле c6 · черен офицер на черно поле d6 · бяла пешка на черно поле f4 · бяла дама на черно поле h4 · бяла пешка на бяло поле d3 · бял топ на бяло поле h3 · бяла пешка на бяло поле a2 · бяла пешка на черно поле b2 · бял офицер на черно поле d2 · бял офицер на бяло поле g2 · бяла пешка на черно поле h2 · бял топ на черно поле c1 · бял цар на черно поле g1 | черен топ на бяло поле c8 · черен топ на черно поле f8 · черна дама на бяло поле g8 · черен цар на черно поле h8 · черна пешка на черно поле a7 · черна пешка на бяло поле b7 · черна пешка на черно поле g7 · черна пешка на бяло поле h7 · черен кон на бяло поле c6 · черен офицер на черно поле d6 · бяла пешка на черно поле f4 · бяла дама на черно поле h4 · бяла пешка на бяло поле d3 · бял топ на бяло поле h3 · бяла пешка на бяло поле a2 · бяла пешка на черно поле b2 · бял офицер на черно поле d2 · бял офицер на бяло поле g2 · бяла пешка на черно поле h2 · бял топ на черно поле c1 · бял цар на черно поле g1 | черен топ на бяло поле c8 · черен топ на черно поле f8 · черна дама на бяло поле g8 · черен цар на черно поле h8 · черна пешка на черно поле a7 · черна пешка на бяло поле b7 · черна пешка на черно поле g7 · черна пешка на бяло поле h7 · черен кон на бяло поле c6 · черен офицер на черно поле d6 · бяла пешка на черно поле f4 · бяла дама на черно поле h4 · бяла пешка на бяло поле d3 · бял топ на бяло поле h3 · бяла пешка на бяло поле a2 · бяла пешка на черно поле b2 · бял офицер на черно поле d2 · бял офицер на бяло поле g2 · бяла пешка на черно поле h2 · бял топ на черно поле c1 · бял цар на черно поле g1 | черен топ на бяло поле c8 · черен топ на черно поле f8 · черна дама на бяло поле g8 · черен цар на черно поле h8 · черна пешка на черно поле a7 · черна пешка на бяло поле b7 · черна пешка на черно поле g7 · черна пешка на бяло поле h7 · черен кон на бяло поле c6 · черен офицер на черно поле d6 · бяла пешка на черно поле f4 · бяла дама на черно поле h4 · бяла пешка на бяло поле d3 · бял топ на бяло поле h3 · бяла пешка на бяло поле a2 · бяла пешка на черно поле b2 · бял офицер на черно поле d2 · бял офицер на бяло поле g2 · бяла пешка на черно поле h2 · бял топ на черно поле c1 · бял цар на черно поле g1 | черен топ на бяло поле c8 · черен топ на черно поле f8 · черна дама на бяло поле g8 · черен цар на черно поле h8 · черна пешка на черно поле a7 · черна пешка на бяло поле b7 · черна пешка на черно поле g7 · черна пешка на бяло поле h7 · черен кон на бяло поле c6 · черен офицер на черно поле d6 · бяла пешка на черно поле f4 · бяла дама на черно поле h4 · бяла пешка на бяло поле d3 · бял топ на бяло поле h3 · бяла пешка на бяло поле a2 · бяла пешка на черно поле b2 · бял офицер на черно поле d2 · бял офицер на бяло поле g2 · бяла пешка на черно поле h2 · бял топ на черно поле c1 · бял цар на черно поле g1 | черен топ на бяло поле c8 · черен топ на черно поле f8 · черна дама на бяло поле g8 · черен цар на черно поле h8 · черна пешка на черно поле a7 · черна пешка на бяло поле b7 · черна пешка на черно поле g7 · черна пешка на бяло поле h7 · черен кон на бяло поле c6 · черен офицер на черно поле d6 · бяла пешка на черно поле f4 · бяла дама на черно поле h4 · бяла пешка на бяло поле d3 · бял топ на бяло поле h3 · бяла пешка на бяло поле a2 · бяла пешка на черно поле b2 · бял офицер на черно поле d2 · бял офицер на бяло поле g2 · бяла пешка на черно поле h2 · бял топ на черно поле c1 · бял цар на черно поле g1 | черен топ на бяло поле c8 · черен топ на черно поле f8 · черна дама на бяло поле g8 · черен цар на черно поле h8 · черна пешка на черно поле a7 · черна пешка на бяло поле b7 · черна пешка на черно поле g7 · черна пешка на бяло поле h7 · черен кон на бяло поле c6 · черен офицер на черно поле d6 · бяла пешка на черно поле f4 · бяла дама на черно поле h4 · бяла пешка на бяло поле d3 · бял топ на бяло поле h3 · бяла пешка на бяло поле a2 · бяла пешка на черно поле b2 · бял офицер на черно поле d2 · бял офицер на бяло поле g2 · бяла пешка на черно поле h2 · бял топ на черно поле c1 · бял цар на черно поле g1 | черен топ на бяло поле c8 · черен топ на черно поле f8 · черна дама на бяло поле g8 · черен цар на черно поле h8 · черна пешка на черно поле a7 · черна пешка на бяло поле b7 · черна пешка на черно поле g7 · черна пешка на бяло поле h7 · черен кон на бяло поле c6 · черен офицер на черно поле d6 · бяла пешка на черно поле f4 · бяла дама на черно поле h4 · бяла пешка на бяло поле d3 · бял топ на бяло поле h3 · бяла пешка на бяло поле a2 · бяла пешка на черно поле b2 · бял офицер на черно поле d2 · бял офицер на бяло поле g2 · бяла пешка на черно поле h2 · бял топ на черно поле c1 · бял цар на черно поле g1 | 8 |
| 7 | черен топ на бяло поле c8 · черен топ на черно поле f8 · черна дама на бяло поле g8 · черен цар на черно поле h8 · черна пешка на черно поле a7 · черна пешка на бяло поле b7 · черна пешка на черно поле g7 · черна пешка на бяло поле h7 · черен кон на бяло поле c6 · черен офицер на черно поле d6 · бяла пешка на черно поле f4 · бяла дама на черно поле h4 · бяла пешка на бяло поле d3 · бял топ на бяло поле h3 · бяла пешка на бяло поле a2 · бяла пешка на черно поле b2 · бял офицер на черно поле d2 · бял офицер на бяло поле g2 · бяла пешка на черно поле h2 · бял топ на черно поле c1 · бял цар на черно поле g1 | черен топ на бяло поле c8 · черен топ на черно поле f8 · черна дама на бяло поле g8 · черен цар на черно поле h8 · черна пешка на черно поле a7 · черна пешка на бяло поле b7 · черна пешка на черно поле g7 · черна пешка на бяло поле h7 · черен кон на бяло поле c6 · черен офицер на черно поле d6 · бяла пешка на черно поле f4 · бяла дама на черно поле h4 · бяла пешка на бяло поле d3 · бял топ на бяло поле h3 · бяла пешка на бяло поле a2 · бяла пешка на черно поле b2 · бял офицер на черно поле d2 · бял офицер на бяло поле g2 · бяла пешка на черно поле h2 · бял топ на черно поле c1 · бял цар на черно поле g1 | черен топ на бяло поле c8 · черен топ на черно поле f8 · черна дама на бяло поле g8 · черен цар на черно поле h8 · черна пешка на черно поле a7 · черна пешка на бяло поле b7 · черна пешка на черно поле g7 · черна пешка на бяло поле h7 · черен кон на бяло поле c6 · черен офицер на черно поле d6 · бяла пешка на черно поле f4 · бяла дама на черно поле h4 · бяла пешка на бяло поле d3 · бял топ на бяло поле h3 · бяла пешка на бяло поле a2 · бяла пешка на черно поле b2 · бял офицер на черно поле d2 · бял офицер на бяло поле g2 · бяла пешка на черно поле h2 · бял топ на черно поле c1 · бял цар на черно поле g1 | черен топ на бяло поле c8 · черен топ на черно поле f8 · черна дама на бяло поле g8 · черен цар на черно поле h8 · черна пешка на черно поле a7 · черна пешка на бяло поле b7 · черна пешка на черно поле g7 · черна пешка на бяло поле h7 · черен кон на бяло поле c6 · черен офицер на черно поле d6 · бяла пешка на черно поле f4 · бяла дама на черно поле h4 · бяла пешка на бяло поле d3 · бял топ на бяло поле h3 · бяла пешка на бяло поле a2 · бяла пешка на черно поле b2 · бял офицер на черно поле d2 · бял офицер на бяло поле g2 · бяла пешка на черно поле h2 · бял топ на черно поле c1 · бял цар на черно поле g1 | черен топ на бяло поле c8 · черен топ на черно поле f8 · черна дама на бяло поле g8 · черен цар на черно поле h8 · черна пешка на черно поле a7 · черна пешка на бяло поле b7 · черна пешка на черно поле g7 · черна пешка на бяло поле h7 · черен кон на бяло поле c6 · черен офицер на черно поле d6 · бяла пешка на черно поле f4 · бяла дама на черно поле h4 · бяла пешка на бяло поле d3 · бял топ на бяло поле h3 · бяла пешка на бяло поле a2 · бяла пешка на черно поле b2 · бял офицер на черно поле d2 · бял офицер на бяло поле g2 · бяла пешка на черно поле h2 · бял топ на черно поле c1 · бял цар на черно поле g1 | черен топ на бяло поле c8 · черен топ на черно поле f8 · черна дама на бяло поле g8 · черен цар на черно поле h8 · черна пешка на черно поле a7 · черна пешка на бяло поле b7 · черна пешка на черно поле g7 · черна пешка на бяло поле h7 · черен кон на бяло поле c6 · черен офицер на черно поле d6 · бяла пешка на черно поле f4 · бяла дама на черно поле h4 · бяла пешка на бяло поле d3 · бял топ на бяло поле h3 · бяла пешка на бяло поле a2 · бяла пешка на черно поле b2 · бял офицер на черно поле d2 · бял офицер на бяло поле g2 · бяла пешка на черно поле h2 · бял топ на черно поле c1 · бял цар на черно поле g1 | черен топ на бяло поле c8 · черен топ на черно поле f8 · черна дама на бяло поле g8 · черен цар на черно поле h8 · черна пешка на черно поле a7 · черна пешка на бяло поле b7 · черна пешка на черно поле g7 · черна пешка на бяло поле h7 · черен кон на бяло поле c6 · черен офицер на черно поле d6 · бяла пешка на черно поле f4 · бяла дама на черно поле h4 · бяла пешка на бяло поле d3 · бял топ на бяло поле h3 · бяла пешка на бяло поле a2 · бяла пешка на черно поле b2 · бял офицер на черно поле d2 · бял офицер на бяло поле g2 · бяла пешка на черно поле h2 · бял топ на черно поле c1 · бял цар на черно поле g1 | черен топ на бяло поле c8 · черен топ на черно поле f8 · черна дама на бяло поле g8 · черен цар на черно поле h8 · черна пешка на черно поле a7 · черна пешка на бяло поле b7 · черна пешка на черно поле g7 · черна пешка на бяло поле h7 · черен кон на бяло поле c6 · черен офицер на черно поле d6 · бяла пешка на черно поле f4 · бяла дама на черно поле h4 · бяла пешка на бяло поле d3 · бял топ на бяло поле h3 · бяла пешка на бяло поле a2 · бяла пешка на черно поле b2 · бял офицер на черно поле d2 · бял офицер на бяло поле g2 · бяла пешка на черно поле h2 · бял топ на черно поле c1 · бял цар на черно поле g1 | 7 |
| 6 | черен топ на бяло поле c8 · черен топ на черно поле f8 · черна дама на бяло поле g8 · черен цар на черно поле h8 · черна пешка на черно поле a7 · черна пешка на бяло поле b7 · черна пешка на черно поле g7 · черна пешка на бяло поле h7 · черен кон на бяло поле c6 · черен офицер на черно поле d6 · бяла пешка на черно поле f4 · бяла дама на черно поле h4 · бяла пешка на бяло поле d3 · бял топ на бяло поле h3 · бяла пешка на бяло поле a2 · бяла пешка на черно поле b2 · бял офицер на черно поле d2 · бял офицер на бяло поле g2 · бяла пешка на черно поле h2 · бял топ на черно поле c1 · бял цар на черно поле g1 | черен топ на бяло поле c8 · черен топ на черно поле f8 · черна дама на бяло поле g8 · черен цар на черно поле h8 · черна пешка на черно поле a7 · черна пешка на бяло поле b7 · черна пешка на черно поле g7 · черна пешка на бяло поле h7 · черен кон на бяло поле c6 · черен офицер на черно поле d6 · бяла пешка на черно поле f4 · бяла дама на черно поле h4 · бяла пешка на бяло поле d3 · бял топ на бяло поле h3 · бяла пешка на бяло поле a2 · бяла пешка на черно поле b2 · бял офицер на черно поле d2 · бял офицер на бяло поле g2 · бяла пешка на черно поле h2 · бял топ на черно поле c1 · бял цар на черно поле g1 | черен топ на бяло поле c8 · черен топ на черно поле f8 · черна дама на бяло поле g8 · черен цар на черно поле h8 · черна пешка на черно поле a7 · черна пешка на бяло поле b7 · черна пешка на черно поле g7 · черна пешка на бяло поле h7 · черен кон на бяло поле c6 · черен офицер на черно поле d6 · бяла пешка на черно поле f4 · бяла дама на черно поле h4 · бяла пешка на бяло поле d3 · бял топ на бяло поле h3 · бяла пешка на бяло поле a2 · бяла пешка на черно поле b2 · бял офицер на черно поле d2 · бял офицер на бяло поле g2 · бяла пешка на черно поле h2 · бял топ на черно поле c1 · бял цар на черно поле g1 | черен топ на бяло поле c8 · черен топ на черно поле f8 · черна дама на бяло поле g8 · черен цар на черно поле h8 · черна пешка на черно поле a7 · черна пешка на бяло поле b7 · черна пешка на черно поле g7 · черна пешка на бяло поле h7 · черен кон на бяло поле c6 · черен офицер на черно поле d6 · бяла пешка на черно поле f4 · бяла дама на черно поле h4 · бяла пешка на бяло поле d3 · бял топ на бяло поле h3 · бяла пешка на бяло поле a2 · бяла пешка на черно поле b2 · бял офицер на черно поле d2 · бял офицер на бяло поле g2 · бяла пешка на черно поле h2 · бял топ на черно поле c1 · бял цар на черно поле g1 | черен топ на бяло поле c8 · черен топ на черно поле f8 · черна дама на бяло поле g8 · черен цар на черно поле h8 · черна пешка на черно поле a7 · черна пешка на бяло поле b7 · черна пешка на черно поле g7 · черна пешка на бяло поле h7 · черен кон на бяло поле c6 · черен офицер на черно поле d6 · бяла пешка на черно поле f4 · бяла дама на черно поле h4 · бяла пешка на бяло поле d3 · бял топ на бяло поле h3 · бяла пешка на бяло поле a2 · бяла пешка на черно поле b2 · бял офицер на черно поле d2 · бял офицер на бяло поле g2 · бяла пешка на черно поле h2 · бял топ на черно поле c1 · бял цар на черно поле g1 | черен топ на бяло поле c8 · черен топ на черно поле f8 · черна дама на бяло поле g8 · черен цар на черно поле h8 · черна пешка на черно поле a7 · черна пешка на бяло поле b7 · черна пешка на черно поле g7 · черна пешка на бяло поле h7 · черен кон на бяло поле c6 · черен офицер на черно поле d6 · бяла пешка на черно поле f4 · бяла дама на черно поле h4 · бяла пешка на бяло поле d3 · бял топ на бяло поле h3 · бяла пешка на бяло поле a2 · бяла пешка на черно поле b2 · бял офицер на черно поле d2 · бял офицер на бяло поле g2 · бяла пешка на черно поле h2 · бял топ на черно поле c1 · бял цар на черно поле g1 | черен топ на бяло поле c8 · черен топ на черно поле f8 · черна дама на бяло поле g8 · черен цар на черно поле h8 · черна пешка на черно поле a7 · черна пешка на бяло поле b7 · черна пешка на черно поле g7 · черна пешка на бяло поле h7 · черен кон на бяло поле c6 · черен офицер на черно поле d6 · бяла пешка на черно поле f4 · бяла дама на черно поле h4 · бяла пешка на бяло поле d3 · бял топ на бяло поле h3 · бяла пешка на бяло поле a2 · бяла пешка на черно поле b2 · бял офицер на черно поле d2 · бял офицер на бяло поле g2 · бяла пешка на черно поле h2 · бял топ на черно поле c1 · бял цар на черно поле g1 | черен топ на бяло поле c8 · черен топ на черно поле f8 · черна дама на бяло поле g8 · черен цар на черно поле h8 · черна пешка на черно поле a7 · черна пешка на бяло поле b7 · черна пешка на черно поле g7 · черна пешка на бяло поле h7 · черен кон на бяло поле c6 · черен офицер на черно поле d6 · бяла пешка на черно поле f4 · бяла дама на черно поле h4 · бяла пешка на бяло поле d3 · бял топ на бяло поле h3 · бяла пешка на бяло поле a2 · бяла пешка на черно поле b2 · бял офицер на черно поле d2 · бял офицер на бяло поле g2 · бяла пешка на черно поле h2 · бял топ на черно поле c1 · бял цар на черно поле g1 | 6 |
| 5 | черен топ на бяло поле c8 · черен топ на черно поле f8 · черна дама на бяло поле g8 · черен цар на черно поле h8 · черна пешка на черно поле a7 · черна пешка на бяло поле b7 · черна пешка на черно поле g7 · черна пешка на бяло поле h7 · черен кон на бяло поле c6 · черен офицер на черно поле d6 · бяла пешка на черно поле f4 · бяла дама на черно поле h4 · бяла пешка на бяло поле d3 · бял топ на бяло поле h3 · бяла пешка на бяло поле a2 · бяла пешка на черно поле b2 · бял офицер на черно поле d2 · бял офицер на бяло поле g2 · бяла пешка на черно поле h2 · бял топ на черно поле c1 · бял цар на черно поле g1 | черен топ на бяло поле c8 · черен топ на черно поле f8 · черна дама на бяло поле g8 · черен цар на черно поле h8 · черна пешка на черно поле a7 · черна пешка на бяло поле b7 · черна пешка на черно поле g7 · черна пешка на бяло поле h7 · черен кон на бяло поле c6 · черен офицер на черно поле d6 · бяла пешка на черно поле f4 · бяла дама на черно поле h4 · бяла пешка на бяло поле d3 · бял топ на бяло поле h3 · бяла пешка на бяло поле a2 · бяла пешка на черно поле b2 · бял офицер на черно поле d2 · бял офицер на бяло поле g2 · бяла пешка на черно поле h2 · бял топ на черно поле c1 · бял цар на черно поле g1 | черен топ на бяло поле c8 · черен топ на черно поле f8 · черна дама на бяло поле g8 · черен цар на черно поле h8 · черна пешка на черно поле a7 · черна пешка на бяло поле b7 · черна пешка на черно поле g7 · черна пешка на бяло поле h7 · черен кон на бяло поле c6 · черен офицер на черно поле d6 · бяла пешка на черно поле f4 · бяла дама на черно поле h4 · бяла пешка на бяло поле d3 · бял топ на бяло поле h3 · бяла пешка на бяло поле a2 · бяла пешка на черно поле b2 · бял офицер на черно поле d2 · бял офицер на бяло поле g2 · бяла пешка на черно поле h2 · бял топ на черно поле c1 · бял цар на черно поле g1 | черен топ на бяло поле c8 · черен топ на черно поле f8 · черна дама на бяло поле g8 · черен цар на черно поле h8 · черна пешка на черно поле a7 · черна пешка на бяло поле b7 · черна пешка на черно поле g7 · черна пешка на бяло поле h7 · черен кон на бяло поле c6 · черен офицер на черно поле d6 · бяла пешка на черно поле f4 · бяла дама на черно поле h4 · бяла пешка на бяло поле d3 · бял топ на бяло поле h3 · бяла пешка на бяло поле a2 · бяла пешка на черно поле b2 · бял офицер на черно поле d2 · бял офицер на бяло поле g2 · бяла пешка на черно поле h2 · бял топ на черно поле c1 · бял цар на черно поле g1 | черен топ на бяло поле c8 · черен топ на черно поле f8 · черна дама на бяло поле g8 · черен цар на черно поле h8 · черна пешка на черно поле a7 · черна пешка на бяло поле b7 · черна пешка на черно поле g7 · черна пешка на бяло поле h7 · черен кон на бяло поле c6 · черен офицер на черно поле d6 · бяла пешка на черно поле f4 · бяла дама на черно поле h4 · бяла пешка на бяло поле d3 · бял топ на бяло поле h3 · бяла пешка на бяло поле a2 · бяла пешка на черно поле b2 · бял офицер на черно поле d2 · бял офицер на бяло поле g2 · бяла пешка на черно поле h2 · бял топ на черно поле c1 · бял цар на черно поле g1 | черен топ на бяло поле c8 · черен топ на черно поле f8 · черна дама на бяло поле g8 · черен цар на черно поле h8 · черна пешка на черно поле a7 · черна пешка на бяло поле b7 · черна пешка на черно поле g7 · черна пешка на бяло поле h7 · черен кон на бяло поле c6 · черен офицер на черно поле d6 · бяла пешка на черно поле f4 · бяла дама на черно поле h4 · бяла пешка на бяло поле d3 · бял топ на бяло поле h3 · бяла пешка на бяло поле a2 · бяла пешка на черно поле b2 · бял офицер на черно поле d2 · бял офицер на бяло поле g2 · бяла пешка на черно поле h2 · бял топ на черно поле c1 · бял цар на черно поле g1 | черен топ на бяло поле c8 · черен топ на черно поле f8 · черна дама на бяло поле g8 · черен цар на черно поле h8 · черна пешка на черно поле a7 · черна пешка на бяло поле b7 · черна пешка на черно поле g7 · черна пешка на бяло поле h7 · черен кон на бяло поле c6 · черен офицер на черно поле d6 · бяла пешка на черно поле f4 · бяла дама на черно поле h4 · бяла пешка на бяло поле d3 · бял топ на бяло поле h3 · бяла пешка на бяло поле a2 · бяла пешка на черно поле b2 · бял офицер на черно поле d2 · бял офицер на бяло поле g2 · бяла пешка на черно поле h2 · бял топ на черно поле c1 · бял цар на черно поле g1 | черен топ на бяло поле c8 · черен топ на черно поле f8 · черна дама на бяло поле g8 · черен цар на черно поле h8 · черна пешка на черно поле a7 · черна пешка на бяло поле b7 · черна пешка на черно поле g7 · черна пешка на бяло поле h7 · черен кон на бяло поле c6 · черен офицер на черно поле d6 · бяла пешка на черно поле f4 · бяла дама на черно поле h4 · бяла пешка на бяло поле d3 · бял топ на бяло поле h3 · бяла пешка на бяло поле a2 · бяла пешка на черно поле b2 · бял офицер на черно поле d2 · бял офицер на бяло поле g2 · бяла пешка на черно поле h2 · бял топ на черно поле c1 · бял цар на черно поле g1 | 5 |
| 4 | черен топ на бяло поле c8 · черен топ на черно поле f8 · черна дама на бяло поле g8 · черен цар на черно поле h8 · черна пешка на черно поле a7 · черна пешка на бяло поле b7 · черна пешка на черно поле g7 · черна пешка на бяло поле h7 · черен кон на бяло поле c6 · черен офицер на черно поле d6 · бяла пешка на черно поле f4 · бяла дама на черно поле h4 · бяла пешка на бяло поле d3 · бял топ на бяло поле h3 · бяла пешка на бяло поле a2 · бяла пешка на черно поле b2 · бял офицер на черно поле d2 · бял офицер на бяло поле g2 · бяла пешка на черно поле h2 · бял топ на черно поле c1 · бял цар на черно поле g1 | черен топ на бяло поле c8 · черен топ на черно поле f8 · черна дама на бяло поле g8 · черен цар на черно поле h8 · черна пешка на черно поле a7 · черна пешка на бяло поле b7 · черна пешка на черно поле g7 · черна пешка на бяло поле h7 · черен кон на бяло поле c6 · черен офицер на черно поле d6 · бяла пешка на черно поле f4 · бяла дама на черно поле h4 · бяла пешка на бяло поле d3 · бял топ на бяло поле h3 · бяла пешка на бяло поле a2 · бяла пешка на черно поле b2 · бял офицер на черно поле d2 · бял офицер на бяло поле g2 · бяла пешка на черно поле h2 · бял топ на черно поле c1 · бял цар на черно поле g1 | черен топ на бяло поле c8 · черен топ на черно поле f8 · черна дама на бяло поле g8 · черен цар на черно поле h8 · черна пешка на черно поле a7 · черна пешка на бяло поле b7 · черна пешка на черно поле g7 · черна пешка на бяло поле h7 · черен кон на бяло поле c6 · черен офицер на черно поле d6 · бяла пешка на черно поле f4 · бяла дама на черно поле h4 · бяла пешка на бяло поле d3 · бял топ на бяло поле h3 · бяла пешка на бяло поле a2 · бяла пешка на черно поле b2 · бял офицер на черно поле d2 · бял офицер на бяло поле g2 · бяла пешка на черно поле h2 · бял топ на черно поле c1 · бял цар на черно поле g1 | черен топ на бяло поле c8 · черен топ на черно поле f8 · черна дама на бяло поле g8 · черен цар на черно поле h8 · черна пешка на черно поле a7 · черна пешка на бяло поле b7 · черна пешка на черно поле g7 · черна пешка на бяло поле h7 · черен кон на бяло поле c6 · черен офицер на черно поле d6 · бяла пешка на черно поле f4 · бяла дама на черно поле h4 · бяла пешка на бяло поле d3 · бял топ на бяло поле h3 · бяла пешка на бяло поле a2 · бяла пешка на черно поле b2 · бял офицер на черно поле d2 · бял офицер на бяло поле g2 · бяла пешка на черно поле h2 · бял топ на черно поле c1 · бял цар на черно поле g1 | черен топ на бяло поле c8 · черен топ на черно поле f8 · черна дама на бяло поле g8 · черен цар на черно поле h8 · черна пешка на черно поле a7 · черна пешка на бяло поле b7 · черна пешка на черно поле g7 · черна пешка на бяло поле h7 · черен кон на бяло поле c6 · черен офицер на черно поле d6 · бяла пешка на черно поле f4 · бяла дама на черно поле h4 · бяла пешка на бяло поле d3 · бял топ на бяло поле h3 · бяла пешка на бяло поле a2 · бяла пешка на черно поле b2 · бял офицер на черно поле d2 · бял офицер на бяло поле g2 · бяла пешка на черно поле h2 · бял топ на черно поле c1 · бял цар на черно поле g1 | черен топ на бяло поле c8 · черен топ на черно поле f8 · черна дама на бяло поле g8 · черен цар на черно поле h8 · черна пешка на черно поле a7 · черна пешка на бяло поле b7 · черна пешка на черно поле g7 · черна пешка на бяло поле h7 · черен кон на бяло поле c6 · черен офицер на черно поле d6 · бяла пешка на черно поле f4 · бяла дама на черно поле h4 · бяла пешка на бяло поле d3 · бял топ на бяло поле h3 · бяла пешка на бяло поле a2 · бяла пешка на черно поле b2 · бял офицер на черно поле d2 · бял офицер на бяло поле g2 · бяла пешка на черно поле h2 · бял топ на черно поле c1 · бял цар на черно поле g1 | черен топ на бяло поле c8 · черен топ на черно поле f8 · черна дама на бяло поле g8 · черен цар на черно поле h8 · черна пешка на черно поле a7 · черна пешка на бяло поле b7 · черна пешка на черно поле g7 · черна пешка на бяло поле h7 · черен кон на бяло поле c6 · черен офицер на черно поле d6 · бяла пешка на черно поле f4 · бяла дама на черно поле h4 · бяла пешка на бяло поле d3 · бял топ на бяло поле h3 · бяла пешка на бяло поле a2 · бяла пешка на черно поле b2 · бял офицер на черно поле d2 · бял офицер на бяло поле g2 · бяла пешка на черно поле h2 · бял топ на черно поле c1 · бял цар на черно поле g1 | черен топ на бяло поле c8 · черен топ на черно поле f8 · черна дама на бяло поле g8 · черен цар на черно поле h8 · черна пешка на черно поле a7 · черна пешка на бяло поле b7 · черна пешка на черно поле g7 · черна пешка на бяло поле h7 · черен кон на бяло поле c6 · черен офицер на черно поле d6 · бяла пешка на черно поле f4 · бяла дама на черно поле h4 · бяла пешка на бяло поле d3 · бял топ на бяло поле h3 · бяла пешка на бяло поле a2 · бяла пешка на черно поле b2 · бял офицер на черно поле d2 · бял офицер на бяло поле g2 · бяла пешка на черно поле h2 · бял топ на черно поле c1 · бял цар на черно поле g1 | 4 |
| 3 | черен топ на бяло поле c8 · черен топ на черно поле f8 · черна дама на бяло поле g8 · черен цар на черно поле h8 · черна пешка на черно поле a7 · черна пешка на бяло поле b7 · черна пешка на черно поле g7 · черна пешка на бяло поле h7 · черен кон на бяло поле c6 · черен офицер на черно поле d6 · бяла пешка на черно поле f4 · бяла дама на черно поле h4 · бяла пешка на бяло поле d3 · бял топ на бяло поле h3 · бяла пешка на бяло поле a2 · бяла пешка на черно поле b2 · бял офицер на черно поле d2 · бял офицер на бяло поле g2 · бяла пешка на черно поле h2 · бял топ на черно поле c1 · бял цар на черно поле g1 | черен топ на бяло поле c8 · черен топ на черно поле f8 · черна дама на бяло поле g8 · черен цар на черно поле h8 · черна пешка на черно поле a7 · черна пешка на бяло поле b7 · черна пешка на черно поле g7 · черна пешка на бяло поле h7 · черен кон на бяло поле c6 · черен офицер на черно поле d6 · бяла пешка на черно поле f4 · бяла дама на черно поле h4 · бяла пешка на бяло поле d3 · бял топ на бяло поле h3 · бяла пешка на бяло поле a2 · бяла пешка на черно поле b2 · бял офицер на черно поле d2 · бял офицер на бяло поле g2 · бяла пешка на черно поле h2 · бял топ на черно поле c1 · бял цар на черно поле g1 | черен топ на бяло поле c8 · черен топ на черно поле f8 · черна дама на бяло поле g8 · черен цар на черно поле h8 · черна пешка на черно поле a7 · черна пешка на бяло поле b7 · черна пешка на черно поле g7 · черна пешка на бяло поле h7 · черен кон на бяло поле c6 · черен офицер на черно поле d6 · бяла пешка на черно поле f4 · бяла дама на черно поле h4 · бяла пешка на бяло поле d3 · бял топ на бяло поле h3 · бяла пешка на бяло поле a2 · бяла пешка на черно поле b2 · бял офицер на черно поле d2 · бял офицер на бяло поле g2 · бяла пешка на черно поле h2 · бял топ на черно поле c1 · бял цар на черно поле g1 | черен топ на бяло поле c8 · черен топ на черно поле f8 · черна дама на бяло поле g8 · черен цар на черно поле h8 · черна пешка на черно поле a7 · черна пешка на бяло поле b7 · черна пешка на черно поле g7 · черна пешка на бяло поле h7 · черен кон на бяло поле c6 · черен офицер на черно поле d6 · бяла пешка на черно поле f4 · бяла дама на черно поле h4 · бяла пешка на бяло поле d3 · бял топ на бяло поле h3 · бяла пешка на бяло поле a2 · бяла пешка на черно поле b2 · бял офицер на черно поле d2 · бял офицер на бяло поле g2 · бяла пешка на черно поле h2 · бял топ на черно поле c1 · бял цар на черно поле g1 | черен топ на бяло поле c8 · черен топ на черно поле f8 · черна дама на бяло поле g8 · черен цар на черно поле h8 · черна пешка на черно поле a7 · черна пешка на бяло поле b7 · черна пешка на черно поле g7 · черна пешка на бяло поле h7 · черен кон на бяло поле c6 · черен офицер на черно поле d6 · бяла пешка на черно поле f4 · бяла дама на черно поле h4 · бяла пешка на бяло поле d3 · бял топ на бяло поле h3 · бяла пешка на бяло поле a2 · бяла пешка на черно поле b2 · бял офицер на черно поле d2 · бял офицер на бяло поле g2 · бяла пешка на черно поле h2 · бял топ на черно поле c1 · бял цар на черно поле g1 | черен топ на бяло поле c8 · черен топ на черно поле f8 · черна дама на бяло поле g8 · черен цар на черно поле h8 · черна пешка на черно поле a7 · черна пешка на бяло поле b7 · черна пешка на черно поле g7 · черна пешка на бяло поле h7 · черен кон на бяло поле c6 · черен офицер на черно поле d6 · бяла пешка на черно поле f4 · бяла дама на черно поле h4 · бяла пешка на бяло поле d3 · бял топ на бяло поле h3 · бяла пешка на бяло поле a2 · бяла пешка на черно поле b2 · бял офицер на черно поле d2 · бял офицер на бяло поле g2 · бяла пешка на черно поле h2 · бял топ на черно поле c1 · бял цар на черно поле g1 | черен топ на бяло поле c8 · черен топ на черно поле f8 · черна дама на бяло поле g8 · черен цар на черно поле h8 · черна пешка на черно поле a7 · черна пешка на бяло поле b7 · черна пешка на черно поле g7 · черна пешка на бяло поле h7 · черен кон на бяло поле c6 · черен офицер на черно поле d6 · бяла пешка на черно поле f4 · бяла дама на черно поле h4 · бяла пешка на бяло поле d3 · бял топ на бяло поле h3 · бяла пешка на бяло поле a2 · бяла пешка на черно поле b2 · бял офицер на черно поле d2 · бял офицер на бяло поле g2 · бяла пешка на черно поле h2 · бял топ на черно поле c1 · бял цар на черно поле g1 | черен топ на бяло поле c8 · черен топ на черно поле f8 · черна дама на бяло поле g8 · черен цар на черно поле h8 · черна пешка на черно поле a7 · черна пешка на бяло поле b7 · черна пешка на черно поле g7 · черна пешка на бяло поле h7 · черен кон на бяло поле c6 · черен офицер на черно поле d6 · бяла пешка на черно поле f4 · бяла дама на черно поле h4 · бяла пешка на бяло поле d3 · бял топ на бяло поле h3 · бяла пешка на бяло поле a2 · бяла пешка на черно поле b2 · бял офицер на черно поле d2 · бял офицер на бяло поле g2 · бяла пешка на черно поле h2 · бял топ на черно поле c1 · бял цар на черно поле g1 | 3 |
| 2 | черен топ на бяло поле c8 · черен топ на черно поле f8 · черна дама на бяло поле g8 · черен цар на черно поле h8 · черна пешка на черно поле a7 · черна пешка на бяло поле b7 · черна пешка на черно поле g7 · черна пешка на бяло поле h7 · черен кон на бяло поле c6 · черен офицер на черно поле d6 · бяла пешка на черно поле f4 · бяла дама на черно поле h4 · бяла пешка на бяло поле d3 · бял топ на бяло поле h3 · бяла пешка на бяло поле a2 · бяла пешка на черно поле b2 · бял офицер на черно поле d2 · бял офицер на бяло поле g2 · бяла пешка на черно поле h2 · бял топ на черно поле c1 · бял цар на черно поле g1 | черен топ на бяло поле c8 · черен топ на черно поле f8 · черна дама на бяло поле g8 · черен цар на черно поле h8 · черна пешка на черно поле a7 · черна пешка на бяло поле b7 · черна пешка на черно поле g7 · черна пешка на бяло поле h7 · черен кон на бяло поле c6 · черен офицер на черно поле d6 · бяла пешка на черно поле f4 · бяла дама на черно поле h4 · бяла пешка на бяло поле d3 · бял топ на бяло поле h3 · бяла пешка на бяло поле a2 · бяла пешка на черно поле b2 · бял офицер на черно поле d2 · бял офицер на бяло поле g2 · бяла пешка на черно поле h2 · бял топ на черно поле c1 · бял цар на черно поле g1 | черен топ на бяло поле c8 · черен топ на черно поле f8 · черна дама на бяло поле g8 · черен цар на черно поле h8 · черна пешка на черно поле a7 · черна пешка на бяло поле b7 · черна пешка на черно поле g7 · черна пешка на бяло поле h7 · черен кон на бяло поле c6 · черен офицер на черно поле d6 · бяла пешка на черно поле f4 · бяла дама на черно поле h4 · бяла пешка на бяло поле d3 · бял топ на бяло поле h3 · бяла пешка на бяло поле a2 · бяла пешка на черно поле b2 · бял офицер на черно поле d2 · бял офицер на бяло поле g2 · бяла пешка на черно поле h2 · бял топ на черно поле c1 · бял цар на черно поле g1 | черен топ на бяло поле c8 · черен топ на черно поле f8 · черна дама на бяло поле g8 · черен цар на черно поле h8 · черна пешка на черно поле a7 · черна пешка на бяло поле b7 · черна пешка на черно поле g7 · черна пешка на бяло поле h7 · черен кон на бяло поле c6 · черен офицер на черно поле d6 · бяла пешка на черно поле f4 · бяла дама на черно поле h4 · бяла пешка на бяло поле d3 · бял топ на бяло поле h3 · бяла пешка на бяло поле a2 · бяла пешка на черно поле b2 · бял офицер на черно поле d2 · бял офицер на бяло поле g2 · бяла пешка на черно поле h2 · бял топ на черно поле c1 · бял цар на черно поле g1 | черен топ на бяло поле c8 · черен топ на черно поле f8 · черна дама на бяло поле g8 · черен цар на черно поле h8 · черна пешка на черно поле a7 · черна пешка на бяло поле b7 · черна пешка на черно поле g7 · черна пешка на бяло поле h7 · черен кон на бяло поле c6 · черен офицер на черно поле d6 · бяла пешка на черно поле f4 · бяла дама на черно поле h4 · бяла пешка на бяло поле d3 · бял топ на бяло поле h3 · бяла пешка на бяло поле a2 · бяла пешка на черно поле b2 · бял офицер на черно поле d2 · бял офицер на бяло поле g2 · бяла пешка на черно поле h2 · бял топ на черно поле c1 · бял цар на черно поле g1 | черен топ на бяло поле c8 · черен топ на черно поле f8 · черна дама на бяло поле g8 · черен цар на черно поле h8 · черна пешка на черно поле a7 · черна пешка на бяло поле b7 · черна пешка на черно поле g7 · черна пешка на бяло поле h7 · черен кон на бяло поле c6 · черен офицер на черно поле d6 · бяла пешка на черно поле f4 · бяла дама на черно поле h4 · бяла пешка на бяло поле d3 · бял топ на бяло поле h3 · бяла пешка на бяло поле a2 · бяла пешка на черно поле b2 · бял офицер на черно поле d2 · бял офицер на бяло поле g2 · бяла пешка на черно поле h2 · бял топ на черно поле c1 · бял цар на черно поле g1 | черен топ на бяло поле c8 · черен топ на черно поле f8 · черна дама на бяло поле g8 · черен цар на черно поле h8 · черна пешка на черно поле a7 · черна пешка на бяло поле b7 · черна пешка на черно поле g7 · черна пешка на бяло поле h7 · черен кон на бяло поле c6 · черен офицер на черно поле d6 · бяла пешка на черно поле f4 · бяла дама на черно поле h4 · бяла пешка на бяло поле d3 · бял топ на бяло поле h3 · бяла пешка на бяло поле a2 · бяла пешка на черно поле b2 · бял офицер на черно поле d2 · бял офицер на бяло поле g2 · бяла пешка на черно поле h2 · бял топ на черно поле c1 · бял цар на черно поле g1 | черен топ на бяло поле c8 · черен топ на черно поле f8 · черна дама на бяло поле g8 · черен цар на черно поле h8 · черна пешка на черно поле a7 · черна пешка на бяло поле b7 · черна пешка на черно поле g7 · черна пешка на бяло поле h7 · черен кон на бяло поле c6 · черен офицер на черно поле d6 · бяла пешка на черно поле f4 · бяла дама на черно поле h4 · бяла пешка на бяло поле d3 · бял топ на бяло поле h3 · бяла пешка на бяло поле a2 · бяла пешка на черно поле b2 · бял офицер на черно поле d2 · бял офицер на бяло поле g2 · бяла пешка на черно поле h2 · бял топ на черно поле c1 · бял цар на черно поле g1 | 2 |
| 1 | черен топ на бяло поле c8 · черен топ на черно поле f8 · черна дама на бяло поле g8 · черен цар на черно поле h8 · черна пешка на черно поле a7 · черна пешка на бяло поле b7 · черна пешка на черно поле g7 · черна пешка на бяло поле h7 · черен кон на бяло поле c6 · черен офицер на черно поле d6 · бяла пешка на черно поле f4 · бяла дама на черно поле h4 · бяла пешка на бяло поле d3 · бял топ на бяло поле h3 · бяла пешка на бяло поле a2 · бяла пешка на черно поле b2 · бял офицер на черно поле d2 · бял офицер на бяло поле g2 · бяла пешка на черно поле h2 · бял топ на черно поле c1 · бял цар на черно поле g1 | черен топ на бяло поле c8 · черен топ на черно поле f8 · черна дама на бяло поле g8 · черен цар на черно поле h8 · черна пешка на черно поле a7 · черна пешка на бяло поле b7 · черна пешка на черно поле g7 · черна пешка на бяло поле h7 · черен кон на бяло поле c6 · черен офицер на черно поле d6 · бяла пешка на черно поле f4 · бяла дама на черно поле h4 · бяла пешка на бяло поле d3 · бял топ на бяло поле h3 · бяла пешка на бяло поле a2 · бяла пешка на черно поле b2 · бял офицер на черно поле d2 · бял офицер на бяло поле g2 · бяла пешка на черно поле h2 · бял топ на черно поле c1 · бял цар на черно поле g1 | черен топ на бяло поле c8 · черен топ на черно поле f8 · черна дама на бяло поле g8 · черен цар на черно поле h8 · черна пешка на черно поле a7 · черна пешка на бяло поле b7 · черна пешка на черно поле g7 · черна пешка на бяло поле h7 · черен кон на бяло поле c6 · черен офицер на черно поле d6 · бяла пешка на черно поле f4 · бяла дама на черно поле h4 · бяла пешка на бяло поле d3 · бял топ на бяло поле h3 · бяла пешка на бяло поле a2 · бяла пешка на черно поле b2 · бял офицер на черно поле d2 · бял офицер на бяло поле g2 · бяла пешка на черно поле h2 · бял топ на черно поле c1 · бял цар на черно поле g1 | черен топ на бяло поле c8 · черен топ на черно поле f8 · черна дама на бяло поле g8 · черен цар на черно поле h8 · черна пешка на черно поле a7 · черна пешка на бяло поле b7 · черна пешка на черно поле g7 · черна пешка на бяло поле h7 · черен кон на бяло поле c6 · черен офицер на черно поле d6 · бяла пешка на черно поле f4 · бяла дама на черно поле h4 · бяла пешка на бяло поле d3 · бял топ на бяло поле h3 · бяла пешка на бяло поле a2 · бяла пешка на черно поле b2 · бял офицер на черно поле d2 · бял офицер на бяло поле g2 · бяла пешка на черно поле h2 · бял топ на черно поле c1 · бял цар на черно поле g1 | черен топ на бяло поле c8 · черен топ на черно поле f8 · черна дама на бяло поле g8 · черен цар на черно поле h8 · черна пешка на черно поле a7 · черна пешка на бяло поле b7 · черна пешка на черно поле g7 · черна пешка на бяло поле h7 · черен кон на бяло поле c6 · черен офицер на черно поле d6 · бяла пешка на черно поле f4 · бяла дама на черно поле h4 · бяла пешка на бяло поле d3 · бял топ на бяло поле h3 · бяла пешка на бяло поле a2 · бяла пешка на черно поле b2 · бял офицер на черно поле d2 · бял офицер на бяло поле g2 · бяла пешка на черно поле h2 · бял топ на черно поле c1 · бял цар на черно поле g1 | черен топ на бяло поле c8 · черен топ на черно поле f8 · черна дама на бяло поле g8 · черен цар на черно поле h8 · черна пешка на черно поле a7 · черна пешка на бяло поле b7 · черна пешка на черно поле g7 · черна пешка на бяло поле h7 · черен кон на бяло поле c6 · черен офицер на черно поле d6 · бяла пешка на черно поле f4 · бяла дама на черно поле h4 · бяла пешка на бяло поле d3 · бял топ на бяло поле h3 · бяла пешка на бяло поле a2 · бяла пешка на черно поле b2 · бял офицер на черно поле d2 · бял офицер на бяло поле g2 · бяла пешка на черно поле h2 · бял топ на черно поле c1 · бял цар на черно поле g1 | черен топ на бяло поле c8 · черен топ на черно поле f8 · черна дама на бяло поле g8 · черен цар на черно поле h8 · черна пешка на черно поле a7 · черна пешка на бяло поле b7 · черна пешка на черно поле g7 · черна пешка на бяло поле h7 · черен кон на бяло поле c6 · черен офицер на черно поле d6 · бяла пешка на черно поле f4 · бяла дама на черно поле h4 · бяла пешка на бяло поле d3 · бял топ на бяло поле h3 · бяла пешка на бяло поле a2 · бяла пешка на черно поле b2 · бял офицер на черно поле d2 · бял офицер на бяло поле g2 · бяла пешка на черно поле h2 · бял топ на черно поле c1 · бял цар на черно поле g1 | черен топ на бяло поле c8 · черен топ на черно поле f8 · черна дама на бяло поле g8 · черен цар на черно поле h8 · черна пешка на черно поле a7 · черна пешка на бяло поле b7 · черна пешка на черно поле g7 · черна пешка на бяло поле h7 · черен кон на бяло поле c6 · черен офицер на черно поле d6 · бяла пешка на черно поле f4 · бяла дама на черно поле h4 · бяла пешка на бяло поле d3 · бял топ на бяло поле h3 · бяла пешка на бяло поле a2 · бяла пешка на черно поле b2 · бял офицер на черно поле d2 · бял офицер на бяло поле g2 · бяла пешка на черно поле h2 · бял топ на черно поле c1 · бял цар на черно поле g1 | 1 |
|   | a | b | c | d | e | f | g | h |   |

|   | a | b | c | d | e | f | g | h |   |
| 8 | черен топ на черно поле f8 · черен цар на черно поле h8 · черна пешка на черно поле a7 · черен топ на черно поле c7 · черна дама на черно поле g7 · черна пешка на бяло поле h7 · черна пешка на бяло поле c6 · бяла пешка на бяло поле g6 · черна пешка на черно поле c5 · черен офицер на черно поле e5 · черна пешка на бяло поле f5 · бяла дама на черно поле h4 · бял офицер на черно поле c3 · бяла пешка на бяло поле d3 · бял топ на бяло поле h3 · бяла пешка на бяло поле a2 · бяла пешка на черно поле b2 · бяла пешка на черно поле h2 · бял топ на черно поле c1 · бял цар на черно поле g1 | черен топ на черно поле f8 · черен цар на черно поле h8 · черна пешка на черно поле a7 · черен топ на черно поле c7 · черна дама на черно поле g7 · черна пешка на бяло поле h7 · черна пешка на бяло поле c6 · бяла пешка на бяло поле g6 · черна пешка на черно поле c5 · черен офицер на черно поле e5 · черна пешка на бяло поле f5 · бяла дама на черно поле h4 · бял офицер на черно поле c3 · бяла пешка на бяло поле d3 · бял топ на бяло поле h3 · бяла пешка на бяло поле a2 · бяла пешка на черно поле b2 · бяла пешка на черно поле h2 · бял топ на черно поле c1 · бял цар на черно поле g1 | черен топ на черно поле f8 · черен цар на черно поле h8 · черна пешка на черно поле a7 · черен топ на черно поле c7 · черна дама на черно поле g7 · черна пешка на бяло поле h7 · черна пешка на бяло поле c6 · бяла пешка на бяло поле g6 · черна пешка на черно поле c5 · черен офицер на черно поле e5 · черна пешка на бяло поле f5 · бяла дама на черно поле h4 · бял офицер на черно поле c3 · бяла пешка на бяло поле d3 · бял топ на бяло поле h3 · бяла пешка на бяло поле a2 · бяла пешка на черно поле b2 · бяла пешка на черно поле h2 · бял топ на черно поле c1 · бял цар на черно поле g1 | черен топ на черно поле f8 · черен цар на черно поле h8 · черна пешка на черно поле a7 · черен топ на черно поле c7 · черна дама на черно поле g7 · черна пешка на бяло поле h7 · черна пешка на бяло поле c6 · бяла пешка на бяло поле g6 · черна пешка на черно поле c5 · черен офицер на черно поле e5 · черна пешка на бяло поле f5 · бяла дама на черно поле h4 · бял офицер на черно поле c3 · бяла пешка на бяло поле d3 · бял топ на бяло поле h3 · бяла пешка на бяло поле a2 · бяла пешка на черно поле b2 · бяла пешка на черно поле h2 · бял топ на черно поле c1 · бял цар на черно поле g1 | черен топ на черно поле f8 · черен цар на черно поле h8 · черна пешка на черно поле a7 · черен топ на черно поле c7 · черна дама на черно поле g7 · черна пешка на бяло поле h7 · черна пешка на бяло поле c6 · бяла пешка на бяло поле g6 · черна пешка на черно поле c5 · черен офицер на черно поле e5 · черна пешка на бяло поле f5 · бяла дама на черно поле h4 · бял офицер на черно поле c3 · бяла пешка на бяло поле d3 · бял топ на бяло поле h3 · бяла пешка на бяло поле a2 · бяла пешка на черно поле b2 · бяла пешка на черно поле h2 · бял топ на черно поле c1 · бял цар на черно поле g1 | черен топ на черно поле f8 · черен цар на черно поле h8 · черна пешка на черно поле a7 · черен топ на черно поле c7 · черна дама на черно поле g7 · черна пешка на бяло поле h7 · черна пешка на бяло поле c6 · бяла пешка на бяло поле g6 · черна пешка на черно поле c5 · черен офицер на черно поле e5 · черна пешка на бяло поле f5 · бяла дама на черно поле h4 · бял офицер на черно поле c3 · бяла пешка на бяло поле d3 · бял топ на бяло поле h3 · бяла пешка на бяло поле a2 · бяла пешка на черно поле b2 · бяла пешка на черно поле h2 · бял топ на черно поле c1 · бял цар на черно поле g1 | черен топ на черно поле f8 · черен цар на черно поле h8 · черна пешка на черно поле a7 · черен топ на черно поле c7 · черна дама на черно поле g7 · черна пешка на бяло поле h7 · черна пешка на бяло поле c6 · бяла пешка на бяло поле g6 · черна пешка на черно поле c5 · черен офицер на черно поле e5 · черна пешка на бяло поле f5 · бяла дама на черно поле h4 · бял офицер на черно поле c3 · бяла пешка на бяло поле d3 · бял топ на бяло поле h3 · бяла пешка на бяло поле a2 · бяла пешка на черно поле b2 · бяла пешка на черно поле h2 · бял топ на черно поле c1 · бял цар на черно поле g1 | черен топ на черно поле f8 · черен цар на черно поле h8 · черна пешка на черно поле a7 · черен топ на черно поле c7 · черна дама на черно поле g7 · черна пешка на бяло поле h7 · черна пешка на бяло поле c6 · бяла пешка на бяло поле g6 · черна пешка на черно поле c5 · черен офицер на черно поле e5 · черна пешка на бяло поле f5 · бяла дама на черно поле h4 · бял офицер на черно поле c3 · бяла пешка на бяло поле d3 · бял топ на бяло поле h3 · бяла пешка на бяло поле a2 · бяла пешка на черно поле b2 · бяла пешка на черно поле h2 · бял топ на черно поле c1 · бял цар на черно поле g1 | 8 |
| 7 | черен топ на черно поле f8 · черен цар на черно поле h8 · черна пешка на черно поле a7 · черен топ на черно поле c7 · черна дама на черно поле g7 · черна пешка на бяло поле h7 · черна пешка на бяло поле c6 · бяла пешка на бяло поле g6 · черна пешка на черно поле c5 · черен офицер на черно поле e5 · черна пешка на бяло поле f5 · бяла дама на черно поле h4 · бял офицер на черно поле c3 · бяла пешка на бяло поле d3 · бял топ на бяло поле h3 · бяла пешка на бяло поле a2 · бяла пешка на черно поле b2 · бяла пешка на черно поле h2 · бял топ на черно поле c1 · бял цар на черно поле g1 | черен топ на черно поле f8 · черен цар на черно поле h8 · черна пешка на черно поле a7 · черен топ на черно поле c7 · черна дама на черно поле g7 · черна пешка на бяло поле h7 · черна пешка на бяло поле c6 · бяла пешка на бяло поле g6 · черна пешка на черно поле c5 · черен офицер на черно поле e5 · черна пешка на бяло поле f5 · бяла дама на черно поле h4 · бял офицер на черно поле c3 · бяла пешка на бяло поле d3 · бял топ на бяло поле h3 · бяла пешка на бяло поле a2 · бяла пешка на черно поле b2 · бяла пешка на черно поле h2 · бял топ на черно поле c1 · бял цар на черно поле g1 | черен топ на черно поле f8 · черен цар на черно поле h8 · черна пешка на черно поле a7 · черен топ на черно поле c7 · черна дама на черно поле g7 · черна пешка на бяло поле h7 · черна пешка на бяло поле c6 · бяла пешка на бяло поле g6 · черна пешка на черно поле c5 · черен офицер на черно поле e5 · черна пешка на бяло поле f5 · бяла дама на черно поле h4 · бял офицер на черно поле c3 · бяла пешка на бяло поле d3 · бял топ на бяло поле h3 · бяла пешка на бяло поле a2 · бяла пешка на черно поле b2 · бяла пешка на черно поле h2 · бял топ на черно поле c1 · бял цар на черно поле g1 | черен топ на черно поле f8 · черен цар на черно поле h8 · черна пешка на черно поле a7 · черен топ на черно поле c7 · черна дама на черно поле g7 · черна пешка на бяло поле h7 · черна пешка на бяло поле c6 · бяла пешка на бяло поле g6 · черна пешка на черно поле c5 · черен офицер на черно поле e5 · черна пешка на бяло поле f5 · бяла дама на черно поле h4 · бял офицер на черно поле c3 · бяла пешка на бяло поле d3 · бял топ на бяло поле h3 · бяла пешка на бяло поле a2 · бяла пешка на черно поле b2 · бяла пешка на черно поле h2 · бял топ на черно поле c1 · бял цар на черно поле g1 | черен топ на черно поле f8 · черен цар на черно поле h8 · черна пешка на черно поле a7 · черен топ на черно поле c7 · черна дама на черно поле g7 · черна пешка на бяло поле h7 · черна пешка на бяло поле c6 · бяла пешка на бяло поле g6 · черна пешка на черно поле c5 · черен офицер на черно поле e5 · черна пешка на бяло поле f5 · бяла дама на черно поле h4 · бял офицер на черно поле c3 · бяла пешка на бяло поле d3 · бял топ на бяло поле h3 · бяла пешка на бяло поле a2 · бяла пешка на черно поле b2 · бяла пешка на черно поле h2 · бял топ на черно поле c1 · бял цар на черно поле g1 | черен топ на черно поле f8 · черен цар на черно поле h8 · черна пешка на черно поле a7 · черен топ на черно поле c7 · черна дама на черно поле g7 · черна пешка на бяло поле h7 · черна пешка на бяло поле c6 · бяла пешка на бяло поле g6 · черна пешка на черно поле c5 · черен офицер на черно поле e5 · черна пешка на бяло поле f5 · бяла дама на черно поле h4 · бял офицер на черно поле c3 · бяла пешка на бяло поле d3 · бял топ на бяло поле h3 · бяла пешка на бяло поле a2 · бяла пешка на черно поле b2 · бяла пешка на черно поле h2 · бял топ на черно поле c1 · бял цар на черно поле g1 | черен топ на черно поле f8 · черен цар на черно поле h8 · черна пешка на черно поле a7 · черен топ на черно поле c7 · черна дама на черно поле g7 · черна пешка на бяло поле h7 · черна пешка на бяло поле c6 · бяла пешка на бяло поле g6 · черна пешка на черно поле c5 · черен офицер на черно поле e5 · черна пешка на бяло поле f5 · бяла дама на черно поле h4 · бял офицер на черно поле c3 · бяла пешка на бяло поле d3 · бял топ на бяло поле h3 · бяла пешка на бяло поле a2 · бяла пешка на черно поле b2 · бяла пешка на черно поле h2 · бял топ на черно поле c1 · бял цар на черно поле g1 | черен топ на черно поле f8 · черен цар на черно поле h8 · черна пешка на черно поле a7 · черен топ на черно поле c7 · черна дама на черно поле g7 · черна пешка на бяло поле h7 · черна пешка на бяло поле c6 · бяла пешка на бяло поле g6 · черна пешка на черно поле c5 · черен офицер на черно поле e5 · черна пешка на бяло поле f5 · бяла дама на черно поле h4 · бял офицер на черно поле c3 · бяла пешка на бяло поле d3 · бял топ на бяло поле h3 · бяла пешка на бяло поле a2 · бяла пешка на черно поле b2 · бяла пешка на черно поле h2 · бял топ на черно поле c1 · бял цар на черно поле g1 | 7 |
| 6 | черен топ на черно поле f8 · черен цар на черно поле h8 · черна пешка на черно поле a7 · черен топ на черно поле c7 · черна дама на черно поле g7 · черна пешка на бяло поле h7 · черна пешка на бяло поле c6 · бяла пешка на бяло поле g6 · черна пешка на черно поле c5 · черен офицер на черно поле e5 · черна пешка на бяло поле f5 · бяла дама на черно поле h4 · бял офицер на черно поле c3 · бяла пешка на бяло поле d3 · бял топ на бяло поле h3 · бяла пешка на бяло поле a2 · бяла пешка на черно поле b2 · бяла пешка на черно поле h2 · бял топ на черно поле c1 · бял цар на черно поле g1 | черен топ на черно поле f8 · черен цар на черно поле h8 · черна пешка на черно поле a7 · черен топ на черно поле c7 · черна дама на черно поле g7 · черна пешка на бяло поле h7 · черна пешка на бяло поле c6 · бяла пешка на бяло поле g6 · черна пешка на черно поле c5 · черен офицер на черно поле e5 · черна пешка на бяло поле f5 · бяла дама на черно поле h4 · бял офицер на черно поле c3 · бяла пешка на бяло поле d3 · бял топ на бяло поле h3 · бяла пешка на бяло поле a2 · бяла пешка на черно поле b2 · бяла пешка на черно поле h2 · бял топ на черно поле c1 · бял цар на черно поле g1 | черен топ на черно поле f8 · черен цар на черно поле h8 · черна пешка на черно поле a7 · черен топ на черно поле c7 · черна дама на черно поле g7 · черна пешка на бяло поле h7 · черна пешка на бяло поле c6 · бяла пешка на бяло поле g6 · черна пешка на черно поле c5 · черен офицер на черно поле e5 · черна пешка на бяло поле f5 · бяла дама на черно поле h4 · бял офицер на черно поле c3 · бяла пешка на бяло поле d3 · бял топ на бяло поле h3 · бяла пешка на бяло поле a2 · бяла пешка на черно поле b2 · бяла пешка на черно поле h2 · бял топ на черно поле c1 · бял цар на черно поле g1 | черен топ на черно поле f8 · черен цар на черно поле h8 · черна пешка на черно поле a7 · черен топ на черно поле c7 · черна дама на черно поле g7 · черна пешка на бяло поле h7 · черна пешка на бяло поле c6 · бяла пешка на бяло поле g6 · черна пешка на черно поле c5 · черен офицер на черно поле e5 · черна пешка на бяло поле f5 · бяла дама на черно поле h4 · бял офицер на черно поле c3 · бяла пешка на бяло поле d3 · бял топ на бяло поле h3 · бяла пешка на бяло поле a2 · бяла пешка на черно поле b2 · бяла пешка на черно поле h2 · бял топ на черно поле c1 · бял цар на черно поле g1 | черен топ на черно поле f8 · черен цар на черно поле h8 · черна пешка на черно поле a7 · черен топ на черно поле c7 · черна дама на черно поле g7 · черна пешка на бяло поле h7 · черна пешка на бяло поле c6 · бяла пешка на бяло поле g6 · черна пешка на черно поле c5 · черен офицер на черно поле e5 · черна пешка на бяло поле f5 · бяла дама на черно поле h4 · бял офицер на черно поле c3 · бяла пешка на бяло поле d3 · бял топ на бяло поле h3 · бяла пешка на бяло поле a2 · бяла пешка на черно поле b2 · бяла пешка на черно поле h2 · бял топ на черно поле c1 · бял цар на черно поле g1 | черен топ на черно поле f8 · черен цар на черно поле h8 · черна пешка на черно поле a7 · черен топ на черно поле c7 · черна дама на черно поле g7 · черна пешка на бяло поле h7 · черна пешка на бяло поле c6 · бяла пешка на бяло поле g6 · черна пешка на черно поле c5 · черен офицер на черно поле e5 · черна пешка на бяло поле f5 · бяла дама на черно поле h4 · бял офицер на черно поле c3 · бяла пешка на бяло поле d3 · бял топ на бяло поле h3 · бяла пешка на бяло поле a2 · бяла пешка на черно поле b2 · бяла пешка на черно поле h2 · бял топ на черно поле c1 · бял цар на черно поле g1 | черен топ на черно поле f8 · черен цар на черно поле h8 · черна пешка на черно поле a7 · черен топ на черно поле c7 · черна дама на черно поле g7 · черна пешка на бяло поле h7 · черна пешка на бяло поле c6 · бяла пешка на бяло поле g6 · черна пешка на черно поле c5 · черен офицер на черно поле e5 · черна пешка на бяло поле f5 · бяла дама на черно поле h4 · бял офицер на черно поле c3 · бяла пешка на бяло поле d3 · бял топ на бяло поле h3 · бяла пешка на бяло поле a2 · бяла пешка на черно поле b2 · бяла пешка на черно поле h2 · бял топ на черно поле c1 · бял цар на черно поле g1 | черен топ на черно поле f8 · черен цар на черно поле h8 · черна пешка на черно поле a7 · черен топ на черно поле c7 · черна дама на черно поле g7 · черна пешка на бяло поле h7 · черна пешка на бяло поле c6 · бяла пешка на бяло поле g6 · черна пешка на черно поле c5 · черен офицер на черно поле e5 · черна пешка на бяло поле f5 · бяла дама на черно поле h4 · бял офицер на черно поле c3 · бяла пешка на бяло поле d3 · бял топ на бяло поле h3 · бяла пешка на бяло поле a2 · бяла пешка на черно поле b2 · бяла пешка на черно поле h2 · бял топ на черно поле c1 · бял цар на черно поле g1 | 6 |
| 5 | черен топ на черно поле f8 · черен цар на черно поле h8 · черна пешка на черно поле a7 · черен топ на черно поле c7 · черна дама на черно поле g7 · черна пешка на бяло поле h7 · черна пешка на бяло поле c6 · бяла пешка на бяло поле g6 · черна пешка на черно поле c5 · черен офицер на черно поле e5 · черна пешка на бяло поле f5 · бяла дама на черно поле h4 · бял офицер на черно поле c3 · бяла пешка на бяло поле d3 · бял топ на бяло поле h3 · бяла пешка на бяло поле a2 · бяла пешка на черно поле b2 · бяла пешка на черно поле h2 · бял топ на черно поле c1 · бял цар на черно поле g1 | черен топ на черно поле f8 · черен цар на черно поле h8 · черна пешка на черно поле a7 · черен топ на черно поле c7 · черна дама на черно поле g7 · черна пешка на бяло поле h7 · черна пешка на бяло поле c6 · бяла пешка на бяло поле g6 · черна пешка на черно поле c5 · черен офицер на черно поле e5 · черна пешка на бяло поле f5 · бяла дама на черно поле h4 · бял офицер на черно поле c3 · бяла пешка на бяло поле d3 · бял топ на бяло поле h3 · бяла пешка на бяло поле a2 · бяла пешка на черно поле b2 · бяла пешка на черно поле h2 · бял топ на черно поле c1 · бял цар на черно поле g1 | черен топ на черно поле f8 · черен цар на черно поле h8 · черна пешка на черно поле a7 · черен топ на черно поле c7 · черна дама на черно поле g7 · черна пешка на бяло поле h7 · черна пешка на бяло поле c6 · бяла пешка на бяло поле g6 · черна пешка на черно поле c5 · черен офицер на черно поле e5 · черна пешка на бяло поле f5 · бяла дама на черно поле h4 · бял офицер на черно поле c3 · бяла пешка на бяло поле d3 · бял топ на бяло поле h3 · бяла пешка на бяло поле a2 · бяла пешка на черно поле b2 · бяла пешка на черно поле h2 · бял топ на черно поле c1 · бял цар на черно поле g1 | черен топ на черно поле f8 · черен цар на черно поле h8 · черна пешка на черно поле a7 · черен топ на черно поле c7 · черна дама на черно поле g7 · черна пешка на бяло поле h7 · черна пешка на бяло поле c6 · бяла пешка на бяло поле g6 · черна пешка на черно поле c5 · черен офицер на черно поле e5 · черна пешка на бяло поле f5 · бяла дама на черно поле h4 · бял офицер на черно поле c3 · бяла пешка на бяло поле d3 · бял топ на бяло поле h3 · бяла пешка на бяло поле a2 · бяла пешка на черно поле b2 · бяла пешка на черно поле h2 · бял топ на черно поле c1 · бял цар на черно поле g1 | черен топ на черно поле f8 · черен цар на черно поле h8 · черна пешка на черно поле a7 · черен топ на черно поле c7 · черна дама на черно поле g7 · черна пешка на бяло поле h7 · черна пешка на бяло поле c6 · бяла пешка на бяло поле g6 · черна пешка на черно поле c5 · черен офицер на черно поле e5 · черна пешка на бяло поле f5 · бяла дама на черно поле h4 · бял офицер на черно поле c3 · бяла пешка на бяло поле d3 · бял топ на бяло поле h3 · бяла пешка на бяло поле a2 · бяла пешка на черно поле b2 · бяла пешка на черно поле h2 · бял топ на черно поле c1 · бял цар на черно поле g1 | черен топ на черно поле f8 · черен цар на черно поле h8 · черна пешка на черно поле a7 · черен топ на черно поле c7 · черна дама на черно поле g7 · черна пешка на бяло поле h7 · черна пешка на бяло поле c6 · бяла пешка на бяло поле g6 · черна пешка на черно поле c5 · черен офицер на черно поле e5 · черна пешка на бяло поле f5 · бяла дама на черно поле h4 · бял офицер на черно поле c3 · бяла пешка на бяло поле d3 · бял топ на бяло поле h3 · бяла пешка на бяло поле a2 · бяла пешка на черно поле b2 · бяла пешка на черно поле h2 · бял топ на черно поле c1 · бял цар на черно поле g1 | черен топ на черно поле f8 · черен цар на черно поле h8 · черна пешка на черно поле a7 · черен топ на черно поле c7 · черна дама на черно поле g7 · черна пешка на бяло поле h7 · черна пешка на бяло поле c6 · бяла пешка на бяло поле g6 · черна пешка на черно поле c5 · черен офицер на черно поле e5 · черна пешка на бяло поле f5 · бяла дама на черно поле h4 · бял офицер на черно поле c3 · бяла пешка на бяло поле d3 · бял топ на бяло поле h3 · бяла пешка на бяло поле a2 · бяла пешка на черно поле b2 · бяла пешка на черно поле h2 · бял топ на черно поле c1 · бял цар на черно поле g1 | черен топ на черно поле f8 · черен цар на черно поле h8 · черна пешка на черно поле a7 · черен топ на черно поле c7 · черна дама на черно поле g7 · черна пешка на бяло поле h7 · черна пешка на бяло поле c6 · бяла пешка на бяло поле g6 · черна пешка на черно поле c5 · черен офицер на черно поле e5 · черна пешка на бяло поле f5 · бяла дама на черно поле h4 · бял офицер на черно поле c3 · бяла пешка на бяло поле d3 · бял топ на бяло поле h3 · бяла пешка на бяло поле a2 · бяла пешка на черно поле b2 · бяла пешка на черно поле h2 · бял топ на черно поле c1 · бял цар на черно поле g1 | 5 |
| 4 | черен топ на черно поле f8 · черен цар на черно поле h8 · черна пешка на черно поле a7 · черен топ на черно поле c7 · черна дама на черно поле g7 · черна пешка на бяло поле h7 · черна пешка на бяло поле c6 · бяла пешка на бяло поле g6 · черна пешка на черно поле c5 · черен офицер на черно поле e5 · черна пешка на бяло поле f5 · бяла дама на черно поле h4 · бял офицер на черно поле c3 · бяла пешка на бяло поле d3 · бял топ на бяло поле h3 · бяла пешка на бяло поле a2 · бяла пешка на черно поле b2 · бяла пешка на черно поле h2 · бял топ на черно поле c1 · бял цар на черно поле g1 | черен топ на черно поле f8 · черен цар на черно поле h8 · черна пешка на черно поле a7 · черен топ на черно поле c7 · черна дама на черно поле g7 · черна пешка на бяло поле h7 · черна пешка на бяло поле c6 · бяла пешка на бяло поле g6 · черна пешка на черно поле c5 · черен офицер на черно поле e5 · черна пешка на бяло поле f5 · бяла дама на черно поле h4 · бял офицер на черно поле c3 · бяла пешка на бяло поле d3 · бял топ на бяло поле h3 · бяла пешка на бяло поле a2 · бяла пешка на черно поле b2 · бяла пешка на черно поле h2 · бял топ на черно поле c1 · бял цар на черно поле g1 | черен топ на черно поле f8 · черен цар на черно поле h8 · черна пешка на черно поле a7 · черен топ на черно поле c7 · черна дама на черно поле g7 · черна пешка на бяло поле h7 · черна пешка на бяло поле c6 · бяла пешка на бяло поле g6 · черна пешка на черно поле c5 · черен офицер на черно поле e5 · черна пешка на бяло поле f5 · бяла дама на черно поле h4 · бял офицер на черно поле c3 · бяла пешка на бяло поле d3 · бял топ на бяло поле h3 · бяла пешка на бяло поле a2 · бяла пешка на черно поле b2 · бяла пешка на черно поле h2 · бял топ на черно поле c1 · бял цар на черно поле g1 | черен топ на черно поле f8 · черен цар на черно поле h8 · черна пешка на черно поле a7 · черен топ на черно поле c7 · черна дама на черно поле g7 · черна пешка на бяло поле h7 · черна пешка на бяло поле c6 · бяла пешка на бяло поле g6 · черна пешка на черно поле c5 · черен офицер на черно поле e5 · черна пешка на бяло поле f5 · бяла дама на черно поле h4 · бял офицер на черно поле c3 · бяла пешка на бяло поле d3 · бял топ на бяло поле h3 · бяла пешка на бяло поле a2 · бяла пешка на черно поле b2 · бяла пешка на черно поле h2 · бял топ на черно поле c1 · бял цар на черно поле g1 | черен топ на черно поле f8 · черен цар на черно поле h8 · черна пешка на черно поле a7 · черен топ на черно поле c7 · черна дама на черно поле g7 · черна пешка на бяло поле h7 · черна пешка на бяло поле c6 · бяла пешка на бяло поле g6 · черна пешка на черно поле c5 · черен офицер на черно поле e5 · черна пешка на бяло поле f5 · бяла дама на черно поле h4 · бял офицер на черно поле c3 · бяла пешка на бяло поле d3 · бял топ на бяло поле h3 · бяла пешка на бяло поле a2 · бяла пешка на черно поле b2 · бяла пешка на черно поле h2 · бял топ на черно поле c1 · бял цар на черно поле g1 | черен топ на черно поле f8 · черен цар на черно поле h8 · черна пешка на черно поле a7 · черен топ на черно поле c7 · черна дама на черно поле g7 · черна пешка на бяло поле h7 · черна пешка на бяло поле c6 · бяла пешка на бяло поле g6 · черна пешка на черно поле c5 · черен офицер на черно поле e5 · черна пешка на бяло поле f5 · бяла дама на черно поле h4 · бял офицер на черно поле c3 · бяла пешка на бяло поле d3 · бял топ на бяло поле h3 · бяла пешка на бяло поле a2 · бяла пешка на черно поле b2 · бяла пешка на черно поле h2 · бял топ на черно поле c1 · бял цар на черно поле g1 | черен топ на черно поле f8 · черен цар на черно поле h8 · черна пешка на черно поле a7 · черен топ на черно поле c7 · черна дама на черно поле g7 · черна пешка на бяло поле h7 · черна пешка на бяло поле c6 · бяла пешка на бяло поле g6 · черна пешка на черно поле c5 · черен офицер на черно поле e5 · черна пешка на бяло поле f5 · бяла дама на черно поле h4 · бял офицер на черно поле c3 · бяла пешка на бяло поле d3 · бял топ на бяло поле h3 · бяла пешка на бяло поле a2 · бяла пешка на черно поле b2 · бяла пешка на черно поле h2 · бял топ на черно поле c1 · бял цар на черно поле g1 | черен топ на черно поле f8 · черен цар на черно поле h8 · черна пешка на черно поле a7 · черен топ на черно поле c7 · черна дама на черно поле g7 · черна пешка на бяло поле h7 · черна пешка на бяло поле c6 · бяла пешка на бяло поле g6 · черна пешка на черно поле c5 · черен офицер на черно поле e5 · черна пешка на бяло поле f5 · бяла дама на черно поле h4 · бял офицер на черно поле c3 · бяла пешка на бяло поле d3 · бял топ на бяло поле h3 · бяла пешка на бяло поле a2 · бяла пешка на черно поле b2 · бяла пешка на черно поле h2 · бял топ на черно поле c1 · бял цар на черно поле g1 | 4 |
| 3 | черен топ на черно поле f8 · черен цар на черно поле h8 · черна пешка на черно поле a7 · черен топ на черно поле c7 · черна дама на черно поле g7 · черна пешка на бяло поле h7 · черна пешка на бяло поле c6 · бяла пешка на бяло поле g6 · черна пешка на черно поле c5 · черен офицер на черно поле e5 · черна пешка на бяло поле f5 · бяла дама на черно поле h4 · бял офицер на черно поле c3 · бяла пешка на бяло поле d3 · бял топ на бяло поле h3 · бяла пешка на бяло поле a2 · бяла пешка на черно поле b2 · бяла пешка на черно поле h2 · бял топ на черно поле c1 · бял цар на черно поле g1 | черен топ на черно поле f8 · черен цар на черно поле h8 · черна пешка на черно поле a7 · черен топ на черно поле c7 · черна дама на черно поле g7 · черна пешка на бяло поле h7 · черна пешка на бяло поле c6 · бяла пешка на бяло поле g6 · черна пешка на черно поле c5 · черен офицер на черно поле e5 · черна пешка на бяло поле f5 · бяла дама на черно поле h4 · бял офицер на черно поле c3 · бяла пешка на бяло поле d3 · бял топ на бяло поле h3 · бяла пешка на бяло поле a2 · бяла пешка на черно поле b2 · бяла пешка на черно поле h2 · бял топ на черно поле c1 · бял цар на черно поле g1 | черен топ на черно поле f8 · черен цар на черно поле h8 · черна пешка на черно поле a7 · черен топ на черно поле c7 · черна дама на черно поле g7 · черна пешка на бяло поле h7 · черна пешка на бяло поле c6 · бяла пешка на бяло поле g6 · черна пешка на черно поле c5 · черен офицер на черно поле e5 · черна пешка на бяло поле f5 · бяла дама на черно поле h4 · бял офицер на черно поле c3 · бяла пешка на бяло поле d3 · бял топ на бяло поле h3 · бяла пешка на бяло поле a2 · бяла пешка на черно поле b2 · бяла пешка на черно поле h2 · бял топ на черно поле c1 · бял цар на черно поле g1 | черен топ на черно поле f8 · черен цар на черно поле h8 · черна пешка на черно поле a7 · черен топ на черно поле c7 · черна дама на черно поле g7 · черна пешка на бяло поле h7 · черна пешка на бяло поле c6 · бяла пешка на бяло поле g6 · черна пешка на черно поле c5 · черен офицер на черно поле e5 · черна пешка на бяло поле f5 · бяла дама на черно поле h4 · бял офицер на черно поле c3 · бяла пешка на бяло поле d3 · бял топ на бяло поле h3 · бяла пешка на бяло поле a2 · бяла пешка на черно поле b2 · бяла пешка на черно поле h2 · бял топ на черно поле c1 · бял цар на черно поле g1 | черен топ на черно поле f8 · черен цар на черно поле h8 · черна пешка на черно поле a7 · черен топ на черно поле c7 · черна дама на черно поле g7 · черна пешка на бяло поле h7 · черна пешка на бяло поле c6 · бяла пешка на бяло поле g6 · черна пешка на черно поле c5 · черен офицер на черно поле e5 · черна пешка на бяло поле f5 · бяла дама на черно поле h4 · бял офицер на черно поле c3 · бяла пешка на бяло поле d3 · бял топ на бяло поле h3 · бяла пешка на бяло поле a2 · бяла пешка на черно поле b2 · бяла пешка на черно поле h2 · бял топ на черно поле c1 · бял цар на черно поле g1 | черен топ на черно поле f8 · черен цар на черно поле h8 · черна пешка на черно поле a7 · черен топ на черно поле c7 · черна дама на черно поле g7 · черна пешка на бяло поле h7 · черна пешка на бяло поле c6 · бяла пешка на бяло поле g6 · черна пешка на черно поле c5 · черен офицер на черно поле e5 · черна пешка на бяло поле f5 · бяла дама на черно поле h4 · бял офицер на черно поле c3 · бяла пешка на бяло поле d3 · бял топ на бяло поле h3 · бяла пешка на бяло поле a2 · бяла пешка на черно поле b2 · бяла пешка на черно поле h2 · бял топ на черно поле c1 · бял цар на черно поле g1 | черен топ на черно поле f8 · черен цар на черно поле h8 · черна пешка на черно поле a7 · черен топ на черно поле c7 · черна дама на черно поле g7 · черна пешка на бяло поле h7 · черна пешка на бяло поле c6 · бяла пешка на бяло поле g6 · черна пешка на черно поле c5 · черен офицер на черно поле e5 · черна пешка на бяло поле f5 · бяла дама на черно поле h4 · бял офицер на черно поле c3 · бяла пешка на бяло поле d3 · бял топ на бяло поле h3 · бяла пешка на бяло поле a2 · бяла пешка на черно поле b2 · бяла пешка на черно поле h2 · бял топ на черно поле c1 · бял цар на черно поле g1 | черен топ на черно поле f8 · черен цар на черно поле h8 · черна пешка на черно поле a7 · черен топ на черно поле c7 · черна дама на черно поле g7 · черна пешка на бяло поле h7 · черна пешка на бяло поле c6 · бяла пешка на бяло поле g6 · черна пешка на черно поле c5 · черен офицер на черно поле e5 · черна пешка на бяло поле f5 · бяла дама на черно поле h4 · бял офицер на черно поле c3 · бяла пешка на бяло поле d3 · бял топ на бяло поле h3 · бяла пешка на бяло поле a2 · бяла пешка на черно поле b2 · бяла пешка на черно поле h2 · бял топ на черно поле c1 · бял цар на черно поле g1 | 3 |
| 2 | черен топ на черно поле f8 · черен цар на черно поле h8 · черна пешка на черно поле a7 · черен топ на черно поле c7 · черна дама на черно поле g7 · черна пешка на бяло поле h7 · черна пешка на бяло поле c6 · бяла пешка на бяло поле g6 · черна пешка на черно поле c5 · черен офицер на черно поле e5 · черна пешка на бяло поле f5 · бяла дама на черно поле h4 · бял офицер на черно поле c3 · бяла пешка на бяло поле d3 · бял топ на бяло поле h3 · бяла пешка на бяло поле a2 · бяла пешка на черно поле b2 · бяла пешка на черно поле h2 · бял топ на черно поле c1 · бял цар на черно поле g1 | черен топ на черно поле f8 · черен цар на черно поле h8 · черна пешка на черно поле a7 · черен топ на черно поле c7 · черна дама на черно поле g7 · черна пешка на бяло поле h7 · черна пешка на бяло поле c6 · бяла пешка на бяло поле g6 · черна пешка на черно поле c5 · черен офицер на черно поле e5 · черна пешка на бяло поле f5 · бяла дама на черно поле h4 · бял офицер на черно поле c3 · бяла пешка на бяло поле d3 · бял топ на бяло поле h3 · бяла пешка на бяло поле a2 · бяла пешка на черно поле b2 · бяла пешка на черно поле h2 · бял топ на черно поле c1 · бял цар на черно поле g1 | черен топ на черно поле f8 · черен цар на черно поле h8 · черна пешка на черно поле a7 · черен топ на черно поле c7 · черна дама на черно поле g7 · черна пешка на бяло поле h7 · черна пешка на бяло поле c6 · бяла пешка на бяло поле g6 · черна пешка на черно поле c5 · черен офицер на черно поле e5 · черна пешка на бяло поле f5 · бяла дама на черно поле h4 · бял офицер на черно поле c3 · бяла пешка на бяло поле d3 · бял топ на бяло поле h3 · бяла пешка на бяло поле a2 · бяла пешка на черно поле b2 · бяла пешка на черно поле h2 · бял топ на черно поле c1 · бял цар на черно поле g1 | черен топ на черно поле f8 · черен цар на черно поле h8 · черна пешка на черно поле a7 · черен топ на черно поле c7 · черна дама на черно поле g7 · черна пешка на бяло поле h7 · черна пешка на бяло поле c6 · бяла пешка на бяло поле g6 · черна пешка на черно поле c5 · черен офицер на черно поле e5 · черна пешка на бяло поле f5 · бяла дама на черно поле h4 · бял офицер на черно поле c3 · бяла пешка на бяло поле d3 · бял топ на бяло поле h3 · бяла пешка на бяло поле a2 · бяла пешка на черно поле b2 · бяла пешка на черно поле h2 · бял топ на черно поле c1 · бял цар на черно поле g1 | черен топ на черно поле f8 · черен цар на черно поле h8 · черна пешка на черно поле a7 · черен топ на черно поле c7 · черна дама на черно поле g7 · черна пешка на бяло поле h7 · черна пешка на бяло поле c6 · бяла пешка на бяло поле g6 · черна пешка на черно поле c5 · черен офицер на черно поле e5 · черна пешка на бяло поле f5 · бяла дама на черно поле h4 · бял офицер на черно поле c3 · бяла пешка на бяло поле d3 · бял топ на бяло поле h3 · бяла пешка на бяло поле a2 · бяла пешка на черно поле b2 · бяла пешка на черно поле h2 · бял топ на черно поле c1 · бял цар на черно поле g1 | черен топ на черно поле f8 · черен цар на черно поле h8 · черна пешка на черно поле a7 · черен топ на черно поле c7 · черна дама на черно поле g7 · черна пешка на бяло поле h7 · черна пешка на бяло поле c6 · бяла пешка на бяло поле g6 · черна пешка на черно поле c5 · черен офицер на черно поле e5 · черна пешка на бяло поле f5 · бяла дама на черно поле h4 · бял офицер на черно поле c3 · бяла пешка на бяло поле d3 · бял топ на бяло поле h3 · бяла пешка на бяло поле a2 · бяла пешка на черно поле b2 · бяла пешка на черно поле h2 · бял топ на черно поле c1 · бял цар на черно поле g1 | черен топ на черно поле f8 · черен цар на черно поле h8 · черна пешка на черно поле a7 · черен топ на черно поле c7 · черна дама на черно поле g7 · черна пешка на бяло поле h7 · черна пешка на бяло поле c6 · бяла пешка на бяло поле g6 · черна пешка на черно поле c5 · черен офицер на черно поле e5 · черна пешка на бяло поле f5 · бяла дама на черно поле h4 · бял офицер на черно поле c3 · бяла пешка на бяло поле d3 · бял топ на бяло поле h3 · бяла пешка на бяло поле a2 · бяла пешка на черно поле b2 · бяла пешка на черно поле h2 · бял топ на черно поле c1 · бял цар на черно поле g1 | черен топ на черно поле f8 · черен цар на черно поле h8 · черна пешка на черно поле a7 · черен топ на черно поле c7 · черна дама на черно поле g7 · черна пешка на бяло поле h7 · черна пешка на бяло поле c6 · бяла пешка на бяло поле g6 · черна пешка на черно поле c5 · черен офицер на черно поле e5 · черна пешка на бяло поле f5 · бяла дама на черно поле h4 · бял офицер на черно поле c3 · бяла пешка на бяло поле d3 · бял топ на бяло поле h3 · бяла пешка на бяло поле a2 · бяла пешка на черно поле b2 · бяла пешка на черно поле h2 · бял топ на черно поле c1 · бял цар на черно поле g1 | 2 |
| 1 | черен топ на черно поле f8 · черен цар на черно поле h8 · черна пешка на черно поле a7 · черен топ на черно поле c7 · черна дама на черно поле g7 · черна пешка на бяло поле h7 · черна пешка на бяло поле c6 · бяла пешка на бяло поле g6 · черна пешка на черно поле c5 · черен офицер на черно поле e5 · черна пешка на бяло поле f5 · бяла дама на черно поле h4 · бял офицер на черно поле c3 · бяла пешка на бяло поле d3 · бял топ на бяло поле h3 · бяла пешка на бяло поле a2 · бяла пешка на черно поле b2 · бяла пешка на черно поле h2 · бял топ на черно поле c1 · бял цар на черно поле g1 | черен топ на черно поле f8 · черен цар на черно поле h8 · черна пешка на черно поле a7 · черен топ на черно поле c7 · черна дама на черно поле g7 · черна пешка на бяло поле h7 · черна пешка на бяло поле c6 · бяла пешка на бяло поле g6 · черна пешка на черно поле c5 · черен офицер на черно поле e5 · черна пешка на бяло поле f5 · бяла дама на черно поле h4 · бял офицер на черно поле c3 · бяла пешка на бяло поле d3 · бял топ на бяло поле h3 · бяла пешка на бяло поле a2 · бяла пешка на черно поле b2 · бяла пешка на черно поле h2 · бял топ на черно поле c1 · бял цар на черно поле g1 | черен топ на черно поле f8 · черен цар на черно поле h8 · черна пешка на черно поле a7 · черен топ на черно поле c7 · черна дама на черно поле g7 · черна пешка на бяло поле h7 · черна пешка на бяло поле c6 · бяла пешка на бяло поле g6 · черна пешка на черно поле c5 · черен офицер на черно поле e5 · черна пешка на бяло поле f5 · бяла дама на черно поле h4 · бял офицер на черно поле c3 · бяла пешка на бяло поле d3 · бял топ на бяло поле h3 · бяла пешка на бяло поле a2 · бяла пешка на черно поле b2 · бяла пешка на черно поле h2 · бял топ на черно поле c1 · бял цар на черно поле g1 | черен топ на черно поле f8 · черен цар на черно поле h8 · черна пешка на черно поле a7 · черен топ на черно поле c7 · черна дама на черно поле g7 · черна пешка на бяло поле h7 · черна пешка на бяло поле c6 · бяла пешка на бяло поле g6 · черна пешка на черно поле c5 · черен офицер на черно поле e5 · черна пешка на бяло поле f5 · бяла дама на черно поле h4 · бял офицер на черно поле c3 · бяла пешка на бяло поле d3 · бял топ на бяло поле h3 · бяла пешка на бяло поле a2 · бяла пешка на черно поле b2 · бяла пешка на черно поле h2 · бял топ на черно поле c1 · бял цар на черно поле g1 | черен топ на черно поле f8 · черен цар на черно поле h8 · черна пешка на черно поле a7 · черен топ на черно поле c7 · черна дама на черно поле g7 · черна пешка на бяло поле h7 · черна пешка на бяло поле c6 · бяла пешка на бяло поле g6 · черна пешка на черно поле c5 · черен офицер на черно поле e5 · черна пешка на бяло поле f5 · бяла дама на черно поле h4 · бял офицер на черно поле c3 · бяла пешка на бяло поле d3 · бял топ на бяло поле h3 · бяла пешка на бяло поле a2 · бяла пешка на черно поле b2 · бяла пешка на черно поле h2 · бял топ на черно поле c1 · бял цар на черно поле g1 | черен топ на черно поле f8 · черен цар на черно поле h8 · черна пешка на черно поле a7 · черен топ на черно поле c7 · черна дама на черно поле g7 · черна пешка на бяло поле h7 · черна пешка на бяло поле c6 · бяла пешка на бяло поле g6 · черна пешка на черно поле c5 · черен офицер на черно поле e5 · черна пешка на бяло поле f5 · бяла дама на черно поле h4 · бял офицер на черно поле c3 · бяла пешка на бяло поле d3 · бял топ на бяло поле h3 · бяла пешка на бяло поле a2 · бяла пешка на черно поле b2 · бяла пешка на черно поле h2 · бял топ на черно поле c1 · бял цар на черно поле g1 | черен топ на черно поле f8 · черен цар на черно поле h8 · черна пешка на черно поле a7 · черен топ на черно поле c7 · черна дама на черно поле g7 · черна пешка на бяло поле h7 · черна пешка на бяло поле c6 · бяла пешка на бяло поле g6 · черна пешка на черно поле c5 · черен офицер на черно поле e5 · черна пешка на бяло поле f5 · бяла дама на черно поле h4 · бял офицер на черно поле c3 · бяла пешка на бяло поле d3 · бял топ на бяло поле h3 · бяла пешка на бяло поле a2 · бяла пешка на черно поле b2 · бяла пешка на черно поле h2 · бял топ на черно поле c1 · бял цар на черно поле g1 | черен топ на черно поле f8 · черен цар на черно поле h8 · черна пешка на черно поле a7 · черен топ на черно поле c7 · черна дама на черно поле g7 · черна пешка на бяло поле h7 · черна пешка на бяло поле c6 · бяла пешка на бяло поле g6 · черна пешка на черно поле c5 · черен офицер на черно поле e5 · черна пешка на бяло поле f5 · бяла дама на черно поле h4 · бял офицер на черно поле c3 · бяла пешка на бяло поле d3 · бял топ на бяло поле h3 · бяла пешка на бяло поле a2 · бяла пешка на черно поле b2 · бяла пешка на черно поле h2 · бял топ на черно поле c1 · бял цар на черно поле g1 | 1 |
|   | a | b | c | d | e | f | g | h |   |

29. f:g5 Дg7 30. Оe4 Тc7 
31. g6 f5 32. О:c6 b:c6 
33. Оc3 Оe5 (диаграма 13). Сега вече Рети успява да отвлече дамата, която изпълнява две задачи, пазейки h7 и офицера на e5. Той взима пешката на h7, след това офицера на e5 и черните са принудени да се предадат 34.Д:h7+! Д:h7 35.O:e5+! 1-0. Пешката g6 се произвежда в дама и с топ и офицер повече белите лесно печелят.
В позицията на диаграма 14 бялата дама защитава едновременно офицера Ob2 и пешката f3. Михаил Чигорин прави ефектно отвличане 1. ... Оd4! с пряко нападение над дамата и косвено над белия офицер зад нея,
|   | a | b | c | d | e | f | g | h |   |
| 8 | черен топ на бяло поле a8 · черен цар на бяло поле g8 · черна пешка на черно поле a7 · черна пешка на бяло поле b7 · черна пешка на черно поле c7 · черен офицер на бяло поле d7 · черен топ на бяло поле f7 · черна пешка на черно поле g7 · черна пешка на бяло поле h7 · черен офицер на черно поле b6 · черна пешка на черно поле d6 · бяла пешка на бяло поле d5 · черна дама на бяло поле h5 · бял кон на бяло поле e4 · бяла дама на черно поле c3 · бяла пешка на бяло поле f3 · бяла пешка на бяло поле a2 · бял офицер на черно поле b2 · бяла пешка на черно поле f2 · бяла пешка на черно поле h2 · бял топ на черно поле a1 · бял топ на черно поле g1 · бял цар на бяло поле h1 | черен топ на бяло поле a8 · черен цар на бяло поле g8 · черна пешка на черно поле a7 · черна пешка на бяло поле b7 · черна пешка на черно поле c7 · черен офицер на бяло поле d7 · черен топ на бяло поле f7 · черна пешка на черно поле g7 · черна пешка на бяло поле h7 · черен офицер на черно поле b6 · черна пешка на черно поле d6 · бяла пешка на бяло поле d5 · черна дама на бяло поле h5 · бял кон на бяло поле e4 · бяла дама на черно поле c3 · бяла пешка на бяло поле f3 · бяла пешка на бяло поле a2 · бял офицер на черно поле b2 · бяла пешка на черно поле f2 · бяла пешка на черно поле h2 · бял топ на черно поле a1 · бял топ на черно поле g1 · бял цар на бяло поле h1 | черен топ на бяло поле a8 · черен цар на бяло поле g8 · черна пешка на черно поле a7 · черна пешка на бяло поле b7 · черна пешка на черно поле c7 · черен офицер на бяло поле d7 · черен топ на бяло поле f7 · черна пешка на черно поле g7 · черна пешка на бяло поле h7 · черен офицер на черно поле b6 · черна пешка на черно поле d6 · бяла пешка на бяло поле d5 · черна дама на бяло поле h5 · бял кон на бяло поле e4 · бяла дама на черно поле c3 · бяла пешка на бяло поле f3 · бяла пешка на бяло поле a2 · бял офицер на черно поле b2 · бяла пешка на черно поле f2 · бяла пешка на черно поле h2 · бял топ на черно поле a1 · бял топ на черно поле g1 · бял цар на бяло поле h1 | черен топ на бяло поле a8 · черен цар на бяло поле g8 · черна пешка на черно поле a7 · черна пешка на бяло поле b7 · черна пешка на черно поле c7 · черен офицер на бяло поле d7 · черен топ на бяло поле f7 · черна пешка на черно поле g7 · черна пешка на бяло поле h7 · черен офицер на черно поле b6 · черна пешка на черно поле d6 · бяла пешка на бяло поле d5 · черна дама на бяло поле h5 · бял кон на бяло поле e4 · бяла дама на черно поле c3 · бяла пешка на бяло поле f3 · бяла пешка на бяло поле a2 · бял офицер на черно поле b2 · бяла пешка на черно поле f2 · бяла пешка на черно поле h2 · бял топ на черно поле a1 · бял топ на черно поле g1 · бял цар на бяло поле h1 | черен топ на бяло поле a8 · черен цар на бяло поле g8 · черна пешка на черно поле a7 · черна пешка на бяло поле b7 · черна пешка на черно поле c7 · черен офицер на бяло поле d7 · черен топ на бяло поле f7 · черна пешка на черно поле g7 · черна пешка на бяло поле h7 · черен офицер на черно поле b6 · черна пешка на черно поле d6 · бяла пешка на бяло поле d5 · черна дама на бяло поле h5 · бял кон на бяло поле e4 · бяла дама на черно поле c3 · бяла пешка на бяло поле f3 · бяла пешка на бяло поле a2 · бял офицер на черно поле b2 · бяла пешка на черно поле f2 · бяла пешка на черно поле h2 · бял топ на черно поле a1 · бял топ на черно поле g1 · бял цар на бяло поле h1 | черен топ на бяло поле a8 · черен цар на бяло поле g8 · черна пешка на черно поле a7 · черна пешка на бяло поле b7 · черна пешка на черно поле c7 · черен офицер на бяло поле d7 · черен топ на бяло поле f7 · черна пешка на черно поле g7 · черна пешка на бяло поле h7 · черен офицер на черно поле b6 · черна пешка на черно поле d6 · бяла пешка на бяло поле d5 · черна дама на бяло поле h5 · бял кон на бяло поле e4 · бяла дама на черно поле c3 · бяла пешка на бяло поле f3 · бяла пешка на бяло поле a2 · бял офицер на черно поле b2 · бяла пешка на черно поле f2 · бяла пешка на черно поле h2 · бял топ на черно поле a1 · бял топ на черно поле g1 · бял цар на бяло поле h1 | черен топ на бяло поле a8 · черен цар на бяло поле g8 · черна пешка на черно поле a7 · черна пешка на бяло поле b7 · черна пешка на черно поле c7 · черен офицер на бяло поле d7 · черен топ на бяло поле f7 · черна пешка на черно поле g7 · черна пешка на бяло поле h7 · черен офицер на черно поле b6 · черна пешка на черно поле d6 · бяла пешка на бяло поле d5 · черна дама на бяло поле h5 · бял кон на бяло поле e4 · бяла дама на черно поле c3 · бяла пешка на бяло поле f3 · бяла пешка на бяло поле a2 · бял офицер на черно поле b2 · бяла пешка на черно поле f2 · бяла пешка на черно поле h2 · бял топ на черно поле a1 · бял топ на черно поле g1 · бял цар на бяло поле h1 | черен топ на бяло поле a8 · черен цар на бяло поле g8 · черна пешка на черно поле a7 · черна пешка на бяло поле b7 · черна пешка на черно поле c7 · черен офицер на бяло поле d7 · черен топ на бяло поле f7 · черна пешка на черно поле g7 · черна пешка на бяло поле h7 · черен офицер на черно поле b6 · черна пешка на черно поле d6 · бяла пешка на бяло поле d5 · черна дама на бяло поле h5 · бял кон на бяло поле e4 · бяла дама на черно поле c3 · бяла пешка на бяло поле f3 · бяла пешка на бяло поле a2 · бял офицер на черно поле b2 · бяла пешка на черно поле f2 · бяла пешка на черно поле h2 · бял топ на черно поле a1 · бял топ на черно поле g1 · бял цар на бяло поле h1 | 8 |
| 7 | черен топ на бяло поле a8 · черен цар на бяло поле g8 · черна пешка на черно поле a7 · черна пешка на бяло поле b7 · черна пешка на черно поле c7 · черен офицер на бяло поле d7 · черен топ на бяло поле f7 · черна пешка на черно поле g7 · черна пешка на бяло поле h7 · черен офицер на черно поле b6 · черна пешка на черно поле d6 · бяла пешка на бяло поле d5 · черна дама на бяло поле h5 · бял кон на бяло поле e4 · бяла дама на черно поле c3 · бяла пешка на бяло поле f3 · бяла пешка на бяло поле a2 · бял офицер на черно поле b2 · бяла пешка на черно поле f2 · бяла пешка на черно поле h2 · бял топ на черно поле a1 · бял топ на черно поле g1 · бял цар на бяло поле h1 | черен топ на бяло поле a8 · черен цар на бяло поле g8 · черна пешка на черно поле a7 · черна пешка на бяло поле b7 · черна пешка на черно поле c7 · черен офицер на бяло поле d7 · черен топ на бяло поле f7 · черна пешка на черно поле g7 · черна пешка на бяло поле h7 · черен офицер на черно поле b6 · черна пешка на черно поле d6 · бяла пешка на бяло поле d5 · черна дама на бяло поле h5 · бял кон на бяло поле e4 · бяла дама на черно поле c3 · бяла пешка на бяло поле f3 · бяла пешка на бяло поле a2 · бял офицер на черно поле b2 · бяла пешка на черно поле f2 · бяла пешка на черно поле h2 · бял топ на черно поле a1 · бял топ на черно поле g1 · бял цар на бяло поле h1 | черен топ на бяло поле a8 · черен цар на бяло поле g8 · черна пешка на черно поле a7 · черна пешка на бяло поле b7 · черна пешка на черно поле c7 · черен офицер на бяло поле d7 · черен топ на бяло поле f7 · черна пешка на черно поле g7 · черна пешка на бяло поле h7 · черен офицер на черно поле b6 · черна пешка на черно поле d6 · бяла пешка на бяло поле d5 · черна дама на бяло поле h5 · бял кон на бяло поле e4 · бяла дама на черно поле c3 · бяла пешка на бяло поле f3 · бяла пешка на бяло поле a2 · бял офицер на черно поле b2 · бяла пешка на черно поле f2 · бяла пешка на черно поле h2 · бял топ на черно поле a1 · бял топ на черно поле g1 · бял цар на бяло поле h1 | черен топ на бяло поле a8 · черен цар на бяло поле g8 · черна пешка на черно поле a7 · черна пешка на бяло поле b7 · черна пешка на черно поле c7 · черен офицер на бяло поле d7 · черен топ на бяло поле f7 · черна пешка на черно поле g7 · черна пешка на бяло поле h7 · черен офицер на черно поле b6 · черна пешка на черно поле d6 · бяла пешка на бяло поле d5 · черна дама на бяло поле h5 · бял кон на бяло поле e4 · бяла дама на черно поле c3 · бяла пешка на бяло поле f3 · бяла пешка на бяло поле a2 · бял офицер на черно поле b2 · бяла пешка на черно поле f2 · бяла пешка на черно поле h2 · бял топ на черно поле a1 · бял топ на черно поле g1 · бял цар на бяло поле h1 | черен топ на бяло поле a8 · черен цар на бяло поле g8 · черна пешка на черно поле a7 · черна пешка на бяло поле b7 · черна пешка на черно поле c7 · черен офицер на бяло поле d7 · черен топ на бяло поле f7 · черна пешка на черно поле g7 · черна пешка на бяло поле h7 · черен офицер на черно поле b6 · черна пешка на черно поле d6 · бяла пешка на бяло поле d5 · черна дама на бяло поле h5 · бял кон на бяло поле e4 · бяла дама на черно поле c3 · бяла пешка на бяло поле f3 · бяла пешка на бяло поле a2 · бял офицер на черно поле b2 · бяла пешка на черно поле f2 · бяла пешка на черно поле h2 · бял топ на черно поле a1 · бял топ на черно поле g1 · бял цар на бяло поле h1 | черен топ на бяло поле a8 · черен цар на бяло поле g8 · черна пешка на черно поле a7 · черна пешка на бяло поле b7 · черна пешка на черно поле c7 · черен офицер на бяло поле d7 · черен топ на бяло поле f7 · черна пешка на черно поле g7 · черна пешка на бяло поле h7 · черен офицер на черно поле b6 · черна пешка на черно поле d6 · бяла пешка на бяло поле d5 · черна дама на бяло поле h5 · бял кон на бяло поле e4 · бяла дама на черно поле c3 · бяла пешка на бяло поле f3 · бяла пешка на бяло поле a2 · бял офицер на черно поле b2 · бяла пешка на черно поле f2 · бяла пешка на черно поле h2 · бял топ на черно поле a1 · бял топ на черно поле g1 · бял цар на бяло поле h1 | черен топ на бяло поле a8 · черен цар на бяло поле g8 · черна пешка на черно поле a7 · черна пешка на бяло поле b7 · черна пешка на черно поле c7 · черен офицер на бяло поле d7 · черен топ на бяло поле f7 · черна пешка на черно поле g7 · черна пешка на бяло поле h7 · черен офицер на черно поле b6 · черна пешка на черно поле d6 · бяла пешка на бяло поле d5 · черна дама на бяло поле h5 · бял кон на бяло поле e4 · бяла дама на черно поле c3 · бяла пешка на бяло поле f3 · бяла пешка на бяло поле a2 · бял офицер на черно поле b2 · бяла пешка на черно поле f2 · бяла пешка на черно поле h2 · бял топ на черно поле a1 · бял топ на черно поле g1 · бял цар на бяло поле h1 | черен топ на бяло поле a8 · черен цар на бяло поле g8 · черна пешка на черно поле a7 · черна пешка на бяло поле b7 · черна пешка на черно поле c7 · черен офицер на бяло поле d7 · черен топ на бяло поле f7 · черна пешка на черно поле g7 · черна пешка на бяло поле h7 · черен офицер на черно поле b6 · черна пешка на черно поле d6 · бяла пешка на бяло поле d5 · черна дама на бяло поле h5 · бял кон на бяло поле e4 · бяла дама на черно поле c3 · бяла пешка на бяло поле f3 · бяла пешка на бяло поле a2 · бял офицер на черно поле b2 · бяла пешка на черно поле f2 · бяла пешка на черно поле h2 · бял топ на черно поле a1 · бял топ на черно поле g1 · бял цар на бяло поле h1 | 7 |
| 6 | черен топ на бяло поле a8 · черен цар на бяло поле g8 · черна пешка на черно поле a7 · черна пешка на бяло поле b7 · черна пешка на черно поле c7 · черен офицер на бяло поле d7 · черен топ на бяло поле f7 · черна пешка на черно поле g7 · черна пешка на бяло поле h7 · черен офицер на черно поле b6 · черна пешка на черно поле d6 · бяла пешка на бяло поле d5 · черна дама на бяло поле h5 · бял кон на бяло поле e4 · бяла дама на черно поле c3 · бяла пешка на бяло поле f3 · бяла пешка на бяло поле a2 · бял офицер на черно поле b2 · бяла пешка на черно поле f2 · бяла пешка на черно поле h2 · бял топ на черно поле a1 · бял топ на черно поле g1 · бял цар на бяло поле h1 | черен топ на бяло поле a8 · черен цар на бяло поле g8 · черна пешка на черно поле a7 · черна пешка на бяло поле b7 · черна пешка на черно поле c7 · черен офицер на бяло поле d7 · черен топ на бяло поле f7 · черна пешка на черно поле g7 · черна пешка на бяло поле h7 · черен офицер на черно поле b6 · черна пешка на черно поле d6 · бяла пешка на бяло поле d5 · черна дама на бяло поле h5 · бял кон на бяло поле e4 · бяла дама на черно поле c3 · бяла пешка на бяло поле f3 · бяла пешка на бяло поле a2 · бял офицер на черно поле b2 · бяла пешка на черно поле f2 · бяла пешка на черно поле h2 · бял топ на черно поле a1 · бял топ на черно поле g1 · бял цар на бяло поле h1 | черен топ на бяло поле a8 · черен цар на бяло поле g8 · черна пешка на черно поле a7 · черна пешка на бяло поле b7 · черна пешка на черно поле c7 · черен офицер на бяло поле d7 · черен топ на бяло поле f7 · черна пешка на черно поле g7 · черна пешка на бяло поле h7 · черен офицер на черно поле b6 · черна пешка на черно поле d6 · бяла пешка на бяло поле d5 · черна дама на бяло поле h5 · бял кон на бяло поле e4 · бяла дама на черно поле c3 · бяла пешка на бяло поле f3 · бяла пешка на бяло поле a2 · бял офицер на черно поле b2 · бяла пешка на черно поле f2 · бяла пешка на черно поле h2 · бял топ на черно поле a1 · бял топ на черно поле g1 · бял цар на бяло поле h1 | черен топ на бяло поле a8 · черен цар на бяло поле g8 · черна пешка на черно поле a7 · черна пешка на бяло поле b7 · черна пешка на черно поле c7 · черен офицер на бяло поле d7 · черен топ на бяло поле f7 · черна пешка на черно поле g7 · черна пешка на бяло поле h7 · черен офицер на черно поле b6 · черна пешка на черно поле d6 · бяла пешка на бяло поле d5 · черна дама на бяло поле h5 · бял кон на бяло поле e4 · бяла дама на черно поле c3 · бяла пешка на бяло поле f3 · бяла пешка на бяло поле a2 · бял офицер на черно поле b2 · бяла пешка на черно поле f2 · бяла пешка на черно поле h2 · бял топ на черно поле a1 · бял топ на черно поле g1 · бял цар на бяло поле h1 | черен топ на бяло поле a8 · черен цар на бяло поле g8 · черна пешка на черно поле a7 · черна пешка на бяло поле b7 · черна пешка на черно поле c7 · черен офицер на бяло поле d7 · черен топ на бяло поле f7 · черна пешка на черно поле g7 · черна пешка на бяло поле h7 · черен офицер на черно поле b6 · черна пешка на черно поле d6 · бяла пешка на бяло поле d5 · черна дама на бяло поле h5 · бял кон на бяло поле e4 · бяла дама на черно поле c3 · бяла пешка на бяло поле f3 · бяла пешка на бяло поле a2 · бял офицер на черно поле b2 · бяла пешка на черно поле f2 · бяла пешка на черно поле h2 · бял топ на черно поле a1 · бял топ на черно поле g1 · бял цар на бяло поле h1 | черен топ на бяло поле a8 · черен цар на бяло поле g8 · черна пешка на черно поле a7 · черна пешка на бяло поле b7 · черна пешка на черно поле c7 · черен офицер на бяло поле d7 · черен топ на бяло поле f7 · черна пешка на черно поле g7 · черна пешка на бяло поле h7 · черен офицер на черно поле b6 · черна пешка на черно поле d6 · бяла пешка на бяло поле d5 · черна дама на бяло поле h5 · бял кон на бяло поле e4 · бяла дама на черно поле c3 · бяла пешка на бяло поле f3 · бяла пешка на бяло поле a2 · бял офицер на черно поле b2 · бяла пешка на черно поле f2 · бяла пешка на черно поле h2 · бял топ на черно поле a1 · бял топ на черно поле g1 · бял цар на бяло поле h1 | черен топ на бяло поле a8 · черен цар на бяло поле g8 · черна пешка на черно поле a7 · черна пешка на бяло поле b7 · черна пешка на черно поле c7 · черен офицер на бяло поле d7 · черен топ на бяло поле f7 · черна пешка на черно поле g7 · черна пешка на бяло поле h7 · черен офицер на черно поле b6 · черна пешка на черно поле d6 · бяла пешка на бяло поле d5 · черна дама на бяло поле h5 · бял кон на бяло поле e4 · бяла дама на черно поле c3 · бяла пешка на бяло поле f3 · бяла пешка на бяло поле a2 · бял офицер на черно поле b2 · бяла пешка на черно поле f2 · бяла пешка на черно поле h2 · бял топ на черно поле a1 · бял топ на черно поле g1 · бял цар на бяло поле h1 | черен топ на бяло поле a8 · черен цар на бяло поле g8 · черна пешка на черно поле a7 · черна пешка на бяло поле b7 · черна пешка на черно поле c7 · черен офицер на бяло поле d7 · черен топ на бяло поле f7 · черна пешка на черно поле g7 · черна пешка на бяло поле h7 · черен офицер на черно поле b6 · черна пешка на черно поле d6 · бяла пешка на бяло поле d5 · черна дама на бяло поле h5 · бял кон на бяло поле e4 · бяла дама на черно поле c3 · бяла пешка на бяло поле f3 · бяла пешка на бяло поле a2 · бял офицер на черно поле b2 · бяла пешка на черно поле f2 · бяла пешка на черно поле h2 · бял топ на черно поле a1 · бял топ на черно поле g1 · бял цар на бяло поле h1 | 6 |
| 5 | черен топ на бяло поле a8 · черен цар на бяло поле g8 · черна пешка на черно поле a7 · черна пешка на бяло поле b7 · черна пешка на черно поле c7 · черен офицер на бяло поле d7 · черен топ на бяло поле f7 · черна пешка на черно поле g7 · черна пешка на бяло поле h7 · черен офицер на черно поле b6 · черна пешка на черно поле d6 · бяла пешка на бяло поле d5 · черна дама на бяло поле h5 · бял кон на бяло поле e4 · бяла дама на черно поле c3 · бяла пешка на бяло поле f3 · бяла пешка на бяло поле a2 · бял офицер на черно поле b2 · бяла пешка на черно поле f2 · бяла пешка на черно поле h2 · бял топ на черно поле a1 · бял топ на черно поле g1 · бял цар на бяло поле h1 | черен топ на бяло поле a8 · черен цар на бяло поле g8 · черна пешка на черно поле a7 · черна пешка на бяло поле b7 · черна пешка на черно поле c7 · черен офицер на бяло поле d7 · черен топ на бяло поле f7 · черна пешка на черно поле g7 · черна пешка на бяло поле h7 · черен офицер на черно поле b6 · черна пешка на черно поле d6 · бяла пешка на бяло поле d5 · черна дама на бяло поле h5 · бял кон на бяло поле e4 · бяла дама на черно поле c3 · бяла пешка на бяло поле f3 · бяла пешка на бяло поле a2 · бял офицер на черно поле b2 · бяла пешка на черно поле f2 · бяла пешка на черно поле h2 · бял топ на черно поле a1 · бял топ на черно поле g1 · бял цар на бяло поле h1 | черен топ на бяло поле a8 · черен цар на бяло поле g8 · черна пешка на черно поле a7 · черна пешка на бяло поле b7 · черна пешка на черно поле c7 · черен офицер на бяло поле d7 · черен топ на бяло поле f7 · черна пешка на черно поле g7 · черна пешка на бяло поле h7 · черен офицер на черно поле b6 · черна пешка на черно поле d6 · бяла пешка на бяло поле d5 · черна дама на бяло поле h5 · бял кон на бяло поле e4 · бяла дама на черно поле c3 · бяла пешка на бяло поле f3 · бяла пешка на бяло поле a2 · бял офицер на черно поле b2 · бяла пешка на черно поле f2 · бяла пешка на черно поле h2 · бял топ на черно поле a1 · бял топ на черно поле g1 · бял цар на бяло поле h1 | черен топ на бяло поле a8 · черен цар на бяло поле g8 · черна пешка на черно поле a7 · черна пешка на бяло поле b7 · черна пешка на черно поле c7 · черен офицер на бяло поле d7 · черен топ на бяло поле f7 · черна пешка на черно поле g7 · черна пешка на бяло поле h7 · черен офицер на черно поле b6 · черна пешка на черно поле d6 · бяла пешка на бяло поле d5 · черна дама на бяло поле h5 · бял кон на бяло поле e4 · бяла дама на черно поле c3 · бяла пешка на бяло поле f3 · бяла пешка на бяло поле a2 · бял офицер на черно поле b2 · бяла пешка на черно поле f2 · бяла пешка на черно поле h2 · бял топ на черно поле a1 · бял топ на черно поле g1 · бял цар на бяло поле h1 | черен топ на бяло поле a8 · черен цар на бяло поле g8 · черна пешка на черно поле a7 · черна пешка на бяло поле b7 · черна пешка на черно поле c7 · черен офицер на бяло поле d7 · черен топ на бяло поле f7 · черна пешка на черно поле g7 · черна пешка на бяло поле h7 · черен офицер на черно поле b6 · черна пешка на черно поле d6 · бяла пешка на бяло поле d5 · черна дама на бяло поле h5 · бял кон на бяло поле e4 · бяла дама на черно поле c3 · бяла пешка на бяло поле f3 · бяла пешка на бяло поле a2 · бял офицер на черно поле b2 · бяла пешка на черно поле f2 · бяла пешка на черно поле h2 · бял топ на черно поле a1 · бял топ на черно поле g1 · бял цар на бяло поле h1 | черен топ на бяло поле a8 · черен цар на бяло поле g8 · черна пешка на черно поле a7 · черна пешка на бяло поле b7 · черна пешка на черно поле c7 · черен офицер на бяло поле d7 · черен топ на бяло поле f7 · черна пешка на черно поле g7 · черна пешка на бяло поле h7 · черен офицер на черно поле b6 · черна пешка на черно поле d6 · бяла пешка на бяло поле d5 · черна дама на бяло поле h5 · бял кон на бяло поле e4 · бяла дама на черно поле c3 · бяла пешка на бяло поле f3 · бяла пешка на бяло поле a2 · бял офицер на черно поле b2 · бяла пешка на черно поле f2 · бяла пешка на черно поле h2 · бял топ на черно поле a1 · бял топ на черно поле g1 · бял цар на бяло поле h1 | черен топ на бяло поле a8 · черен цар на бяло поле g8 · черна пешка на черно поле a7 · черна пешка на бяло поле b7 · черна пешка на черно поле c7 · черен офицер на бяло поле d7 · черен топ на бяло поле f7 · черна пешка на черно поле g7 · черна пешка на бяло поле h7 · черен офицер на черно поле b6 · черна пешка на черно поле d6 · бяла пешка на бяло поле d5 · черна дама на бяло поле h5 · бял кон на бяло поле e4 · бяла дама на черно поле c3 · бяла пешка на бяло поле f3 · бяла пешка на бяло поле a2 · бял офицер на черно поле b2 · бяла пешка на черно поле f2 · бяла пешка на черно поле h2 · бял топ на черно поле a1 · бял топ на черно поле g1 · бял цар на бяло поле h1 | черен топ на бяло поле a8 · черен цар на бяло поле g8 · черна пешка на черно поле a7 · черна пешка на бяло поле b7 · черна пешка на черно поле c7 · черен офицер на бяло поле d7 · черен топ на бяло поле f7 · черна пешка на черно поле g7 · черна пешка на бяло поле h7 · черен офицер на черно поле b6 · черна пешка на черно поле d6 · бяла пешка на бяло поле d5 · черна дама на бяло поле h5 · бял кон на бяло поле e4 · бяла дама на черно поле c3 · бяла пешка на бяло поле f3 · бяла пешка на бяло поле a2 · бял офицер на черно поле b2 · бяла пешка на черно поле f2 · бяла пешка на черно поле h2 · бял топ на черно поле a1 · бял топ на черно поле g1 · бял цар на бяло поле h1 | 5 |
| 4 | черен топ на бяло поле a8 · черен цар на бяло поле g8 · черна пешка на черно поле a7 · черна пешка на бяло поле b7 · черна пешка на черно поле c7 · черен офицер на бяло поле d7 · черен топ на бяло поле f7 · черна пешка на черно поле g7 · черна пешка на бяло поле h7 · черен офицер на черно поле b6 · черна пешка на черно поле d6 · бяла пешка на бяло поле d5 · черна дама на бяло поле h5 · бял кон на бяло поле e4 · бяла дама на черно поле c3 · бяла пешка на бяло поле f3 · бяла пешка на бяло поле a2 · бял офицер на черно поле b2 · бяла пешка на черно поле f2 · бяла пешка на черно поле h2 · бял топ на черно поле a1 · бял топ на черно поле g1 · бял цар на бяло поле h1 | черен топ на бяло поле a8 · черен цар на бяло поле g8 · черна пешка на черно поле a7 · черна пешка на бяло поле b7 · черна пешка на черно поле c7 · черен офицер на бяло поле d7 · черен топ на бяло поле f7 · черна пешка на черно поле g7 · черна пешка на бяло поле h7 · черен офицер на черно поле b6 · черна пешка на черно поле d6 · бяла пешка на бяло поле d5 · черна дама на бяло поле h5 · бял кон на бяло поле e4 · бяла дама на черно поле c3 · бяла пешка на бяло поле f3 · бяла пешка на бяло поле a2 · бял офицер на черно поле b2 · бяла пешка на черно поле f2 · бяла пешка на черно поле h2 · бял топ на черно поле a1 · бял топ на черно поле g1 · бял цар на бяло поле h1 | черен топ на бяло поле a8 · черен цар на бяло поле g8 · черна пешка на черно поле a7 · черна пешка на бяло поле b7 · черна пешка на черно поле c7 · черен офицер на бяло поле d7 · черен топ на бяло поле f7 · черна пешка на черно поле g7 · черна пешка на бяло поле h7 · черен офицер на черно поле b6 · черна пешка на черно поле d6 · бяла пешка на бяло поле d5 · черна дама на бяло поле h5 · бял кон на бяло поле e4 · бяла дама на черно поле c3 · бяла пешка на бяло поле f3 · бяла пешка на бяло поле a2 · бял офицер на черно поле b2 · бяла пешка на черно поле f2 · бяла пешка на черно поле h2 · бял топ на черно поле a1 · бял топ на черно поле g1 · бял цар на бяло поле h1 | черен топ на бяло поле a8 · черен цар на бяло поле g8 · черна пешка на черно поле a7 · черна пешка на бяло поле b7 · черна пешка на черно поле c7 · черен офицер на бяло поле d7 · черен топ на бяло поле f7 · черна пешка на черно поле g7 · черна пешка на бяло поле h7 · черен офицер на черно поле b6 · черна пешка на черно поле d6 · бяла пешка на бяло поле d5 · черна дама на бяло поле h5 · бял кон на бяло поле e4 · бяла дама на черно поле c3 · бяла пешка на бяло поле f3 · бяла пешка на бяло поле a2 · бял офицер на черно поле b2 · бяла пешка на черно поле f2 · бяла пешка на черно поле h2 · бял топ на черно поле a1 · бял топ на черно поле g1 · бял цар на бяло поле h1 | черен топ на бяло поле a8 · черен цар на бяло поле g8 · черна пешка на черно поле a7 · черна пешка на бяло поле b7 · черна пешка на черно поле c7 · черен офицер на бяло поле d7 · черен топ на бяло поле f7 · черна пешка на черно поле g7 · черна пешка на бяло поле h7 · черен офицер на черно поле b6 · черна пешка на черно поле d6 · бяла пешка на бяло поле d5 · черна дама на бяло поле h5 · бял кон на бяло поле e4 · бяла дама на черно поле c3 · бяла пешка на бяло поле f3 · бяла пешка на бяло поле a2 · бял офицер на черно поле b2 · бяла пешка на черно поле f2 · бяла пешка на черно поле h2 · бял топ на черно поле a1 · бял топ на черно поле g1 · бял цар на бяло поле h1 | черен топ на бяло поле a8 · черен цар на бяло поле g8 · черна пешка на черно поле a7 · черна пешка на бяло поле b7 · черна пешка на черно поле c7 · черен офицер на бяло поле d7 · черен топ на бяло поле f7 · черна пешка на черно поле g7 · черна пешка на бяло поле h7 · черен офицер на черно поле b6 · черна пешка на черно поле d6 · бяла пешка на бяло поле d5 · черна дама на бяло поле h5 · бял кон на бяло поле e4 · бяла дама на черно поле c3 · бяла пешка на бяло поле f3 · бяла пешка на бяло поле a2 · бял офицер на черно поле b2 · бяла пешка на черно поле f2 · бяла пешка на черно поле h2 · бял топ на черно поле a1 · бял топ на черно поле g1 · бял цар на бяло поле h1 | черен топ на бяло поле a8 · черен цар на бяло поле g8 · черна пешка на черно поле a7 · черна пешка на бяло поле b7 · черна пешка на черно поле c7 · черен офицер на бяло поле d7 · черен топ на бяло поле f7 · черна пешка на черно поле g7 · черна пешка на бяло поле h7 · черен офицер на черно поле b6 · черна пешка на черно поле d6 · бяла пешка на бяло поле d5 · черна дама на бяло поле h5 · бял кон на бяло поле e4 · бяла дама на черно поле c3 · бяла пешка на бяло поле f3 · бяла пешка на бяло поле a2 · бял офицер на черно поле b2 · бяла пешка на черно поле f2 · бяла пешка на черно поле h2 · бял топ на черно поле a1 · бял топ на черно поле g1 · бял цар на бяло поле h1 | черен топ на бяло поле a8 · черен цар на бяло поле g8 · черна пешка на черно поле a7 · черна пешка на бяло поле b7 · черна пешка на черно поле c7 · черен офицер на бяло поле d7 · черен топ на бяло поле f7 · черна пешка на черно поле g7 · черна пешка на бяло поле h7 · черен офицер на черно поле b6 · черна пешка на черно поле d6 · бяла пешка на бяло поле d5 · черна дама на бяло поле h5 · бял кон на бяло поле e4 · бяла дама на черно поле c3 · бяла пешка на бяло поле f3 · бяла пешка на бяло поле a2 · бял офицер на черно поле b2 · бяла пешка на черно поле f2 · бяла пешка на черно поле h2 · бял топ на черно поле a1 · бял топ на черно поле g1 · бял цар на бяло поле h1 | 4 |
| 3 | черен топ на бяло поле a8 · черен цар на бяло поле g8 · черна пешка на черно поле a7 · черна пешка на бяло поле b7 · черна пешка на черно поле c7 · черен офицер на бяло поле d7 · черен топ на бяло поле f7 · черна пешка на черно поле g7 · черна пешка на бяло поле h7 · черен офицер на черно поле b6 · черна пешка на черно поле d6 · бяла пешка на бяло поле d5 · черна дама на бяло поле h5 · бял кон на бяло поле e4 · бяла дама на черно поле c3 · бяла пешка на бяло поле f3 · бяла пешка на бяло поле a2 · бял офицер на черно поле b2 · бяла пешка на черно поле f2 · бяла пешка на черно поле h2 · бял топ на черно поле a1 · бял топ на черно поле g1 · бял цар на бяло поле h1 | черен топ на бяло поле a8 · черен цар на бяло поле g8 · черна пешка на черно поле a7 · черна пешка на бяло поле b7 · черна пешка на черно поле c7 · черен офицер на бяло поле d7 · черен топ на бяло поле f7 · черна пешка на черно поле g7 · черна пешка на бяло поле h7 · черен офицер на черно поле b6 · черна пешка на черно поле d6 · бяла пешка на бяло поле d5 · черна дама на бяло поле h5 · бял кон на бяло поле e4 · бяла дама на черно поле c3 · бяла пешка на бяло поле f3 · бяла пешка на бяло поле a2 · бял офицер на черно поле b2 · бяла пешка на черно поле f2 · бяла пешка на черно поле h2 · бял топ на черно поле a1 · бял топ на черно поле g1 · бял цар на бяло поле h1 | черен топ на бяло поле a8 · черен цар на бяло поле g8 · черна пешка на черно поле a7 · черна пешка на бяло поле b7 · черна пешка на черно поле c7 · черен офицер на бяло поле d7 · черен топ на бяло поле f7 · черна пешка на черно поле g7 · черна пешка на бяло поле h7 · черен офицер на черно поле b6 · черна пешка на черно поле d6 · бяла пешка на бяло поле d5 · черна дама на бяло поле h5 · бял кон на бяло поле e4 · бяла дама на черно поле c3 · бяла пешка на бяло поле f3 · бяла пешка на бяло поле a2 · бял офицер на черно поле b2 · бяла пешка на черно поле f2 · бяла пешка на черно поле h2 · бял топ на черно поле a1 · бял топ на черно поле g1 · бял цар на бяло поле h1 | черен топ на бяло поле a8 · черен цар на бяло поле g8 · черна пешка на черно поле a7 · черна пешка на бяло поле b7 · черна пешка на черно поле c7 · черен офицер на бяло поле d7 · черен топ на бяло поле f7 · черна пешка на черно поле g7 · черна пешка на бяло поле h7 · черен офицер на черно поле b6 · черна пешка на черно поле d6 · бяла пешка на бяло поле d5 · черна дама на бяло поле h5 · бял кон на бяло поле e4 · бяла дама на черно поле c3 · бяла пешка на бяло поле f3 · бяла пешка на бяло поле a2 · бял офицер на черно поле b2 · бяла пешка на черно поле f2 · бяла пешка на черно поле h2 · бял топ на черно поле a1 · бял топ на черно поле g1 · бял цар на бяло поле h1 | черен топ на бяло поле a8 · черен цар на бяло поле g8 · черна пешка на черно поле a7 · черна пешка на бяло поле b7 · черна пешка на черно поле c7 · черен офицер на бяло поле d7 · черен топ на бяло поле f7 · черна пешка на черно поле g7 · черна пешка на бяло поле h7 · черен офицер на черно поле b6 · черна пешка на черно поле d6 · бяла пешка на бяло поле d5 · черна дама на бяло поле h5 · бял кон на бяло поле e4 · бяла дама на черно поле c3 · бяла пешка на бяло поле f3 · бяла пешка на бяло поле a2 · бял офицер на черно поле b2 · бяла пешка на черно поле f2 · бяла пешка на черно поле h2 · бял топ на черно поле a1 · бял топ на черно поле g1 · бял цар на бяло поле h1 | черен топ на бяло поле a8 · черен цар на бяло поле g8 · черна пешка на черно поле a7 · черна пешка на бяло поле b7 · черна пешка на черно поле c7 · черен офицер на бяло поле d7 · черен топ на бяло поле f7 · черна пешка на черно поле g7 · черна пешка на бяло поле h7 · черен офицер на черно поле b6 · черна пешка на черно поле d6 · бяла пешка на бяло поле d5 · черна дама на бяло поле h5 · бял кон на бяло поле e4 · бяла дама на черно поле c3 · бяла пешка на бяло поле f3 · бяла пешка на бяло поле a2 · бял офицер на черно поле b2 · бяла пешка на черно поле f2 · бяла пешка на черно поле h2 · бял топ на черно поле a1 · бял топ на черно поле g1 · бял цар на бяло поле h1 | черен топ на бяло поле a8 · черен цар на бяло поле g8 · черна пешка на черно поле a7 · черна пешка на бяло поле b7 · черна пешка на черно поле c7 · черен офицер на бяло поле d7 · черен топ на бяло поле f7 · черна пешка на черно поле g7 · черна пешка на бяло поле h7 · черен офицер на черно поле b6 · черна пешка на черно поле d6 · бяла пешка на бяло поле d5 · черна дама на бяло поле h5 · бял кон на бяло поле e4 · бяла дама на черно поле c3 · бяла пешка на бяло поле f3 · бяла пешка на бяло поле a2 · бял офицер на черно поле b2 · бяла пешка на черно поле f2 · бяла пешка на черно поле h2 · бял топ на черно поле a1 · бял топ на черно поле g1 · бял цар на бяло поле h1 | черен топ на бяло поле a8 · черен цар на бяло поле g8 · черна пешка на черно поле a7 · черна пешка на бяло поле b7 · черна пешка на черно поле c7 · черен офицер на бяло поле d7 · черен топ на бяло поле f7 · черна пешка на черно поле g7 · черна пешка на бяло поле h7 · черен офицер на черно поле b6 · черна пешка на черно поле d6 · бяла пешка на бяло поле d5 · черна дама на бяло поле h5 · бял кон на бяло поле e4 · бяла дама на черно поле c3 · бяла пешка на бяло поле f3 · бяла пешка на бяло поле a2 · бял офицер на черно поле b2 · бяла пешка на черно поле f2 · бяла пешка на черно поле h2 · бял топ на черно поле a1 · бял топ на черно поле g1 · бял цар на бяло поле h1 | 3 |
| 2 | черен топ на бяло поле a8 · черен цар на бяло поле g8 · черна пешка на черно поле a7 · черна пешка на бяло поле b7 · черна пешка на черно поле c7 · черен офицер на бяло поле d7 · черен топ на бяло поле f7 · черна пешка на черно поле g7 · черна пешка на бяло поле h7 · черен офицер на черно поле b6 · черна пешка на черно поле d6 · бяла пешка на бяло поле d5 · черна дама на бяло поле h5 · бял кон на бяло поле e4 · бяла дама на черно поле c3 · бяла пешка на бяло поле f3 · бяла пешка на бяло поле a2 · бял офицер на черно поле b2 · бяла пешка на черно поле f2 · бяла пешка на черно поле h2 · бял топ на черно поле a1 · бял топ на черно поле g1 · бял цар на бяло поле h1 | черен топ на бяло поле a8 · черен цар на бяло поле g8 · черна пешка на черно поле a7 · черна пешка на бяло поле b7 · черна пешка на черно поле c7 · черен офицер на бяло поле d7 · черен топ на бяло поле f7 · черна пешка на черно поле g7 · черна пешка на бяло поле h7 · черен офицер на черно поле b6 · черна пешка на черно поле d6 · бяла пешка на бяло поле d5 · черна дама на бяло поле h5 · бял кон на бяло поле e4 · бяла дама на черно поле c3 · бяла пешка на бяло поле f3 · бяла пешка на бяло поле a2 · бял офицер на черно поле b2 · бяла пешка на черно поле f2 · бяла пешка на черно поле h2 · бял топ на черно поле a1 · бял топ на черно поле g1 · бял цар на бяло поле h1 | черен топ на бяло поле a8 · черен цар на бяло поле g8 · черна пешка на черно поле a7 · черна пешка на бяло поле b7 · черна пешка на черно поле c7 · черен офицер на бяло поле d7 · черен топ на бяло поле f7 · черна пешка на черно поле g7 · черна пешка на бяло поле h7 · черен офицер на черно поле b6 · черна пешка на черно поле d6 · бяла пешка на бяло поле d5 · черна дама на бяло поле h5 · бял кон на бяло поле e4 · бяла дама на черно поле c3 · бяла пешка на бяло поле f3 · бяла пешка на бяло поле a2 · бял офицер на черно поле b2 · бяла пешка на черно поле f2 · бяла пешка на черно поле h2 · бял топ на черно поле a1 · бял топ на черно поле g1 · бял цар на бяло поле h1 | черен топ на бяло поле a8 · черен цар на бяло поле g8 · черна пешка на черно поле a7 · черна пешка на бяло поле b7 · черна пешка на черно поле c7 · черен офицер на бяло поле d7 · черен топ на бяло поле f7 · черна пешка на черно поле g7 · черна пешка на бяло поле h7 · черен офицер на черно поле b6 · черна пешка на черно поле d6 · бяла пешка на бяло поле d5 · черна дама на бяло поле h5 · бял кон на бяло поле e4 · бяла дама на черно поле c3 · бяла пешка на бяло поле f3 · бяла пешка на бяло поле a2 · бял офицер на черно поле b2 · бяла пешка на черно поле f2 · бяла пешка на черно поле h2 · бял топ на черно поле a1 · бял топ на черно поле g1 · бял цар на бяло поле h1 | черен топ на бяло поле a8 · черен цар на бяло поле g8 · черна пешка на черно поле a7 · черна пешка на бяло поле b7 · черна пешка на черно поле c7 · черен офицер на бяло поле d7 · черен топ на бяло поле f7 · черна пешка на черно поле g7 · черна пешка на бяло поле h7 · черен офицер на черно поле b6 · черна пешка на черно поле d6 · бяла пешка на бяло поле d5 · черна дама на бяло поле h5 · бял кон на бяло поле e4 · бяла дама на черно поле c3 · бяла пешка на бяло поле f3 · бяла пешка на бяло поле a2 · бял офицер на черно поле b2 · бяла пешка на черно поле f2 · бяла пешка на черно поле h2 · бял топ на черно поле a1 · бял топ на черно поле g1 · бял цар на бяло поле h1 | черен топ на бяло поле a8 · черен цар на бяло поле g8 · черна пешка на черно поле a7 · черна пешка на бяло поле b7 · черна пешка на черно поле c7 · черен офицер на бяло поле d7 · черен топ на бяло поле f7 · черна пешка на черно поле g7 · черна пешка на бяло поле h7 · черен офицер на черно поле b6 · черна пешка на черно поле d6 · бяла пешка на бяло поле d5 · черна дама на бяло поле h5 · бял кон на бяло поле e4 · бяла дама на черно поле c3 · бяла пешка на бяло поле f3 · бяла пешка на бяло поле a2 · бял офицер на черно поле b2 · бяла пешка на черно поле f2 · бяла пешка на черно поле h2 · бял топ на черно поле a1 · бял топ на черно поле g1 · бял цар на бяло поле h1 | черен топ на бяло поле a8 · черен цар на бяло поле g8 · черна пешка на черно поле a7 · черна пешка на бяло поле b7 · черна пешка на черно поле c7 · черен офицер на бяло поле d7 · черен топ на бяло поле f7 · черна пешка на черно поле g7 · черна пешка на бяло поле h7 · черен офицер на черно поле b6 · черна пешка на черно поле d6 · бяла пешка на бяло поле d5 · черна дама на бяло поле h5 · бял кон на бяло поле e4 · бяла дама на черно поле c3 · бяла пешка на бяло поле f3 · бяла пешка на бяло поле a2 · бял офицер на черно поле b2 · бяла пешка на черно поле f2 · бяла пешка на черно поле h2 · бял топ на черно поле a1 · бял топ на черно поле g1 · бял цар на бяло поле h1 | черен топ на бяло поле a8 · черен цар на бяло поле g8 · черна пешка на черно поле a7 · черна пешка на бяло поле b7 · черна пешка на черно поле c7 · черен офицер на бяло поле d7 · черен топ на бяло поле f7 · черна пешка на черно поле g7 · черна пешка на бяло поле h7 · черен офицер на черно поле b6 · черна пешка на черно поле d6 · бяла пешка на бяло поле d5 · черна дама на бяло поле h5 · бял кон на бяло поле e4 · бяла дама на черно поле c3 · бяла пешка на бяло поле f3 · бяла пешка на бяло поле a2 · бял офицер на черно поле b2 · бяла пешка на черно поле f2 · бяла пешка на черно поле h2 · бял топ на черно поле a1 · бял топ на черно поле g1 · бял цар на бяло поле h1 | 2 |
| 1 | черен топ на бяло поле a8 · черен цар на бяло поле g8 · черна пешка на черно поле a7 · черна пешка на бяло поле b7 · черна пешка на черно поле c7 · черен офицер на бяло поле d7 · черен топ на бяло поле f7 · черна пешка на черно поле g7 · черна пешка на бяло поле h7 · черен офицер на черно поле b6 · черна пешка на черно поле d6 · бяла пешка на бяло поле d5 · черна дама на бяло поле h5 · бял кон на бяло поле e4 · бяла дама на черно поле c3 · бяла пешка на бяло поле f3 · бяла пешка на бяло поле a2 · бял офицер на черно поле b2 · бяла пешка на черно поле f2 · бяла пешка на черно поле h2 · бял топ на черно поле a1 · бял топ на черно поле g1 · бял цар на бяло поле h1 | черен топ на бяло поле a8 · черен цар на бяло поле g8 · черна пешка на черно поле a7 · черна пешка на бяло поле b7 · черна пешка на черно поле c7 · черен офицер на бяло поле d7 · черен топ на бяло поле f7 · черна пешка на черно поле g7 · черна пешка на бяло поле h7 · черен офицер на черно поле b6 · черна пешка на черно поле d6 · бяла пешка на бяло поле d5 · черна дама на бяло поле h5 · бял кон на бяло поле e4 · бяла дама на черно поле c3 · бяла пешка на бяло поле f3 · бяла пешка на бяло поле a2 · бял офицер на черно поле b2 · бяла пешка на черно поле f2 · бяла пешка на черно поле h2 · бял топ на черно поле a1 · бял топ на черно поле g1 · бял цар на бяло поле h1 | черен топ на бяло поле a8 · черен цар на бяло поле g8 · черна пешка на черно поле a7 · черна пешка на бяло поле b7 · черна пешка на черно поле c7 · черен офицер на бяло поле d7 · черен топ на бяло поле f7 · черна пешка на черно поле g7 · черна пешка на бяло поле h7 · черен офицер на черно поле b6 · черна пешка на черно поле d6 · бяла пешка на бяло поле d5 · черна дама на бяло поле h5 · бял кон на бяло поле e4 · бяла дама на черно поле c3 · бяла пешка на бяло поле f3 · бяла пешка на бяло поле a2 · бял офицер на черно поле b2 · бяла пешка на черно поле f2 · бяла пешка на черно поле h2 · бял топ на черно поле a1 · бял топ на черно поле g1 · бял цар на бяло поле h1 | черен топ на бяло поле a8 · черен цар на бяло поле g8 · черна пешка на черно поле a7 · черна пешка на бяло поле b7 · черна пешка на черно поле c7 · черен офицер на бяло поле d7 · черен топ на бяло поле f7 · черна пешка на черно поле g7 · черна пешка на бяло поле h7 · черен офицер на черно поле b6 · черна пешка на черно поле d6 · бяла пешка на бяло поле d5 · черна дама на бяло поле h5 · бял кон на бяло поле e4 · бяла дама на черно поле c3 · бяла пешка на бяло поле f3 · бяла пешка на бяло поле a2 · бял офицер на черно поле b2 · бяла пешка на черно поле f2 · бяла пешка на черно поле h2 · бял топ на черно поле a1 · бял топ на черно поле g1 · бял цар на бяло поле h1 | черен топ на бяло поле a8 · черен цар на бяло поле g8 · черна пешка на черно поле a7 · черна пешка на бяло поле b7 · черна пешка на черно поле c7 · черен офицер на бяло поле d7 · черен топ на бяло поле f7 · черна пешка на черно поле g7 · черна пешка на бяло поле h7 · черен офицер на черно поле b6 · черна пешка на черно поле d6 · бяла пешка на бяло поле d5 · черна дама на бяло поле h5 · бял кон на бяло поле e4 · бяла дама на черно поле c3 · бяла пешка на бяло поле f3 · бяла пешка на бяло поле a2 · бял офицер на черно поле b2 · бяла пешка на черно поле f2 · бяла пешка на черно поле h2 · бял топ на черно поле a1 · бял топ на черно поле g1 · бял цар на бяло поле h1 | черен топ на бяло поле a8 · черен цар на бяло поле g8 · черна пешка на черно поле a7 · черна пешка на бяло поле b7 · черна пешка на черно поле c7 · черен офицер на бяло поле d7 · черен топ на бяло поле f7 · черна пешка на черно поле g7 · черна пешка на бяло поле h7 · черен офицер на черно поле b6 · черна пешка на черно поле d6 · бяла пешка на бяло поле d5 · черна дама на бяло поле h5 · бял кон на бяло поле e4 · бяла дама на черно поле c3 · бяла пешка на бяло поле f3 · бяла пешка на бяло поле a2 · бял офицер на черно поле b2 · бяла пешка на черно поле f2 · бяла пешка на черно поле h2 · бял топ на черно поле a1 · бял топ на черно поле g1 · бял цар на бяло поле h1 | черен топ на бяло поле a8 · черен цар на бяло поле g8 · черна пешка на черно поле a7 · черна пешка на бяло поле b7 · черна пешка на черно поле c7 · черен офицер на бяло поле d7 · черен топ на бяло поле f7 · черна пешка на черно поле g7 · черна пешка на бяло поле h7 · черен офицер на черно поле b6 · черна пешка на черно поле d6 · бяла пешка на бяло поле d5 · черна дама на бяло поле h5 · бял кон на бяло поле e4 · бяла дама на черно поле c3 · бяла пешка на бяло поле f3 · бяла пешка на бяло поле a2 · бял офицер на черно поле b2 · бяла пешка на черно поле f2 · бяла пешка на черно поле h2 · бял топ на черно поле a1 · бял топ на черно поле g1 · бял цар на бяло поле h1 | черен топ на бяло поле a8 · черен цар на бяло поле g8 · черна пешка на черно поле a7 · черна пешка на бяло поле b7 · черна пешка на черно поле c7 · черен офицер на бяло поле d7 · черен топ на бяло поле f7 · черна пешка на черно поле g7 · черна пешка на бяло поле h7 · черен офицер на черно поле b6 · черна пешка на черно поле d6 · бяла пешка на бяло поле d5 · черна дама на бяло поле h5 · бял кон на бяло поле e4 · бяла дама на черно поле c3 · бяла пешка на бяло поле f3 · бяла пешка на бяло поле a2 · бял офицер на черно поле b2 · бяла пешка на черно поле f2 · бяла пешка на черно поле h2 · бял топ на черно поле a1 · бял топ на черно поле g1 · бял цар на бяло поле h1 | 1 |
|   | a | b | c | d | e | f | g | h |   |

|   | a | b | c | d | e | f | g | h |   |
| 8 | черен цар на бяло поле g8 · черна пешка на черно поле a7 · черна пешка на бяло поле b7 · черна пешка на черно поле c7 · черен топ на бяло поле f7 · черна пешка на черно поле g7 · черна пешка на бяло поле h7 · черна пешка на черно поле d6 · бяла пешка на бяло поле d5 · бяла дама на бяло поле f3 · бяла пешка на бяло поле a2 · бял офицер на черно поле b2 · бяла пешка на черно поле f2 · бял топ на бяло поле g2 · бяла пешка на черно поле h2 · черен топ на черно поле e1 · бял цар на бяло поле h1 | черен цар на бяло поле g8 · черна пешка на черно поле a7 · черна пешка на бяло поле b7 · черна пешка на черно поле c7 · черен топ на бяло поле f7 · черна пешка на черно поле g7 · черна пешка на бяло поле h7 · черна пешка на черно поле d6 · бяла пешка на бяло поле d5 · бяла дама на бяло поле f3 · бяла пешка на бяло поле a2 · бял офицер на черно поле b2 · бяла пешка на черно поле f2 · бял топ на бяло поле g2 · бяла пешка на черно поле h2 · черен топ на черно поле e1 · бял цар на бяло поле h1 | черен цар на бяло поле g8 · черна пешка на черно поле a7 · черна пешка на бяло поле b7 · черна пешка на черно поле c7 · черен топ на бяло поле f7 · черна пешка на черно поле g7 · черна пешка на бяло поле h7 · черна пешка на черно поле d6 · бяла пешка на бяло поле d5 · бяла дама на бяло поле f3 · бяла пешка на бяло поле a2 · бял офицер на черно поле b2 · бяла пешка на черно поле f2 · бял топ на бяло поле g2 · бяла пешка на черно поле h2 · черен топ на черно поле e1 · бял цар на бяло поле h1 | черен цар на бяло поле g8 · черна пешка на черно поле a7 · черна пешка на бяло поле b7 · черна пешка на черно поле c7 · черен топ на бяло поле f7 · черна пешка на черно поле g7 · черна пешка на бяло поле h7 · черна пешка на черно поле d6 · бяла пешка на бяло поле d5 · бяла дама на бяло поле f3 · бяла пешка на бяло поле a2 · бял офицер на черно поле b2 · бяла пешка на черно поле f2 · бял топ на бяло поле g2 · бяла пешка на черно поле h2 · черен топ на черно поле e1 · бял цар на бяло поле h1 | черен цар на бяло поле g8 · черна пешка на черно поле a7 · черна пешка на бяло поле b7 · черна пешка на черно поле c7 · черен топ на бяло поле f7 · черна пешка на черно поле g7 · черна пешка на бяло поле h7 · черна пешка на черно поле d6 · бяла пешка на бяло поле d5 · бяла дама на бяло поле f3 · бяла пешка на бяло поле a2 · бял офицер на черно поле b2 · бяла пешка на черно поле f2 · бял топ на бяло поле g2 · бяла пешка на черно поле h2 · черен топ на черно поле e1 · бял цар на бяло поле h1 | черен цар на бяло поле g8 · черна пешка на черно поле a7 · черна пешка на бяло поле b7 · черна пешка на черно поле c7 · черен топ на бяло поле f7 · черна пешка на черно поле g7 · черна пешка на бяло поле h7 · черна пешка на черно поле d6 · бяла пешка на бяло поле d5 · бяла дама на бяло поле f3 · бяла пешка на бяло поле a2 · бял офицер на черно поле b2 · бяла пешка на черно поле f2 · бял топ на бяло поле g2 · бяла пешка на черно поле h2 · черен топ на черно поле e1 · бял цар на бяло поле h1 | черен цар на бяло поле g8 · черна пешка на черно поле a7 · черна пешка на бяло поле b7 · черна пешка на черно поле c7 · черен топ на бяло поле f7 · черна пешка на черно поле g7 · черна пешка на бяло поле h7 · черна пешка на черно поле d6 · бяла пешка на бяло поле d5 · бяла дама на бяло поле f3 · бяла пешка на бяло поле a2 · бял офицер на черно поле b2 · бяла пешка на черно поле f2 · бял топ на бяло поле g2 · бяла пешка на черно поле h2 · черен топ на черно поле e1 · бял цар на бяло поле h1 | черен цар на бяло поле g8 · черна пешка на черно поле a7 · черна пешка на бяло поле b7 · черна пешка на черно поле c7 · черен топ на бяло поле f7 · черна пешка на черно поле g7 · черна пешка на бяло поле h7 · черна пешка на черно поле d6 · бяла пешка на бяло поле d5 · бяла дама на бяло поле f3 · бяла пешка на бяло поле a2 · бял офицер на черно поле b2 · бяла пешка на черно поле f2 · бял топ на бяло поле g2 · бяла пешка на черно поле h2 · черен топ на черно поле e1 · бял цар на бяло поле h1 | 8 |
| 7 | черен цар на бяло поле g8 · черна пешка на черно поле a7 · черна пешка на бяло поле b7 · черна пешка на черно поле c7 · черен топ на бяло поле f7 · черна пешка на черно поле g7 · черна пешка на бяло поле h7 · черна пешка на черно поле d6 · бяла пешка на бяло поле d5 · бяла дама на бяло поле f3 · бяла пешка на бяло поле a2 · бял офицер на черно поле b2 · бяла пешка на черно поле f2 · бял топ на бяло поле g2 · бяла пешка на черно поле h2 · черен топ на черно поле e1 · бял цар на бяло поле h1 | черен цар на бяло поле g8 · черна пешка на черно поле a7 · черна пешка на бяло поле b7 · черна пешка на черно поле c7 · черен топ на бяло поле f7 · черна пешка на черно поле g7 · черна пешка на бяло поле h7 · черна пешка на черно поле d6 · бяла пешка на бяло поле d5 · бяла дама на бяло поле f3 · бяла пешка на бяло поле a2 · бял офицер на черно поле b2 · бяла пешка на черно поле f2 · бял топ на бяло поле g2 · бяла пешка на черно поле h2 · черен топ на черно поле e1 · бял цар на бяло поле h1 | черен цар на бяло поле g8 · черна пешка на черно поле a7 · черна пешка на бяло поле b7 · черна пешка на черно поле c7 · черен топ на бяло поле f7 · черна пешка на черно поле g7 · черна пешка на бяло поле h7 · черна пешка на черно поле d6 · бяла пешка на бяло поле d5 · бяла дама на бяло поле f3 · бяла пешка на бяло поле a2 · бял офицер на черно поле b2 · бяла пешка на черно поле f2 · бял топ на бяло поле g2 · бяла пешка на черно поле h2 · черен топ на черно поле e1 · бял цар на бяло поле h1 | черен цар на бяло поле g8 · черна пешка на черно поле a7 · черна пешка на бяло поле b7 · черна пешка на черно поле c7 · черен топ на бяло поле f7 · черна пешка на черно поле g7 · черна пешка на бяло поле h7 · черна пешка на черно поле d6 · бяла пешка на бяло поле d5 · бяла дама на бяло поле f3 · бяла пешка на бяло поле a2 · бял офицер на черно поле b2 · бяла пешка на черно поле f2 · бял топ на бяло поле g2 · бяла пешка на черно поле h2 · черен топ на черно поле e1 · бял цар на бяло поле h1 | черен цар на бяло поле g8 · черна пешка на черно поле a7 · черна пешка на бяло поле b7 · черна пешка на черно поле c7 · черен топ на бяло поле f7 · черна пешка на черно поле g7 · черна пешка на бяло поле h7 · черна пешка на черно поле d6 · бяла пешка на бяло поле d5 · бяла дама на бяло поле f3 · бяла пешка на бяло поле a2 · бял офицер на черно поле b2 · бяла пешка на черно поле f2 · бял топ на бяло поле g2 · бяла пешка на черно поле h2 · черен топ на черно поле e1 · бял цар на бяло поле h1 | черен цар на бяло поле g8 · черна пешка на черно поле a7 · черна пешка на бяло поле b7 · черна пешка на черно поле c7 · черен топ на бяло поле f7 · черна пешка на черно поле g7 · черна пешка на бяло поле h7 · черна пешка на черно поле d6 · бяла пешка на бяло поле d5 · бяла дама на бяло поле f3 · бяла пешка на бяло поле a2 · бял офицер на черно поле b2 · бяла пешка на черно поле f2 · бял топ на бяло поле g2 · бяла пешка на черно поле h2 · черен топ на черно поле e1 · бял цар на бяло поле h1 | черен цар на бяло поле g8 · черна пешка на черно поле a7 · черна пешка на бяло поле b7 · черна пешка на черно поле c7 · черен топ на бяло поле f7 · черна пешка на черно поле g7 · черна пешка на бяло поле h7 · черна пешка на черно поле d6 · бяла пешка на бяло поле d5 · бяла дама на бяло поле f3 · бяла пешка на бяло поле a2 · бял офицер на черно поле b2 · бяла пешка на черно поле f2 · бял топ на бяло поле g2 · бяла пешка на черно поле h2 · черен топ на черно поле e1 · бял цар на бяло поле h1 | черен цар на бяло поле g8 · черна пешка на черно поле a7 · черна пешка на бяло поле b7 · черна пешка на черно поле c7 · черен топ на бяло поле f7 · черна пешка на черно поле g7 · черна пешка на бяло поле h7 · черна пешка на черно поле d6 · бяла пешка на бяло поле d5 · бяла дама на бяло поле f3 · бяла пешка на бяло поле a2 · бял офицер на черно поле b2 · бяла пешка на черно поле f2 · бял топ на бяло поле g2 · бяла пешка на черно поле h2 · черен топ на черно поле e1 · бял цар на бяло поле h1 | 7 |
| 6 | черен цар на бяло поле g8 · черна пешка на черно поле a7 · черна пешка на бяло поле b7 · черна пешка на черно поле c7 · черен топ на бяло поле f7 · черна пешка на черно поле g7 · черна пешка на бяло поле h7 · черна пешка на черно поле d6 · бяла пешка на бяло поле d5 · бяла дама на бяло поле f3 · бяла пешка на бяло поле a2 · бял офицер на черно поле b2 · бяла пешка на черно поле f2 · бял топ на бяло поле g2 · бяла пешка на черно поле h2 · черен топ на черно поле e1 · бял цар на бяло поле h1 | черен цар на бяло поле g8 · черна пешка на черно поле a7 · черна пешка на бяло поле b7 · черна пешка на черно поле c7 · черен топ на бяло поле f7 · черна пешка на черно поле g7 · черна пешка на бяло поле h7 · черна пешка на черно поле d6 · бяла пешка на бяло поле d5 · бяла дама на бяло поле f3 · бяла пешка на бяло поле a2 · бял офицер на черно поле b2 · бяла пешка на черно поле f2 · бял топ на бяло поле g2 · бяла пешка на черно поле h2 · черен топ на черно поле e1 · бял цар на бяло поле h1 | черен цар на бяло поле g8 · черна пешка на черно поле a7 · черна пешка на бяло поле b7 · черна пешка на черно поле c7 · черен топ на бяло поле f7 · черна пешка на черно поле g7 · черна пешка на бяло поле h7 · черна пешка на черно поле d6 · бяла пешка на бяло поле d5 · бяла дама на бяло поле f3 · бяла пешка на бяло поле a2 · бял офицер на черно поле b2 · бяла пешка на черно поле f2 · бял топ на бяло поле g2 · бяла пешка на черно поле h2 · черен топ на черно поле e1 · бял цар на бяло поле h1 | черен цар на бяло поле g8 · черна пешка на черно поле a7 · черна пешка на бяло поле b7 · черна пешка на черно поле c7 · черен топ на бяло поле f7 · черна пешка на черно поле g7 · черна пешка на бяло поле h7 · черна пешка на черно поле d6 · бяла пешка на бяло поле d5 · бяла дама на бяло поле f3 · бяла пешка на бяло поле a2 · бял офицер на черно поле b2 · бяла пешка на черно поле f2 · бял топ на бяло поле g2 · бяла пешка на черно поле h2 · черен топ на черно поле e1 · бял цар на бяло поле h1 | черен цар на бяло поле g8 · черна пешка на черно поле a7 · черна пешка на бяло поле b7 · черна пешка на черно поле c7 · черен топ на бяло поле f7 · черна пешка на черно поле g7 · черна пешка на бяло поле h7 · черна пешка на черно поле d6 · бяла пешка на бяло поле d5 · бяла дама на бяло поле f3 · бяла пешка на бяло поле a2 · бял офицер на черно поле b2 · бяла пешка на черно поле f2 · бял топ на бяло поле g2 · бяла пешка на черно поле h2 · черен топ на черно поле e1 · бял цар на бяло поле h1 | черен цар на бяло поле g8 · черна пешка на черно поле a7 · черна пешка на бяло поле b7 · черна пешка на черно поле c7 · черен топ на бяло поле f7 · черна пешка на черно поле g7 · черна пешка на бяло поле h7 · черна пешка на черно поле d6 · бяла пешка на бяло поле d5 · бяла дама на бяло поле f3 · бяла пешка на бяло поле a2 · бял офицер на черно поле b2 · бяла пешка на черно поле f2 · бял топ на бяло поле g2 · бяла пешка на черно поле h2 · черен топ на черно поле e1 · бял цар на бяло поле h1 | черен цар на бяло поле g8 · черна пешка на черно поле a7 · черна пешка на бяло поле b7 · черна пешка на черно поле c7 · черен топ на бяло поле f7 · черна пешка на черно поле g7 · черна пешка на бяло поле h7 · черна пешка на черно поле d6 · бяла пешка на бяло поле d5 · бяла дама на бяло поле f3 · бяла пешка на бяло поле a2 · бял офицер на черно поле b2 · бяла пешка на черно поле f2 · бял топ на бяло поле g2 · бяла пешка на черно поле h2 · черен топ на черно поле e1 · бял цар на бяло поле h1 | черен цар на бяло поле g8 · черна пешка на черно поле a7 · черна пешка на бяло поле b7 · черна пешка на черно поле c7 · черен топ на бяло поле f7 · черна пешка на черно поле g7 · черна пешка на бяло поле h7 · черна пешка на черно поле d6 · бяла пешка на бяло поле d5 · бяла дама на бяло поле f3 · бяла пешка на бяло поле a2 · бял офицер на черно поле b2 · бяла пешка на черно поле f2 · бял топ на бяло поле g2 · бяла пешка на черно поле h2 · черен топ на черно поле e1 · бял цар на бяло поле h1 | 6 |
| 5 | черен цар на бяло поле g8 · черна пешка на черно поле a7 · черна пешка на бяло поле b7 · черна пешка на черно поле c7 · черен топ на бяло поле f7 · черна пешка на черно поле g7 · черна пешка на бяло поле h7 · черна пешка на черно поле d6 · бяла пешка на бяло поле d5 · бяла дама на бяло поле f3 · бяла пешка на бяло поле a2 · бял офицер на черно поле b2 · бяла пешка на черно поле f2 · бял топ на бяло поле g2 · бяла пешка на черно поле h2 · черен топ на черно поле e1 · бял цар на бяло поле h1 | черен цар на бяло поле g8 · черна пешка на черно поле a7 · черна пешка на бяло поле b7 · черна пешка на черно поле c7 · черен топ на бяло поле f7 · черна пешка на черно поле g7 · черна пешка на бяло поле h7 · черна пешка на черно поле d6 · бяла пешка на бяло поле d5 · бяла дама на бяло поле f3 · бяла пешка на бяло поле a2 · бял офицер на черно поле b2 · бяла пешка на черно поле f2 · бял топ на бяло поле g2 · бяла пешка на черно поле h2 · черен топ на черно поле e1 · бял цар на бяло поле h1 | черен цар на бяло поле g8 · черна пешка на черно поле a7 · черна пешка на бяло поле b7 · черна пешка на черно поле c7 · черен топ на бяло поле f7 · черна пешка на черно поле g7 · черна пешка на бяло поле h7 · черна пешка на черно поле d6 · бяла пешка на бяло поле d5 · бяла дама на бяло поле f3 · бяла пешка на бяло поле a2 · бял офицер на черно поле b2 · бяла пешка на черно поле f2 · бял топ на бяло поле g2 · бяла пешка на черно поле h2 · черен топ на черно поле e1 · бял цар на бяло поле h1 | черен цар на бяло поле g8 · черна пешка на черно поле a7 · черна пешка на бяло поле b7 · черна пешка на черно поле c7 · черен топ на бяло поле f7 · черна пешка на черно поле g7 · черна пешка на бяло поле h7 · черна пешка на черно поле d6 · бяла пешка на бяло поле d5 · бяла дама на бяло поле f3 · бяла пешка на бяло поле a2 · бял офицер на черно поле b2 · бяла пешка на черно поле f2 · бял топ на бяло поле g2 · бяла пешка на черно поле h2 · черен топ на черно поле e1 · бял цар на бяло поле h1 | черен цар на бяло поле g8 · черна пешка на черно поле a7 · черна пешка на бяло поле b7 · черна пешка на черно поле c7 · черен топ на бяло поле f7 · черна пешка на черно поле g7 · черна пешка на бяло поле h7 · черна пешка на черно поле d6 · бяла пешка на бяло поле d5 · бяла дама на бяло поле f3 · бяла пешка на бяло поле a2 · бял офицер на черно поле b2 · бяла пешка на черно поле f2 · бял топ на бяло поле g2 · бяла пешка на черно поле h2 · черен топ на черно поле e1 · бял цар на бяло поле h1 | черен цар на бяло поле g8 · черна пешка на черно поле a7 · черна пешка на бяло поле b7 · черна пешка на черно поле c7 · черен топ на бяло поле f7 · черна пешка на черно поле g7 · черна пешка на бяло поле h7 · черна пешка на черно поле d6 · бяла пешка на бяло поле d5 · бяла дама на бяло поле f3 · бяла пешка на бяло поле a2 · бял офицер на черно поле b2 · бяла пешка на черно поле f2 · бял топ на бяло поле g2 · бяла пешка на черно поле h2 · черен топ на черно поле e1 · бял цар на бяло поле h1 | черен цар на бяло поле g8 · черна пешка на черно поле a7 · черна пешка на бяло поле b7 · черна пешка на черно поле c7 · черен топ на бяло поле f7 · черна пешка на черно поле g7 · черна пешка на бяло поле h7 · черна пешка на черно поле d6 · бяла пешка на бяло поле d5 · бяла дама на бяло поле f3 · бяла пешка на бяло поле a2 · бял офицер на черно поле b2 · бяла пешка на черно поле f2 · бял топ на бяло поле g2 · бяла пешка на черно поле h2 · черен топ на черно поле e1 · бял цар на бяло поле h1 | черен цар на бяло поле g8 · черна пешка на черно поле a7 · черна пешка на бяло поле b7 · черна пешка на черно поле c7 · черен топ на бяло поле f7 · черна пешка на черно поле g7 · черна пешка на бяло поле h7 · черна пешка на черно поле d6 · бяла пешка на бяло поле d5 · бяла дама на бяло поле f3 · бяла пешка на бяло поле a2 · бял офицер на черно поле b2 · бяла пешка на черно поле f2 · бял топ на бяло поле g2 · бяла пешка на черно поле h2 · черен топ на черно поле e1 · бял цар на бяло поле h1 | 5 |
| 4 | черен цар на бяло поле g8 · черна пешка на черно поле a7 · черна пешка на бяло поле b7 · черна пешка на черно поле c7 · черен топ на бяло поле f7 · черна пешка на черно поле g7 · черна пешка на бяло поле h7 · черна пешка на черно поле d6 · бяла пешка на бяло поле d5 · бяла дама на бяло поле f3 · бяла пешка на бяло поле a2 · бял офицер на черно поле b2 · бяла пешка на черно поле f2 · бял топ на бяло поле g2 · бяла пешка на черно поле h2 · черен топ на черно поле e1 · бял цар на бяло поле h1 | черен цар на бяло поле g8 · черна пешка на черно поле a7 · черна пешка на бяло поле b7 · черна пешка на черно поле c7 · черен топ на бяло поле f7 · черна пешка на черно поле g7 · черна пешка на бяло поле h7 · черна пешка на черно поле d6 · бяла пешка на бяло поле d5 · бяла дама на бяло поле f3 · бяла пешка на бяло поле a2 · бял офицер на черно поле b2 · бяла пешка на черно поле f2 · бял топ на бяло поле g2 · бяла пешка на черно поле h2 · черен топ на черно поле e1 · бял цар на бяло поле h1 | черен цар на бяло поле g8 · черна пешка на черно поле a7 · черна пешка на бяло поле b7 · черна пешка на черно поле c7 · черен топ на бяло поле f7 · черна пешка на черно поле g7 · черна пешка на бяло поле h7 · черна пешка на черно поле d6 · бяла пешка на бяло поле d5 · бяла дама на бяло поле f3 · бяла пешка на бяло поле a2 · бял офицер на черно поле b2 · бяла пешка на черно поле f2 · бял топ на бяло поле g2 · бяла пешка на черно поле h2 · черен топ на черно поле e1 · бял цар на бяло поле h1 | черен цар на бяло поле g8 · черна пешка на черно поле a7 · черна пешка на бяло поле b7 · черна пешка на черно поле c7 · черен топ на бяло поле f7 · черна пешка на черно поле g7 · черна пешка на бяло поле h7 · черна пешка на черно поле d6 · бяла пешка на бяло поле d5 · бяла дама на бяло поле f3 · бяла пешка на бяло поле a2 · бял офицер на черно поле b2 · бяла пешка на черно поле f2 · бял топ на бяло поле g2 · бяла пешка на черно поле h2 · черен топ на черно поле e1 · бял цар на бяло поле h1 | черен цар на бяло поле g8 · черна пешка на черно поле a7 · черна пешка на бяло поле b7 · черна пешка на черно поле c7 · черен топ на бяло поле f7 · черна пешка на черно поле g7 · черна пешка на бяло поле h7 · черна пешка на черно поле d6 · бяла пешка на бяло поле d5 · бяла дама на бяло поле f3 · бяла пешка на бяло поле a2 · бял офицер на черно поле b2 · бяла пешка на черно поле f2 · бял топ на бяло поле g2 · бяла пешка на черно поле h2 · черен топ на черно поле e1 · бял цар на бяло поле h1 | черен цар на бяло поле g8 · черна пешка на черно поле a7 · черна пешка на бяло поле b7 · черна пешка на черно поле c7 · черен топ на бяло поле f7 · черна пешка на черно поле g7 · черна пешка на бяло поле h7 · черна пешка на черно поле d6 · бяла пешка на бяло поле d5 · бяла дама на бяло поле f3 · бяла пешка на бяло поле a2 · бял офицер на черно поле b2 · бяла пешка на черно поле f2 · бял топ на бяло поле g2 · бяла пешка на черно поле h2 · черен топ на черно поле e1 · бял цар на бяло поле h1 | черен цар на бяло поле g8 · черна пешка на черно поле a7 · черна пешка на бяло поле b7 · черна пешка на черно поле c7 · черен топ на бяло поле f7 · черна пешка на черно поле g7 · черна пешка на бяло поле h7 · черна пешка на черно поле d6 · бяла пешка на бяло поле d5 · бяла дама на бяло поле f3 · бяла пешка на бяло поле a2 · бял офицер на черно поле b2 · бяла пешка на черно поле f2 · бял топ на бяло поле g2 · бяла пешка на черно поле h2 · черен топ на черно поле e1 · бял цар на бяло поле h1 | черен цар на бяло поле g8 · черна пешка на черно поле a7 · черна пешка на бяло поле b7 · черна пешка на черно поле c7 · черен топ на бяло поле f7 · черна пешка на черно поле g7 · черна пешка на бяло поле h7 · черна пешка на черно поле d6 · бяла пешка на бяло поле d5 · бяла дама на бяло поле f3 · бяла пешка на бяло поле a2 · бял офицер на черно поле b2 · бяла пешка на черно поле f2 · бял топ на бяло поле g2 · бяла пешка на черно поле h2 · черен топ на черно поле e1 · бял цар на бяло поле h1 | 4 |
| 3 | черен цар на бяло поле g8 · черна пешка на черно поле a7 · черна пешка на бяло поле b7 · черна пешка на черно поле c7 · черен топ на бяло поле f7 · черна пешка на черно поле g7 · черна пешка на бяло поле h7 · черна пешка на черно поле d6 · бяла пешка на бяло поле d5 · бяла дама на бяло поле f3 · бяла пешка на бяло поле a2 · бял офицер на черно поле b2 · бяла пешка на черно поле f2 · бял топ на бяло поле g2 · бяла пешка на черно поле h2 · черен топ на черно поле e1 · бял цар на бяло поле h1 | черен цар на бяло поле g8 · черна пешка на черно поле a7 · черна пешка на бяло поле b7 · черна пешка на черно поле c7 · черен топ на бяло поле f7 · черна пешка на черно поле g7 · черна пешка на бяло поле h7 · черна пешка на черно поле d6 · бяла пешка на бяло поле d5 · бяла дама на бяло поле f3 · бяла пешка на бяло поле a2 · бял офицер на черно поле b2 · бяла пешка на черно поле f2 · бял топ на бяло поле g2 · бяла пешка на черно поле h2 · черен топ на черно поле e1 · бял цар на бяло поле h1 | черен цар на бяло поле g8 · черна пешка на черно поле a7 · черна пешка на бяло поле b7 · черна пешка на черно поле c7 · черен топ на бяло поле f7 · черна пешка на черно поле g7 · черна пешка на бяло поле h7 · черна пешка на черно поле d6 · бяла пешка на бяло поле d5 · бяла дама на бяло поле f3 · бяла пешка на бяло поле a2 · бял офицер на черно поле b2 · бяла пешка на черно поле f2 · бял топ на бяло поле g2 · бяла пешка на черно поле h2 · черен топ на черно поле e1 · бял цар на бяло поле h1 | черен цар на бяло поле g8 · черна пешка на черно поле a7 · черна пешка на бяло поле b7 · черна пешка на черно поле c7 · черен топ на бяло поле f7 · черна пешка на черно поле g7 · черна пешка на бяло поле h7 · черна пешка на черно поле d6 · бяла пешка на бяло поле d5 · бяла дама на бяло поле f3 · бяла пешка на бяло поле a2 · бял офицер на черно поле b2 · бяла пешка на черно поле f2 · бял топ на бяло поле g2 · бяла пешка на черно поле h2 · черен топ на черно поле e1 · бял цар на бяло поле h1 | черен цар на бяло поле g8 · черна пешка на черно поле a7 · черна пешка на бяло поле b7 · черна пешка на черно поле c7 · черен топ на бяло поле f7 · черна пешка на черно поле g7 · черна пешка на бяло поле h7 · черна пешка на черно поле d6 · бяла пешка на бяло поле d5 · бяла дама на бяло поле f3 · бяла пешка на бяло поле a2 · бял офицер на черно поле b2 · бяла пешка на черно поле f2 · бял топ на бяло поле g2 · бяла пешка на черно поле h2 · черен топ на черно поле e1 · бял цар на бяло поле h1 | черен цар на бяло поле g8 · черна пешка на черно поле a7 · черна пешка на бяло поле b7 · черна пешка на черно поле c7 · черен топ на бяло поле f7 · черна пешка на черно поле g7 · черна пешка на бяло поле h7 · черна пешка на черно поле d6 · бяла пешка на бяло поле d5 · бяла дама на бяло поле f3 · бяла пешка на бяло поле a2 · бял офицер на черно поле b2 · бяла пешка на черно поле f2 · бял топ на бяло поле g2 · бяла пешка на черно поле h2 · черен топ на черно поле e1 · бял цар на бяло поле h1 | черен цар на бяло поле g8 · черна пешка на черно поле a7 · черна пешка на бяло поле b7 · черна пешка на черно поле c7 · черен топ на бяло поле f7 · черна пешка на черно поле g7 · черна пешка на бяло поле h7 · черна пешка на черно поле d6 · бяла пешка на бяло поле d5 · бяла дама на бяло поле f3 · бяла пешка на бяло поле a2 · бял офицер на черно поле b2 · бяла пешка на черно поле f2 · бял топ на бяло поле g2 · бяла пешка на черно поле h2 · черен топ на черно поле e1 · бял цар на бяло поле h1 | черен цар на бяло поле g8 · черна пешка на черно поле a7 · черна пешка на бяло поле b7 · черна пешка на черно поле c7 · черен топ на бяло поле f7 · черна пешка на черно поле g7 · черна пешка на бяло поле h7 · черна пешка на черно поле d6 · бяла пешка на бяло поле d5 · бяла дама на бяло поле f3 · бяла пешка на бяло поле a2 · бял офицер на черно поле b2 · бяла пешка на черно поле f2 · бял топ на бяло поле g2 · бяла пешка на черно поле h2 · черен топ на черно поле e1 · бял цар на бяло поле h1 | 3 |
| 2 | черен цар на бяло поле g8 · черна пешка на черно поле a7 · черна пешка на бяло поле b7 · черна пешка на черно поле c7 · черен топ на бяло поле f7 · черна пешка на черно поле g7 · черна пешка на бяло поле h7 · черна пешка на черно поле d6 · бяла пешка на бяло поле d5 · бяла дама на бяло поле f3 · бяла пешка на бяло поле a2 · бял офицер на черно поле b2 · бяла пешка на черно поле f2 · бял топ на бяло поле g2 · бяла пешка на черно поле h2 · черен топ на черно поле e1 · бял цар на бяло поле h1 | черен цар на бяло поле g8 · черна пешка на черно поле a7 · черна пешка на бяло поле b7 · черна пешка на черно поле c7 · черен топ на бяло поле f7 · черна пешка на черно поле g7 · черна пешка на бяло поле h7 · черна пешка на черно поле d6 · бяла пешка на бяло поле d5 · бяла дама на бяло поле f3 · бяла пешка на бяло поле a2 · бял офицер на черно поле b2 · бяла пешка на черно поле f2 · бял топ на бяло поле g2 · бяла пешка на черно поле h2 · черен топ на черно поле e1 · бял цар на бяло поле h1 | черен цар на бяло поле g8 · черна пешка на черно поле a7 · черна пешка на бяло поле b7 · черна пешка на черно поле c7 · черен топ на бяло поле f7 · черна пешка на черно поле g7 · черна пешка на бяло поле h7 · черна пешка на черно поле d6 · бяла пешка на бяло поле d5 · бяла дама на бяло поле f3 · бяла пешка на бяло поле a2 · бял офицер на черно поле b2 · бяла пешка на черно поле f2 · бял топ на бяло поле g2 · бяла пешка на черно поле h2 · черен топ на черно поле e1 · бял цар на бяло поле h1 | черен цар на бяло поле g8 · черна пешка на черно поле a7 · черна пешка на бяло поле b7 · черна пешка на черно поле c7 · черен топ на бяло поле f7 · черна пешка на черно поле g7 · черна пешка на бяло поле h7 · черна пешка на черно поле d6 · бяла пешка на бяло поле d5 · бяла дама на бяло поле f3 · бяла пешка на бяло поле a2 · бял офицер на черно поле b2 · бяла пешка на черно поле f2 · бял топ на бяло поле g2 · бяла пешка на черно поле h2 · черен топ на черно поле e1 · бял цар на бяло поле h1 | черен цар на бяло поле g8 · черна пешка на черно поле a7 · черна пешка на бяло поле b7 · черна пешка на черно поле c7 · черен топ на бяло поле f7 · черна пешка на черно поле g7 · черна пешка на бяло поле h7 · черна пешка на черно поле d6 · бяла пешка на бяло поле d5 · бяла дама на бяло поле f3 · бяла пешка на бяло поле a2 · бял офицер на черно поле b2 · бяла пешка на черно поле f2 · бял топ на бяло поле g2 · бяла пешка на черно поле h2 · черен топ на черно поле e1 · бял цар на бяло поле h1 | черен цар на бяло поле g8 · черна пешка на черно поле a7 · черна пешка на бяло поле b7 · черна пешка на черно поле c7 · черен топ на бяло поле f7 · черна пешка на черно поле g7 · черна пешка на бяло поле h7 · черна пешка на черно поле d6 · бяла пешка на бяло поле d5 · бяла дама на бяло поле f3 · бяла пешка на бяло поле a2 · бял офицер на черно поле b2 · бяла пешка на черно поле f2 · бял топ на бяло поле g2 · бяла пешка на черно поле h2 · черен топ на черно поле e1 · бял цар на бяло поле h1 | черен цар на бяло поле g8 · черна пешка на черно поле a7 · черна пешка на бяло поле b7 · черна пешка на черно поле c7 · черен топ на бяло поле f7 · черна пешка на черно поле g7 · черна пешка на бяло поле h7 · черна пешка на черно поле d6 · бяла пешка на бяло поле d5 · бяла дама на бяло поле f3 · бяла пешка на бяло поле a2 · бял офицер на черно поле b2 · бяла пешка на черно поле f2 · бял топ на бяло поле g2 · бяла пешка на черно поле h2 · черен топ на черно поле e1 · бял цар на бяло поле h1 | черен цар на бяло поле g8 · черна пешка на черно поле a7 · черна пешка на бяло поле b7 · черна пешка на черно поле c7 · черен топ на бяло поле f7 · черна пешка на черно поле g7 · черна пешка на бяло поле h7 · черна пешка на черно поле d6 · бяла пешка на бяло поле d5 · бяла дама на бяло поле f3 · бяла пешка на бяло поле a2 · бял офицер на черно поле b2 · бяла пешка на черно поле f2 · бял топ на бяло поле g2 · бяла пешка на черно поле h2 · черен топ на черно поле e1 · бял цар на бяло поле h1 | 2 |
| 1 | черен цар на бяло поле g8 · черна пешка на черно поле a7 · черна пешка на бяло поле b7 · черна пешка на черно поле c7 · черен топ на бяло поле f7 · черна пешка на черно поле g7 · черна пешка на бяло поле h7 · черна пешка на черно поле d6 · бяла пешка на бяло поле d5 · бяла дама на бяло поле f3 · бяла пешка на бяло поле a2 · бял офицер на черно поле b2 · бяла пешка на черно поле f2 · бял топ на бяло поле g2 · бяла пешка на черно поле h2 · черен топ на черно поле e1 · бял цар на бяло поле h1 | черен цар на бяло поле g8 · черна пешка на черно поле a7 · черна пешка на бяло поле b7 · черна пешка на черно поле c7 · черен топ на бяло поле f7 · черна пешка на черно поле g7 · черна пешка на бяло поле h7 · черна пешка на черно поле d6 · бяла пешка на бяло поле d5 · бяла дама на бяло поле f3 · бяла пешка на бяло поле a2 · бял офицер на черно поле b2 · бяла пешка на черно поле f2 · бял топ на бяло поле g2 · бяла пешка на черно поле h2 · черен топ на черно поле e1 · бял цар на бяло поле h1 | черен цар на бяло поле g8 · черна пешка на черно поле a7 · черна пешка на бяло поле b7 · черна пешка на черно поле c7 · черен топ на бяло поле f7 · черна пешка на черно поле g7 · черна пешка на бяло поле h7 · черна пешка на черно поле d6 · бяла пешка на бяло поле d5 · бяла дама на бяло поле f3 · бяла пешка на бяло поле a2 · бял офицер на черно поле b2 · бяла пешка на черно поле f2 · бял топ на бяло поле g2 · бяла пешка на черно поле h2 · черен топ на черно поле e1 · бял цар на бяло поле h1 | черен цар на бяло поле g8 · черна пешка на черно поле a7 · черна пешка на бяло поле b7 · черна пешка на черно поле c7 · черен топ на бяло поле f7 · черна пешка на черно поле g7 · черна пешка на бяло поле h7 · черна пешка на черно поле d6 · бяла пешка на бяло поле d5 · бяла дама на бяло поле f3 · бяла пешка на бяло поле a2 · бял офицер на черно поле b2 · бяла пешка на черно поле f2 · бял топ на бяло поле g2 · бяла пешка на черно поле h2 · черен топ на черно поле e1 · бял цар на бяло поле h1 | черен цар на бяло поле g8 · черна пешка на черно поле a7 · черна пешка на бяло поле b7 · черна пешка на черно поле c7 · черен топ на бяло поле f7 · черна пешка на черно поле g7 · черна пешка на бяло поле h7 · черна пешка на черно поле d6 · бяла пешка на бяло поле d5 · бяла дама на бяло поле f3 · бяла пешка на бяло поле a2 · бял офицер на черно поле b2 · бяла пешка на черно поле f2 · бял топ на бяло поле g2 · бяла пешка на черно поле h2 · черен топ на черно поле e1 · бял цар на бяло поле h1 | черен цар на бяло поле g8 · черна пешка на черно поле a7 · черна пешка на бяло поле b7 · черна пешка на черно поле c7 · черен топ на бяло поле f7 · черна пешка на черно поле g7 · черна пешка на бяло поле h7 · черна пешка на черно поле d6 · бяла пешка на бяло поле d5 · бяла дама на бяло поле f3 · бяла пешка на бяло поле a2 · бял офицер на черно поле b2 · бяла пешка на черно поле f2 · бял топ на бяло поле g2 · бяла пешка на черно поле h2 · черен топ на черно поле e1 · бял цар на бяло поле h1 | черен цар на бяло поле g8 · черна пешка на черно поле a7 · черна пешка на бяло поле b7 · черна пешка на черно поле c7 · черен топ на бяло поле f7 · черна пешка на черно поле g7 · черна пешка на бяло поле h7 · черна пешка на черно поле d6 · бяла пешка на бяло поле d5 · бяла дама на бяло поле f3 · бяла пешка на бяло поле a2 · бял офицер на черно поле b2 · бяла пешка на черно поле f2 · бял топ на бяло поле g2 · бяла пешка на черно поле h2 · черен топ на черно поле e1 · бял цар на бяло поле h1 | черен цар на бяло поле g8 · черна пешка на черно поле a7 · черна пешка на бяло поле b7 · черна пешка на черно поле c7 · черен топ на бяло поле f7 · черна пешка на черно поле g7 · черна пешка на бяло поле h7 · черна пешка на черно поле d6 · бяла пешка на бяло поле d5 · бяла дама на бяло поле f3 · бяла пешка на бяло поле a2 · бял офицер на черно поле b2 · бяла пешка на черно поле f2 · бял топ на бяло поле g2 · бяла пешка на черно поле h2 · черен топ на черно поле e1 · бял цар на бяло поле h1 | 1 |
|   | a | b | c | d | e | f | g | h |   |

като жертва чернополия си офицер за пешката f3.
2.Д:d4 Д:f3+
 3.Тg2 Оh3
 4.Таg1 Тe8
 5.Дc3 О:g2+
 6.Т:g2 Т:e4
 7. Д:f3 Тe1+ (диаграма 15) 0:1. Следва 
7. T:g1+ Т:g1 
8. T:f3. От комбинацията черните спечелиха топ и с качество и две пешки повече лесно побеждават.
|   | a | b | c | d | e | f | g | h |   |
| 8 | черен топ на бяло поле a8 · черен топ на бяло поле e8 · черен цар на бяло поле g8 · черна пешка на бяло поле f7 · черна пешка на черно поле g7 · черна пешка на бяло поле h7 · черна пешка на бяло поле c6 · бял топ на черно поле d6 · черна дама на черно поле f6 · бяла пешка на черно поле c5 · черна пешка на черно поле b4 · бял офицер на бяло поле e4 · бяла дама на бяло поле b3 · бяла пешка на черно поле g3 · черен офицер на бяло поле h3 · бяла пешка на черно поле b2 · бяла пешка на черно поле f2 · бяла пешка на черно поле h2 · бял топ на черно поле e1 · бял цар на черно поле g1 | черен топ на бяло поле a8 · черен топ на бяло поле e8 · черен цар на бяло поле g8 · черна пешка на бяло поле f7 · черна пешка на черно поле g7 · черна пешка на бяло поле h7 · черна пешка на бяло поле c6 · бял топ на черно поле d6 · черна дама на черно поле f6 · бяла пешка на черно поле c5 · черна пешка на черно поле b4 · бял офицер на бяло поле e4 · бяла дама на бяло поле b3 · бяла пешка на черно поле g3 · черен офицер на бяло поле h3 · бяла пешка на черно поле b2 · бяла пешка на черно поле f2 · бяла пешка на черно поле h2 · бял топ на черно поле e1 · бял цар на черно поле g1 | черен топ на бяло поле a8 · черен топ на бяло поле e8 · черен цар на бяло поле g8 · черна пешка на бяло поле f7 · черна пешка на черно поле g7 · черна пешка на бяло поле h7 · черна пешка на бяло поле c6 · бял топ на черно поле d6 · черна дама на черно поле f6 · бяла пешка на черно поле c5 · черна пешка на черно поле b4 · бял офицер на бяло поле e4 · бяла дама на бяло поле b3 · бяла пешка на черно поле g3 · черен офицер на бяло поле h3 · бяла пешка на черно поле b2 · бяла пешка на черно поле f2 · бяла пешка на черно поле h2 · бял топ на черно поле e1 · бял цар на черно поле g1 | черен топ на бяло поле a8 · черен топ на бяло поле e8 · черен цар на бяло поле g8 · черна пешка на бяло поле f7 · черна пешка на черно поле g7 · черна пешка на бяло поле h7 · черна пешка на бяло поле c6 · бял топ на черно поле d6 · черна дама на черно поле f6 · бяла пешка на черно поле c5 · черна пешка на черно поле b4 · бял офицер на бяло поле e4 · бяла дама на бяло поле b3 · бяла пешка на черно поле g3 · черен офицер на бяло поле h3 · бяла пешка на черно поле b2 · бяла пешка на черно поле f2 · бяла пешка на черно поле h2 · бял топ на черно поле e1 · бял цар на черно поле g1 | черен топ на бяло поле a8 · черен топ на бяло поле e8 · черен цар на бяло поле g8 · черна пешка на бяло поле f7 · черна пешка на черно поле g7 · черна пешка на бяло поле h7 · черна пешка на бяло поле c6 · бял топ на черно поле d6 · черна дама на черно поле f6 · бяла пешка на черно поле c5 · черна пешка на черно поле b4 · бял офицер на бяло поле e4 · бяла дама на бяло поле b3 · бяла пешка на черно поле g3 · черен офицер на бяло поле h3 · бяла пешка на черно поле b2 · бяла пешка на черно поле f2 · бяла пешка на черно поле h2 · бял топ на черно поле e1 · бял цар на черно поле g1 | черен топ на бяло поле a8 · черен топ на бяло поле e8 · черен цар на бяло поле g8 · черна пешка на бяло поле f7 · черна пешка на черно поле g7 · черна пешка на бяло поле h7 · черна пешка на бяло поле c6 · бял топ на черно поле d6 · черна дама на черно поле f6 · бяла пешка на черно поле c5 · черна пешка на черно поле b4 · бял офицер на бяло поле e4 · бяла дама на бяло поле b3 · бяла пешка на черно поле g3 · черен офицер на бяло поле h3 · бяла пешка на черно поле b2 · бяла пешка на черно поле f2 · бяла пешка на черно поле h2 · бял топ на черно поле e1 · бял цар на черно поле g1 | черен топ на бяло поле a8 · черен топ на бяло поле e8 · черен цар на бяло поле g8 · черна пешка на бяло поле f7 · черна пешка на черно поле g7 · черна пешка на бяло поле h7 · черна пешка на бяло поле c6 · бял топ на черно поле d6 · черна дама на черно поле f6 · бяла пешка на черно поле c5 · черна пешка на черно поле b4 · бял офицер на бяло поле e4 · бяла дама на бяло поле b3 · бяла пешка на черно поле g3 · черен офицер на бяло поле h3 · бяла пешка на черно поле b2 · бяла пешка на черно поле f2 · бяла пешка на черно поле h2 · бял топ на черно поле e1 · бял цар на черно поле g1 | черен топ на бяло поле a8 · черен топ на бяло поле e8 · черен цар на бяло поле g8 · черна пешка на бяло поле f7 · черна пешка на черно поле g7 · черна пешка на бяло поле h7 · черна пешка на бяло поле c6 · бял топ на черно поле d6 · черна дама на черно поле f6 · бяла пешка на черно поле c5 · черна пешка на черно поле b4 · бял офицер на бяло поле e4 · бяла дама на бяло поле b3 · бяла пешка на черно поле g3 · черен офицер на бяло поле h3 · бяла пешка на черно поле b2 · бяла пешка на черно поле f2 · бяла пешка на черно поле h2 · бял топ на черно поле e1 · бял цар на черно поле g1 | 8 |
| 7 | черен топ на бяло поле a8 · черен топ на бяло поле e8 · черен цар на бяло поле g8 · черна пешка на бяло поле f7 · черна пешка на черно поле g7 · черна пешка на бяло поле h7 · черна пешка на бяло поле c6 · бял топ на черно поле d6 · черна дама на черно поле f6 · бяла пешка на черно поле c5 · черна пешка на черно поле b4 · бял офицер на бяло поле e4 · бяла дама на бяло поле b3 · бяла пешка на черно поле g3 · черен офицер на бяло поле h3 · бяла пешка на черно поле b2 · бяла пешка на черно поле f2 · бяла пешка на черно поле h2 · бял топ на черно поле e1 · бял цар на черно поле g1 | черен топ на бяло поле a8 · черен топ на бяло поле e8 · черен цар на бяло поле g8 · черна пешка на бяло поле f7 · черна пешка на черно поле g7 · черна пешка на бяло поле h7 · черна пешка на бяло поле c6 · бял топ на черно поле d6 · черна дама на черно поле f6 · бяла пешка на черно поле c5 · черна пешка на черно поле b4 · бял офицер на бяло поле e4 · бяла дама на бяло поле b3 · бяла пешка на черно поле g3 · черен офицер на бяло поле h3 · бяла пешка на черно поле b2 · бяла пешка на черно поле f2 · бяла пешка на черно поле h2 · бял топ на черно поле e1 · бял цар на черно поле g1 | черен топ на бяло поле a8 · черен топ на бяло поле e8 · черен цар на бяло поле g8 · черна пешка на бяло поле f7 · черна пешка на черно поле g7 · черна пешка на бяло поле h7 · черна пешка на бяло поле c6 · бял топ на черно поле d6 · черна дама на черно поле f6 · бяла пешка на черно поле c5 · черна пешка на черно поле b4 · бял офицер на бяло поле e4 · бяла дама на бяло поле b3 · бяла пешка на черно поле g3 · черен офицер на бяло поле h3 · бяла пешка на черно поле b2 · бяла пешка на черно поле f2 · бяла пешка на черно поле h2 · бял топ на черно поле e1 · бял цар на черно поле g1 | черен топ на бяло поле a8 · черен топ на бяло поле e8 · черен цар на бяло поле g8 · черна пешка на бяло поле f7 · черна пешка на черно поле g7 · черна пешка на бяло поле h7 · черна пешка на бяло поле c6 · бял топ на черно поле d6 · черна дама на черно поле f6 · бяла пешка на черно поле c5 · черна пешка на черно поле b4 · бял офицер на бяло поле e4 · бяла дама на бяло поле b3 · бяла пешка на черно поле g3 · черен офицер на бяло поле h3 · бяла пешка на черно поле b2 · бяла пешка на черно поле f2 · бяла пешка на черно поле h2 · бял топ на черно поле e1 · бял цар на черно поле g1 | черен топ на бяло поле a8 · черен топ на бяло поле e8 · черен цар на бяло поле g8 · черна пешка на бяло поле f7 · черна пешка на черно поле g7 · черна пешка на бяло поле h7 · черна пешка на бяло поле c6 · бял топ на черно поле d6 · черна дама на черно поле f6 · бяла пешка на черно поле c5 · черна пешка на черно поле b4 · бял офицер на бяло поле e4 · бяла дама на бяло поле b3 · бяла пешка на черно поле g3 · черен офицер на бяло поле h3 · бяла пешка на черно поле b2 · бяла пешка на черно поле f2 · бяла пешка на черно поле h2 · бял топ на черно поле e1 · бял цар на черно поле g1 | черен топ на бяло поле a8 · черен топ на бяло поле e8 · черен цар на бяло поле g8 · черна пешка на бяло поле f7 · черна пешка на черно поле g7 · черна пешка на бяло поле h7 · черна пешка на бяло поле c6 · бял топ на черно поле d6 · черна дама на черно поле f6 · бяла пешка на черно поле c5 · черна пешка на черно поле b4 · бял офицер на бяло поле e4 · бяла дама на бяло поле b3 · бяла пешка на черно поле g3 · черен офицер на бяло поле h3 · бяла пешка на черно поле b2 · бяла пешка на черно поле f2 · бяла пешка на черно поле h2 · бял топ на черно поле e1 · бял цар на черно поле g1 | черен топ на бяло поле a8 · черен топ на бяло поле e8 · черен цар на бяло поле g8 · черна пешка на бяло поле f7 · черна пешка на черно поле g7 · черна пешка на бяло поле h7 · черна пешка на бяло поле c6 · бял топ на черно поле d6 · черна дама на черно поле f6 · бяла пешка на черно поле c5 · черна пешка на черно поле b4 · бял офицер на бяло поле e4 · бяла дама на бяло поле b3 · бяла пешка на черно поле g3 · черен офицер на бяло поле h3 · бяла пешка на черно поле b2 · бяла пешка на черно поле f2 · бяла пешка на черно поле h2 · бял топ на черно поле e1 · бял цар на черно поле g1 | черен топ на бяло поле a8 · черен топ на бяло поле e8 · черен цар на бяло поле g8 · черна пешка на бяло поле f7 · черна пешка на черно поле g7 · черна пешка на бяло поле h7 · черна пешка на бяло поле c6 · бял топ на черно поле d6 · черна дама на черно поле f6 · бяла пешка на черно поле c5 · черна пешка на черно поле b4 · бял офицер на бяло поле e4 · бяла дама на бяло поле b3 · бяла пешка на черно поле g3 · черен офицер на бяло поле h3 · бяла пешка на черно поле b2 · бяла пешка на черно поле f2 · бяла пешка на черно поле h2 · бял топ на черно поле e1 · бял цар на черно поле g1 | 7 |
| 6 | черен топ на бяло поле a8 · черен топ на бяло поле e8 · черен цар на бяло поле g8 · черна пешка на бяло поле f7 · черна пешка на черно поле g7 · черна пешка на бяло поле h7 · черна пешка на бяло поле c6 · бял топ на черно поле d6 · черна дама на черно поле f6 · бяла пешка на черно поле c5 · черна пешка на черно поле b4 · бял офицер на бяло поле e4 · бяла дама на бяло поле b3 · бяла пешка на черно поле g3 · черен офицер на бяло поле h3 · бяла пешка на черно поле b2 · бяла пешка на черно поле f2 · бяла пешка на черно поле h2 · бял топ на черно поле e1 · бял цар на черно поле g1 | черен топ на бяло поле a8 · черен топ на бяло поле e8 · черен цар на бяло поле g8 · черна пешка на бяло поле f7 · черна пешка на черно поле g7 · черна пешка на бяло поле h7 · черна пешка на бяло поле c6 · бял топ на черно поле d6 · черна дама на черно поле f6 · бяла пешка на черно поле c5 · черна пешка на черно поле b4 · бял офицер на бяло поле e4 · бяла дама на бяло поле b3 · бяла пешка на черно поле g3 · черен офицер на бяло поле h3 · бяла пешка на черно поле b2 · бяла пешка на черно поле f2 · бяла пешка на черно поле h2 · бял топ на черно поле e1 · бял цар на черно поле g1 | черен топ на бяло поле a8 · черен топ на бяло поле e8 · черен цар на бяло поле g8 · черна пешка на бяло поле f7 · черна пешка на черно поле g7 · черна пешка на бяло поле h7 · черна пешка на бяло поле c6 · бял топ на черно поле d6 · черна дама на черно поле f6 · бяла пешка на черно поле c5 · черна пешка на черно поле b4 · бял офицер на бяло поле e4 · бяла дама на бяло поле b3 · бяла пешка на черно поле g3 · черен офицер на бяло поле h3 · бяла пешка на черно поле b2 · бяла пешка на черно поле f2 · бяла пешка на черно поле h2 · бял топ на черно поле e1 · бял цар на черно поле g1 | черен топ на бяло поле a8 · черен топ на бяло поле e8 · черен цар на бяло поле g8 · черна пешка на бяло поле f7 · черна пешка на черно поле g7 · черна пешка на бяло поле h7 · черна пешка на бяло поле c6 · бял топ на черно поле d6 · черна дама на черно поле f6 · бяла пешка на черно поле c5 · черна пешка на черно поле b4 · бял офицер на бяло поле e4 · бяла дама на бяло поле b3 · бяла пешка на черно поле g3 · черен офицер на бяло поле h3 · бяла пешка на черно поле b2 · бяла пешка на черно поле f2 · бяла пешка на черно поле h2 · бял топ на черно поле e1 · бял цар на черно поле g1 | черен топ на бяло поле a8 · черен топ на бяло поле e8 · черен цар на бяло поле g8 · черна пешка на бяло поле f7 · черна пешка на черно поле g7 · черна пешка на бяло поле h7 · черна пешка на бяло поле c6 · бял топ на черно поле d6 · черна дама на черно поле f6 · бяла пешка на черно поле c5 · черна пешка на черно поле b4 · бял офицер на бяло поле e4 · бяла дама на бяло поле b3 · бяла пешка на черно поле g3 · черен офицер на бяло поле h3 · бяла пешка на черно поле b2 · бяла пешка на черно поле f2 · бяла пешка на черно поле h2 · бял топ на черно поле e1 · бял цар на черно поле g1 | черен топ на бяло поле a8 · черен топ на бяло поле e8 · черен цар на бяло поле g8 · черна пешка на бяло поле f7 · черна пешка на черно поле g7 · черна пешка на бяло поле h7 · черна пешка на бяло поле c6 · бял топ на черно поле d6 · черна дама на черно поле f6 · бяла пешка на черно поле c5 · черна пешка на черно поле b4 · бял офицер на бяло поле e4 · бяла дама на бяло поле b3 · бяла пешка на черно поле g3 · черен офицер на бяло поле h3 · бяла пешка на черно поле b2 · бяла пешка на черно поле f2 · бяла пешка на черно поле h2 · бял топ на черно поле e1 · бял цар на черно поле g1 | черен топ на бяло поле a8 · черен топ на бяло поле e8 · черен цар на бяло поле g8 · черна пешка на бяло поле f7 · черна пешка на черно поле g7 · черна пешка на бяло поле h7 · черна пешка на бяло поле c6 · бял топ на черно поле d6 · черна дама на черно поле f6 · бяла пешка на черно поле c5 · черна пешка на черно поле b4 · бял офицер на бяло поле e4 · бяла дама на бяло поле b3 · бяла пешка на черно поле g3 · черен офицер на бяло поле h3 · бяла пешка на черно поле b2 · бяла пешка на черно поле f2 · бяла пешка на черно поле h2 · бял топ на черно поле e1 · бял цар на черно поле g1 | черен топ на бяло поле a8 · черен топ на бяло поле e8 · черен цар на бяло поле g8 · черна пешка на бяло поле f7 · черна пешка на черно поле g7 · черна пешка на бяло поле h7 · черна пешка на бяло поле c6 · бял топ на черно поле d6 · черна дама на черно поле f6 · бяла пешка на черно поле c5 · черна пешка на черно поле b4 · бял офицер на бяло поле e4 · бяла дама на бяло поле b3 · бяла пешка на черно поле g3 · черен офицер на бяло поле h3 · бяла пешка на черно поле b2 · бяла пешка на черно поле f2 · бяла пешка на черно поле h2 · бял топ на черно поле e1 · бял цар на черно поле g1 | 6 |
| 5 | черен топ на бяло поле a8 · черен топ на бяло поле e8 · черен цар на бяло поле g8 · черна пешка на бяло поле f7 · черна пешка на черно поле g7 · черна пешка на бяло поле h7 · черна пешка на бяло поле c6 · бял топ на черно поле d6 · черна дама на черно поле f6 · бяла пешка на черно поле c5 · черна пешка на черно поле b4 · бял офицер на бяло поле e4 · бяла дама на бяло поле b3 · бяла пешка на черно поле g3 · черен офицер на бяло поле h3 · бяла пешка на черно поле b2 · бяла пешка на черно поле f2 · бяла пешка на черно поле h2 · бял топ на черно поле e1 · бял цар на черно поле g1 | черен топ на бяло поле a8 · черен топ на бяло поле e8 · черен цар на бяло поле g8 · черна пешка на бяло поле f7 · черна пешка на черно поле g7 · черна пешка на бяло поле h7 · черна пешка на бяло поле c6 · бял топ на черно поле d6 · черна дама на черно поле f6 · бяла пешка на черно поле c5 · черна пешка на черно поле b4 · бял офицер на бяло поле e4 · бяла дама на бяло поле b3 · бяла пешка на черно поле g3 · черен офицер на бяло поле h3 · бяла пешка на черно поле b2 · бяла пешка на черно поле f2 · бяла пешка на черно поле h2 · бял топ на черно поле e1 · бял цар на черно поле g1 | черен топ на бяло поле a8 · черен топ на бяло поле e8 · черен цар на бяло поле g8 · черна пешка на бяло поле f7 · черна пешка на черно поле g7 · черна пешка на бяло поле h7 · черна пешка на бяло поле c6 · бял топ на черно поле d6 · черна дама на черно поле f6 · бяла пешка на черно поле c5 · черна пешка на черно поле b4 · бял офицер на бяло поле e4 · бяла дама на бяло поле b3 · бяла пешка на черно поле g3 · черен офицер на бяло поле h3 · бяла пешка на черно поле b2 · бяла пешка на черно поле f2 · бяла пешка на черно поле h2 · бял топ на черно поле e1 · бял цар на черно поле g1 | черен топ на бяло поле a8 · черен топ на бяло поле e8 · черен цар на бяло поле g8 · черна пешка на бяло поле f7 · черна пешка на черно поле g7 · черна пешка на бяло поле h7 · черна пешка на бяло поле c6 · бял топ на черно поле d6 · черна дама на черно поле f6 · бяла пешка на черно поле c5 · черна пешка на черно поле b4 · бял офицер на бяло поле e4 · бяла дама на бяло поле b3 · бяла пешка на черно поле g3 · черен офицер на бяло поле h3 · бяла пешка на черно поле b2 · бяла пешка на черно поле f2 · бяла пешка на черно поле h2 · бял топ на черно поле e1 · бял цар на черно поле g1 | черен топ на бяло поле a8 · черен топ на бяло поле e8 · черен цар на бяло поле g8 · черна пешка на бяло поле f7 · черна пешка на черно поле g7 · черна пешка на бяло поле h7 · черна пешка на бяло поле c6 · бял топ на черно поле d6 · черна дама на черно поле f6 · бяла пешка на черно поле c5 · черна пешка на черно поле b4 · бял офицер на бяло поле e4 · бяла дама на бяло поле b3 · бяла пешка на черно поле g3 · черен офицер на бяло поле h3 · бяла пешка на черно поле b2 · бяла пешка на черно поле f2 · бяла пешка на черно поле h2 · бял топ на черно поле e1 · бял цар на черно поле g1 | черен топ на бяло поле a8 · черен топ на бяло поле e8 · черен цар на бяло поле g8 · черна пешка на бяло поле f7 · черна пешка на черно поле g7 · черна пешка на бяло поле h7 · черна пешка на бяло поле c6 · бял топ на черно поле d6 · черна дама на черно поле f6 · бяла пешка на черно поле c5 · черна пешка на черно поле b4 · бял офицер на бяло поле e4 · бяла дама на бяло поле b3 · бяла пешка на черно поле g3 · черен офицер на бяло поле h3 · бяла пешка на черно поле b2 · бяла пешка на черно поле f2 · бяла пешка на черно поле h2 · бял топ на черно поле e1 · бял цар на черно поле g1 | черен топ на бяло поле a8 · черен топ на бяло поле e8 · черен цар на бяло поле g8 · черна пешка на бяло поле f7 · черна пешка на черно поле g7 · черна пешка на бяло поле h7 · черна пешка на бяло поле c6 · бял топ на черно поле d6 · черна дама на черно поле f6 · бяла пешка на черно поле c5 · черна пешка на черно поле b4 · бял офицер на бяло поле e4 · бяла дама на бяло поле b3 · бяла пешка на черно поле g3 · черен офицер на бяло поле h3 · бяла пешка на черно поле b2 · бяла пешка на черно поле f2 · бяла пешка на черно поле h2 · бял топ на черно поле e1 · бял цар на черно поле g1 | черен топ на бяло поле a8 · черен топ на бяло поле e8 · черен цар на бяло поле g8 · черна пешка на бяло поле f7 · черна пешка на черно поле g7 · черна пешка на бяло поле h7 · черна пешка на бяло поле c6 · бял топ на черно поле d6 · черна дама на черно поле f6 · бяла пешка на черно поле c5 · черна пешка на черно поле b4 · бял офицер на бяло поле e4 · бяла дама на бяло поле b3 · бяла пешка на черно поле g3 · черен офицер на бяло поле h3 · бяла пешка на черно поле b2 · бяла пешка на черно поле f2 · бяла пешка на черно поле h2 · бял топ на черно поле e1 · бял цар на черно поле g1 | 5 |
| 4 | черен топ на бяло поле a8 · черен топ на бяло поле e8 · черен цар на бяло поле g8 · черна пешка на бяло поле f7 · черна пешка на черно поле g7 · черна пешка на бяло поле h7 · черна пешка на бяло поле c6 · бял топ на черно поле d6 · черна дама на черно поле f6 · бяла пешка на черно поле c5 · черна пешка на черно поле b4 · бял офицер на бяло поле e4 · бяла дама на бяло поле b3 · бяла пешка на черно поле g3 · черен офицер на бяло поле h3 · бяла пешка на черно поле b2 · бяла пешка на черно поле f2 · бяла пешка на черно поле h2 · бял топ на черно поле e1 · бял цар на черно поле g1 | черен топ на бяло поле a8 · черен топ на бяло поле e8 · черен цар на бяло поле g8 · черна пешка на бяло поле f7 · черна пешка на черно поле g7 · черна пешка на бяло поле h7 · черна пешка на бяло поле c6 · бял топ на черно поле d6 · черна дама на черно поле f6 · бяла пешка на черно поле c5 · черна пешка на черно поле b4 · бял офицер на бяло поле e4 · бяла дама на бяло поле b3 · бяла пешка на черно поле g3 · черен офицер на бяло поле h3 · бяла пешка на черно поле b2 · бяла пешка на черно поле f2 · бяла пешка на черно поле h2 · бял топ на черно поле e1 · бял цар на черно поле g1 | черен топ на бяло поле a8 · черен топ на бяло поле e8 · черен цар на бяло поле g8 · черна пешка на бяло поле f7 · черна пешка на черно поле g7 · черна пешка на бяло поле h7 · черна пешка на бяло поле c6 · бял топ на черно поле d6 · черна дама на черно поле f6 · бяла пешка на черно поле c5 · черна пешка на черно поле b4 · бял офицер на бяло поле e4 · бяла дама на бяло поле b3 · бяла пешка на черно поле g3 · черен офицер на бяло поле h3 · бяла пешка на черно поле b2 · бяла пешка на черно поле f2 · бяла пешка на черно поле h2 · бял топ на черно поле e1 · бял цар на черно поле g1 | черен топ на бяло поле a8 · черен топ на бяло поле e8 · черен цар на бяло поле g8 · черна пешка на бяло поле f7 · черна пешка на черно поле g7 · черна пешка на бяло поле h7 · черна пешка на бяло поле c6 · бял топ на черно поле d6 · черна дама на черно поле f6 · бяла пешка на черно поле c5 · черна пешка на черно поле b4 · бял офицер на бяло поле e4 · бяла дама на бяло поле b3 · бяла пешка на черно поле g3 · черен офицер на бяло поле h3 · бяла пешка на черно поле b2 · бяла пешка на черно поле f2 · бяла пешка на черно поле h2 · бял топ на черно поле e1 · бял цар на черно поле g1 | черен топ на бяло поле a8 · черен топ на бяло поле e8 · черен цар на бяло поле g8 · черна пешка на бяло поле f7 · черна пешка на черно поле g7 · черна пешка на бяло поле h7 · черна пешка на бяло поле c6 · бял топ на черно поле d6 · черна дама на черно поле f6 · бяла пешка на черно поле c5 · черна пешка на черно поле b4 · бял офицер на бяло поле e4 · бяла дама на бяло поле b3 · бяла пешка на черно поле g3 · черен офицер на бяло поле h3 · бяла пешка на черно поле b2 · бяла пешка на черно поле f2 · бяла пешка на черно поле h2 · бял топ на черно поле e1 · бял цар на черно поле g1 | черен топ на бяло поле a8 · черен топ на бяло поле e8 · черен цар на бяло поле g8 · черна пешка на бяло поле f7 · черна пешка на черно поле g7 · черна пешка на бяло поле h7 · черна пешка на бяло поле c6 · бял топ на черно поле d6 · черна дама на черно поле f6 · бяла пешка на черно поле c5 · черна пешка на черно поле b4 · бял офицер на бяло поле e4 · бяла дама на бяло поле b3 · бяла пешка на черно поле g3 · черен офицер на бяло поле h3 · бяла пешка на черно поле b2 · бяла пешка на черно поле f2 · бяла пешка на черно поле h2 · бял топ на черно поле e1 · бял цар на черно поле g1 | черен топ на бяло поле a8 · черен топ на бяло поле e8 · черен цар на бяло поле g8 · черна пешка на бяло поле f7 · черна пешка на черно поле g7 · черна пешка на бяло поле h7 · черна пешка на бяло поле c6 · бял топ на черно поле d6 · черна дама на черно поле f6 · бяла пешка на черно поле c5 · черна пешка на черно поле b4 · бял офицер на бяло поле e4 · бяла дама на бяло поле b3 · бяла пешка на черно поле g3 · черен офицер на бяло поле h3 · бяла пешка на черно поле b2 · бяла пешка на черно поле f2 · бяла пешка на черно поле h2 · бял топ на черно поле e1 · бял цар на черно поле g1 | черен топ на бяло поле a8 · черен топ на бяло поле e8 · черен цар на бяло поле g8 · черна пешка на бяло поле f7 · черна пешка на черно поле g7 · черна пешка на бяло поле h7 · черна пешка на бяло поле c6 · бял топ на черно поле d6 · черна дама на черно поле f6 · бяла пешка на черно поле c5 · черна пешка на черно поле b4 · бял офицер на бяло поле e4 · бяла дама на бяло поле b3 · бяла пешка на черно поле g3 · черен офицер на бяло поле h3 · бяла пешка на черно поле b2 · бяла пешка на черно поле f2 · бяла пешка на черно поле h2 · бял топ на черно поле e1 · бял цар на черно поле g1 | 4 |
| 3 | черен топ на бяло поле a8 · черен топ на бяло поле e8 · черен цар на бяло поле g8 · черна пешка на бяло поле f7 · черна пешка на черно поле g7 · черна пешка на бяло поле h7 · черна пешка на бяло поле c6 · бял топ на черно поле d6 · черна дама на черно поле f6 · бяла пешка на черно поле c5 · черна пешка на черно поле b4 · бял офицер на бяло поле e4 · бяла дама на бяло поле b3 · бяла пешка на черно поле g3 · черен офицер на бяло поле h3 · бяла пешка на черно поле b2 · бяла пешка на черно поле f2 · бяла пешка на черно поле h2 · бял топ на черно поле e1 · бял цар на черно поле g1 | черен топ на бяло поле a8 · черен топ на бяло поле e8 · черен цар на бяло поле g8 · черна пешка на бяло поле f7 · черна пешка на черно поле g7 · черна пешка на бяло поле h7 · черна пешка на бяло поле c6 · бял топ на черно поле d6 · черна дама на черно поле f6 · бяла пешка на черно поле c5 · черна пешка на черно поле b4 · бял офицер на бяло поле e4 · бяла дама на бяло поле b3 · бяла пешка на черно поле g3 · черен офицер на бяло поле h3 · бяла пешка на черно поле b2 · бяла пешка на черно поле f2 · бяла пешка на черно поле h2 · бял топ на черно поле e1 · бял цар на черно поле g1 | черен топ на бяло поле a8 · черен топ на бяло поле e8 · черен цар на бяло поле g8 · черна пешка на бяло поле f7 · черна пешка на черно поле g7 · черна пешка на бяло поле h7 · черна пешка на бяло поле c6 · бял топ на черно поле d6 · черна дама на черно поле f6 · бяла пешка на черно поле c5 · черна пешка на черно поле b4 · бял офицер на бяло поле e4 · бяла дама на бяло поле b3 · бяла пешка на черно поле g3 · черен офицер на бяло поле h3 · бяла пешка на черно поле b2 · бяла пешка на черно поле f2 · бяла пешка на черно поле h2 · бял топ на черно поле e1 · бял цар на черно поле g1 | черен топ на бяло поле a8 · черен топ на бяло поле e8 · черен цар на бяло поле g8 · черна пешка на бяло поле f7 · черна пешка на черно поле g7 · черна пешка на бяло поле h7 · черна пешка на бяло поле c6 · бял топ на черно поле d6 · черна дама на черно поле f6 · бяла пешка на черно поле c5 · черна пешка на черно поле b4 · бял офицер на бяло поле e4 · бяла дама на бяло поле b3 · бяла пешка на черно поле g3 · черен офицер на бяло поле h3 · бяла пешка на черно поле b2 · бяла пешка на черно поле f2 · бяла пешка на черно поле h2 · бял топ на черно поле e1 · бял цар на черно поле g1 | черен топ на бяло поле a8 · черен топ на бяло поле e8 · черен цар на бяло поле g8 · черна пешка на бяло поле f7 · черна пешка на черно поле g7 · черна пешка на бяло поле h7 · черна пешка на бяло поле c6 · бял топ на черно поле d6 · черна дама на черно поле f6 · бяла пешка на черно поле c5 · черна пешка на черно поле b4 · бял офицер на бяло поле e4 · бяла дама на бяло поле b3 · бяла пешка на черно поле g3 · черен офицер на бяло поле h3 · бяла пешка на черно поле b2 · бяла пешка на черно поле f2 · бяла пешка на черно поле h2 · бял топ на черно поле e1 · бял цар на черно поле g1 | черен топ на бяло поле a8 · черен топ на бяло поле e8 · черен цар на бяло поле g8 · черна пешка на бяло поле f7 · черна пешка на черно поле g7 · черна пешка на бяло поле h7 · черна пешка на бяло поле c6 · бял топ на черно поле d6 · черна дама на черно поле f6 · бяла пешка на черно поле c5 · черна пешка на черно поле b4 · бял офицер на бяло поле e4 · бяла дама на бяло поле b3 · бяла пешка на черно поле g3 · черен офицер на бяло поле h3 · бяла пешка на черно поле b2 · бяла пешка на черно поле f2 · бяла пешка на черно поле h2 · бял топ на черно поле e1 · бял цар на черно поле g1 | черен топ на бяло поле a8 · черен топ на бяло поле e8 · черен цар на бяло поле g8 · черна пешка на бяло поле f7 · черна пешка на черно поле g7 · черна пешка на бяло поле h7 · черна пешка на бяло поле c6 · бял топ на черно поле d6 · черна дама на черно поле f6 · бяла пешка на черно поле c5 · черна пешка на черно поле b4 · бял офицер на бяло поле e4 · бяла дама на бяло поле b3 · бяла пешка на черно поле g3 · черен офицер на бяло поле h3 · бяла пешка на черно поле b2 · бяла пешка на черно поле f2 · бяла пешка на черно поле h2 · бял топ на черно поле e1 · бял цар на черно поле g1 | черен топ на бяло поле a8 · черен топ на бяло поле e8 · черен цар на бяло поле g8 · черна пешка на бяло поле f7 · черна пешка на черно поле g7 · черна пешка на бяло поле h7 · черна пешка на бяло поле c6 · бял топ на черно поле d6 · черна дама на черно поле f6 · бяла пешка на черно поле c5 · черна пешка на черно поле b4 · бял офицер на бяло поле e4 · бяла дама на бяло поле b3 · бяла пешка на черно поле g3 · черен офицер на бяло поле h3 · бяла пешка на черно поле b2 · бяла пешка на черно поле f2 · бяла пешка на черно поле h2 · бял топ на черно поле e1 · бял цар на черно поле g1 | 3 |
| 2 | черен топ на бяло поле a8 · черен топ на бяло поле e8 · черен цар на бяло поле g8 · черна пешка на бяло поле f7 · черна пешка на черно поле g7 · черна пешка на бяло поле h7 · черна пешка на бяло поле c6 · бял топ на черно поле d6 · черна дама на черно поле f6 · бяла пешка на черно поле c5 · черна пешка на черно поле b4 · бял офицер на бяло поле e4 · бяла дама на бяло поле b3 · бяла пешка на черно поле g3 · черен офицер на бяло поле h3 · бяла пешка на черно поле b2 · бяла пешка на черно поле f2 · бяла пешка на черно поле h2 · бял топ на черно поле e1 · бял цар на черно поле g1 | черен топ на бяло поле a8 · черен топ на бяло поле e8 · черен цар на бяло поле g8 · черна пешка на бяло поле f7 · черна пешка на черно поле g7 · черна пешка на бяло поле h7 · черна пешка на бяло поле c6 · бял топ на черно поле d6 · черна дама на черно поле f6 · бяла пешка на черно поле c5 · черна пешка на черно поле b4 · бял офицер на бяло поле e4 · бяла дама на бяло поле b3 · бяла пешка на черно поле g3 · черен офицер на бяло поле h3 · бяла пешка на черно поле b2 · бяла пешка на черно поле f2 · бяла пешка на черно поле h2 · бял топ на черно поле e1 · бял цар на черно поле g1 | черен топ на бяло поле a8 · черен топ на бяло поле e8 · черен цар на бяло поле g8 · черна пешка на бяло поле f7 · черна пешка на черно поле g7 · черна пешка на бяло поле h7 · черна пешка на бяло поле c6 · бял топ на черно поле d6 · черна дама на черно поле f6 · бяла пешка на черно поле c5 · черна пешка на черно поле b4 · бял офицер на бяло поле e4 · бяла дама на бяло поле b3 · бяла пешка на черно поле g3 · черен офицер на бяло поле h3 · бяла пешка на черно поле b2 · бяла пешка на черно поле f2 · бяла пешка на черно поле h2 · бял топ на черно поле e1 · бял цар на черно поле g1 | черен топ на бяло поле a8 · черен топ на бяло поле e8 · черен цар на бяло поле g8 · черна пешка на бяло поле f7 · черна пешка на черно поле g7 · черна пешка на бяло поле h7 · черна пешка на бяло поле c6 · бял топ на черно поле d6 · черна дама на черно поле f6 · бяла пешка на черно поле c5 · черна пешка на черно поле b4 · бял офицер на бяло поле e4 · бяла дама на бяло поле b3 · бяла пешка на черно поле g3 · черен офицер на бяло поле h3 · бяла пешка на черно поле b2 · бяла пешка на черно поле f2 · бяла пешка на черно поле h2 · бял топ на черно поле e1 · бял цар на черно поле g1 | черен топ на бяло поле a8 · черен топ на бяло поле e8 · черен цар на бяло поле g8 · черна пешка на бяло поле f7 · черна пешка на черно поле g7 · черна пешка на бяло поле h7 · черна пешка на бяло поле c6 · бял топ на черно поле d6 · черна дама на черно поле f6 · бяла пешка на черно поле c5 · черна пешка на черно поле b4 · бял офицер на бяло поле e4 · бяла дама на бяло поле b3 · бяла пешка на черно поле g3 · черен офицер на бяло поле h3 · бяла пешка на черно поле b2 · бяла пешка на черно поле f2 · бяла пешка на черно поле h2 · бял топ на черно поле e1 · бял цар на черно поле g1 | черен топ на бяло поле a8 · черен топ на бяло поле e8 · черен цар на бяло поле g8 · черна пешка на бяло поле f7 · черна пешка на черно поле g7 · черна пешка на бяло поле h7 · черна пешка на бяло поле c6 · бял топ на черно поле d6 · черна дама на черно поле f6 · бяла пешка на черно поле c5 · черна пешка на черно поле b4 · бял офицер на бяло поле e4 · бяла дама на бяло поле b3 · бяла пешка на черно поле g3 · черен офицер на бяло поле h3 · бяла пешка на черно поле b2 · бяла пешка на черно поле f2 · бяла пешка на черно поле h2 · бял топ на черно поле e1 · бял цар на черно поле g1 | черен топ на бяло поле a8 · черен топ на бяло поле e8 · черен цар на бяло поле g8 · черна пешка на бяло поле f7 · черна пешка на черно поле g7 · черна пешка на бяло поле h7 · черна пешка на бяло поле c6 · бял топ на черно поле d6 · черна дама на черно поле f6 · бяла пешка на черно поле c5 · черна пешка на черно поле b4 · бял офицер на бяло поле e4 · бяла дама на бяло поле b3 · бяла пешка на черно поле g3 · черен офицер на бяло поле h3 · бяла пешка на черно поле b2 · бяла пешка на черно поле f2 · бяла пешка на черно поле h2 · бял топ на черно поле e1 · бял цар на черно поле g1 | черен топ на бяло поле a8 · черен топ на бяло поле e8 · черен цар на бяло поле g8 · черна пешка на бяло поле f7 · черна пешка на черно поле g7 · черна пешка на бяло поле h7 · черна пешка на бяло поле c6 · бял топ на черно поле d6 · черна дама на черно поле f6 · бяла пешка на черно поле c5 · черна пешка на черно поле b4 · бял офицер на бяло поле e4 · бяла дама на бяло поле b3 · бяла пешка на черно поле g3 · черен офицер на бяло поле h3 · бяла пешка на черно поле b2 · бяла пешка на черно поле f2 · бяла пешка на черно поле h2 · бял топ на черно поле e1 · бял цар на черно поле g1 | 2 |
| 1 | черен топ на бяло поле a8 · черен топ на бяло поле e8 · черен цар на бяло поле g8 · черна пешка на бяло поле f7 · черна пешка на черно поле g7 · черна пешка на бяло поле h7 · черна пешка на бяло поле c6 · бял топ на черно поле d6 · черна дама на черно поле f6 · бяла пешка на черно поле c5 · черна пешка на черно поле b4 · бял офицер на бяло поле e4 · бяла дама на бяло поле b3 · бяла пешка на черно поле g3 · черен офицер на бяло поле h3 · бяла пешка на черно поле b2 · бяла пешка на черно поле f2 · бяла пешка на черно поле h2 · бял топ на черно поле e1 · бял цар на черно поле g1 | черен топ на бяло поле a8 · черен топ на бяло поле e8 · черен цар на бяло поле g8 · черна пешка на бяло поле f7 · черна пешка на черно поле g7 · черна пешка на бяло поле h7 · черна пешка на бяло поле c6 · бял топ на черно поле d6 · черна дама на черно поле f6 · бяла пешка на черно поле c5 · черна пешка на черно поле b4 · бял офицер на бяло поле e4 · бяла дама на бяло поле b3 · бяла пешка на черно поле g3 · черен офицер на бяло поле h3 · бяла пешка на черно поле b2 · бяла пешка на черно поле f2 · бяла пешка на черно поле h2 · бял топ на черно поле e1 · бял цар на черно поле g1 | черен топ на бяло поле a8 · черен топ на бяло поле e8 · черен цар на бяло поле g8 · черна пешка на бяло поле f7 · черна пешка на черно поле g7 · черна пешка на бяло поле h7 · черна пешка на бяло поле c6 · бял топ на черно поле d6 · черна дама на черно поле f6 · бяла пешка на черно поле c5 · черна пешка на черно поле b4 · бял офицер на бяло поле e4 · бяла дама на бяло поле b3 · бяла пешка на черно поле g3 · черен офицер на бяло поле h3 · бяла пешка на черно поле b2 · бяла пешка на черно поле f2 · бяла пешка на черно поле h2 · бял топ на черно поле e1 · бял цар на черно поле g1 | черен топ на бяло поле a8 · черен топ на бяло поле e8 · черен цар на бяло поле g8 · черна пешка на бяло поле f7 · черна пешка на черно поле g7 · черна пешка на бяло поле h7 · черна пешка на бяло поле c6 · бял топ на черно поле d6 · черна дама на черно поле f6 · бяла пешка на черно поле c5 · черна пешка на черно поле b4 · бял офицер на бяло поле e4 · бяла дама на бяло поле b3 · бяла пешка на черно поле g3 · черен офицер на бяло поле h3 · бяла пешка на черно поле b2 · бяла пешка на черно поле f2 · бяла пешка на черно поле h2 · бял топ на черно поле e1 · бял цар на черно поле g1 | черен топ на бяло поле a8 · черен топ на бяло поле e8 · черен цар на бяло поле g8 · черна пешка на бяло поле f7 · черна пешка на черно поле g7 · черна пешка на бяло поле h7 · черна пешка на бяло поле c6 · бял топ на черно поле d6 · черна дама на черно поле f6 · бяла пешка на черно поле c5 · черна пешка на черно поле b4 · бял офицер на бяло поле e4 · бяла дама на бяло поле b3 · бяла пешка на черно поле g3 · черен офицер на бяло поле h3 · бяла пешка на черно поле b2 · бяла пешка на черно поле f2 · бяла пешка на черно поле h2 · бял топ на черно поле e1 · бял цар на черно поле g1 | черен топ на бяло поле a8 · черен топ на бяло поле e8 · черен цар на бяло поле g8 · черна пешка на бяло поле f7 · черна пешка на черно поле g7 · черна пешка на бяло поле h7 · черна пешка на бяло поле c6 · бял топ на черно поле d6 · черна дама на черно поле f6 · бяла пешка на черно поле c5 · черна пешка на черно поле b4 · бял офицер на бяло поле e4 · бяла дама на бяло поле b3 · бяла пешка на черно поле g3 · черен офицер на бяло поле h3 · бяла пешка на черно поле b2 · бяла пешка на черно поле f2 · бяла пешка на черно поле h2 · бял топ на черно поле e1 · бял цар на черно поле g1 | черен топ на бяло поле a8 · черен топ на бяло поле e8 · черен цар на бяло поле g8 · черна пешка на бяло поле f7 · черна пешка на черно поле g7 · черна пешка на бяло поле h7 · черна пешка на бяло поле c6 · бял топ на черно поле d6 · черна дама на черно поле f6 · бяла пешка на черно поле c5 · черна пешка на черно поле b4 · бял офицер на бяло поле e4 · бяла дама на бяло поле b3 · бяла пешка на черно поле g3 · черен офицер на бяло поле h3 · бяла пешка на черно поле b2 · бяла пешка на черно поле f2 · бяла пешка на черно поле h2 · бял топ на черно поле e1 · бял цар на черно поле g1 | черен топ на бяло поле a8 · черен топ на бяло поле e8 · черен цар на бяло поле g8 · черна пешка на бяло поле f7 · черна пешка на черно поле g7 · черна пешка на бяло поле h7 · черна пешка на бяло поле c6 · бял топ на черно поле d6 · черна дама на черно поле f6 · бяла пешка на черно поле c5 · черна пешка на черно поле b4 · бял офицер на бяло поле e4 · бяла дама на бяло поле b3 · бяла пешка на черно поле g3 · черен офицер на бяло поле h3 · бяла пешка на черно поле b2 · бяла пешка на черно поле f2 · бяла пешка на черно поле h2 · бял топ на черно поле e1 · бял цар на черно поле g1 | 1 |
|   | a | b | c | d | e | f | g | h |   |

В партията Виктор Корчной – Григорий Левенфиш, играна в Ленинград през 1953 г., възниква позицията, показана на диаграма 16. С хода 23...T:e4! черните отклоняват бeлия тур от защитата на първия ред. 24.T:e4 Д:d6! (24...Тa1+? 25.Тd1) 25.Д:b4 Д:c5!! Ново отклонение – от полето е1 за мат чрез Та1. 26.Дe1 g6 Левенфиш печели офицер и партията 0-1.
Петата партия от мача за световно първенство през 1972 г. Борис Спаски – Роберт Фишер е отличена като една от най-атрактивните игри в мача. В затворената позиция на диаграма 17
|   | a | b | c | d | e | f | g | h |   |
| 8 | черен цар на черно поле f8 · черен офицер на бяло поле d7 · черна пешка на черно поле g7 · черна пешка на черно поле b6 · черна дама на бяло поле g6 · черна пешка на черно поле h6 · черна пешка на черно поле a5 · черна пешка на черно поле c5 · бяла пешка на бяло поле d5 · черна пешка на черно поле e5 · черна пешка на черно поле g5 · бяла пешка на бяло поле a4 · бяла пешка на бяло поле c4 · бяла пешка на бяло поле e4 · черен кон на черно поле f4 · бяла пешка на черно поле c3 · бяла дама на бяло поле c2 · бяла пешка на бяло поле g2 · бяла пешка на черно поле h2 · бял офицер на бяло поле d1 · бял офицер на черно поле e1 · бял цар на черно поле g1 | черен цар на черно поле f8 · черен офицер на бяло поле d7 · черна пешка на черно поле g7 · черна пешка на черно поле b6 · черна дама на бяло поле g6 · черна пешка на черно поле h6 · черна пешка на черно поле a5 · черна пешка на черно поле c5 · бяла пешка на бяло поле d5 · черна пешка на черно поле e5 · черна пешка на черно поле g5 · бяла пешка на бяло поле a4 · бяла пешка на бяло поле c4 · бяла пешка на бяло поле e4 · черен кон на черно поле f4 · бяла пешка на черно поле c3 · бяла дама на бяло поле c2 · бяла пешка на бяло поле g2 · бяла пешка на черно поле h2 · бял офицер на бяло поле d1 · бял офицер на черно поле e1 · бял цар на черно поле g1 | черен цар на черно поле f8 · черен офицер на бяло поле d7 · черна пешка на черно поле g7 · черна пешка на черно поле b6 · черна дама на бяло поле g6 · черна пешка на черно поле h6 · черна пешка на черно поле a5 · черна пешка на черно поле c5 · бяла пешка на бяло поле d5 · черна пешка на черно поле e5 · черна пешка на черно поле g5 · бяла пешка на бяло поле a4 · бяла пешка на бяло поле c4 · бяла пешка на бяло поле e4 · черен кон на черно поле f4 · бяла пешка на черно поле c3 · бяла дама на бяло поле c2 · бяла пешка на бяло поле g2 · бяла пешка на черно поле h2 · бял офицер на бяло поле d1 · бял офицер на черно поле e1 · бял цар на черно поле g1 | черен цар на черно поле f8 · черен офицер на бяло поле d7 · черна пешка на черно поле g7 · черна пешка на черно поле b6 · черна дама на бяло поле g6 · черна пешка на черно поле h6 · черна пешка на черно поле a5 · черна пешка на черно поле c5 · бяла пешка на бяло поле d5 · черна пешка на черно поле e5 · черна пешка на черно поле g5 · бяла пешка на бяло поле a4 · бяла пешка на бяло поле c4 · бяла пешка на бяло поле e4 · черен кон на черно поле f4 · бяла пешка на черно поле c3 · бяла дама на бяло поле c2 · бяла пешка на бяло поле g2 · бяла пешка на черно поле h2 · бял офицер на бяло поле d1 · бял офицер на черно поле e1 · бял цар на черно поле g1 | черен цар на черно поле f8 · черен офицер на бяло поле d7 · черна пешка на черно поле g7 · черна пешка на черно поле b6 · черна дама на бяло поле g6 · черна пешка на черно поле h6 · черна пешка на черно поле a5 · черна пешка на черно поле c5 · бяла пешка на бяло поле d5 · черна пешка на черно поле e5 · черна пешка на черно поле g5 · бяла пешка на бяло поле a4 · бяла пешка на бяло поле c4 · бяла пешка на бяло поле e4 · черен кон на черно поле f4 · бяла пешка на черно поле c3 · бяла дама на бяло поле c2 · бяла пешка на бяло поле g2 · бяла пешка на черно поле h2 · бял офицер на бяло поле d1 · бял офицер на черно поле e1 · бял цар на черно поле g1 | черен цар на черно поле f8 · черен офицер на бяло поле d7 · черна пешка на черно поле g7 · черна пешка на черно поле b6 · черна дама на бяло поле g6 · черна пешка на черно поле h6 · черна пешка на черно поле a5 · черна пешка на черно поле c5 · бяла пешка на бяло поле d5 · черна пешка на черно поле e5 · черна пешка на черно поле g5 · бяла пешка на бяло поле a4 · бяла пешка на бяло поле c4 · бяла пешка на бяло поле e4 · черен кон на черно поле f4 · бяла пешка на черно поле c3 · бяла дама на бяло поле c2 · бяла пешка на бяло поле g2 · бяла пешка на черно поле h2 · бял офицер на бяло поле d1 · бял офицер на черно поле e1 · бял цар на черно поле g1 | черен цар на черно поле f8 · черен офицер на бяло поле d7 · черна пешка на черно поле g7 · черна пешка на черно поле b6 · черна дама на бяло поле g6 · черна пешка на черно поле h6 · черна пешка на черно поле a5 · черна пешка на черно поле c5 · бяла пешка на бяло поле d5 · черна пешка на черно поле e5 · черна пешка на черно поле g5 · бяла пешка на бяло поле a4 · бяла пешка на бяло поле c4 · бяла пешка на бяло поле e4 · черен кон на черно поле f4 · бяла пешка на черно поле c3 · бяла дама на бяло поле c2 · бяла пешка на бяло поле g2 · бяла пешка на черно поле h2 · бял офицер на бяло поле d1 · бял офицер на черно поле e1 · бял цар на черно поле g1 | черен цар на черно поле f8 · черен офицер на бяло поле d7 · черна пешка на черно поле g7 · черна пешка на черно поле b6 · черна дама на бяло поле g6 · черна пешка на черно поле h6 · черна пешка на черно поле a5 · черна пешка на черно поле c5 · бяла пешка на бяло поле d5 · черна пешка на черно поле e5 · черна пешка на черно поле g5 · бяла пешка на бяло поле a4 · бяла пешка на бяло поле c4 · бяла пешка на бяло поле e4 · черен кон на черно поле f4 · бяла пешка на черно поле c3 · бяла дама на бяло поле c2 · бяла пешка на бяло поле g2 · бяла пешка на черно поле h2 · бял офицер на бяло поле d1 · бял офицер на черно поле e1 · бял цар на черно поле g1 | 8 |
| 7 | черен цар на черно поле f8 · черен офицер на бяло поле d7 · черна пешка на черно поле g7 · черна пешка на черно поле b6 · черна дама на бяло поле g6 · черна пешка на черно поле h6 · черна пешка на черно поле a5 · черна пешка на черно поле c5 · бяла пешка на бяло поле d5 · черна пешка на черно поле e5 · черна пешка на черно поле g5 · бяла пешка на бяло поле a4 · бяла пешка на бяло поле c4 · бяла пешка на бяло поле e4 · черен кон на черно поле f4 · бяла пешка на черно поле c3 · бяла дама на бяло поле c2 · бяла пешка на бяло поле g2 · бяла пешка на черно поле h2 · бял офицер на бяло поле d1 · бял офицер на черно поле e1 · бял цар на черно поле g1 | черен цар на черно поле f8 · черен офицер на бяло поле d7 · черна пешка на черно поле g7 · черна пешка на черно поле b6 · черна дама на бяло поле g6 · черна пешка на черно поле h6 · черна пешка на черно поле a5 · черна пешка на черно поле c5 · бяла пешка на бяло поле d5 · черна пешка на черно поле e5 · черна пешка на черно поле g5 · бяла пешка на бяло поле a4 · бяла пешка на бяло поле c4 · бяла пешка на бяло поле e4 · черен кон на черно поле f4 · бяла пешка на черно поле c3 · бяла дама на бяло поле c2 · бяла пешка на бяло поле g2 · бяла пешка на черно поле h2 · бял офицер на бяло поле d1 · бял офицер на черно поле e1 · бял цар на черно поле g1 | черен цар на черно поле f8 · черен офицер на бяло поле d7 · черна пешка на черно поле g7 · черна пешка на черно поле b6 · черна дама на бяло поле g6 · черна пешка на черно поле h6 · черна пешка на черно поле a5 · черна пешка на черно поле c5 · бяла пешка на бяло поле d5 · черна пешка на черно поле e5 · черна пешка на черно поле g5 · бяла пешка на бяло поле a4 · бяла пешка на бяло поле c4 · бяла пешка на бяло поле e4 · черен кон на черно поле f4 · бяла пешка на черно поле c3 · бяла дама на бяло поле c2 · бяла пешка на бяло поле g2 · бяла пешка на черно поле h2 · бял офицер на бяло поле d1 · бял офицер на черно поле e1 · бял цар на черно поле g1 | черен цар на черно поле f8 · черен офицер на бяло поле d7 · черна пешка на черно поле g7 · черна пешка на черно поле b6 · черна дама на бяло поле g6 · черна пешка на черно поле h6 · черна пешка на черно поле a5 · черна пешка на черно поле c5 · бяла пешка на бяло поле d5 · черна пешка на черно поле e5 · черна пешка на черно поле g5 · бяла пешка на бяло поле a4 · бяла пешка на бяло поле c4 · бяла пешка на бяло поле e4 · черен кон на черно поле f4 · бяла пешка на черно поле c3 · бяла дама на бяло поле c2 · бяла пешка на бяло поле g2 · бяла пешка на черно поле h2 · бял офицер на бяло поле d1 · бял офицер на черно поле e1 · бял цар на черно поле g1 | черен цар на черно поле f8 · черен офицер на бяло поле d7 · черна пешка на черно поле g7 · черна пешка на черно поле b6 · черна дама на бяло поле g6 · черна пешка на черно поле h6 · черна пешка на черно поле a5 · черна пешка на черно поле c5 · бяла пешка на бяло поле d5 · черна пешка на черно поле e5 · черна пешка на черно поле g5 · бяла пешка на бяло поле a4 · бяла пешка на бяло поле c4 · бяла пешка на бяло поле e4 · черен кон на черно поле f4 · бяла пешка на черно поле c3 · бяла дама на бяло поле c2 · бяла пешка на бяло поле g2 · бяла пешка на черно поле h2 · бял офицер на бяло поле d1 · бял офицер на черно поле e1 · бял цар на черно поле g1 | черен цар на черно поле f8 · черен офицер на бяло поле d7 · черна пешка на черно поле g7 · черна пешка на черно поле b6 · черна дама на бяло поле g6 · черна пешка на черно поле h6 · черна пешка на черно поле a5 · черна пешка на черно поле c5 · бяла пешка на бяло поле d5 · черна пешка на черно поле e5 · черна пешка на черно поле g5 · бяла пешка на бяло поле a4 · бяла пешка на бяло поле c4 · бяла пешка на бяло поле e4 · черен кон на черно поле f4 · бяла пешка на черно поле c3 · бяла дама на бяло поле c2 · бяла пешка на бяло поле g2 · бяла пешка на черно поле h2 · бял офицер на бяло поле d1 · бял офицер на черно поле e1 · бял цар на черно поле g1 | черен цар на черно поле f8 · черен офицер на бяло поле d7 · черна пешка на черно поле g7 · черна пешка на черно поле b6 · черна дама на бяло поле g6 · черна пешка на черно поле h6 · черна пешка на черно поле a5 · черна пешка на черно поле c5 · бяла пешка на бяло поле d5 · черна пешка на черно поле e5 · черна пешка на черно поле g5 · бяла пешка на бяло поле a4 · бяла пешка на бяло поле c4 · бяла пешка на бяло поле e4 · черен кон на черно поле f4 · бяла пешка на черно поле c3 · бяла дама на бяло поле c2 · бяла пешка на бяло поле g2 · бяла пешка на черно поле h2 · бял офицер на бяло поле d1 · бял офицер на черно поле e1 · бял цар на черно поле g1 | черен цар на черно поле f8 · черен офицер на бяло поле d7 · черна пешка на черно поле g7 · черна пешка на черно поле b6 · черна дама на бяло поле g6 · черна пешка на черно поле h6 · черна пешка на черно поле a5 · черна пешка на черно поле c5 · бяла пешка на бяло поле d5 · черна пешка на черно поле e5 · черна пешка на черно поле g5 · бяла пешка на бяло поле a4 · бяла пешка на бяло поле c4 · бяла пешка на бяло поле e4 · черен кон на черно поле f4 · бяла пешка на черно поле c3 · бяла дама на бяло поле c2 · бяла пешка на бяло поле g2 · бяла пешка на черно поле h2 · бял офицер на бяло поле d1 · бял офицер на черно поле e1 · бял цар на черно поле g1 | 7 |
| 6 | черен цар на черно поле f8 · черен офицер на бяло поле d7 · черна пешка на черно поле g7 · черна пешка на черно поле b6 · черна дама на бяло поле g6 · черна пешка на черно поле h6 · черна пешка на черно поле a5 · черна пешка на черно поле c5 · бяла пешка на бяло поле d5 · черна пешка на черно поле e5 · черна пешка на черно поле g5 · бяла пешка на бяло поле a4 · бяла пешка на бяло поле c4 · бяла пешка на бяло поле e4 · черен кон на черно поле f4 · бяла пешка на черно поле c3 · бяла дама на бяло поле c2 · бяла пешка на бяло поле g2 · бяла пешка на черно поле h2 · бял офицер на бяло поле d1 · бял офицер на черно поле e1 · бял цар на черно поле g1 | черен цар на черно поле f8 · черен офицер на бяло поле d7 · черна пешка на черно поле g7 · черна пешка на черно поле b6 · черна дама на бяло поле g6 · черна пешка на черно поле h6 · черна пешка на черно поле a5 · черна пешка на черно поле c5 · бяла пешка на бяло поле d5 · черна пешка на черно поле e5 · черна пешка на черно поле g5 · бяла пешка на бяло поле a4 · бяла пешка на бяло поле c4 · бяла пешка на бяло поле e4 · черен кон на черно поле f4 · бяла пешка на черно поле c3 · бяла дама на бяло поле c2 · бяла пешка на бяло поле g2 · бяла пешка на черно поле h2 · бял офицер на бяло поле d1 · бял офицер на черно поле e1 · бял цар на черно поле g1 | черен цар на черно поле f8 · черен офицер на бяло поле d7 · черна пешка на черно поле g7 · черна пешка на черно поле b6 · черна дама на бяло поле g6 · черна пешка на черно поле h6 · черна пешка на черно поле a5 · черна пешка на черно поле c5 · бяла пешка на бяло поле d5 · черна пешка на черно поле e5 · черна пешка на черно поле g5 · бяла пешка на бяло поле a4 · бяла пешка на бяло поле c4 · бяла пешка на бяло поле e4 · черен кон на черно поле f4 · бяла пешка на черно поле c3 · бяла дама на бяло поле c2 · бяла пешка на бяло поле g2 · бяла пешка на черно поле h2 · бял офицер на бяло поле d1 · бял офицер на черно поле e1 · бял цар на черно поле g1 | черен цар на черно поле f8 · черен офицер на бяло поле d7 · черна пешка на черно поле g7 · черна пешка на черно поле b6 · черна дама на бяло поле g6 · черна пешка на черно поле h6 · черна пешка на черно поле a5 · черна пешка на черно поле c5 · бяла пешка на бяло поле d5 · черна пешка на черно поле e5 · черна пешка на черно поле g5 · бяла пешка на бяло поле a4 · бяла пешка на бяло поле c4 · бяла пешка на бяло поле e4 · черен кон на черно поле f4 · бяла пешка на черно поле c3 · бяла дама на бяло поле c2 · бяла пешка на бяло поле g2 · бяла пешка на черно поле h2 · бял офицер на бяло поле d1 · бял офицер на черно поле e1 · бял цар на черно поле g1 | черен цар на черно поле f8 · черен офицер на бяло поле d7 · черна пешка на черно поле g7 · черна пешка на черно поле b6 · черна дама на бяло поле g6 · черна пешка на черно поле h6 · черна пешка на черно поле a5 · черна пешка на черно поле c5 · бяла пешка на бяло поле d5 · черна пешка на черно поле e5 · черна пешка на черно поле g5 · бяла пешка на бяло поле a4 · бяла пешка на бяло поле c4 · бяла пешка на бяло поле e4 · черен кон на черно поле f4 · бяла пешка на черно поле c3 · бяла дама на бяло поле c2 · бяла пешка на бяло поле g2 · бяла пешка на черно поле h2 · бял офицер на бяло поле d1 · бял офицер на черно поле e1 · бял цар на черно поле g1 | черен цар на черно поле f8 · черен офицер на бяло поле d7 · черна пешка на черно поле g7 · черна пешка на черно поле b6 · черна дама на бяло поле g6 · черна пешка на черно поле h6 · черна пешка на черно поле a5 · черна пешка на черно поле c5 · бяла пешка на бяло поле d5 · черна пешка на черно поле e5 · черна пешка на черно поле g5 · бяла пешка на бяло поле a4 · бяла пешка на бяло поле c4 · бяла пешка на бяло поле e4 · черен кон на черно поле f4 · бяла пешка на черно поле c3 · бяла дама на бяло поле c2 · бяла пешка на бяло поле g2 · бяла пешка на черно поле h2 · бял офицер на бяло поле d1 · бял офицер на черно поле e1 · бял цар на черно поле g1 | черен цар на черно поле f8 · черен офицер на бяло поле d7 · черна пешка на черно поле g7 · черна пешка на черно поле b6 · черна дама на бяло поле g6 · черна пешка на черно поле h6 · черна пешка на черно поле a5 · черна пешка на черно поле c5 · бяла пешка на бяло поле d5 · черна пешка на черно поле e5 · черна пешка на черно поле g5 · бяла пешка на бяло поле a4 · бяла пешка на бяло поле c4 · бяла пешка на бяло поле e4 · черен кон на черно поле f4 · бяла пешка на черно поле c3 · бяла дама на бяло поле c2 · бяла пешка на бяло поле g2 · бяла пешка на черно поле h2 · бял офицер на бяло поле d1 · бял офицер на черно поле e1 · бял цар на черно поле g1 | черен цар на черно поле f8 · черен офицер на бяло поле d7 · черна пешка на черно поле g7 · черна пешка на черно поле b6 · черна дама на бяло поле g6 · черна пешка на черно поле h6 · черна пешка на черно поле a5 · черна пешка на черно поле c5 · бяла пешка на бяло поле d5 · черна пешка на черно поле e5 · черна пешка на черно поле g5 · бяла пешка на бяло поле a4 · бяла пешка на бяло поле c4 · бяла пешка на бяло поле e4 · черен кон на черно поле f4 · бяла пешка на черно поле c3 · бяла дама на бяло поле c2 · бяла пешка на бяло поле g2 · бяла пешка на черно поле h2 · бял офицер на бяло поле d1 · бял офицер на черно поле e1 · бял цар на черно поле g1 | 6 |
| 5 | черен цар на черно поле f8 · черен офицер на бяло поле d7 · черна пешка на черно поле g7 · черна пешка на черно поле b6 · черна дама на бяло поле g6 · черна пешка на черно поле h6 · черна пешка на черно поле a5 · черна пешка на черно поле c5 · бяла пешка на бяло поле d5 · черна пешка на черно поле e5 · черна пешка на черно поле g5 · бяла пешка на бяло поле a4 · бяла пешка на бяло поле c4 · бяла пешка на бяло поле e4 · черен кон на черно поле f4 · бяла пешка на черно поле c3 · бяла дама на бяло поле c2 · бяла пешка на бяло поле g2 · бяла пешка на черно поле h2 · бял офицер на бяло поле d1 · бял офицер на черно поле e1 · бял цар на черно поле g1 | черен цар на черно поле f8 · черен офицер на бяло поле d7 · черна пешка на черно поле g7 · черна пешка на черно поле b6 · черна дама на бяло поле g6 · черна пешка на черно поле h6 · черна пешка на черно поле a5 · черна пешка на черно поле c5 · бяла пешка на бяло поле d5 · черна пешка на черно поле e5 · черна пешка на черно поле g5 · бяла пешка на бяло поле a4 · бяла пешка на бяло поле c4 · бяла пешка на бяло поле e4 · черен кон на черно поле f4 · бяла пешка на черно поле c3 · бяла дама на бяло поле c2 · бяла пешка на бяло поле g2 · бяла пешка на черно поле h2 · бял офицер на бяло поле d1 · бял офицер на черно поле e1 · бял цар на черно поле g1 | черен цар на черно поле f8 · черен офицер на бяло поле d7 · черна пешка на черно поле g7 · черна пешка на черно поле b6 · черна дама на бяло поле g6 · черна пешка на черно поле h6 · черна пешка на черно поле a5 · черна пешка на черно поле c5 · бяла пешка на бяло поле d5 · черна пешка на черно поле e5 · черна пешка на черно поле g5 · бяла пешка на бяло поле a4 · бяла пешка на бяло поле c4 · бяла пешка на бяло поле e4 · черен кон на черно поле f4 · бяла пешка на черно поле c3 · бяла дама на бяло поле c2 · бяла пешка на бяло поле g2 · бяла пешка на черно поле h2 · бял офицер на бяло поле d1 · бял офицер на черно поле e1 · бял цар на черно поле g1 | черен цар на черно поле f8 · черен офицер на бяло поле d7 · черна пешка на черно поле g7 · черна пешка на черно поле b6 · черна дама на бяло поле g6 · черна пешка на черно поле h6 · черна пешка на черно поле a5 · черна пешка на черно поле c5 · бяла пешка на бяло поле d5 · черна пешка на черно поле e5 · черна пешка на черно поле g5 · бяла пешка на бяло поле a4 · бяла пешка на бяло поле c4 · бяла пешка на бяло поле e4 · черен кон на черно поле f4 · бяла пешка на черно поле c3 · бяла дама на бяло поле c2 · бяла пешка на бяло поле g2 · бяла пешка на черно поле h2 · бял офицер на бяло поле d1 · бял офицер на черно поле e1 · бял цар на черно поле g1 | черен цар на черно поле f8 · черен офицер на бяло поле d7 · черна пешка на черно поле g7 · черна пешка на черно поле b6 · черна дама на бяло поле g6 · черна пешка на черно поле h6 · черна пешка на черно поле a5 · черна пешка на черно поле c5 · бяла пешка на бяло поле d5 · черна пешка на черно поле e5 · черна пешка на черно поле g5 · бяла пешка на бяло поле a4 · бяла пешка на бяло поле c4 · бяла пешка на бяло поле e4 · черен кон на черно поле f4 · бяла пешка на черно поле c3 · бяла дама на бяло поле c2 · бяла пешка на бяло поле g2 · бяла пешка на черно поле h2 · бял офицер на бяло поле d1 · бял офицер на черно поле e1 · бял цар на черно поле g1 | черен цар на черно поле f8 · черен офицер на бяло поле d7 · черна пешка на черно поле g7 · черна пешка на черно поле b6 · черна дама на бяло поле g6 · черна пешка на черно поле h6 · черна пешка на черно поле a5 · черна пешка на черно поле c5 · бяла пешка на бяло поле d5 · черна пешка на черно поле e5 · черна пешка на черно поле g5 · бяла пешка на бяло поле a4 · бяла пешка на бяло поле c4 · бяла пешка на бяло поле e4 · черен кон на черно поле f4 · бяла пешка на черно поле c3 · бяла дама на бяло поле c2 · бяла пешка на бяло поле g2 · бяла пешка на черно поле h2 · бял офицер на бяло поле d1 · бял офицер на черно поле e1 · бял цар на черно поле g1 | черен цар на черно поле f8 · черен офицер на бяло поле d7 · черна пешка на черно поле g7 · черна пешка на черно поле b6 · черна дама на бяло поле g6 · черна пешка на черно поле h6 · черна пешка на черно поле a5 · черна пешка на черно поле c5 · бяла пешка на бяло поле d5 · черна пешка на черно поле e5 · черна пешка на черно поле g5 · бяла пешка на бяло поле a4 · бяла пешка на бяло поле c4 · бяла пешка на бяло поле e4 · черен кон на черно поле f4 · бяла пешка на черно поле c3 · бяла дама на бяло поле c2 · бяла пешка на бяло поле g2 · бяла пешка на черно поле h2 · бял офицер на бяло поле d1 · бял офицер на черно поле e1 · бял цар на черно поле g1 | черен цар на черно поле f8 · черен офицер на бяло поле d7 · черна пешка на черно поле g7 · черна пешка на черно поле b6 · черна дама на бяло поле g6 · черна пешка на черно поле h6 · черна пешка на черно поле a5 · черна пешка на черно поле c5 · бяла пешка на бяло поле d5 · черна пешка на черно поле e5 · черна пешка на черно поле g5 · бяла пешка на бяло поле a4 · бяла пешка на бяло поле c4 · бяла пешка на бяло поле e4 · черен кон на черно поле f4 · бяла пешка на черно поле c3 · бяла дама на бяло поле c2 · бяла пешка на бяло поле g2 · бяла пешка на черно поле h2 · бял офицер на бяло поле d1 · бял офицер на черно поле e1 · бял цар на черно поле g1 | 5 |
| 4 | черен цар на черно поле f8 · черен офицер на бяло поле d7 · черна пешка на черно поле g7 · черна пешка на черно поле b6 · черна дама на бяло поле g6 · черна пешка на черно поле h6 · черна пешка на черно поле a5 · черна пешка на черно поле c5 · бяла пешка на бяло поле d5 · черна пешка на черно поле e5 · черна пешка на черно поле g5 · бяла пешка на бяло поле a4 · бяла пешка на бяло поле c4 · бяла пешка на бяло поле e4 · черен кон на черно поле f4 · бяла пешка на черно поле c3 · бяла дама на бяло поле c2 · бяла пешка на бяло поле g2 · бяла пешка на черно поле h2 · бял офицер на бяло поле d1 · бял офицер на черно поле e1 · бял цар на черно поле g1 | черен цар на черно поле f8 · черен офицер на бяло поле d7 · черна пешка на черно поле g7 · черна пешка на черно поле b6 · черна дама на бяло поле g6 · черна пешка на черно поле h6 · черна пешка на черно поле a5 · черна пешка на черно поле c5 · бяла пешка на бяло поле d5 · черна пешка на черно поле e5 · черна пешка на черно поле g5 · бяла пешка на бяло поле a4 · бяла пешка на бяло поле c4 · бяла пешка на бяло поле e4 · черен кон на черно поле f4 · бяла пешка на черно поле c3 · бяла дама на бяло поле c2 · бяла пешка на бяло поле g2 · бяла пешка на черно поле h2 · бял офицер на бяло поле d1 · бял офицер на черно поле e1 · бял цар на черно поле g1 | черен цар на черно поле f8 · черен офицер на бяло поле d7 · черна пешка на черно поле g7 · черна пешка на черно поле b6 · черна дама на бяло поле g6 · черна пешка на черно поле h6 · черна пешка на черно поле a5 · черна пешка на черно поле c5 · бяла пешка на бяло поле d5 · черна пешка на черно поле e5 · черна пешка на черно поле g5 · бяла пешка на бяло поле a4 · бяла пешка на бяло поле c4 · бяла пешка на бяло поле e4 · черен кон на черно поле f4 · бяла пешка на черно поле c3 · бяла дама на бяло поле c2 · бяла пешка на бяло поле g2 · бяла пешка на черно поле h2 · бял офицер на бяло поле d1 · бял офицер на черно поле e1 · бял цар на черно поле g1 | черен цар на черно поле f8 · черен офицер на бяло поле d7 · черна пешка на черно поле g7 · черна пешка на черно поле b6 · черна дама на бяло поле g6 · черна пешка на черно поле h6 · черна пешка на черно поле a5 · черна пешка на черно поле c5 · бяла пешка на бяло поле d5 · черна пешка на черно поле e5 · черна пешка на черно поле g5 · бяла пешка на бяло поле a4 · бяла пешка на бяло поле c4 · бяла пешка на бяло поле e4 · черен кон на черно поле f4 · бяла пешка на черно поле c3 · бяла дама на бяло поле c2 · бяла пешка на бяло поле g2 · бяла пешка на черно поле h2 · бял офицер на бяло поле d1 · бял офицер на черно поле e1 · бял цар на черно поле g1 | черен цар на черно поле f8 · черен офицер на бяло поле d7 · черна пешка на черно поле g7 · черна пешка на черно поле b6 · черна дама на бяло поле g6 · черна пешка на черно поле h6 · черна пешка на черно поле a5 · черна пешка на черно поле c5 · бяла пешка на бяло поле d5 · черна пешка на черно поле e5 · черна пешка на черно поле g5 · бяла пешка на бяло поле a4 · бяла пешка на бяло поле c4 · бяла пешка на бяло поле e4 · черен кон на черно поле f4 · бяла пешка на черно поле c3 · бяла дама на бяло поле c2 · бяла пешка на бяло поле g2 · бяла пешка на черно поле h2 · бял офицер на бяло поле d1 · бял офицер на черно поле e1 · бял цар на черно поле g1 | черен цар на черно поле f8 · черен офицер на бяло поле d7 · черна пешка на черно поле g7 · черна пешка на черно поле b6 · черна дама на бяло поле g6 · черна пешка на черно поле h6 · черна пешка на черно поле a5 · черна пешка на черно поле c5 · бяла пешка на бяло поле d5 · черна пешка на черно поле e5 · черна пешка на черно поле g5 · бяла пешка на бяло поле a4 · бяла пешка на бяло поле c4 · бяла пешка на бяло поле e4 · черен кон на черно поле f4 · бяла пешка на черно поле c3 · бяла дама на бяло поле c2 · бяла пешка на бяло поле g2 · бяла пешка на черно поле h2 · бял офицер на бяло поле d1 · бял офицер на черно поле e1 · бял цар на черно поле g1 | черен цар на черно поле f8 · черен офицер на бяло поле d7 · черна пешка на черно поле g7 · черна пешка на черно поле b6 · черна дама на бяло поле g6 · черна пешка на черно поле h6 · черна пешка на черно поле a5 · черна пешка на черно поле c5 · бяла пешка на бяло поле d5 · черна пешка на черно поле e5 · черна пешка на черно поле g5 · бяла пешка на бяло поле a4 · бяла пешка на бяло поле c4 · бяла пешка на бяло поле e4 · черен кон на черно поле f4 · бяла пешка на черно поле c3 · бяла дама на бяло поле c2 · бяла пешка на бяло поле g2 · бяла пешка на черно поле h2 · бял офицер на бяло поле d1 · бял офицер на черно поле e1 · бял цар на черно поле g1 | черен цар на черно поле f8 · черен офицер на бяло поле d7 · черна пешка на черно поле g7 · черна пешка на черно поле b6 · черна дама на бяло поле g6 · черна пешка на черно поле h6 · черна пешка на черно поле a5 · черна пешка на черно поле c5 · бяла пешка на бяло поле d5 · черна пешка на черно поле e5 · черна пешка на черно поле g5 · бяла пешка на бяло поле a4 · бяла пешка на бяло поле c4 · бяла пешка на бяло поле e4 · черен кон на черно поле f4 · бяла пешка на черно поле c3 · бяла дама на бяло поле c2 · бяла пешка на бяло поле g2 · бяла пешка на черно поле h2 · бял офицер на бяло поле d1 · бял офицер на черно поле e1 · бял цар на черно поле g1 | 4 |
| 3 | черен цар на черно поле f8 · черен офицер на бяло поле d7 · черна пешка на черно поле g7 · черна пешка на черно поле b6 · черна дама на бяло поле g6 · черна пешка на черно поле h6 · черна пешка на черно поле a5 · черна пешка на черно поле c5 · бяла пешка на бяло поле d5 · черна пешка на черно поле e5 · черна пешка на черно поле g5 · бяла пешка на бяло поле a4 · бяла пешка на бяло поле c4 · бяла пешка на бяло поле e4 · черен кон на черно поле f4 · бяла пешка на черно поле c3 · бяла дама на бяло поле c2 · бяла пешка на бяло поле g2 · бяла пешка на черно поле h2 · бял офицер на бяло поле d1 · бял офицер на черно поле e1 · бял цар на черно поле g1 | черен цар на черно поле f8 · черен офицер на бяло поле d7 · черна пешка на черно поле g7 · черна пешка на черно поле b6 · черна дама на бяло поле g6 · черна пешка на черно поле h6 · черна пешка на черно поле a5 · черна пешка на черно поле c5 · бяла пешка на бяло поле d5 · черна пешка на черно поле e5 · черна пешка на черно поле g5 · бяла пешка на бяло поле a4 · бяла пешка на бяло поле c4 · бяла пешка на бяло поле e4 · черен кон на черно поле f4 · бяла пешка на черно поле c3 · бяла дама на бяло поле c2 · бяла пешка на бяло поле g2 · бяла пешка на черно поле h2 · бял офицер на бяло поле d1 · бял офицер на черно поле e1 · бял цар на черно поле g1 | черен цар на черно поле f8 · черен офицер на бяло поле d7 · черна пешка на черно поле g7 · черна пешка на черно поле b6 · черна дама на бяло поле g6 · черна пешка на черно поле h6 · черна пешка на черно поле a5 · черна пешка на черно поле c5 · бяла пешка на бяло поле d5 · черна пешка на черно поле e5 · черна пешка на черно поле g5 · бяла пешка на бяло поле a4 · бяла пешка на бяло поле c4 · бяла пешка на бяло поле e4 · черен кон на черно поле f4 · бяла пешка на черно поле c3 · бяла дама на бяло поле c2 · бяла пешка на бяло поле g2 · бяла пешка на черно поле h2 · бял офицер на бяло поле d1 · бял офицер на черно поле e1 · бял цар на черно поле g1 | черен цар на черно поле f8 · черен офицер на бяло поле d7 · черна пешка на черно поле g7 · черна пешка на черно поле b6 · черна дама на бяло поле g6 · черна пешка на черно поле h6 · черна пешка на черно поле a5 · черна пешка на черно поле c5 · бяла пешка на бяло поле d5 · черна пешка на черно поле e5 · черна пешка на черно поле g5 · бяла пешка на бяло поле a4 · бяла пешка на бяло поле c4 · бяла пешка на бяло поле e4 · черен кон на черно поле f4 · бяла пешка на черно поле c3 · бяла дама на бяло поле c2 · бяла пешка на бяло поле g2 · бяла пешка на черно поле h2 · бял офицер на бяло поле d1 · бял офицер на черно поле e1 · бял цар на черно поле g1 | черен цар на черно поле f8 · черен офицер на бяло поле d7 · черна пешка на черно поле g7 · черна пешка на черно поле b6 · черна дама на бяло поле g6 · черна пешка на черно поле h6 · черна пешка на черно поле a5 · черна пешка на черно поле c5 · бяла пешка на бяло поле d5 · черна пешка на черно поле e5 · черна пешка на черно поле g5 · бяла пешка на бяло поле a4 · бяла пешка на бяло поле c4 · бяла пешка на бяло поле e4 · черен кон на черно поле f4 · бяла пешка на черно поле c3 · бяла дама на бяло поле c2 · бяла пешка на бяло поле g2 · бяла пешка на черно поле h2 · бял офицер на бяло поле d1 · бял офицер на черно поле e1 · бял цар на черно поле g1 | черен цар на черно поле f8 · черен офицер на бяло поле d7 · черна пешка на черно поле g7 · черна пешка на черно поле b6 · черна дама на бяло поле g6 · черна пешка на черно поле h6 · черна пешка на черно поле a5 · черна пешка на черно поле c5 · бяла пешка на бяло поле d5 · черна пешка на черно поле e5 · черна пешка на черно поле g5 · бяла пешка на бяло поле a4 · бяла пешка на бяло поле c4 · бяла пешка на бяло поле e4 · черен кон на черно поле f4 · бяла пешка на черно поле c3 · бяла дама на бяло поле c2 · бяла пешка на бяло поле g2 · бяла пешка на черно поле h2 · бял офицер на бяло поле d1 · бял офицер на черно поле e1 · бял цар на черно поле g1 | черен цар на черно поле f8 · черен офицер на бяло поле d7 · черна пешка на черно поле g7 · черна пешка на черно поле b6 · черна дама на бяло поле g6 · черна пешка на черно поле h6 · черна пешка на черно поле a5 · черна пешка на черно поле c5 · бяла пешка на бяло поле d5 · черна пешка на черно поле e5 · черна пешка на черно поле g5 · бяла пешка на бяло поле a4 · бяла пешка на бяло поле c4 · бяла пешка на бяло поле e4 · черен кон на черно поле f4 · бяла пешка на черно поле c3 · бяла дама на бяло поле c2 · бяла пешка на бяло поле g2 · бяла пешка на черно поле h2 · бял офицер на бяло поле d1 · бял офицер на черно поле e1 · бял цар на черно поле g1 | черен цар на черно поле f8 · черен офицер на бяло поле d7 · черна пешка на черно поле g7 · черна пешка на черно поле b6 · черна дама на бяло поле g6 · черна пешка на черно поле h6 · черна пешка на черно поле a5 · черна пешка на черно поле c5 · бяла пешка на бяло поле d5 · черна пешка на черно поле e5 · черна пешка на черно поле g5 · бяла пешка на бяло поле a4 · бяла пешка на бяло поле c4 · бяла пешка на бяло поле e4 · черен кон на черно поле f4 · бяла пешка на черно поле c3 · бяла дама на бяло поле c2 · бяла пешка на бяло поле g2 · бяла пешка на черно поле h2 · бял офицер на бяло поле d1 · бял офицер на черно поле e1 · бял цар на черно поле g1 | 3 |
| 2 | черен цар на черно поле f8 · черен офицер на бяло поле d7 · черна пешка на черно поле g7 · черна пешка на черно поле b6 · черна дама на бяло поле g6 · черна пешка на черно поле h6 · черна пешка на черно поле a5 · черна пешка на черно поле c5 · бяла пешка на бяло поле d5 · черна пешка на черно поле e5 · черна пешка на черно поле g5 · бяла пешка на бяло поле a4 · бяла пешка на бяло поле c4 · бяла пешка на бяло поле e4 · черен кон на черно поле f4 · бяла пешка на черно поле c3 · бяла дама на бяло поле c2 · бяла пешка на бяло поле g2 · бяла пешка на черно поле h2 · бял офицер на бяло поле d1 · бял офицер на черно поле e1 · бял цар на черно поле g1 | черен цар на черно поле f8 · черен офицер на бяло поле d7 · черна пешка на черно поле g7 · черна пешка на черно поле b6 · черна дама на бяло поле g6 · черна пешка на черно поле h6 · черна пешка на черно поле a5 · черна пешка на черно поле c5 · бяла пешка на бяло поле d5 · черна пешка на черно поле e5 · черна пешка на черно поле g5 · бяла пешка на бяло поле a4 · бяла пешка на бяло поле c4 · бяла пешка на бяло поле e4 · черен кон на черно поле f4 · бяла пешка на черно поле c3 · бяла дама на бяло поле c2 · бяла пешка на бяло поле g2 · бяла пешка на черно поле h2 · бял офицер на бяло поле d1 · бял офицер на черно поле e1 · бял цар на черно поле g1 | черен цар на черно поле f8 · черен офицер на бяло поле d7 · черна пешка на черно поле g7 · черна пешка на черно поле b6 · черна дама на бяло поле g6 · черна пешка на черно поле h6 · черна пешка на черно поле a5 · черна пешка на черно поле c5 · бяла пешка на бяло поле d5 · черна пешка на черно поле e5 · черна пешка на черно поле g5 · бяла пешка на бяло поле a4 · бяла пешка на бяло поле c4 · бяла пешка на бяло поле e4 · черен кон на черно поле f4 · бяла пешка на черно поле c3 · бяла дама на бяло поле c2 · бяла пешка на бяло поле g2 · бяла пешка на черно поле h2 · бял офицер на бяло поле d1 · бял офицер на черно поле e1 · бял цар на черно поле g1 | черен цар на черно поле f8 · черен офицер на бяло поле d7 · черна пешка на черно поле g7 · черна пешка на черно поле b6 · черна дама на бяло поле g6 · черна пешка на черно поле h6 · черна пешка на черно поле a5 · черна пешка на черно поле c5 · бяла пешка на бяло поле d5 · черна пешка на черно поле e5 · черна пешка на черно поле g5 · бяла пешка на бяло поле a4 · бяла пешка на бяло поле c4 · бяла пешка на бяло поле e4 · черен кон на черно поле f4 · бяла пешка на черно поле c3 · бяла дама на бяло поле c2 · бяла пешка на бяло поле g2 · бяла пешка на черно поле h2 · бял офицер на бяло поле d1 · бял офицер на черно поле e1 · бял цар на черно поле g1 | черен цар на черно поле f8 · черен офицер на бяло поле d7 · черна пешка на черно поле g7 · черна пешка на черно поле b6 · черна дама на бяло поле g6 · черна пешка на черно поле h6 · черна пешка на черно поле a5 · черна пешка на черно поле c5 · бяла пешка на бяло поле d5 · черна пешка на черно поле e5 · черна пешка на черно поле g5 · бяла пешка на бяло поле a4 · бяла пешка на бяло поле c4 · бяла пешка на бяло поле e4 · черен кон на черно поле f4 · бяла пешка на черно поле c3 · бяла дама на бяло поле c2 · бяла пешка на бяло поле g2 · бяла пешка на черно поле h2 · бял офицер на бяло поле d1 · бял офицер на черно поле e1 · бял цар на черно поле g1 | черен цар на черно поле f8 · черен офицер на бяло поле d7 · черна пешка на черно поле g7 · черна пешка на черно поле b6 · черна дама на бяло поле g6 · черна пешка на черно поле h6 · черна пешка на черно поле a5 · черна пешка на черно поле c5 · бяла пешка на бяло поле d5 · черна пешка на черно поле e5 · черна пешка на черно поле g5 · бяла пешка на бяло поле a4 · бяла пешка на бяло поле c4 · бяла пешка на бяло поле e4 · черен кон на черно поле f4 · бяла пешка на черно поле c3 · бяла дама на бяло поле c2 · бяла пешка на бяло поле g2 · бяла пешка на черно поле h2 · бял офицер на бяло поле d1 · бял офицер на черно поле e1 · бял цар на черно поле g1 | черен цар на черно поле f8 · черен офицер на бяло поле d7 · черна пешка на черно поле g7 · черна пешка на черно поле b6 · черна дама на бяло поле g6 · черна пешка на черно поле h6 · черна пешка на черно поле a5 · черна пешка на черно поле c5 · бяла пешка на бяло поле d5 · черна пешка на черно поле e5 · черна пешка на черно поле g5 · бяла пешка на бяло поле a4 · бяла пешка на бяло поле c4 · бяла пешка на бяло поле e4 · черен кон на черно поле f4 · бяла пешка на черно поле c3 · бяла дама на бяло поле c2 · бяла пешка на бяло поле g2 · бяла пешка на черно поле h2 · бял офицер на бяло поле d1 · бял офицер на черно поле e1 · бял цар на черно поле g1 | черен цар на черно поле f8 · черен офицер на бяло поле d7 · черна пешка на черно поле g7 · черна пешка на черно поле b6 · черна дама на бяло поле g6 · черна пешка на черно поле h6 · черна пешка на черно поле a5 · черна пешка на черно поле c5 · бяла пешка на бяло поле d5 · черна пешка на черно поле e5 · черна пешка на черно поле g5 · бяла пешка на бяло поле a4 · бяла пешка на бяло поле c4 · бяла пешка на бяло поле e4 · черен кон на черно поле f4 · бяла пешка на черно поле c3 · бяла дама на бяло поле c2 · бяла пешка на бяло поле g2 · бяла пешка на черно поле h2 · бял офицер на бяло поле d1 · бял офицер на черно поле e1 · бял цар на черно поле g1 | 2 |
| 1 | черен цар на черно поле f8 · черен офицер на бяло поле d7 · черна пешка на черно поле g7 · черна пешка на черно поле b6 · черна дама на бяло поле g6 · черна пешка на черно поле h6 · черна пешка на черно поле a5 · черна пешка на черно поле c5 · бяла пешка на бяло поле d5 · черна пешка на черно поле e5 · черна пешка на черно поле g5 · бяла пешка на бяло поле a4 · бяла пешка на бяло поле c4 · бяла пешка на бяло поле e4 · черен кон на черно поле f4 · бяла пешка на черно поле c3 · бяла дама на бяло поле c2 · бяла пешка на бяло поле g2 · бяла пешка на черно поле h2 · бял офицер на бяло поле d1 · бял офицер на черно поле e1 · бял цар на черно поле g1 | черен цар на черно поле f8 · черен офицер на бяло поле d7 · черна пешка на черно поле g7 · черна пешка на черно поле b6 · черна дама на бяло поле g6 · черна пешка на черно поле h6 · черна пешка на черно поле a5 · черна пешка на черно поле c5 · бяла пешка на бяло поле d5 · черна пешка на черно поле e5 · черна пешка на черно поле g5 · бяла пешка на бяло поле a4 · бяла пешка на бяло поле c4 · бяла пешка на бяло поле e4 · черен кон на черно поле f4 · бяла пешка на черно поле c3 · бяла дама на бяло поле c2 · бяла пешка на бяло поле g2 · бяла пешка на черно поле h2 · бял офицер на бяло поле d1 · бял офицер на черно поле e1 · бял цар на черно поле g1 | черен цар на черно поле f8 · черен офицер на бяло поле d7 · черна пешка на черно поле g7 · черна пешка на черно поле b6 · черна дама на бяло поле g6 · черна пешка на черно поле h6 · черна пешка на черно поле a5 · черна пешка на черно поле c5 · бяла пешка на бяло поле d5 · черна пешка на черно поле e5 · черна пешка на черно поле g5 · бяла пешка на бяло поле a4 · бяла пешка на бяло поле c4 · бяла пешка на бяло поле e4 · черен кон на черно поле f4 · бяла пешка на черно поле c3 · бяла дама на бяло поле c2 · бяла пешка на бяло поле g2 · бяла пешка на черно поле h2 · бял офицер на бяло поле d1 · бял офицер на черно поле e1 · бял цар на черно поле g1 | черен цар на черно поле f8 · черен офицер на бяло поле d7 · черна пешка на черно поле g7 · черна пешка на черно поле b6 · черна дама на бяло поле g6 · черна пешка на черно поле h6 · черна пешка на черно поле a5 · черна пешка на черно поле c5 · бяла пешка на бяло поле d5 · черна пешка на черно поле e5 · черна пешка на черно поле g5 · бяла пешка на бяло поле a4 · бяла пешка на бяло поле c4 · бяла пешка на бяло поле e4 · черен кон на черно поле f4 · бяла пешка на черно поле c3 · бяла дама на бяло поле c2 · бяла пешка на бяло поле g2 · бяла пешка на черно поле h2 · бял офицер на бяло поле d1 · бял офицер на черно поле e1 · бял цар на черно поле g1 | черен цар на черно поле f8 · черен офицер на бяло поле d7 · черна пешка на черно поле g7 · черна пешка на черно поле b6 · черна дама на бяло поле g6 · черна пешка на черно поле h6 · черна пешка на черно поле a5 · черна пешка на черно поле c5 · бяла пешка на бяло поле d5 · черна пешка на черно поле e5 · черна пешка на черно поле g5 · бяла пешка на бяло поле a4 · бяла пешка на бяло поле c4 · бяла пешка на бяло поле e4 · черен кон на черно поле f4 · бяла пешка на черно поле c3 · бяла дама на бяло поле c2 · бяла пешка на бяло поле g2 · бяла пешка на черно поле h2 · бял офицер на бяло поле d1 · бял офицер на черно поле e1 · бял цар на черно поле g1 | черен цар на черно поле f8 · черен офицер на бяло поле d7 · черна пешка на черно поле g7 · черна пешка на черно поле b6 · черна дама на бяло поле g6 · черна пешка на черно поле h6 · черна пешка на черно поле a5 · черна пешка на черно поле c5 · бяла пешка на бяло поле d5 · черна пешка на черно поле e5 · черна пешка на черно поле g5 · бяла пешка на бяло поле a4 · бяла пешка на бяло поле c4 · бяла пешка на бяло поле e4 · черен кон на черно поле f4 · бяла пешка на черно поле c3 · бяла дама на бяло поле c2 · бяла пешка на бяло поле g2 · бяла пешка на черно поле h2 · бял офицер на бяло поле d1 · бял офицер на черно поле e1 · бял цар на черно поле g1 | черен цар на черно поле f8 · черен офицер на бяло поле d7 · черна пешка на черно поле g7 · черна пешка на черно поле b6 · черна дама на бяло поле g6 · черна пешка на черно поле h6 · черна пешка на черно поле a5 · черна пешка на черно поле c5 · бяла пешка на бяло поле d5 · черна пешка на черно поле e5 · черна пешка на черно поле g5 · бяла пешка на бяло поле a4 · бяла пешка на бяло поле c4 · бяла пешка на бяло поле e4 · черен кон на черно поле f4 · бяла пешка на черно поле c3 · бяла дама на бяло поле c2 · бяла пешка на бяло поле g2 · бяла пешка на черно поле h2 · бял офицер на бяло поле d1 · бял офицер на черно поле e1 · бял цар на черно поле g1 | черен цар на черно поле f8 · черен офицер на бяло поле d7 · черна пешка на черно поле g7 · черна пешка на черно поле b6 · черна дама на бяло поле g6 · черна пешка на черно поле h6 · черна пешка на черно поле a5 · черна пешка на черно поле c5 · бяла пешка на бяло поле d5 · черна пешка на черно поле e5 · черна пешка на черно поле g5 · бяла пешка на бяло поле a4 · бяла пешка на бяло поле c4 · бяла пешка на бяло поле e4 · черен кон на черно поле f4 · бяла пешка на черно поле c3 · бяла дама на бяло поле c2 · бяла пешка на бяло поле g2 · бяла пешка на черно поле h2 · бял офицер на бяло поле d1 · бял офицер на черно поле e1 · бял цар на черно поле g1 | 1 |
|   | a | b | c | d | e | f | g | h |   |

след като с хода 26....Кf4 е нападната бялата дама на d3, вместо 27.Де3 тя отстъпва грешно
 27.Дd3–с2?? На d3 тя е защитавала възловата централна пешка е4 от черната дама. Сега застава на пътя на своя офицер Od1, като поема и неговата функция да защитава изолираната пешка а4 от черния офицер, с което се претоварва и не бива да се мести, за да продължи да изпълнява едновременно тези функции. Фишер прави ефектно отвличане 27.... О:а5!! с пряко нападение над дамата и косвено над белия офицер зад нея, като жертва офицера си за 2 пешки и матови заплахи. Белите се отказват. Ако приемат жертвата 28.Д:а5?, следва 28.... Д:е4! с двойна заплаха от мат на e1 и g2: 29.Цf2 Кd3+! 30.Цg3 Дf4+ 31.Цh3 K:e1 32.Og4 Дf2 33.~ Дh4#. По-дълга игра дава отказът на жертвата със запазване на полетата d1 и f4: 28. Дb1 О:d1 29. Д:d1 Д:e4 30. Дd2 К:g2! Черните вече имат 3 пешки повече. 31. Оf2 Кf4! 32. Оg3 Кh3+ 33. Цf1 Дh1+ 34. Цe2 Кg1+ 35. Цd3 e4+ 36. Цc2 Кf3 37. Дf2 Дa1 Черните се стремят към смени, а белите да ги избегнат и да достигнат до реми с вечен шах. 38. Дe3 Дa2+ 39. Цd1 Дb1+ 40. Цe2 Дc2+ 41. Цf1 Nd2+ 42. Цe1 Кf3+ 43. Цf1 К:h2+ 44. О:h2 Д:h2 Смяна на леките фигури с печалба на пешка за черните. 45. Цe1 Дf4 46. Дe2 e3 47. Цd1 g4 48. Цc1 Дf3 49. Дh2 Дf1+ 50. Цc2. Смяната на дамите с шах-шех вече е неизбежна и в пешечен ендшпил с 4 пешки повече черните леко печелят.
|   | a | b | c | d | e | f | g | h |   |
| 8 | черен топ на черно поле f8 · черен цар на бяло поле g8 · черна пешка на бяло поле h7 · черен офицер на бяло поле a6 · черна пешка на черно поле d6 · бял кон на бяло поле e6 · черна пешка на черно поле f6 · бяла пешка на бяло поле d5 · бял кон на бяло поле f5 · черна пешка на черно поле b4 · бяла пешка на бяло поле e4 · бял цар на черно поле g3 · бяла пешка на бяло поле h3 · бяла пешка на бяло поле a2 · бяла дама на черно поле d2 · бяла пешка на черно поле f2 · бял офицер на черно поле c1 · черен кон на черно поле e1 · черна дама на бяло поле f1 | черен топ на черно поле f8 · черен цар на бяло поле g8 · черна пешка на бяло поле h7 · черен офицер на бяло поле a6 · черна пешка на черно поле d6 · бял кон на бяло поле e6 · черна пешка на черно поле f6 · бяла пешка на бяло поле d5 · бял кон на бяло поле f5 · черна пешка на черно поле b4 · бяла пешка на бяло поле e4 · бял цар на черно поле g3 · бяла пешка на бяло поле h3 · бяла пешка на бяло поле a2 · бяла дама на черно поле d2 · бяла пешка на черно поле f2 · бял офицер на черно поле c1 · черен кон на черно поле e1 · черна дама на бяло поле f1 | черен топ на черно поле f8 · черен цар на бяло поле g8 · черна пешка на бяло поле h7 · черен офицер на бяло поле a6 · черна пешка на черно поле d6 · бял кон на бяло поле e6 · черна пешка на черно поле f6 · бяла пешка на бяло поле d5 · бял кон на бяло поле f5 · черна пешка на черно поле b4 · бяла пешка на бяло поле e4 · бял цар на черно поле g3 · бяла пешка на бяло поле h3 · бяла пешка на бяло поле a2 · бяла дама на черно поле d2 · бяла пешка на черно поле f2 · бял офицер на черно поле c1 · черен кон на черно поле e1 · черна дама на бяло поле f1 | черен топ на черно поле f8 · черен цар на бяло поле g8 · черна пешка на бяло поле h7 · черен офицер на бяло поле a6 · черна пешка на черно поле d6 · бял кон на бяло поле e6 · черна пешка на черно поле f6 · бяла пешка на бяло поле d5 · бял кон на бяло поле f5 · черна пешка на черно поле b4 · бяла пешка на бяло поле e4 · бял цар на черно поле g3 · бяла пешка на бяло поле h3 · бяла пешка на бяло поле a2 · бяла дама на черно поле d2 · бяла пешка на черно поле f2 · бял офицер на черно поле c1 · черен кон на черно поле e1 · черна дама на бяло поле f1 | черен топ на черно поле f8 · черен цар на бяло поле g8 · черна пешка на бяло поле h7 · черен офицер на бяло поле a6 · черна пешка на черно поле d6 · бял кон на бяло поле e6 · черна пешка на черно поле f6 · бяла пешка на бяло поле d5 · бял кон на бяло поле f5 · черна пешка на черно поле b4 · бяла пешка на бяло поле e4 · бял цар на черно поле g3 · бяла пешка на бяло поле h3 · бяла пешка на бяло поле a2 · бяла дама на черно поле d2 · бяла пешка на черно поле f2 · бял офицер на черно поле c1 · черен кон на черно поле e1 · черна дама на бяло поле f1 | черен топ на черно поле f8 · черен цар на бяло поле g8 · черна пешка на бяло поле h7 · черен офицер на бяло поле a6 · черна пешка на черно поле d6 · бял кон на бяло поле e6 · черна пешка на черно поле f6 · бяла пешка на бяло поле d5 · бял кон на бяло поле f5 · черна пешка на черно поле b4 · бяла пешка на бяло поле e4 · бял цар на черно поле g3 · бяла пешка на бяло поле h3 · бяла пешка на бяло поле a2 · бяла дама на черно поле d2 · бяла пешка на черно поле f2 · бял офицер на черно поле c1 · черен кон на черно поле e1 · черна дама на бяло поле f1 | черен топ на черно поле f8 · черен цар на бяло поле g8 · черна пешка на бяло поле h7 · черен офицер на бяло поле a6 · черна пешка на черно поле d6 · бял кон на бяло поле e6 · черна пешка на черно поле f6 · бяла пешка на бяло поле d5 · бял кон на бяло поле f5 · черна пешка на черно поле b4 · бяла пешка на бяло поле e4 · бял цар на черно поле g3 · бяла пешка на бяло поле h3 · бяла пешка на бяло поле a2 · бяла дама на черно поле d2 · бяла пешка на черно поле f2 · бял офицер на черно поле c1 · черен кон на черно поле e1 · черна дама на бяло поле f1 | черен топ на черно поле f8 · черен цар на бяло поле g8 · черна пешка на бяло поле h7 · черен офицер на бяло поле a6 · черна пешка на черно поле d6 · бял кон на бяло поле e6 · черна пешка на черно поле f6 · бяла пешка на бяло поле d5 · бял кон на бяло поле f5 · черна пешка на черно поле b4 · бяла пешка на бяло поле e4 · бял цар на черно поле g3 · бяла пешка на бяло поле h3 · бяла пешка на бяло поле a2 · бяла дама на черно поле d2 · бяла пешка на черно поле f2 · бял офицер на черно поле c1 · черен кон на черно поле e1 · черна дама на бяло поле f1 | 8 |
| 7 | черен топ на черно поле f8 · черен цар на бяло поле g8 · черна пешка на бяло поле h7 · черен офицер на бяло поле a6 · черна пешка на черно поле d6 · бял кон на бяло поле e6 · черна пешка на черно поле f6 · бяла пешка на бяло поле d5 · бял кон на бяло поле f5 · черна пешка на черно поле b4 · бяла пешка на бяло поле e4 · бял цар на черно поле g3 · бяла пешка на бяло поле h3 · бяла пешка на бяло поле a2 · бяла дама на черно поле d2 · бяла пешка на черно поле f2 · бял офицер на черно поле c1 · черен кон на черно поле e1 · черна дама на бяло поле f1 | черен топ на черно поле f8 · черен цар на бяло поле g8 · черна пешка на бяло поле h7 · черен офицер на бяло поле a6 · черна пешка на черно поле d6 · бял кон на бяло поле e6 · черна пешка на черно поле f6 · бяла пешка на бяло поле d5 · бял кон на бяло поле f5 · черна пешка на черно поле b4 · бяла пешка на бяло поле e4 · бял цар на черно поле g3 · бяла пешка на бяло поле h3 · бяла пешка на бяло поле a2 · бяла дама на черно поле d2 · бяла пешка на черно поле f2 · бял офицер на черно поле c1 · черен кон на черно поле e1 · черна дама на бяло поле f1 | черен топ на черно поле f8 · черен цар на бяло поле g8 · черна пешка на бяло поле h7 · черен офицер на бяло поле a6 · черна пешка на черно поле d6 · бял кон на бяло поле e6 · черна пешка на черно поле f6 · бяла пешка на бяло поле d5 · бял кон на бяло поле f5 · черна пешка на черно поле b4 · бяла пешка на бяло поле e4 · бял цар на черно поле g3 · бяла пешка на бяло поле h3 · бяла пешка на бяло поле a2 · бяла дама на черно поле d2 · бяла пешка на черно поле f2 · бял офицер на черно поле c1 · черен кон на черно поле e1 · черна дама на бяло поле f1 | черен топ на черно поле f8 · черен цар на бяло поле g8 · черна пешка на бяло поле h7 · черен офицер на бяло поле a6 · черна пешка на черно поле d6 · бял кон на бяло поле e6 · черна пешка на черно поле f6 · бяла пешка на бяло поле d5 · бял кон на бяло поле f5 · черна пешка на черно поле b4 · бяла пешка на бяло поле e4 · бял цар на черно поле g3 · бяла пешка на бяло поле h3 · бяла пешка на бяло поле a2 · бяла дама на черно поле d2 · бяла пешка на черно поле f2 · бял офицер на черно поле c1 · черен кон на черно поле e1 · черна дама на бяло поле f1 | черен топ на черно поле f8 · черен цар на бяло поле g8 · черна пешка на бяло поле h7 · черен офицер на бяло поле a6 · черна пешка на черно поле d6 · бял кон на бяло поле e6 · черна пешка на черно поле f6 · бяла пешка на бяло поле d5 · бял кон на бяло поле f5 · черна пешка на черно поле b4 · бяла пешка на бяло поле e4 · бял цар на черно поле g3 · бяла пешка на бяло поле h3 · бяла пешка на бяло поле a2 · бяла дама на черно поле d2 · бяла пешка на черно поле f2 · бял офицер на черно поле c1 · черен кон на черно поле e1 · черна дама на бяло поле f1 | черен топ на черно поле f8 · черен цар на бяло поле g8 · черна пешка на бяло поле h7 · черен офицер на бяло поле a6 · черна пешка на черно поле d6 · бял кон на бяло поле e6 · черна пешка на черно поле f6 · бяла пешка на бяло поле d5 · бял кон на бяло поле f5 · черна пешка на черно поле b4 · бяла пешка на бяло поле e4 · бял цар на черно поле g3 · бяла пешка на бяло поле h3 · бяла пешка на бяло поле a2 · бяла дама на черно поле d2 · бяла пешка на черно поле f2 · бял офицер на черно поле c1 · черен кон на черно поле e1 · черна дама на бяло поле f1 | черен топ на черно поле f8 · черен цар на бяло поле g8 · черна пешка на бяло поле h7 · черен офицер на бяло поле a6 · черна пешка на черно поле d6 · бял кон на бяло поле e6 · черна пешка на черно поле f6 · бяла пешка на бяло поле d5 · бял кон на бяло поле f5 · черна пешка на черно поле b4 · бяла пешка на бяло поле e4 · бял цар на черно поле g3 · бяла пешка на бяло поле h3 · бяла пешка на бяло поле a2 · бяла дама на черно поле d2 · бяла пешка на черно поле f2 · бял офицер на черно поле c1 · черен кон на черно поле e1 · черна дама на бяло поле f1 | черен топ на черно поле f8 · черен цар на бяло поле g8 · черна пешка на бяло поле h7 · черен офицер на бяло поле a6 · черна пешка на черно поле d6 · бял кон на бяло поле e6 · черна пешка на черно поле f6 · бяла пешка на бяло поле d5 · бял кон на бяло поле f5 · черна пешка на черно поле b4 · бяла пешка на бяло поле e4 · бял цар на черно поле g3 · бяла пешка на бяло поле h3 · бяла пешка на бяло поле a2 · бяла дама на черно поле d2 · бяла пешка на черно поле f2 · бял офицер на черно поле c1 · черен кон на черно поле e1 · черна дама на бяло поле f1 | 7 |
| 6 | черен топ на черно поле f8 · черен цар на бяло поле g8 · черна пешка на бяло поле h7 · черен офицер на бяло поле a6 · черна пешка на черно поле d6 · бял кон на бяло поле e6 · черна пешка на черно поле f6 · бяла пешка на бяло поле d5 · бял кон на бяло поле f5 · черна пешка на черно поле b4 · бяла пешка на бяло поле e4 · бял цар на черно поле g3 · бяла пешка на бяло поле h3 · бяла пешка на бяло поле a2 · бяла дама на черно поле d2 · бяла пешка на черно поле f2 · бял офицер на черно поле c1 · черен кон на черно поле e1 · черна дама на бяло поле f1 | черен топ на черно поле f8 · черен цар на бяло поле g8 · черна пешка на бяло поле h7 · черен офицер на бяло поле a6 · черна пешка на черно поле d6 · бял кон на бяло поле e6 · черна пешка на черно поле f6 · бяла пешка на бяло поле d5 · бял кон на бяло поле f5 · черна пешка на черно поле b4 · бяла пешка на бяло поле e4 · бял цар на черно поле g3 · бяла пешка на бяло поле h3 · бяла пешка на бяло поле a2 · бяла дама на черно поле d2 · бяла пешка на черно поле f2 · бял офицер на черно поле c1 · черен кон на черно поле e1 · черна дама на бяло поле f1 | черен топ на черно поле f8 · черен цар на бяло поле g8 · черна пешка на бяло поле h7 · черен офицер на бяло поле a6 · черна пешка на черно поле d6 · бял кон на бяло поле e6 · черна пешка на черно поле f6 · бяла пешка на бяло поле d5 · бял кон на бяло поле f5 · черна пешка на черно поле b4 · бяла пешка на бяло поле e4 · бял цар на черно поле g3 · бяла пешка на бяло поле h3 · бяла пешка на бяло поле a2 · бяла дама на черно поле d2 · бяла пешка на черно поле f2 · бял офицер на черно поле c1 · черен кон на черно поле e1 · черна дама на бяло поле f1 | черен топ на черно поле f8 · черен цар на бяло поле g8 · черна пешка на бяло поле h7 · черен офицер на бяло поле a6 · черна пешка на черно поле d6 · бял кон на бяло поле e6 · черна пешка на черно поле f6 · бяла пешка на бяло поле d5 · бял кон на бяло поле f5 · черна пешка на черно поле b4 · бяла пешка на бяло поле e4 · бял цар на черно поле g3 · бяла пешка на бяло поле h3 · бяла пешка на бяло поле a2 · бяла дама на черно поле d2 · бяла пешка на черно поле f2 · бял офицер на черно поле c1 · черен кон на черно поле e1 · черна дама на бяло поле f1 | черен топ на черно поле f8 · черен цар на бяло поле g8 · черна пешка на бяло поле h7 · черен офицер на бяло поле a6 · черна пешка на черно поле d6 · бял кон на бяло поле e6 · черна пешка на черно поле f6 · бяла пешка на бяло поле d5 · бял кон на бяло поле f5 · черна пешка на черно поле b4 · бяла пешка на бяло поле e4 · бял цар на черно поле g3 · бяла пешка на бяло поле h3 · бяла пешка на бяло поле a2 · бяла дама на черно поле d2 · бяла пешка на черно поле f2 · бял офицер на черно поле c1 · черен кон на черно поле e1 · черна дама на бяло поле f1 | черен топ на черно поле f8 · черен цар на бяло поле g8 · черна пешка на бяло поле h7 · черен офицер на бяло поле a6 · черна пешка на черно поле d6 · бял кон на бяло поле e6 · черна пешка на черно поле f6 · бяла пешка на бяло поле d5 · бял кон на бяло поле f5 · черна пешка на черно поле b4 · бяла пешка на бяло поле e4 · бял цар на черно поле g3 · бяла пешка на бяло поле h3 · бяла пешка на бяло поле a2 · бяла дама на черно поле d2 · бяла пешка на черно поле f2 · бял офицер на черно поле c1 · черен кон на черно поле e1 · черна дама на бяло поле f1 | черен топ на черно поле f8 · черен цар на бяло поле g8 · черна пешка на бяло поле h7 · черен офицер на бяло поле a6 · черна пешка на черно поле d6 · бял кон на бяло поле e6 · черна пешка на черно поле f6 · бяла пешка на бяло поле d5 · бял кон на бяло поле f5 · черна пешка на черно поле b4 · бяла пешка на бяло поле e4 · бял цар на черно поле g3 · бяла пешка на бяло поле h3 · бяла пешка на бяло поле a2 · бяла дама на черно поле d2 · бяла пешка на черно поле f2 · бял офицер на черно поле c1 · черен кон на черно поле e1 · черна дама на бяло поле f1 | черен топ на черно поле f8 · черен цар на бяло поле g8 · черна пешка на бяло поле h7 · черен офицер на бяло поле a6 · черна пешка на черно поле d6 · бял кон на бяло поле e6 · черна пешка на черно поле f6 · бяла пешка на бяло поле d5 · бял кон на бяло поле f5 · черна пешка на черно поле b4 · бяла пешка на бяло поле e4 · бял цар на черно поле g3 · бяла пешка на бяло поле h3 · бяла пешка на бяло поле a2 · бяла дама на черно поле d2 · бяла пешка на черно поле f2 · бял офицер на черно поле c1 · черен кон на черно поле e1 · черна дама на бяло поле f1 | 6 |
| 5 | черен топ на черно поле f8 · черен цар на бяло поле g8 · черна пешка на бяло поле h7 · черен офицер на бяло поле a6 · черна пешка на черно поле d6 · бял кон на бяло поле e6 · черна пешка на черно поле f6 · бяла пешка на бяло поле d5 · бял кон на бяло поле f5 · черна пешка на черно поле b4 · бяла пешка на бяло поле e4 · бял цар на черно поле g3 · бяла пешка на бяло поле h3 · бяла пешка на бяло поле a2 · бяла дама на черно поле d2 · бяла пешка на черно поле f2 · бял офицер на черно поле c1 · черен кон на черно поле e1 · черна дама на бяло поле f1 | черен топ на черно поле f8 · черен цар на бяло поле g8 · черна пешка на бяло поле h7 · черен офицер на бяло поле a6 · черна пешка на черно поле d6 · бял кон на бяло поле e6 · черна пешка на черно поле f6 · бяла пешка на бяло поле d5 · бял кон на бяло поле f5 · черна пешка на черно поле b4 · бяла пешка на бяло поле e4 · бял цар на черно поле g3 · бяла пешка на бяло поле h3 · бяла пешка на бяло поле a2 · бяла дама на черно поле d2 · бяла пешка на черно поле f2 · бял офицер на черно поле c1 · черен кон на черно поле e1 · черна дама на бяло поле f1 | черен топ на черно поле f8 · черен цар на бяло поле g8 · черна пешка на бяло поле h7 · черен офицер на бяло поле a6 · черна пешка на черно поле d6 · бял кон на бяло поле e6 · черна пешка на черно поле f6 · бяла пешка на бяло поле d5 · бял кон на бяло поле f5 · черна пешка на черно поле b4 · бяла пешка на бяло поле e4 · бял цар на черно поле g3 · бяла пешка на бяло поле h3 · бяла пешка на бяло поле a2 · бяла дама на черно поле d2 · бяла пешка на черно поле f2 · бял офицер на черно поле c1 · черен кон на черно поле e1 · черна дама на бяло поле f1 | черен топ на черно поле f8 · черен цар на бяло поле g8 · черна пешка на бяло поле h7 · черен офицер на бяло поле a6 · черна пешка на черно поле d6 · бял кон на бяло поле e6 · черна пешка на черно поле f6 · бяла пешка на бяло поле d5 · бял кон на бяло поле f5 · черна пешка на черно поле b4 · бяла пешка на бяло поле e4 · бял цар на черно поле g3 · бяла пешка на бяло поле h3 · бяла пешка на бяло поле a2 · бяла дама на черно поле d2 · бяла пешка на черно поле f2 · бял офицер на черно поле c1 · черен кон на черно поле e1 · черна дама на бяло поле f1 | черен топ на черно поле f8 · черен цар на бяло поле g8 · черна пешка на бяло поле h7 · черен офицер на бяло поле a6 · черна пешка на черно поле d6 · бял кон на бяло поле e6 · черна пешка на черно поле f6 · бяла пешка на бяло поле d5 · бял кон на бяло поле f5 · черна пешка на черно поле b4 · бяла пешка на бяло поле e4 · бял цар на черно поле g3 · бяла пешка на бяло поле h3 · бяла пешка на бяло поле a2 · бяла дама на черно поле d2 · бяла пешка на черно поле f2 · бял офицер на черно поле c1 · черен кон на черно поле e1 · черна дама на бяло поле f1 | черен топ на черно поле f8 · черен цар на бяло поле g8 · черна пешка на бяло поле h7 · черен офицер на бяло поле a6 · черна пешка на черно поле d6 · бял кон на бяло поле e6 · черна пешка на черно поле f6 · бяла пешка на бяло поле d5 · бял кон на бяло поле f5 · черна пешка на черно поле b4 · бяла пешка на бяло поле e4 · бял цар на черно поле g3 · бяла пешка на бяло поле h3 · бяла пешка на бяло поле a2 · бяла дама на черно поле d2 · бяла пешка на черно поле f2 · бял офицер на черно поле c1 · черен кон на черно поле e1 · черна дама на бяло поле f1 | черен топ на черно поле f8 · черен цар на бяло поле g8 · черна пешка на бяло поле h7 · черен офицер на бяло поле a6 · черна пешка на черно поле d6 · бял кон на бяло поле e6 · черна пешка на черно поле f6 · бяла пешка на бяло поле d5 · бял кон на бяло поле f5 · черна пешка на черно поле b4 · бяла пешка на бяло поле e4 · бял цар на черно поле g3 · бяла пешка на бяло поле h3 · бяла пешка на бяло поле a2 · бяла дама на черно поле d2 · бяла пешка на черно поле f2 · бял офицер на черно поле c1 · черен кон на черно поле e1 · черна дама на бяло поле f1 | черен топ на черно поле f8 · черен цар на бяло поле g8 · черна пешка на бяло поле h7 · черен офицер на бяло поле a6 · черна пешка на черно поле d6 · бял кон на бяло поле e6 · черна пешка на черно поле f6 · бяла пешка на бяло поле d5 · бял кон на бяло поле f5 · черна пешка на черно поле b4 · бяла пешка на бяло поле e4 · бял цар на черно поле g3 · бяла пешка на бяло поле h3 · бяла пешка на бяло поле a2 · бяла дама на черно поле d2 · бяла пешка на черно поле f2 · бял офицер на черно поле c1 · черен кон на черно поле e1 · черна дама на бяло поле f1 | 5 |
| 4 | черен топ на черно поле f8 · черен цар на бяло поле g8 · черна пешка на бяло поле h7 · черен офицер на бяло поле a6 · черна пешка на черно поле d6 · бял кон на бяло поле e6 · черна пешка на черно поле f6 · бяла пешка на бяло поле d5 · бял кон на бяло поле f5 · черна пешка на черно поле b4 · бяла пешка на бяло поле e4 · бял цар на черно поле g3 · бяла пешка на бяло поле h3 · бяла пешка на бяло поле a2 · бяла дама на черно поле d2 · бяла пешка на черно поле f2 · бял офицер на черно поле c1 · черен кон на черно поле e1 · черна дама на бяло поле f1 | черен топ на черно поле f8 · черен цар на бяло поле g8 · черна пешка на бяло поле h7 · черен офицер на бяло поле a6 · черна пешка на черно поле d6 · бял кон на бяло поле e6 · черна пешка на черно поле f6 · бяла пешка на бяло поле d5 · бял кон на бяло поле f5 · черна пешка на черно поле b4 · бяла пешка на бяло поле e4 · бял цар на черно поле g3 · бяла пешка на бяло поле h3 · бяла пешка на бяло поле a2 · бяла дама на черно поле d2 · бяла пешка на черно поле f2 · бял офицер на черно поле c1 · черен кон на черно поле e1 · черна дама на бяло поле f1 | черен топ на черно поле f8 · черен цар на бяло поле g8 · черна пешка на бяло поле h7 · черен офицер на бяло поле a6 · черна пешка на черно поле d6 · бял кон на бяло поле e6 · черна пешка на черно поле f6 · бяла пешка на бяло поле d5 · бял кон на бяло поле f5 · черна пешка на черно поле b4 · бяла пешка на бяло поле e4 · бял цар на черно поле g3 · бяла пешка на бяло поле h3 · бяла пешка на бяло поле a2 · бяла дама на черно поле d2 · бяла пешка на черно поле f2 · бял офицер на черно поле c1 · черен кон на черно поле e1 · черна дама на бяло поле f1 | черен топ на черно поле f8 · черен цар на бяло поле g8 · черна пешка на бяло поле h7 · черен офицер на бяло поле a6 · черна пешка на черно поле d6 · бял кон на бяло поле e6 · черна пешка на черно поле f6 · бяла пешка на бяло поле d5 · бял кон на бяло поле f5 · черна пешка на черно поле b4 · бяла пешка на бяло поле e4 · бял цар на черно поле g3 · бяла пешка на бяло поле h3 · бяла пешка на бяло поле a2 · бяла дама на черно поле d2 · бяла пешка на черно поле f2 · бял офицер на черно поле c1 · черен кон на черно поле e1 · черна дама на бяло поле f1 | черен топ на черно поле f8 · черен цар на бяло поле g8 · черна пешка на бяло поле h7 · черен офицер на бяло поле a6 · черна пешка на черно поле d6 · бял кон на бяло поле e6 · черна пешка на черно поле f6 · бяла пешка на бяло поле d5 · бял кон на бяло поле f5 · черна пешка на черно поле b4 · бяла пешка на бяло поле e4 · бял цар на черно поле g3 · бяла пешка на бяло поле h3 · бяла пешка на бяло поле a2 · бяла дама на черно поле d2 · бяла пешка на черно поле f2 · бял офицер на черно поле c1 · черен кон на черно поле e1 · черна дама на бяло поле f1 | черен топ на черно поле f8 · черен цар на бяло поле g8 · черна пешка на бяло поле h7 · черен офицер на бяло поле a6 · черна пешка на черно поле d6 · бял кон на бяло поле e6 · черна пешка на черно поле f6 · бяла пешка на бяло поле d5 · бял кон на бяло поле f5 · черна пешка на черно поле b4 · бяла пешка на бяло поле e4 · бял цар на черно поле g3 · бяла пешка на бяло поле h3 · бяла пешка на бяло поле a2 · бяла дама на черно поле d2 · бяла пешка на черно поле f2 · бял офицер на черно поле c1 · черен кон на черно поле e1 · черна дама на бяло поле f1 | черен топ на черно поле f8 · черен цар на бяло поле g8 · черна пешка на бяло поле h7 · черен офицер на бяло поле a6 · черна пешка на черно поле d6 · бял кон на бяло поле e6 · черна пешка на черно поле f6 · бяла пешка на бяло поле d5 · бял кон на бяло поле f5 · черна пешка на черно поле b4 · бяла пешка на бяло поле e4 · бял цар на черно поле g3 · бяла пешка на бяло поле h3 · бяла пешка на бяло поле a2 · бяла дама на черно поле d2 · бяла пешка на черно поле f2 · бял офицер на черно поле c1 · черен кон на черно поле e1 · черна дама на бяло поле f1 | черен топ на черно поле f8 · черен цар на бяло поле g8 · черна пешка на бяло поле h7 · черен офицер на бяло поле a6 · черна пешка на черно поле d6 · бял кон на бяло поле e6 · черна пешка на черно поле f6 · бяла пешка на бяло поле d5 · бял кон на бяло поле f5 · черна пешка на черно поле b4 · бяла пешка на бяло поле e4 · бял цар на черно поле g3 · бяла пешка на бяло поле h3 · бяла пешка на бяло поле a2 · бяла дама на черно поле d2 · бяла пешка на черно поле f2 · бял офицер на черно поле c1 · черен кон на черно поле e1 · черна дама на бяло поле f1 | 4 |
| 3 | черен топ на черно поле f8 · черен цар на бяло поле g8 · черна пешка на бяло поле h7 · черен офицер на бяло поле a6 · черна пешка на черно поле d6 · бял кон на бяло поле e6 · черна пешка на черно поле f6 · бяла пешка на бяло поле d5 · бял кон на бяло поле f5 · черна пешка на черно поле b4 · бяла пешка на бяло поле e4 · бял цар на черно поле g3 · бяла пешка на бяло поле h3 · бяла пешка на бяло поле a2 · бяла дама на черно поле d2 · бяла пешка на черно поле f2 · бял офицер на черно поле c1 · черен кон на черно поле e1 · черна дама на бяло поле f1 | черен топ на черно поле f8 · черен цар на бяло поле g8 · черна пешка на бяло поле h7 · черен офицер на бяло поле a6 · черна пешка на черно поле d6 · бял кон на бяло поле e6 · черна пешка на черно поле f6 · бяла пешка на бяло поле d5 · бял кон на бяло поле f5 · черна пешка на черно поле b4 · бяла пешка на бяло поле e4 · бял цар на черно поле g3 · бяла пешка на бяло поле h3 · бяла пешка на бяло поле a2 · бяла дама на черно поле d2 · бяла пешка на черно поле f2 · бял офицер на черно поле c1 · черен кон на черно поле e1 · черна дама на бяло поле f1 | черен топ на черно поле f8 · черен цар на бяло поле g8 · черна пешка на бяло поле h7 · черен офицер на бяло поле a6 · черна пешка на черно поле d6 · бял кон на бяло поле e6 · черна пешка на черно поле f6 · бяла пешка на бяло поле d5 · бял кон на бяло поле f5 · черна пешка на черно поле b4 · бяла пешка на бяло поле e4 · бял цар на черно поле g3 · бяла пешка на бяло поле h3 · бяла пешка на бяло поле a2 · бяла дама на черно поле d2 · бяла пешка на черно поле f2 · бял офицер на черно поле c1 · черен кон на черно поле e1 · черна дама на бяло поле f1 | черен топ на черно поле f8 · черен цар на бяло поле g8 · черна пешка на бяло поле h7 · черен офицер на бяло поле a6 · черна пешка на черно поле d6 · бял кон на бяло поле e6 · черна пешка на черно поле f6 · бяла пешка на бяло поле d5 · бял кон на бяло поле f5 · черна пешка на черно поле b4 · бяла пешка на бяло поле e4 · бял цар на черно поле g3 · бяла пешка на бяло поле h3 · бяла пешка на бяло поле a2 · бяла дама на черно поле d2 · бяла пешка на черно поле f2 · бял офицер на черно поле c1 · черен кон на черно поле e1 · черна дама на бяло поле f1 | черен топ на черно поле f8 · черен цар на бяло поле g8 · черна пешка на бяло поле h7 · черен офицер на бяло поле a6 · черна пешка на черно поле d6 · бял кон на бяло поле e6 · черна пешка на черно поле f6 · бяла пешка на бяло поле d5 · бял кон на бяло поле f5 · черна пешка на черно поле b4 · бяла пешка на бяло поле e4 · бял цар на черно поле g3 · бяла пешка на бяло поле h3 · бяла пешка на бяло поле a2 · бяла дама на черно поле d2 · бяла пешка на черно поле f2 · бял офицер на черно поле c1 · черен кон на черно поле e1 · черна дама на бяло поле f1 | черен топ на черно поле f8 · черен цар на бяло поле g8 · черна пешка на бяло поле h7 · черен офицер на бяло поле a6 · черна пешка на черно поле d6 · бял кон на бяло поле e6 · черна пешка на черно поле f6 · бяла пешка на бяло поле d5 · бял кон на бяло поле f5 · черна пешка на черно поле b4 · бяла пешка на бяло поле e4 · бял цар на черно поле g3 · бяла пешка на бяло поле h3 · бяла пешка на бяло поле a2 · бяла дама на черно поле d2 · бяла пешка на черно поле f2 · бял офицер на черно поле c1 · черен кон на черно поле e1 · черна дама на бяло поле f1 | черен топ на черно поле f8 · черен цар на бяло поле g8 · черна пешка на бяло поле h7 · черен офицер на бяло поле a6 · черна пешка на черно поле d6 · бял кон на бяло поле e6 · черна пешка на черно поле f6 · бяла пешка на бяло поле d5 · бял кон на бяло поле f5 · черна пешка на черно поле b4 · бяла пешка на бяло поле e4 · бял цар на черно поле g3 · бяла пешка на бяло поле h3 · бяла пешка на бяло поле a2 · бяла дама на черно поле d2 · бяла пешка на черно поле f2 · бял офицер на черно поле c1 · черен кон на черно поле e1 · черна дама на бяло поле f1 | черен топ на черно поле f8 · черен цар на бяло поле g8 · черна пешка на бяло поле h7 · черен офицер на бяло поле a6 · черна пешка на черно поле d6 · бял кон на бяло поле e6 · черна пешка на черно поле f6 · бяла пешка на бяло поле d5 · бял кон на бяло поле f5 · черна пешка на черно поле b4 · бяла пешка на бяло поле e4 · бял цар на черно поле g3 · бяла пешка на бяло поле h3 · бяла пешка на бяло поле a2 · бяла дама на черно поле d2 · бяла пешка на черно поле f2 · бял офицер на черно поле c1 · черен кон на черно поле e1 · черна дама на бяло поле f1 | 3 |
| 2 | черен топ на черно поле f8 · черен цар на бяло поле g8 · черна пешка на бяло поле h7 · черен офицер на бяло поле a6 · черна пешка на черно поле d6 · бял кон на бяло поле e6 · черна пешка на черно поле f6 · бяла пешка на бяло поле d5 · бял кон на бяло поле f5 · черна пешка на черно поле b4 · бяла пешка на бяло поле e4 · бял цар на черно поле g3 · бяла пешка на бяло поле h3 · бяла пешка на бяло поле a2 · бяла дама на черно поле d2 · бяла пешка на черно поле f2 · бял офицер на черно поле c1 · черен кон на черно поле e1 · черна дама на бяло поле f1 | черен топ на черно поле f8 · черен цар на бяло поле g8 · черна пешка на бяло поле h7 · черен офицер на бяло поле a6 · черна пешка на черно поле d6 · бял кон на бяло поле e6 · черна пешка на черно поле f6 · бяла пешка на бяло поле d5 · бял кон на бяло поле f5 · черна пешка на черно поле b4 · бяла пешка на бяло поле e4 · бял цар на черно поле g3 · бяла пешка на бяло поле h3 · бяла пешка на бяло поле a2 · бяла дама на черно поле d2 · бяла пешка на черно поле f2 · бял офицер на черно поле c1 · черен кон на черно поле e1 · черна дама на бяло поле f1 | черен топ на черно поле f8 · черен цар на бяло поле g8 · черна пешка на бяло поле h7 · черен офицер на бяло поле a6 · черна пешка на черно поле d6 · бял кон на бяло поле e6 · черна пешка на черно поле f6 · бяла пешка на бяло поле d5 · бял кон на бяло поле f5 · черна пешка на черно поле b4 · бяла пешка на бяло поле e4 · бял цар на черно поле g3 · бяла пешка на бяло поле h3 · бяла пешка на бяло поле a2 · бяла дама на черно поле d2 · бяла пешка на черно поле f2 · бял офицер на черно поле c1 · черен кон на черно поле e1 · черна дама на бяло поле f1 | черен топ на черно поле f8 · черен цар на бяло поле g8 · черна пешка на бяло поле h7 · черен офицер на бяло поле a6 · черна пешка на черно поле d6 · бял кон на бяло поле e6 · черна пешка на черно поле f6 · бяла пешка на бяло поле d5 · бял кон на бяло поле f5 · черна пешка на черно поле b4 · бяла пешка на бяло поле e4 · бял цар на черно поле g3 · бяла пешка на бяло поле h3 · бяла пешка на бяло поле a2 · бяла дама на черно поле d2 · бяла пешка на черно поле f2 · бял офицер на черно поле c1 · черен кон на черно поле e1 · черна дама на бяло поле f1 | черен топ на черно поле f8 · черен цар на бяло поле g8 · черна пешка на бяло поле h7 · черен офицер на бяло поле a6 · черна пешка на черно поле d6 · бял кон на бяло поле e6 · черна пешка на черно поле f6 · бяла пешка на бяло поле d5 · бял кон на бяло поле f5 · черна пешка на черно поле b4 · бяла пешка на бяло поле e4 · бял цар на черно поле g3 · бяла пешка на бяло поле h3 · бяла пешка на бяло поле a2 · бяла дама на черно поле d2 · бяла пешка на черно поле f2 · бял офицер на черно поле c1 · черен кон на черно поле e1 · черна дама на бяло поле f1 | черен топ на черно поле f8 · черен цар на бяло поле g8 · черна пешка на бяло поле h7 · черен офицер на бяло поле a6 · черна пешка на черно поле d6 · бял кон на бяло поле e6 · черна пешка на черно поле f6 · бяла пешка на бяло поле d5 · бял кон на бяло поле f5 · черна пешка на черно поле b4 · бяла пешка на бяло поле e4 · бял цар на черно поле g3 · бяла пешка на бяло поле h3 · бяла пешка на бяло поле a2 · бяла дама на черно поле d2 · бяла пешка на черно поле f2 · бял офицер на черно поле c1 · черен кон на черно поле e1 · черна дама на бяло поле f1 | черен топ на черно поле f8 · черен цар на бяло поле g8 · черна пешка на бяло поле h7 · черен офицер на бяло поле a6 · черна пешка на черно поле d6 · бял кон на бяло поле e6 · черна пешка на черно поле f6 · бяла пешка на бяло поле d5 · бял кон на бяло поле f5 · черна пешка на черно поле b4 · бяла пешка на бяло поле e4 · бял цар на черно поле g3 · бяла пешка на бяло поле h3 · бяла пешка на бяло поле a2 · бяла дама на черно поле d2 · бяла пешка на черно поле f2 · бял офицер на черно поле c1 · черен кон на черно поле e1 · черна дама на бяло поле f1 | черен топ на черно поле f8 · черен цар на бяло поле g8 · черна пешка на бяло поле h7 · черен офицер на бяло поле a6 · черна пешка на черно поле d6 · бял кон на бяло поле e6 · черна пешка на черно поле f6 · бяла пешка на бяло поле d5 · бял кон на бяло поле f5 · черна пешка на черно поле b4 · бяла пешка на бяло поле e4 · бял цар на черно поле g3 · бяла пешка на бяло поле h3 · бяла пешка на бяло поле a2 · бяла дама на черно поле d2 · бяла пешка на черно поле f2 · бял офицер на черно поле c1 · черен кон на черно поле e1 · черна дама на бяло поле f1 | 2 |
| 1 | черен топ на черно поле f8 · черен цар на бяло поле g8 · черна пешка на бяло поле h7 · черен офицер на бяло поле a6 · черна пешка на черно поле d6 · бял кон на бяло поле e6 · черна пешка на черно поле f6 · бяла пешка на бяло поле d5 · бял кон на бяло поле f5 · черна пешка на черно поле b4 · бяла пешка на бяло поле e4 · бял цар на черно поле g3 · бяла пешка на бяло поле h3 · бяла пешка на бяло поле a2 · бяла дама на черно поле d2 · бяла пешка на черно поле f2 · бял офицер на черно поле c1 · черен кон на черно поле e1 · черна дама на бяло поле f1 | черен топ на черно поле f8 · черен цар на бяло поле g8 · черна пешка на бяло поле h7 · черен офицер на бяло поле a6 · черна пешка на черно поле d6 · бял кон на бяло поле e6 · черна пешка на черно поле f6 · бяла пешка на бяло поле d5 · бял кон на бяло поле f5 · черна пешка на черно поле b4 · бяла пешка на бяло поле e4 · бял цар на черно поле g3 · бяла пешка на бяло поле h3 · бяла пешка на бяло поле a2 · бяла дама на черно поле d2 · бяла пешка на черно поле f2 · бял офицер на черно поле c1 · черен кон на черно поле e1 · черна дама на бяло поле f1 | черен топ на черно поле f8 · черен цар на бяло поле g8 · черна пешка на бяло поле h7 · черен офицер на бяло поле a6 · черна пешка на черно поле d6 · бял кон на бяло поле e6 · черна пешка на черно поле f6 · бяла пешка на бяло поле d5 · бял кон на бяло поле f5 · черна пешка на черно поле b4 · бяла пешка на бяло поле e4 · бял цар на черно поле g3 · бяла пешка на бяло поле h3 · бяла пешка на бяло поле a2 · бяла дама на черно поле d2 · бяла пешка на черно поле f2 · бял офицер на черно поле c1 · черен кон на черно поле e1 · черна дама на бяло поле f1 | черен топ на черно поле f8 · черен цар на бяло поле g8 · черна пешка на бяло поле h7 · черен офицер на бяло поле a6 · черна пешка на черно поле d6 · бял кон на бяло поле e6 · черна пешка на черно поле f6 · бяла пешка на бяло поле d5 · бял кон на бяло поле f5 · черна пешка на черно поле b4 · бяла пешка на бяло поле e4 · бял цар на черно поле g3 · бяла пешка на бяло поле h3 · бяла пешка на бяло поле a2 · бяла дама на черно поле d2 · бяла пешка на черно поле f2 · бял офицер на черно поле c1 · черен кон на черно поле e1 · черна дама на бяло поле f1 | черен топ на черно поле f8 · черен цар на бяло поле g8 · черна пешка на бяло поле h7 · черен офицер на бяло поле a6 · черна пешка на черно поле d6 · бял кон на бяло поле e6 · черна пешка на черно поле f6 · бяла пешка на бяло поле d5 · бял кон на бяло поле f5 · черна пешка на черно поле b4 · бяла пешка на бяло поле e4 · бял цар на черно поле g3 · бяла пешка на бяло поле h3 · бяла пешка на бяло поле a2 · бяла дама на черно поле d2 · бяла пешка на черно поле f2 · бял офицер на черно поле c1 · черен кон на черно поле e1 · черна дама на бяло поле f1 | черен топ на черно поле f8 · черен цар на бяло поле g8 · черна пешка на бяло поле h7 · черен офицер на бяло поле a6 · черна пешка на черно поле d6 · бял кон на бяло поле e6 · черна пешка на черно поле f6 · бяла пешка на бяло поле d5 · бял кон на бяло поле f5 · черна пешка на черно поле b4 · бяла пешка на бяло поле e4 · бял цар на черно поле g3 · бяла пешка на бяло поле h3 · бяла пешка на бяло поле a2 · бяла дама на черно поле d2 · бяла пешка на черно поле f2 · бял офицер на черно поле c1 · черен кон на черно поле e1 · черна дама на бяло поле f1 | черен топ на черно поле f8 · черен цар на бяло поле g8 · черна пешка на бяло поле h7 · черен офицер на бяло поле a6 · черна пешка на черно поле d6 · бял кон на бяло поле e6 · черна пешка на черно поле f6 · бяла пешка на бяло поле d5 · бял кон на бяло поле f5 · черна пешка на черно поле b4 · бяла пешка на бяло поле e4 · бял цар на черно поле g3 · бяла пешка на бяло поле h3 · бяла пешка на бяло поле a2 · бяла дама на черно поле d2 · бяла пешка на черно поле f2 · бял офицер на черно поле c1 · черен кон на черно поле e1 · черна дама на бяло поле f1 | черен топ на черно поле f8 · черен цар на бяло поле g8 · черна пешка на бяло поле h7 · черен офицер на бяло поле a6 · черна пешка на черно поле d6 · бял кон на бяло поле e6 · черна пешка на черно поле f6 · бяла пешка на бяло поле d5 · бял кон на бяло поле f5 · черна пешка на черно поле b4 · бяла пешка на бяло поле e4 · бял цар на черно поле g3 · бяла пешка на бяло поле h3 · бяла пешка на бяло поле a2 · бяла дама на черно поле d2 · бяла пешка на черно поле f2 · бял офицер на черно поле c1 · черен кон на черно поле e1 · черна дама на бяло поле f1 | 1 |
|   | a | b | c | d | e | f | g | h |   |

В позицията, показана на диаграма 18, Гари Каспаров ефектно жертва бялата дамата и отвлича пешката f6, която защитава диагонала а1–h8 пред царя: 1. Дg5+!! f:g5 2. Кh6+ Цh8 3. Ob2#.
 Ако черните откажат жертвата, пак получават мат: 
1. ... Цf7 2. Дg7+ Це8 3. Де7#. 
Характерна в това отношение е Вечнозелената партия, в която има отклонениe на черния кон, прикриващ царя по диагонала а4–е8 20. Тe1:е7+! Кc6:е7 и завличане на черния цар 21. Да4:d7+!! Це8:d7 22. Od3–f5++!! Цd7–e8 23. Of5–d7+ Цe8–f8 24. Oa3:e7#!! 